# Époque hellénistique
Cette page se comprend mieux après la lecture de Histoire de la Grèce antique.

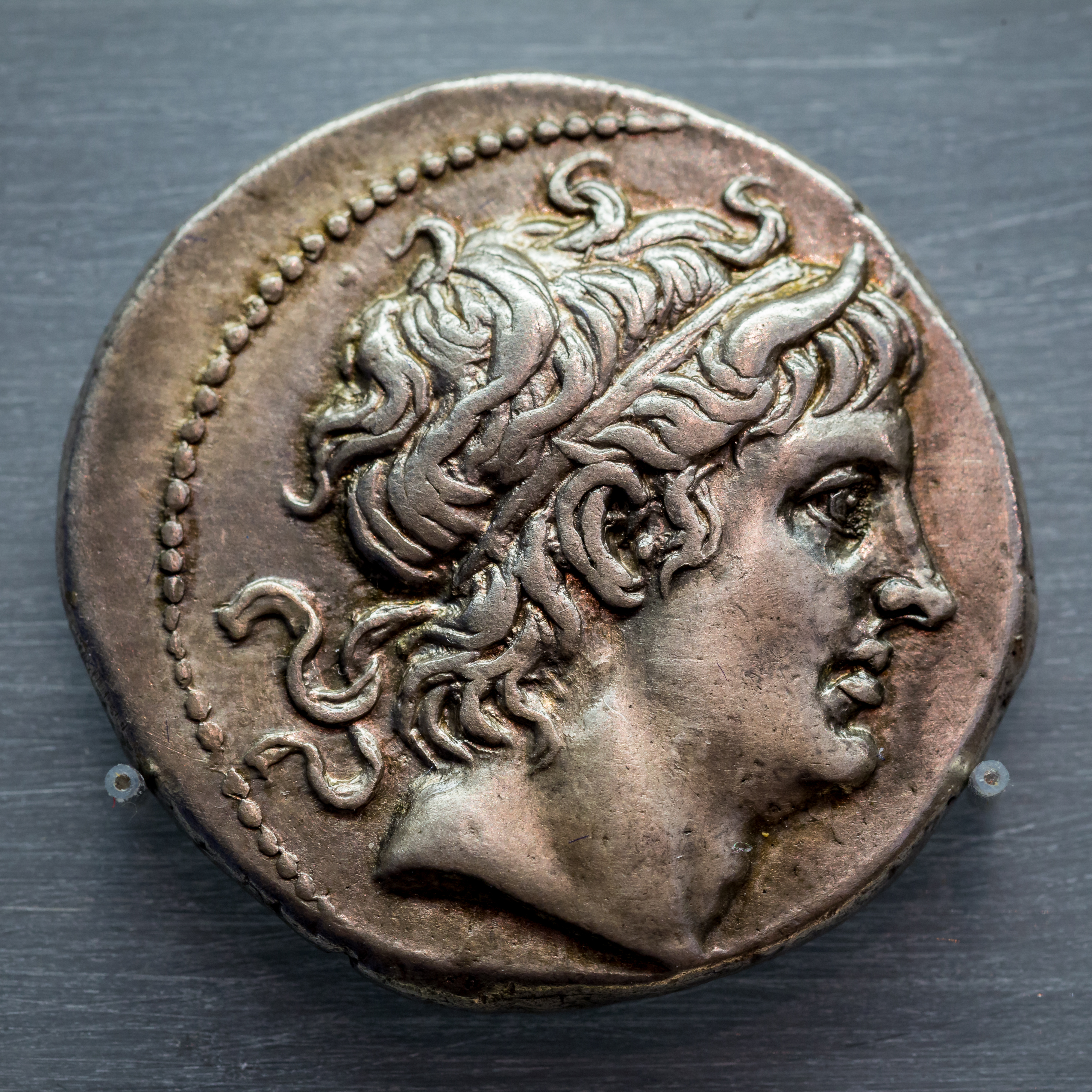
Monnaie d'argent à l'effigie du roi Démétrios Poliorcète, 290/-289 Glyptothèque de Munich.

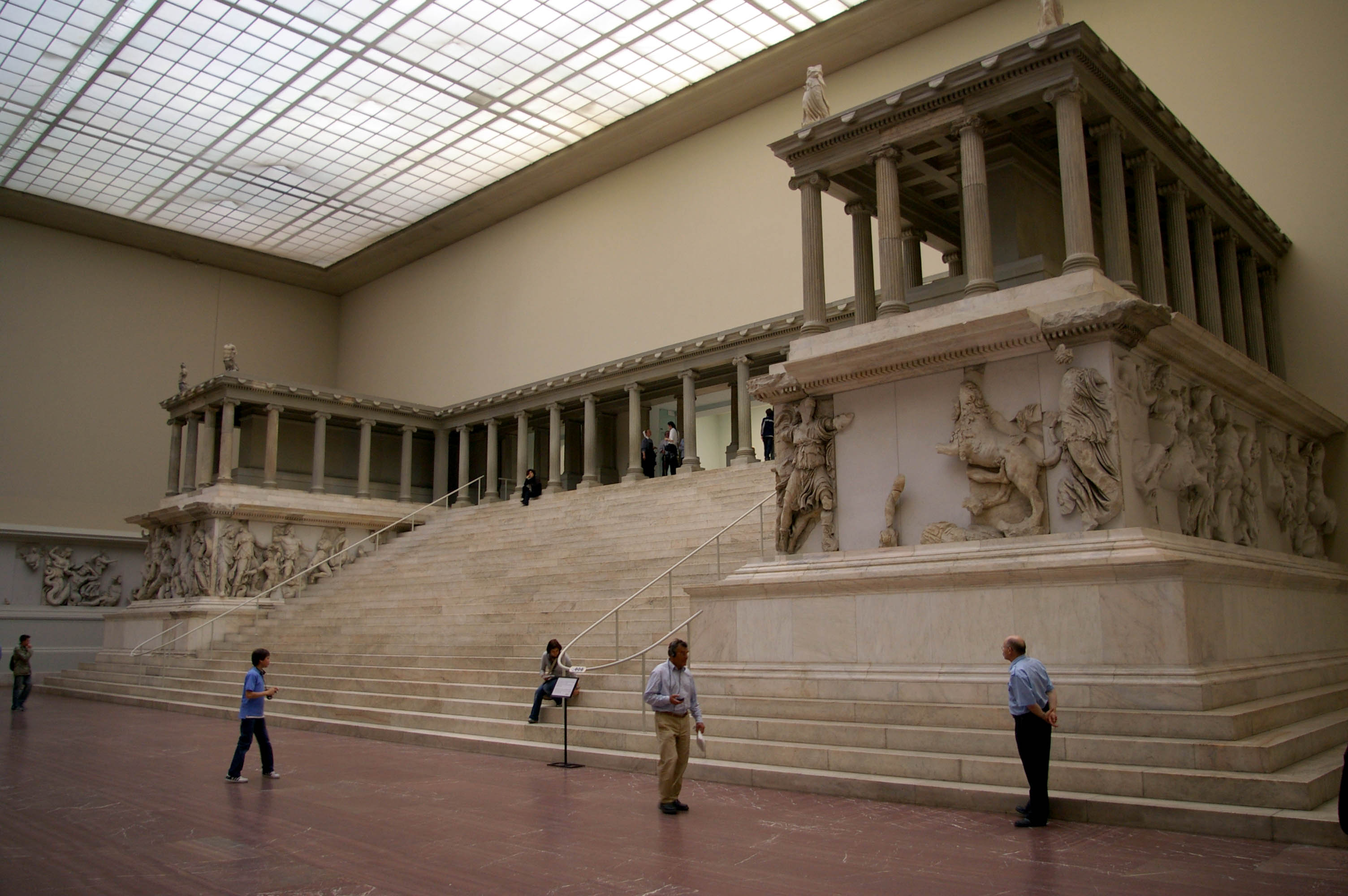
Le Grand Autel de Pergame, première moitié du Pergamon Museum.

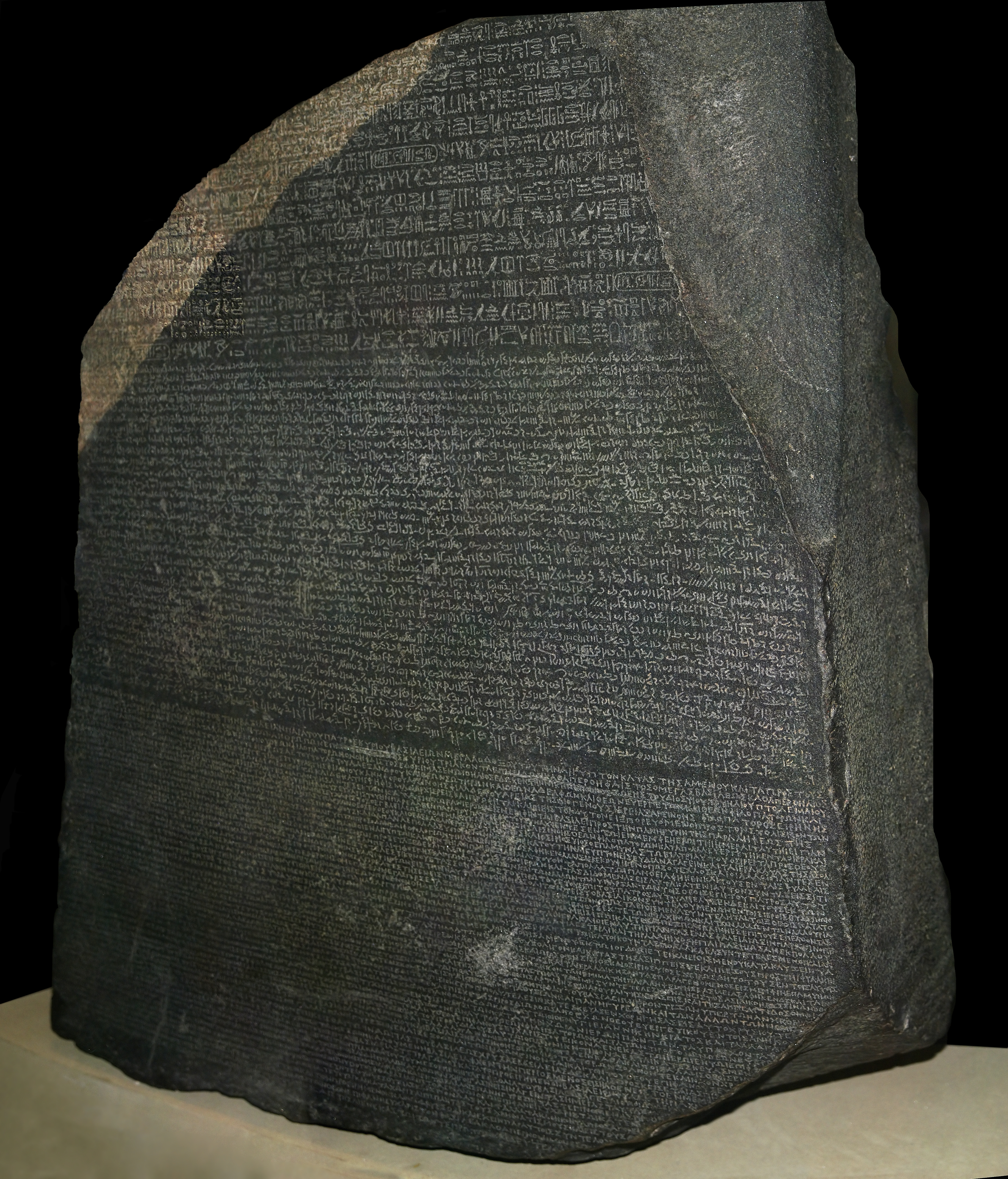
La Pierre de Rosette, inscription trilingue alphabet grec-égyptien démotique-hiéroglyphes datée de -196, comprenant un décret du roi grec d'Égypte Ptolémée V. British Museum.

La Vénus de Milo, statue de la seconde moitié du Musée du Louvre.

L'époque hellénistique est une période chronologique de l'histoire antique, une phase de l'histoire de la Grèce antique mais également de celles des autres civilisations qui sont alors dominées par des dynasties d'origine gréco-macédonienne (Égypte, Phénicie, Mésopotamie, Perse, etc.). Elle s'étend de la fin de l'époque classique, soit la mort d'Alexandre le Grand en 323 av. J.-C., à la défaite de Cléopâtre VII à la bataille d'Actium en 31 av. J.-C. et son suicide l'année suivante, qui marque l'achèvement de mise en place de la domination romaine sur le monde grec.
La quarantaine d'années qui suit la mort d'Alexandre (320-280) voit ses généraux, les Diadoques, s'affronter pour obtenir par la pointe de la lance une portion des territoires conquis. Les survivants fondent les trois royaumes hellénistiques majeurs : les Antigonides dirigent le royaume de Macédoine, les Lagides (ou Ptolémées) l'Égypte (Royaume lagide), les Séleucides les territoires asiatiques allant de la Méditerranée jusqu'aux confins de l'Asie centrale. Ils se disputent la domination sur le monde égéen, l'Anatolie et le Levant, où existent des cités grecques et des petits royaumes plus ou moins hellénisés. Après un relatif équilibre des pouvoirs durant le IIIe siècle av. J.-C., l'irruption de la République romaine dans le monde hellénistique à partir des dernières décennies du même siècle rebat les cartes. Les grands royaumes hellénistiques ne sont pas en mesure de s'opposer à ses légions et lui laissent progressivement leur influence. Ils disparaissent successivement, la fin de la période étant marquée par l'annexion du dernier survivant, le royaume égyptien des Lagides.
Les cités grecques du monde égéen qui occupaient le devant de la scène politique et militaire durant les époques archaïque et classique ont laissé la place à l'hégémonie des monarchies, mais elles ne disparaissent pas pour autant, puisqu'elles préservent une certaine marge d'autonomie et de négociation avec les puissances dominantes. Certaines obtiennent momentanément une puissance militaire notable, comme Rhodes grâce à sa flotte, et les cités d'Étolie et d'Achaïe qui joignent leurs forces dans des ligues en mesure de s'opposer aux armées royales. Dans les territoires dominés par les Séleucides et les Lagides, de nouvelles cités grecques sont fondées pour servir de relais à l'influence royale, s'implantant de manière durable par endroits, constituant de nouvelles zones de culture grecque (notamment Alexandrie en Égypte, les cités de la Syrie séleucide, en Bactriane). La période est donc loin d'être un âge de déclin des cités grecques.
Les conquérants gréco-macédoniens conservent les rênes du pouvoir et forment l'essentiel de l'élite dirigeante des monarchies hellénistiques, même s'ils doivent s'adapter aux structures administratives en place pour assurer leur autorité sur les populations non grecques. Les relations entre Grecs et Indigènes ont souvent été analysées sous le prisme de l'« hellénisation », l'adoption de la culture grecque (ou hellénisme) par des non-Grecs. Ce terme recouvre en fait des phénomènes très variés. La culture grecque devient la culture de référence sur l'espace dominé par les royaumes hellénistiques, mais elle ne conquiert pas la majorité des populations, loin de là. Ses traits (la langue, les noms de personnes, l'art et l'architecture, la littérature, des éléments de la vie civique comme le théâtre et le sport, etc.) sont adoptés à des degrés divers et avec des finalités tout aussi variables par des individus non grecs, avant tout les élites qui sont le plus en contact avec l'administration grecque. La culture hellénistique devient aussi un modèle chez les conquérants romains, qui en reprennent divers aspects et contribuent à les diffuser encore plus.

## Contours et définitions

### Chronologie

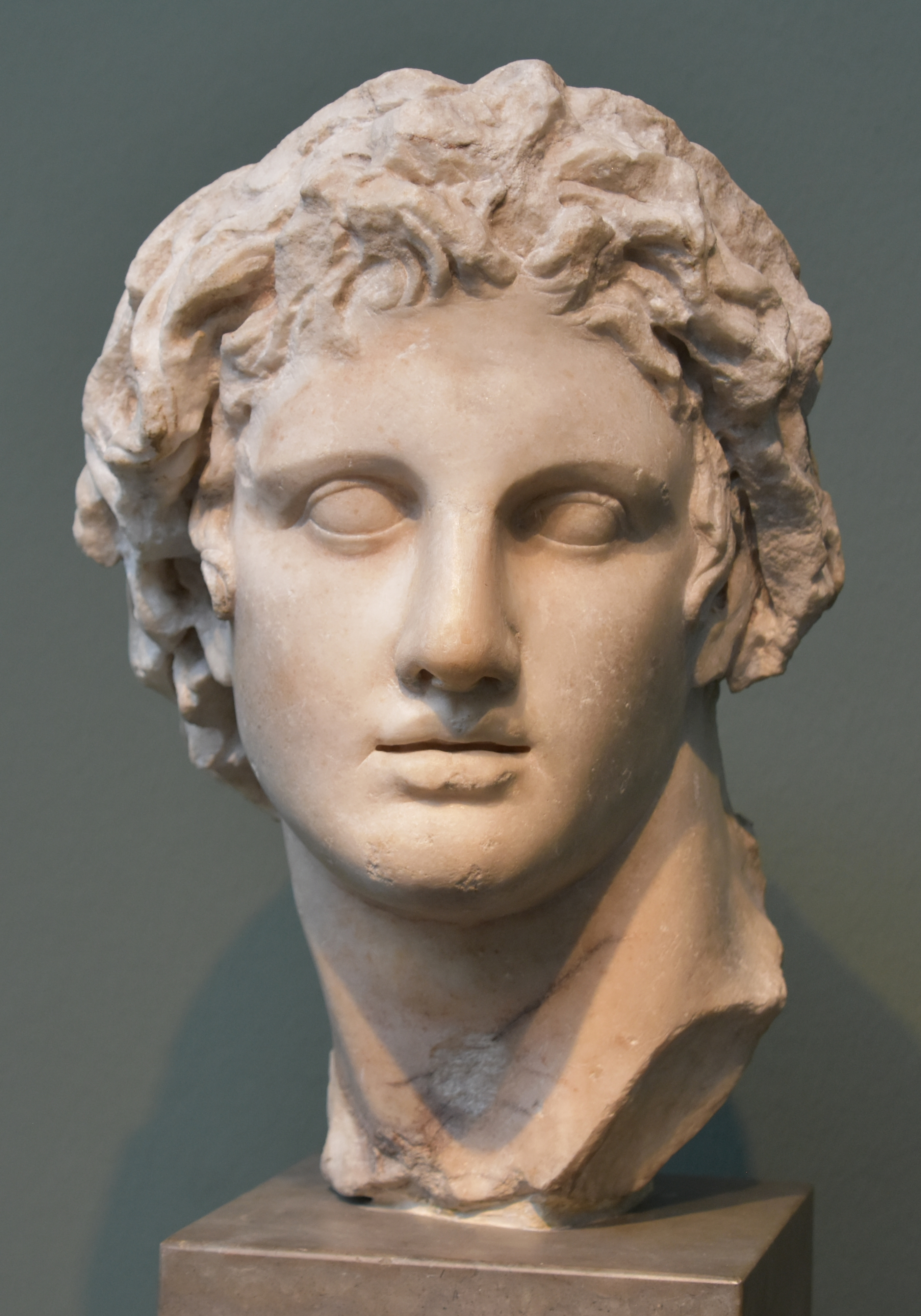
Buste d’Alexandre le Grand. Ny Carlsberg Glyptotek.

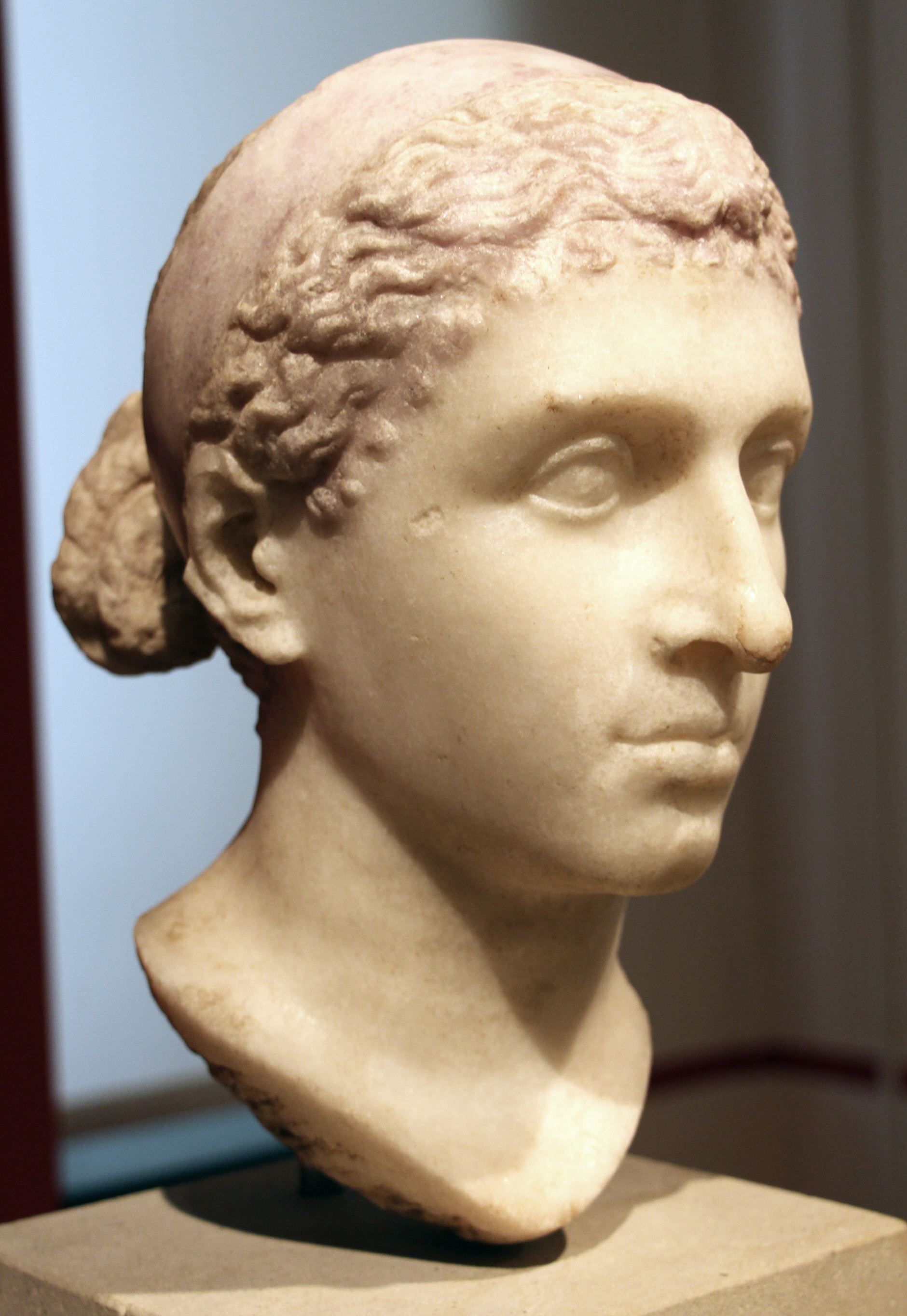
Buste de Cléopâtre VII. 40--30 Altes Museum (Berlin).

Le début de la période hellénistique est souvent placé à la mort d'Alexandre le Grand en 323 av. J.-C.,, ou du moins durant la période de ses conquêtes, entre 334 et 323 av. J.-C., qui placent sous sa domination l'Empire perse achéménide. C'est une rupture majeure dans l'histoire grecque et plus largement antique, un tournant géopolitique incontestable, aussi dans le domaine culturel puisqu'il étend considérablement l'aire géographique grecque et entraîne sa « globalisation »,. Ces conquêtes définissent aussi l'espace géographique concerné par les études sur la période, qui va de la Libye et de l'Adriatique à l'ouest jusqu'aux contreforts de l'Himalaya à l'est.
La fin de l'époque hellénistique est généralement située en 31 av. J.-C., lorsqu'Octave bat Marc Antoine et Cléopâtre VII à Actium, ou bien l'année suivante, en 30 av. J.-C., à la mort de Cléopâtre, qui marque la fin de la dernière grande dynastie hellénistique, qui tombe aux mains des Romains,,. La transition entre période hellénistique et romaine se fait en fait de manière progressive selon les lieux, puisque la conquête romaine débute dans les années 220, la Macédoine tombe dès 146 av. J.-C. et devient dès lors romaine,. En raison des changements induits par ces conquêtes, notamment dans la vie civique, Louis Robert a proposé de distinguer une « haute période hellénistique », le IIIe siècle av. J.-C., et une « basse période hellénistique », du début du IIe siècle av. J.-C. jusqu'en 31/30, quand la domination romaine se met en place.
Mais la pratique s'est répandue de poursuivre l'étude du monde hellénistique plus loin dans le temps, sous le Haut-Empire romain (du moins jusqu'à la mort d'Hadrien en 138 de notre ère), en raison de fortes continuités sociales, économiques, religieuses et culturelles (le « long âge hellénistique » d'Angelos Chaniotis),.

### «Hellénisme» et époque «hellénistique»

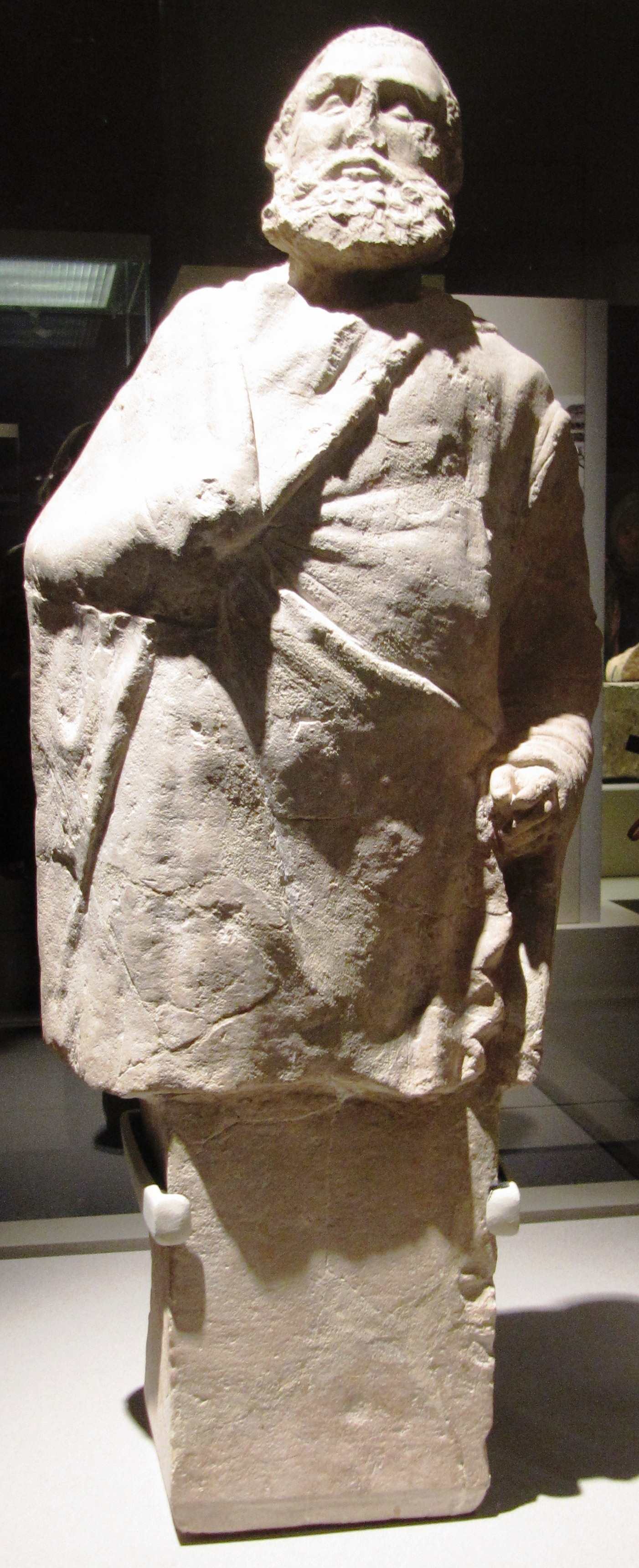
Pilier hermaïque provenant d'Aï Khanoum, cité hellénistique de Bactriane, dans l'actuel Afghanistan. Musée national afghan de Kaboul.

La notion d'époque « hellénistique » trouve son origine dans le concept d'« hellénisme » (Hellenismus) forgé par l'historien allemand Johann Gustav Droysen (1808-1884), d'abord en 1833 dans un ouvrage consacré à Alexandre le Grand, puis dans une Histoire de l'Hellénisme (Geschichte des Hellenismus, 1836-1843) inachevée. Cette notion est dérivée des termes antiques hellenismos (« hellénisme »), employé dans le Deuxième Livre des Maccabées (4:13) pour qualifier la culture grecque, et hellenistai (« hellénistes »), qui sert à désigner dans les Actes des Apôtres (6:1 ; 9:29) les disciples de Jésus qui parlent grec (voire qui sont de culture grecque). Droysen le reprend pour désigner l'ère ouverte par les conquêtes d'Alexandre, vu comme un héros civilisateur, durant laquelle Occident et Orient s'entremêlent et fusionnent, sous la domination culturelle grecque, qui donne une nouvelle culture accouchant finalement du christianisme, quintessence selon lui de cette synthèse gréco-orientale « hellénistique »,. Ces analyses sont marquées par le contexte d'expansion coloniale du XIXe siècle, le rôle « civilisateur » des Grecs en « Orient » étant lu sous le prisme de celui que les Européens, en particulier Britanniques, entendaient alors jouer au Proche et au Moyen-Orient. La notion d'hellénisme et l'adjectif hellénistique ont fini par s'imposer dans les études antiques, pour désigner une période historique mais aussi sa civilisation ainsi que certains de ses aspects (art/sculpture hellénistique, religion hellénistique, poésie hellénistique, etc.), mais pas tous (il est plus difficile de parler d'économie hellénistique ou de famille hellénistique).
La période hellénistique se caractérise par plusieurs aspects spécifiques. C'est une période d'élargissement considérable du monde grec, qui place de nombreux pays et peuples non grecs sous la domination de dynasties d'origine macédonienne fondées par les généraux d'Alexandre. L'analyse des relations entre les conquérants « gréco-macédoniens » et les populations des territoires qu'ils ont conquis reste centrale, notamment l'idée d'une « hellénisation » des populations non grecques, qui adoptent la culture des vainqueurs ou du moins des éléments de celle-ci,. La notion de « fusion » de cultures promue par Droysen, et plus largement l'idée d'une suprématie culturelle grecque, des rapports dominants/dominés, ou encore l'opposition Occident/Orient ont été influentes et peuvent le rester. Mais les cadres d'analyses évoluant, en particulier depuis la décolonisation, elles ont été fortement nuancées voire remplacées pour d'autres approches et concepts (acculturation, colonisation, hybridation, accommodation, aussi déculturation/contre-acculturation voire apartheid, etc.). Les études récentes prennent plus en considération la dimension multiculturelle de la période et le fait que les peuples non grecs ne « subissent » pas seulement le phénomène, avec des possibilités de négociation, d'accommodation et des transferts culturels qui varient selon les configurations et peuvent aussi impliquer l'adoption d'éléments culturels non grecs par des Grecs,,,. Un autre trait caractéristique de la période, dans le domaine politique, est la domination des monarchies d'origine gréco-macédonienne (mais en partie héritières de l'Empire achéménide), par opposition aux cités-États (poleis) qui dominaient la vie politique grecque auparavant. Mais l'idée d'un déclin de la cité a été nuancée, puisque cette institution connaît une expansion dans les territoires conquis et se trouve au cœur de la culture hellénistique et de la vie des Grecs,.
Les études sur la période hellénistique sont principalement réalisées par des spécialistes d'histoire grecque, qui ont donc tendance à consacrer leurs travaux aux seules populations grecques, ou alors à n'étudier les autres que lorsqu'elles sont concernées par les entreprises politiques, militaires et culturelles grecques. Les travaux des spécialistes des autres civilisations que la grecque qui sont concernées par l'aire hellénistique (égyptologie, assyriologie, iranologie, etc.) relèguent souvent cette période au second plan (quand ils ne l'ignorent pas), ou bien l'abordent sous l'angle des survivances et de la vitalité des traditions qui leur étaient propres (notamment la religion et les savoirs égyptiens et mésopotamiens). Les études ont tendance à de plus en plus intégrer les autres populations qui se trouvent dans les royaumes hellénistiques, et donc à croiser les apports de ces différentes spécialités, afin de dresser une image plus équilibrée de la période,,.

## Sources
Traditionnellement, les sources littéraires sont la base pour reconstituer l'histoire de l'époque hellénistique. Il s'agit de textes d'auteurs antiques qui ont été recopiés depuis l'Antiquité, et étaient donc connus des premiers historiens qui ont construit l'idée d'une ère hellénistique. La plus importante œuvre historique de la période sont les Histoires de Polybe (200-126 av. J.-C.), qui relate la mise en place de la domination romaine depuis 220 av. J.-C. C'est un témoin direct des événements qu'il décrit. Les autres sources historiques sur la période sont rédigées bien après les faits qu'elles décrivent, mais leurs auteurs ont pu avoir accès à des sources bien informées qui ont depuis disparu. L’Anabase d'Arrien (85-146 apr. J.-C.) est essentielle pour reconstituer les conquêtes d'Alexandre. Une autre source majeure en grec est la Bibliothèque historique de Diodore de Sicile (Ier siècle av. J.-C.), connue par fragments mais incontournable pour l'époque d'Alexandre et des Diadoques. Les Vies parallèles de Plutarque (46-126) proposent des biographies de plusieurs figures majeures de la période, grecques et romaines. Les écrits de Flavius Josèphe (37 - v. 100 apr. J.-C.) sont également importants. En latin, Tite-Live (v. 60 av. J.-C. - 17 apr. J.-C.) fournit des informations sur les relations gréco-romaines, compensant la perte de certains passages de Polybe,,.
L'autre grand type de source écrite sont les inscriptions étudiées par l'épigraphie : il s'agit de textes antiques de longueur très variable mis au jour lors de fouilles accomplies depuis l'époque moderne, et surtout à l'époque contemporaine. Elles se présentent sous divers supports : des tablettes de bois ou d'argile, de la pierre, du métal, des tessons de céramique (ostraka). En alphabet grec, cette catégorie comprend notamment des lois sacrées de sanctuaires et d'autres textes religieux, des épigrammes funéraires, des décrets civiques ou royaux, des lettres royales, des traités de paix, des ventes de terres. En égyptien hiéroglyphique ou en démotique, il s'agit aussi de décrets, parfois bilingues avec une version en grec, ou trilingue comme la pierre de Rosette, l'inscription la plus célèbre de la période. En babylonien cunéiforme, des milliers de tablettes cunéiformes proviennent de quelques sites, avant tout Babylone et Uruk, et documentent les activités du milieu des temples : textes rituels, littéraires, astronomiques-astrologiques (dont des éphémérides donnant des informations sur divers événements), des chroniques historiques, également des textes économiques et juridiques. D'autres inscriptions de la période sont en alphabet araméen, en phénicien, en nabatéen,,,.
La papyrologie est l'autre discipline étudiant des textes antiques découverts lors de fouilles, retrouvés sur des papyrus préservés en Égypte grâce au climat aride de ce pays. Ils sont écrits en grec ou en démotique et sont essentiellement des documents de la pratique concernant des activités administratives et économiques (en particulier l'archive de Zénon de Caunos provenant du Fayoum et datée des années 261-229), mais aussi quelques textes littéraires et savants (en particulier les papyrus d'Oxyrhynque qui sont notamment essentiels pour connaître les œuvres de Ménandre), ainsi que des textes normatifs royaux. Ce type de source concerne quasi exclusivement l’Égypte lagide,,,.
La numismatique étudie les monnaies, qui sont une source abondante et diverse, fournissant une multitude d'informations sur les entités politiques hellénistiques. Dans certaines régions comme la Bactriane et l'Indus, il s'agit des seules sources documentant les règnes de souverains,,.

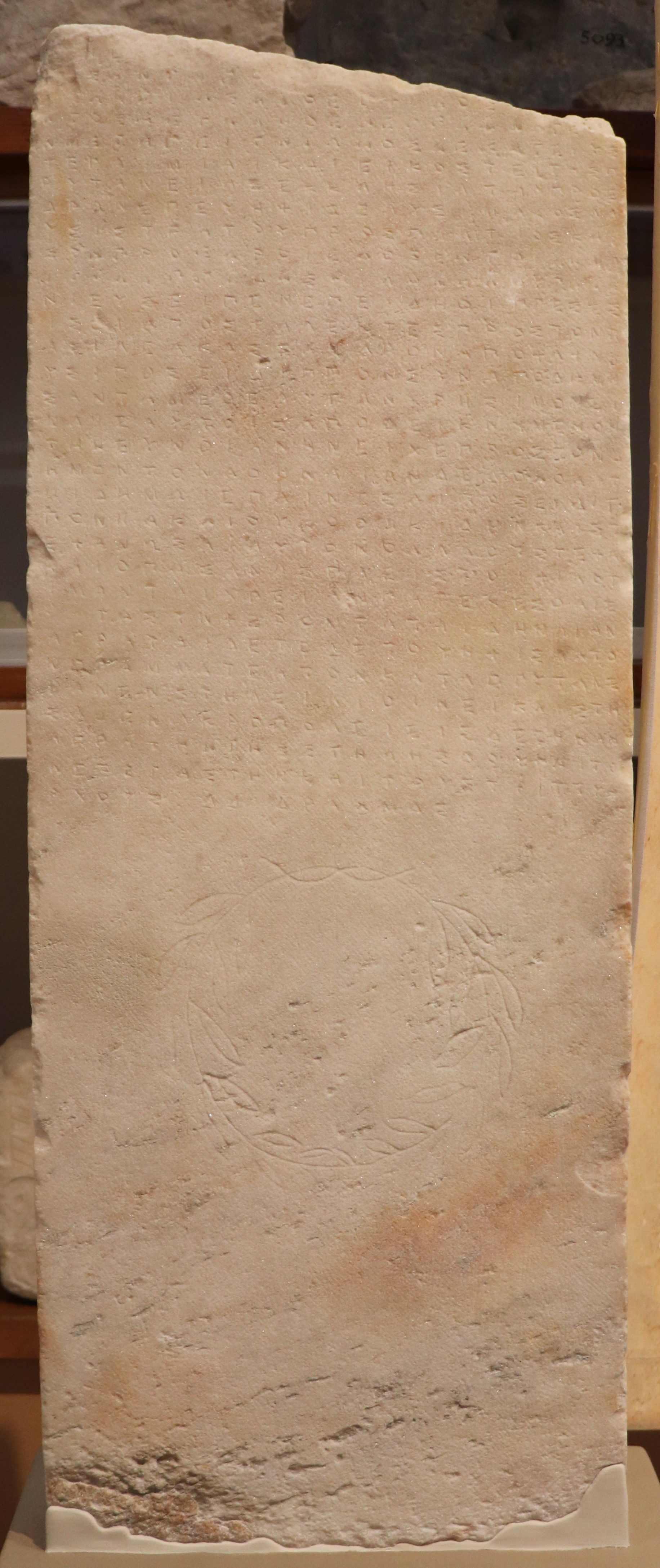
Décret honorifique des Athéniens pour Posidippe, ambassadeur du roi Cassandre, 299-298 av. J.-C. Musée épigraphique d'Athènes.
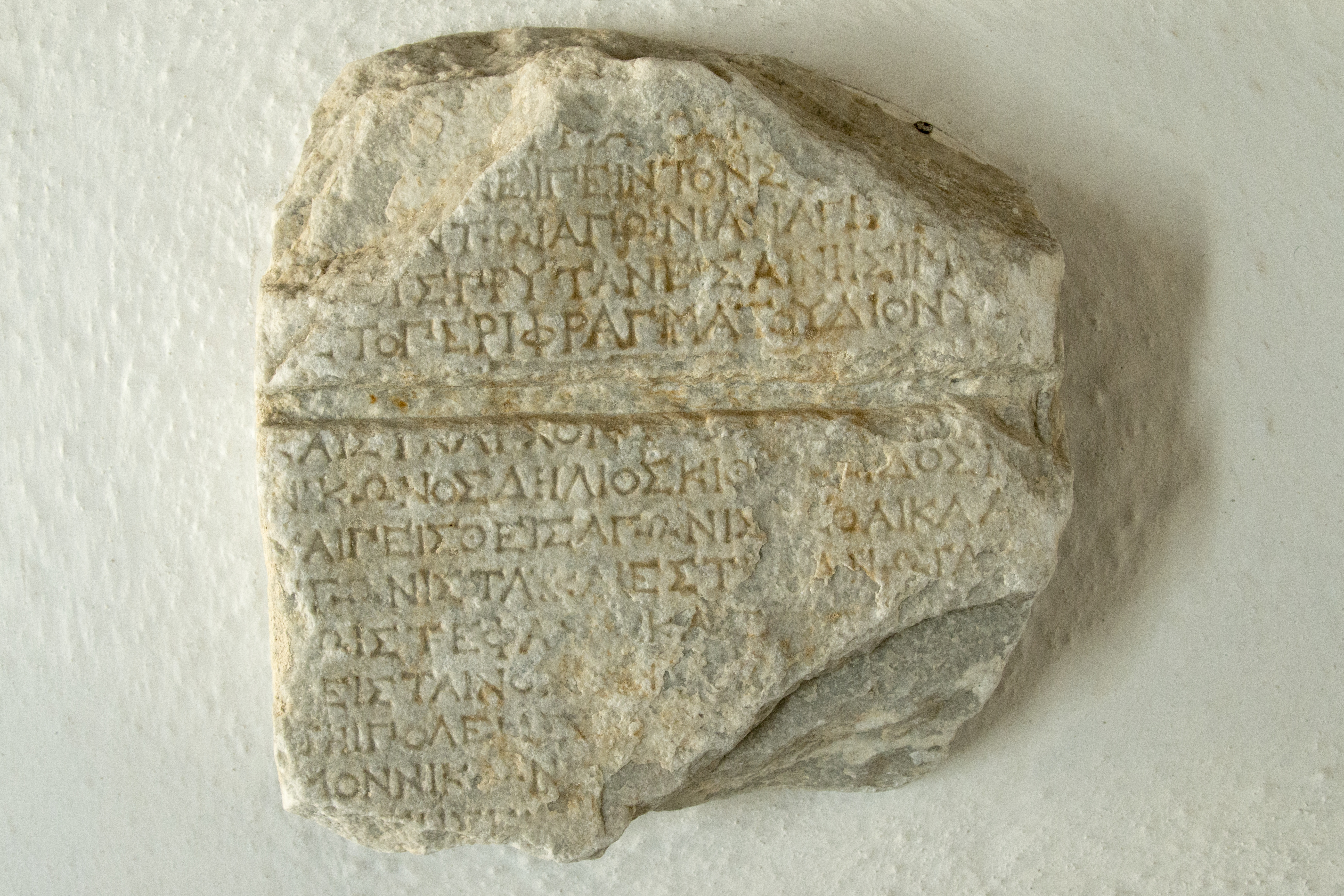
Fragment de stèle en marbre honorant un joueur de lyre de Délos. Musée archéologique de Siphnos.
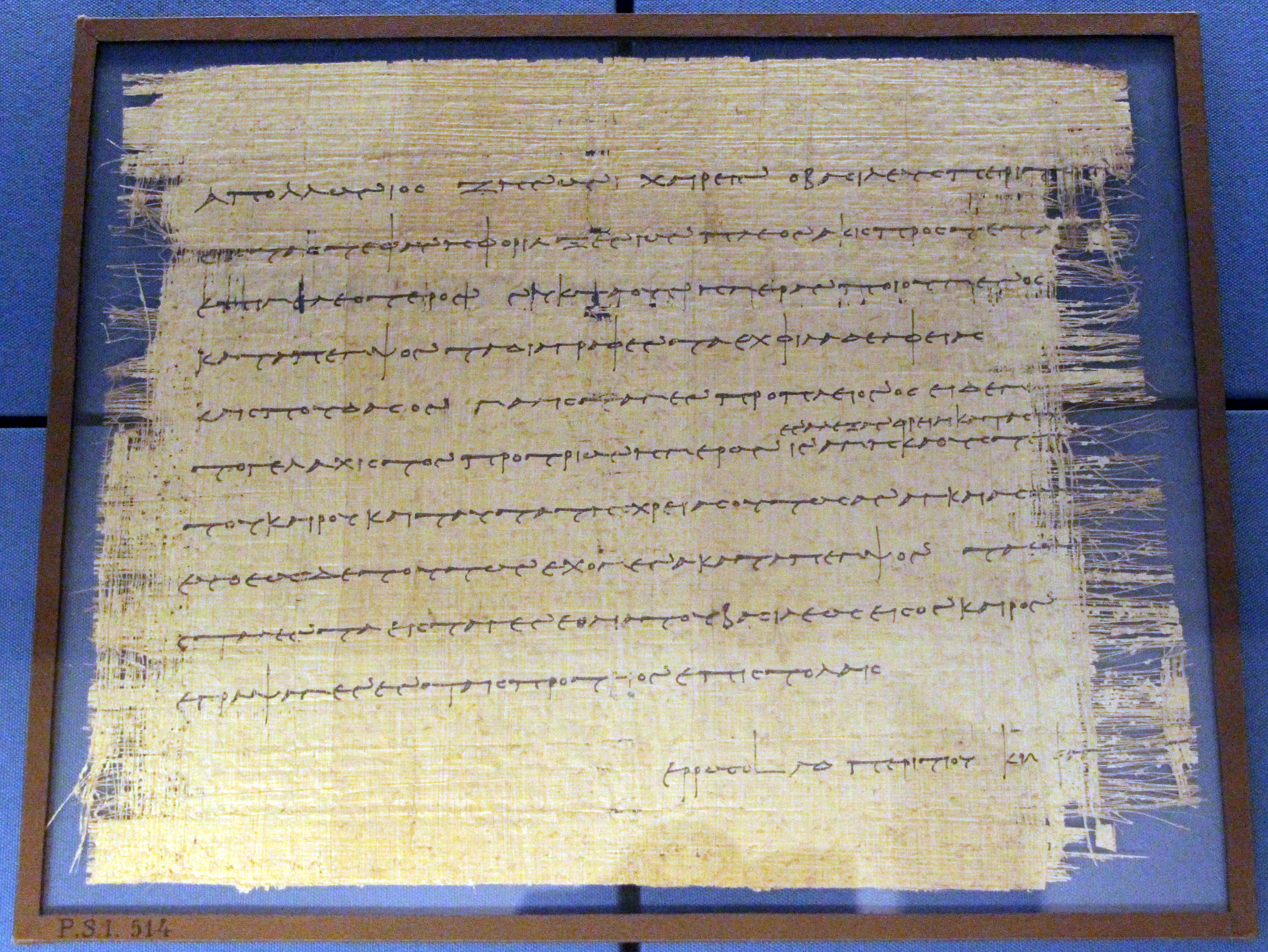
Papyrus de l'archive de Zénon de Caunos, lettre du ministre des finances pour une contribution à une fête en l'honneur du roi, v. 251 av. J.-C. Bibliothèque Laurentienne.
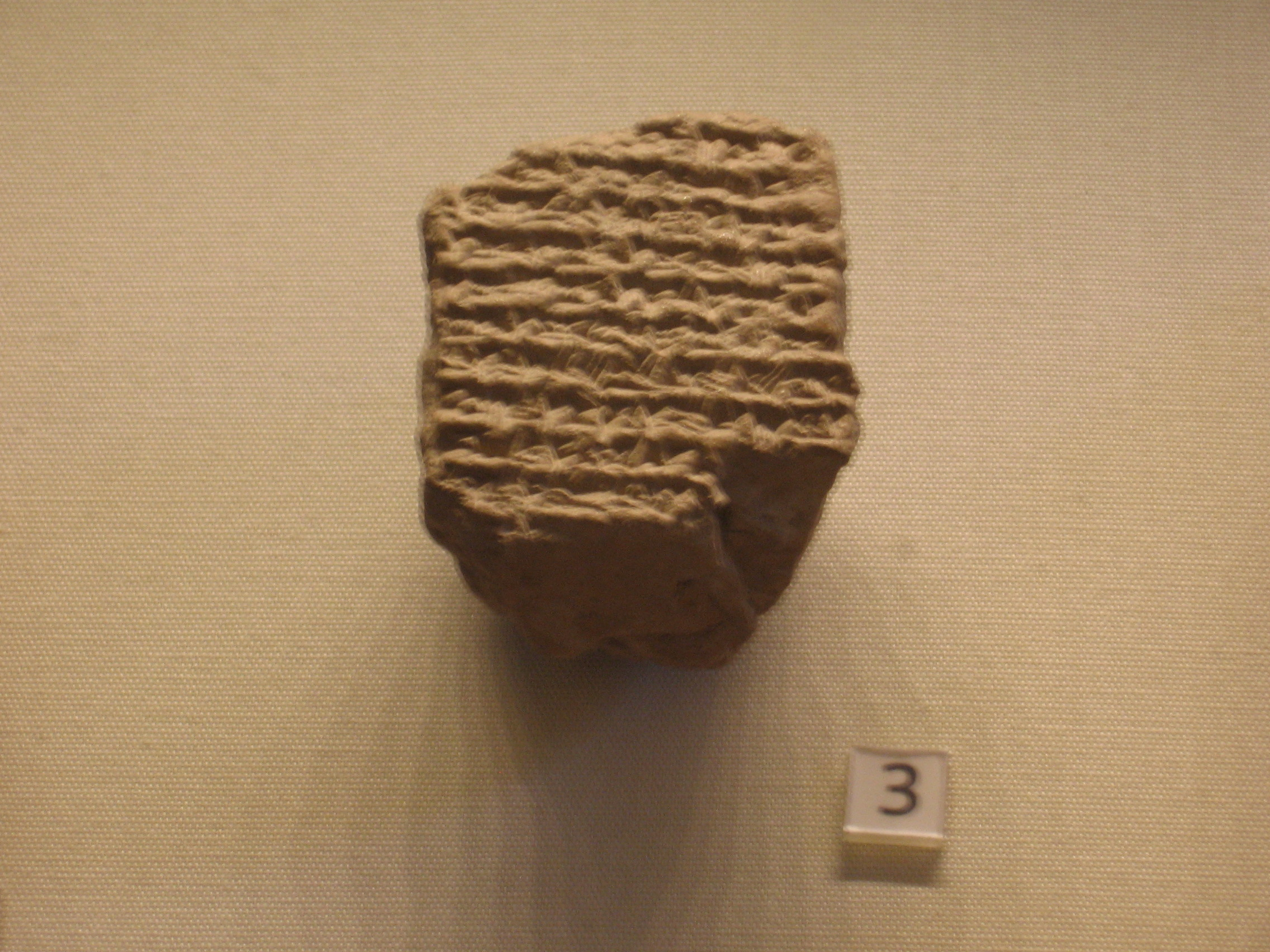
Tablette cunéiforme babylonienne, rapport d'observation astronomique régulière daté de 323-322 av. J.-C., mentionnant la mort d'Alexandre le Grand. British Museum.

Les vestiges archéologiques sont également une source de premier ordre, les fouilles mettant régulièrement au jour des bâtiments et objets de l'époque hellénistique (y compris des textes). Reflets de la dilatation de l'espace grec, les sites hellénistiques sont répartis sur un vaste espace : les sites majeurs de Grèce sont concernés (Athènes, Delphes, Délos, Samothrace, Pella, Philippes, etc.), ainsi que ceux d'Asie Mineure (Pergame, Priène, Magnésie du Méandre, Héraclée du Latmos, etc.), du Proche-Orient (Doura-Europos, Séleucie-Zeugma, Jebel Khalid, Iraq al-Amir, aussi Pétra), de Babylonie (Séleucie du Tigre, Uruk), d'Iran (Suse) et jusqu'en Afghanistan (Aï Khanoum) ; en revanche, la principale métropole de la période, Alexandrie d’Égypte, n'a pu faire l'objet de fouilles importantes en raison de l'occupation moderne,. La céramique constitue un type de source particulièrement instructif sur le quotidien et les échanges, en particulier les amphores,,.
La production artistique occupe également une place significative, car l'époque hellénistique a vu l'essor de la demande avec le développement des royaumes et cités grecs, ainsi que l'intérêt romain pour l'art grec. L'art hellénistique est d'ailleurs avant tout documenté par des trouvailles réalisées en Italie, qui sont des copies d’œuvres grecques majeures (statues, mosaïques de Pompéi et d'Herculanum) ou bien des originaux emportés en butin lors des conquêtes.

## Évolution politique du monde hellénistique

### Les conquêtes d’Alexandre le Grand (334-323av. J.-C.)

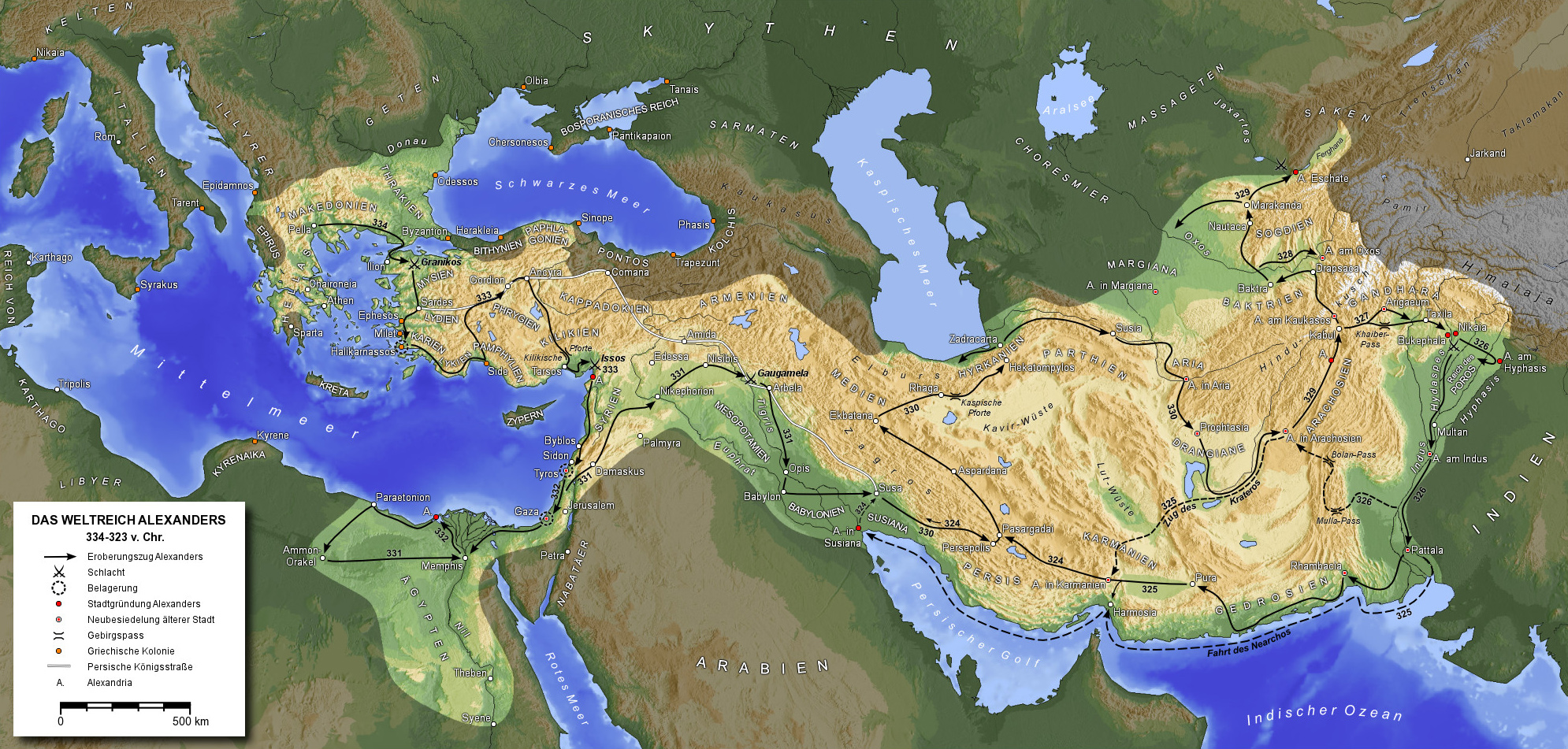
Le monde hellénistique à la mort d’Alexandre le Grand.

Roi de Macédoine à 20 ans, maître de la Grèce deux ans plus tard, Alexandre le Grand entreprend durant son règne (336-323 av. J.-C.) la conquête la plus spectaculaire et la plus rapide de l’Antiquité. Un royaume, de taille moyenne, associé à quelques cités grecques vient à bout du plus grand empire de l’époque, l’Empire perse. Darius III est vaincu à l'issue d'une campagne de quatre années (334-330) et de trois batailles, celles du Granique, d’Issos et de Gaugamèles,. Les trois années suivantes, jusqu'en 327, sont consacrées à la lente et difficile conquête des satrapies de l’Asie centrale, puis jusqu'en 325 à assurer la domination macédonienne sur le nord-ouest de l’Inde. C’est là qu'Alexandre, sous la pression de ses troupes épuisées, doit renoncer à poursuivre son épopée. Il retourne vers l'ouest, perdant au passage une partie de ses hommes dans le désert de Gédrosie, pour s'installer à Suse puis à Babylone. Il y meurt en juin 323,.

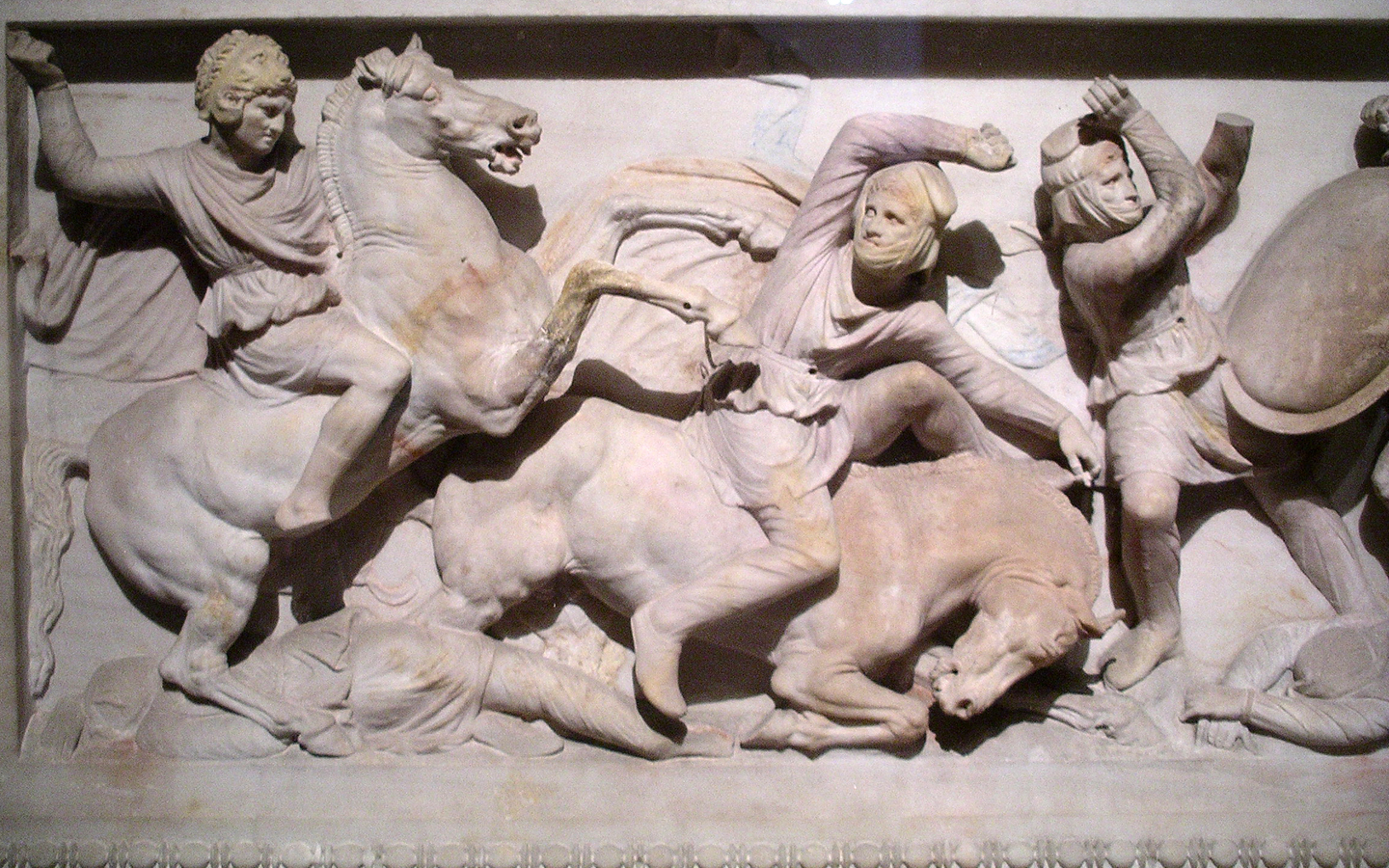
Alexandre à cheval terrasse un soldat perse. Détail du « Sarcophage d'Alexandre », probablement commandité à la fin du pour Abdalonymos de Sidon, roi phénicien rallié au conquérant macédonien. Musée archéologique d'Istanbul.

La brièveté du règne d'Alexandre laisse de nombreuses incertitudes sur la manière dont il entendait gouverner son empire, même si plusieurs de ses décisions fortes tracent une ligne politique. Alexandre reste au courant des affaires de la Grèce, qu'il a confiées à Antipater, membre expérimenté de l'aristocratie macédonienne. En Orient, il s'appuie en premier lieu sur les institutions de l'empire achéménide, ainsi que le considérable trésor et les domaines royaux perses qu'il a pris après sa victoire sur Darius III. Son armée intègre de nombreux soldats iraniens pour venir regarnir ses rangs et il tente un rapprochement entre élites gréco-macédoniennes et perses, notamment lors des Noces de Suse qui ont pu être interprétées comme un projet de fusion des peuples. Sans forcément exclure une dimension visionnaire à sa politique, Alexandre pourrait avoir avant tout agit par pragmatisme (attitude qui caractérisait déjà l'exercice du pouvoir en Macédoine), en ralliant l'élite perse pour mieux contrôler l'empire qu'elle dominait depuis deux siècles. En tout cas à la fin de son règne il confie des postes majeurs tels que les satrapies (les grandes provinces perses) aussi bien à des Grecs qu'à des Iraniens. Cette « persianisation » du pouvoir d'Alexandre comme ses tendances autoritaires suscitent des oppositions, face auxquelles le roi tient bon, poursuivant sa politique. Du reste il ne se contente pas de reprendre les structures existantes, puisqu'il fonde de nombreuses villes et garnisons lors de ses expéditions, peuplées de soldats et aussi de migrants venus des cités grecques, qui ont pour objectif premier de pérenniser sa domination sur les régions conquises. Que cela ait été ou non le projet d'Alexandre, avec le temps elles contribuent à diffuser la culture grecque dans les pays orientaux. Par ses grandes conquêtes et plusieurs de ses décisions, aussi en servant de modèle à ses successeurs, Alexandre a donc façonné le monde hellénistique et plus largement bouleversé le cours de l'histoire,.

### Les Diadoques et la formation des royaumes (323-280av. J.-C.)

Les royaumes des Diadoques vers -301 après la bataille d'Ipsos.

Alexandre le Grand ne laisse pas de réels successeurs capables de régner, et surtout de s'imposer à ses principaux officiers, les Diadoques, qui se déchirent pendant 40 ans. Ceux-ci ont pourtant maintenu un temps le principe d'une succession dynastique et organisé les possessions d'Alexandre au nom de son demi-frère Philippe III Arrhidée (inapte à régner pour raison de santé) et de son fils posthume Alexandre IV. Mais les premiers affrontements éclatent dès 321 et les garants de ce système, Perdiccas et Cratère, meurent dans la foulée. Les généraux survivants se répartissent les satrapies avant de lutter pour conserver et étendre leurs territoires : se démarquent rapidement Ptolémée, qui dirige l’Égypte, Lysimaque, implanté en Thrace, Cassandre qui prend possession de la Macédoine, Antigone le Borgne en Anatolie et Séleucos en Asie. La famille d'Alexandre est éliminée en plusieurs temps : Philippe III est tué en 317 par Olympias, la mère d'Alexandre, qui est ensuite mise à mort par Cassandre ; celui-ci fait exécuter Alexandre IV en 310, alors qu'il a atteint la majorité,.
Les conflits entre les Diadoques impliquent les cités grecques, qui deviennent un enjeu de leurs rivalités et changent souvent d'allégeance de manière plus ou moins volontaire, et de régime politique avec. Antigone le Borgne, secondé par son fils Démétrios Poliorcète, est le plus actif dans les luttes entre Diadoques. Ptolémée, solidement implanté en Égypte, constitue une flotte qui lui permet d'intervenir dans le monde égéen. Séleucos s'impose avec difficulté en Babylonie, puis parvient à contrôler l'Iran et la Bactriane, même s'il doit laisser l'Indus au roi indien Chandragupta des Maurya. Fort de ses succès et de ceux de son fils, Antigone est le premier des Diadoques à prendre le titre royal en 306. Son conflit avec Ptolémée, marqué par l'échec de son fils devant Rhodes, tourne néanmoins court, ce qui offre l'occasion à son rival de devenir roi à son tout. Cassandre, Lysimaque et Séleucos font ensuite de même. Antigone est finalement vaincu par une coalition de ses rivaux à la bataille d'Ipsos en 301 av. J.-C.,.
Son fils Démétrios Poliorcète garde néanmoins le contrôle d'une armée puissante, et profite de la mort de Cassandre en 297 pour tenter de s'imposer en Macédoine et dans le reste de la Grèce. Après de nombreux conflits dans lesquels sont impliqués les rois Lysimaque (qui domine la Thrace et une grande partie de l'Anatolie), Pyrrhos d'Épire et Ptolémée qui dispose de base dans les Cyclades et en Anatolie littorale, Démétrios est en échec. Capturé par Séleucos, il meurt en 283, laissant son fils Antigone Gonatas aux commandes de ses troupes. Après 285, Lysimaque est parvenu à dominer une majeure partie de la Grèce égéenne, mais il se perd dans des querelles dynastiques qui conduisent à l'intervention de Séleucos. Abandonné par nombre de ses alliés, Lysimaque est vaincu lors de la bataille de Couroupédion (281). Séleucos est assassiné peu après, ne pouvant donc profiter de sa victoire. C'est le dernier des Diadoques à s'éteindre. La Macédoine échoit finalement à Antigone Gonatas en 276,.

### La période des trois royaumes hellénistiques (280-220av. J.-C.)

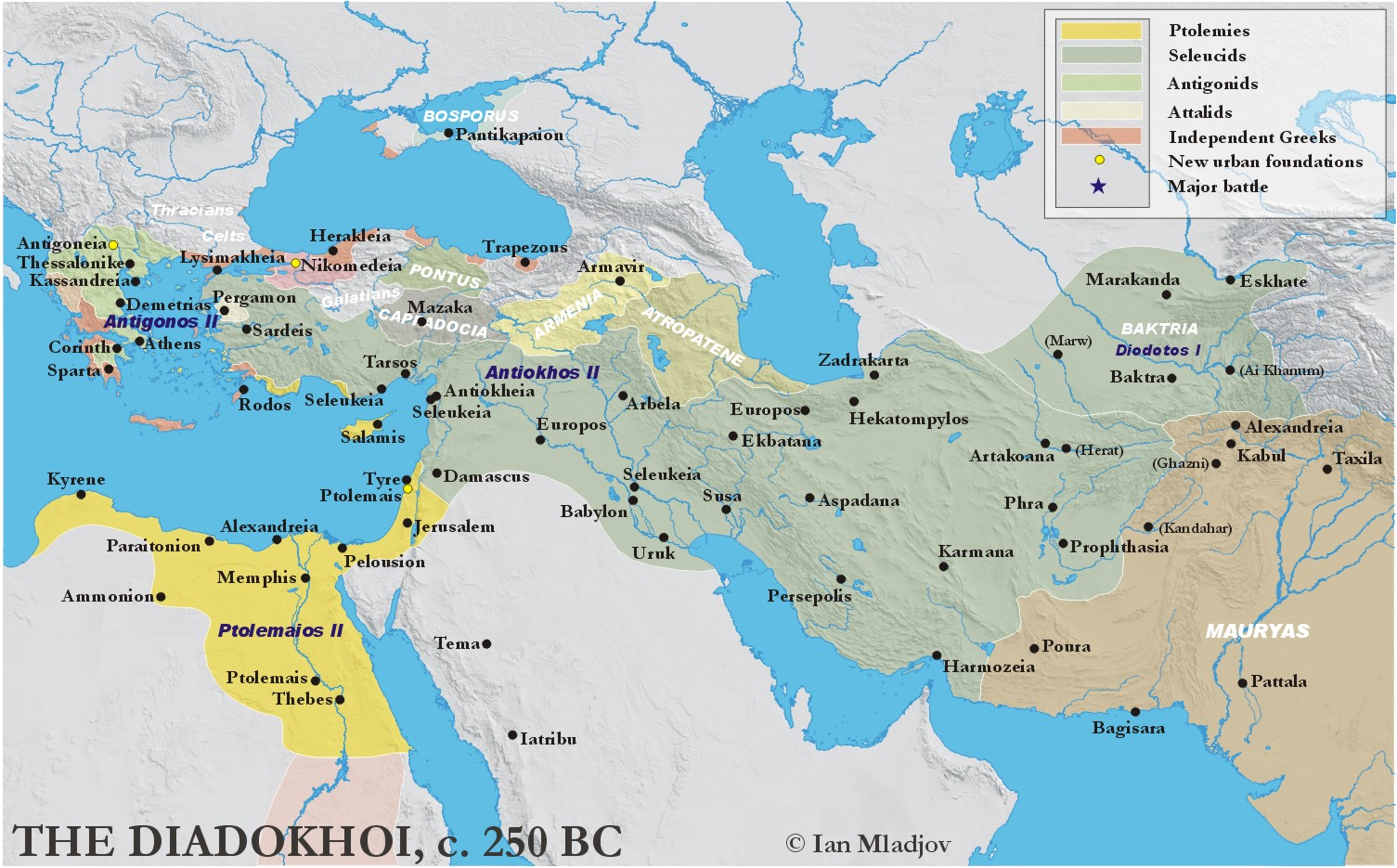
Le monde hellénistique vers -250

Au début du IIIe siècle av. J.-C. un équilibre précaire s'installe entre trois grandes dynasties issues des Diadoques. La Macédoine est gouvernée par les descendants d’Antigone le Borgne, les Antigonides, l’Égypte par les Lagides (ou Ptolémées), et l’empire asiatique des Séleucides, est plus vaste mais le moins homogène (une partie de l'Asie Mineure, Syrie, Mésopotamie, Iran) par les Séleucides. Les tendances sécessionnistes y émergent assez rapidement. Dès 246 la Bactriane se rend indépendante, passant sous le contrôle de rois gréco-bactriens. La Parthie est également perdue.
Aux côtés de ces trois monarchies principales, existent des royaumes plus petits et souvent soumis à eux, tel celui des Attalides autour de Pergame qui émerge autour de 270, ou encore ceux du Pont et de Bithynie. Il existe également des confédérations de cités qui s'opposent, parfois avec succès, aux entreprises des royaumes hellénistiques. Les deux plus importantes sont sans doute la ligue achéenne et la ligue étolienne, qui jouent un rôle notable jusqu'à la conquête romaine. De même, certaines cités parviennent à préserver totalement leur indépendance et à entretenir des relations d’égal à égal avec les royaumes ; la cité de Rhodes en est probablement le meilleur exemple. Comme si cela ne suffisait pas, les années 280-278 voient le début d'une invasion de tribus celtes, les Galates, qui dévastent le nord de la Grèce balkanique et progressent jusqu'à Delphes où ils sont repoussés. Ils se dirigent alors vers l'Anatolie, et prennent pied dans ses plateaux centraux où ils deviennent une menace pour les royaumes voisins.
Le IIIe siècle av. J.-C. est ainsi par les rivalités entre les Séleucides et les Lagides pendant les six guerres de Syrie avec pour enjeu principal la possession de la Cœlé-Syrie. Ptolémée III (246-222) parvient même au début de son règne jusqu'en Babylonie. Mais la Syrie passe finalement sous le contrôle des Séleucides à la fin du IIIe siècle av. J.-C., les Lagides contrôlant encore la Phénicie et le Levant méridional,. La Macédoine dispute de la même façon le contrôle des cités grecques aux ligues achéenne et étolienne. Celles-ci représentent les principales forces politiques et militaires de la Grèce continentale du IIIe siècle av. J.-C., dans la mesure où la puissance militaire d'Athènes s'effondre définitivement après la guerre de Chrémonidès (268-262), la cité passant sous contrôle antigonide direct jusqu'en 229. La ligue achéenne remporte d'importants succès dans les années 240 sous la direction de son stratège Aratos de Sicyone. Les deux ligues s'allient contre la Macédoine à la fin du IIIe siècle av. J.-C. pendant la guerre démétriaque (239-235) et remportent quelques succès. Mais la ligue achéenne se rapproche de la Macédoine (vers 229) face à la menace que représentent les réformes du roi de Sparte, Cléomène III. Le roi de Macédoine, Antigone III Dôsôn, reconstitue une lointaine héritière de la Ligue de Corinthe, appelée l'« alliance hellénique », dont il est l'hègémôn, et par sa victoire contre Sparte à Sellasia en 222, réaffirme la domination macédonienne sur une large partie de la Grèce continentale,. Cette domination est renforcée par la victoire de son successeur Philippe V contre la ligue étolienne lors de la guerre des Alliés entre 220 et 217.
La partie occidentale du monde grec évolue en marge des affaires des grands royaumes. Le roi d'Épire Pyrrhos mène des campagnes en Italie et en Sicile à l'appel des cités grecques menacées par Rome, entre 281 et 275, mais échoue. La plus puissante cité de la botte, Tarente, tombe en 272 et avec elle toute l'Italie du Sud. Les cités grecques de Sicile sont ensuite prises au milieu de l'affrontement entre Rome et Carthage lors de la première guerre punique (264-241) qui se conclut par la provincialisation de toute l'île excepté Syracuse (indépendante jusqu'en 212),.

### Les premières interventions romaines (220-188av. J.-C.)

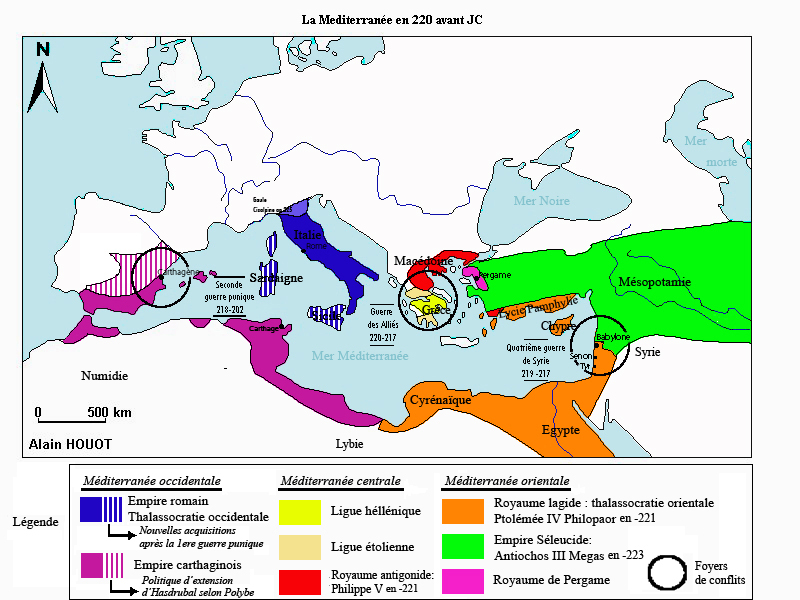
La Méditerranée vers -220

Dans ses Histoires, Polybe fait de la 140e Olympiade (220-216 av. J.-C.) un tournant dans l'histoire universelle, avec le commencement de l'entremêlement des destins de Rome, du monde grec et des régions voisines, ce que rend la notion de symplokè. C'est peut-être une exagération, mais il est clair que les événements politiques et militaires de la période 220-188 font rentrer le monde hellénistique dans une nouvelle ère marquée par l'élargissement des enjeux, due à l'implication croissante de la République romaine dans ses affaires. Devenue maître de l'Occident méditerranéen en triomphant de Carthage lors des guerres puniques, elle étend progressivement son hégémonie sur la partie orientale,.
Le début de l'intervention romaine de l'autre côté de l'Adriatique se fait aux marges du monde grec, lors des guerres d'Illyrie (trois conflits étalés sur la période 228-168), dans le but de réprimer des actes de piraterie perpétrés contre les alliés de Rome. Dans les monarchies hellénistiques, cette époque est marquée par l'arrivée au pouvoir des nouveaux rois : Antiochos III (222-187) chez les Séleucides, Philippe V (221-179) chez les Antigonides et Ptolémée IV (221-204) chez les Lagides. Le royaume égyptien s'affaiblit en raison de problèmes internes, malgré sa victoire contre les Séleucides à la bataille de Raphia (217), perdant même le contrôle du sud du pays entre 206 et 186. Les deux autres reprennent rapidement du dynamisme sous l'impulsion des politiques conquérantes de leurs nouveaux souverains. Néanmoins les campagnes de Philippe V en Illyrie et son alliance avec Carthage attirent Rome, qui intervient en 212-205 (première guerre macédonienne) puis en 200-196 (deuxième guerre macédonienne), recevant notamment l'appui de Rhodes et de Pergame. En 196 Rome remporte une victoire décisive, et son général Titus Quinctius Flamininus proclame la liberté des cités grecques, qui sont placées sous la protection romaine. Antiochos III, qui avait remporté d'importantes victoires consolidant son royaume (Anabase d'Antiochos III), intervient en 192 en Grèce contre Rome à la demande de l'Étolie (guerre antiochique). Il est défait en 189 à la bataille de Magnésie du Sipyle et se voit imposer l'année suivante l'abandon de l'Asie Mineure lors de la paix d'Apamée,.

L'Anatolie après la paix d'Apamée (-188).

### Les débuts de l'expansion romaine (188-130av. J.-C.)
Rome ne s'implante pas directement en Grèce, faisant profiter de ses victoires ses alliés Rhodes et Pergame qui gagnent d'importants territoires pris aux Séleucides et connaissent une période de prospérité. Elle prend tout de même la place de puissance dominante dans le monde grec. L'affaiblissement des grands royaumes hellénistiques favorise aussi l'émergence d'autres royaumes anatoliens comme la Bithynie et le Pont. La Macédoine cherche à reprendre de l'allant sous Persée (179-168), mais une nouvelle intervention de Rome aboutit à un conflit (troisième guerre macédonienne, 171-167). La victoire des légions romaines de Paul Émile lors de la bataille de Pydna (168) scelle le sort du royaume macédonien, qui est divisé en quatre États soumis par Rome. Le séleucide Antiochos IV (175-164) tente de rétablir sa puissance et lance une attaque dévastatrice contre l’Égypte en 170/169. Les Romains interviennent en 168, menaçant de lui faire la guerre s'il ne se retire pas. N'étant pas en mesure de s'opposer aux armées romaines, il s'exécute et l'autorité des Séleucides en ressort considérablement affaiblie. Cela profite notamment à la Judée qui se révolte contre lui et se rend indépendante (révolte des Maccabées, 167-160) et en Iran aux Parthes, qui prennent la Médie (148), avant de conquérir la Mésopotamie (141). Le royaume séleucide est dès lors replié sur sa base syrienne, même s'il lutte pour reprendre la Mésopotamie jusqu'en 129. En 148 la Macédoine se révolte contre Rome mais elle est vaincue et transformée en province romaine (quatrième guerre macédonienne). Cela marque le début de la domination directe de Rome en Grèce. La dernière puissance encore debout en Grèce, la ligue achéenne, dominant le Péloponnèse, entre en conflit contre Rome en 147/146 (guerre d'Achaïe). Elle subit une défaite rapide et totale, marquée notamment par le sac de Corinthe par les troupes de Lucius Mummius. Les vaincus sont à leur tour incorporés dans le système provincial romain. L'implantation romaine prend un nouvel élan en 133 quand meurt le roi Attale III de Pergame, qui décide de léguer son royaume à Rome. Après un conflit contre le demi-frère du roi défunt, la province d'Asie est constituée en 129,.

### La fin du monde hellénistique (130-30av. J.-C.)
Le déclin des Séleucides et la fin du royaume de Pergame ouvrent la voie aux ambitions de différents rois anatoliens, notamment de ceux de Cappadoce, du roi d'Arménie Tigrane II (95-56) qui construit un empire éphémère de la Caspienne jusqu'à la Syrie, et de son beau-père le roi du Pont Mithridate VI (112-63), le dernier grand rival de la domination romaine sur le monde hellénistique. Cette figure charismatique et ambitieuse parvient à étendre son contrôle sur l'Anatolie occidentale et plusieurs régions de la mer Noire (jusqu'au Bosphore cimmérien). Au même moment les excès de la domination romaine sur les nouvelles provinces causent une grande exaspération, notamment les prélèvements fiscaux, qui provoquent l'endettement de nombreuses cités. Elles se rallient à Mithridate lorsqu'il rentre en conflit contre Rome en 88, marquant le début de la période des guerres mithridatiques. Elles embrasent l'Anatolie occidentale et la Grèce égéenne, sont particulièrement sanguinaires, avec notamment le massacre de nombreuses communautés romaines et italiennes dès le début. Le général romain Sylla intervient et défait les cités rebelles (dont Athènes) et Mithridate qui signe une première paix en 85. Le conflit reprend dans les années suivantes, jusqu'aux campagnes de Lucullus puis celles de Pompée, qui accule Mithridate au suicide en 63. Les conflits se concluent par la création de nouvelles provinces en Anatolie et en Syrie, cette dernière par l'annexion de ce qui restait du royaume séleucide en 63. Rome doit rapidement faire face aux Parthes, qui écrasent les légions de Crassus à Carrhes en 53, prenant aux Romains la Syrie orientale,.
Le seul État hellénistique survivant, l’Égypte lagide, est sous protectorat romain, et toujours affaibli par des rivalités internes. Cléopâtre VII monte sur le trône en 51, dans le contexte des guerres civiles de la fin de la République romaine opposant César et Pompée, qui s'affrontent en Orient. Cherchant à tirer parti de la situation, elle s'allie au premier, puis après son assassinat en 44 elle rallie son bras droit Marc Antoine. Ce dernier vainc les assassins de César à Philippes en 42, avec l'appui d'Octave, l'héritier désigné de César. La guerre opposant ensuite Octave et Marc Antoine, soutenu par Cléopâtre, se déroule également dans le monde grec et s'achève par le triomphe de la flotte du premier à Actium en 31. Marc Antoine et Cléopâtre se suicident l'année suivante, et dans la foulée l’Égypte est annexée. Le dernier grand royaume hellénistique tombe donc à son tour et la majeure partie du monde hellénistique est passé sous la domination directe de Rome, même si quelques États clients de cette dernière subsistent (Commagène, Cappadoce, Judée),.

## Structures et pratiques politiques

### Les rois et la royauté hellénistique

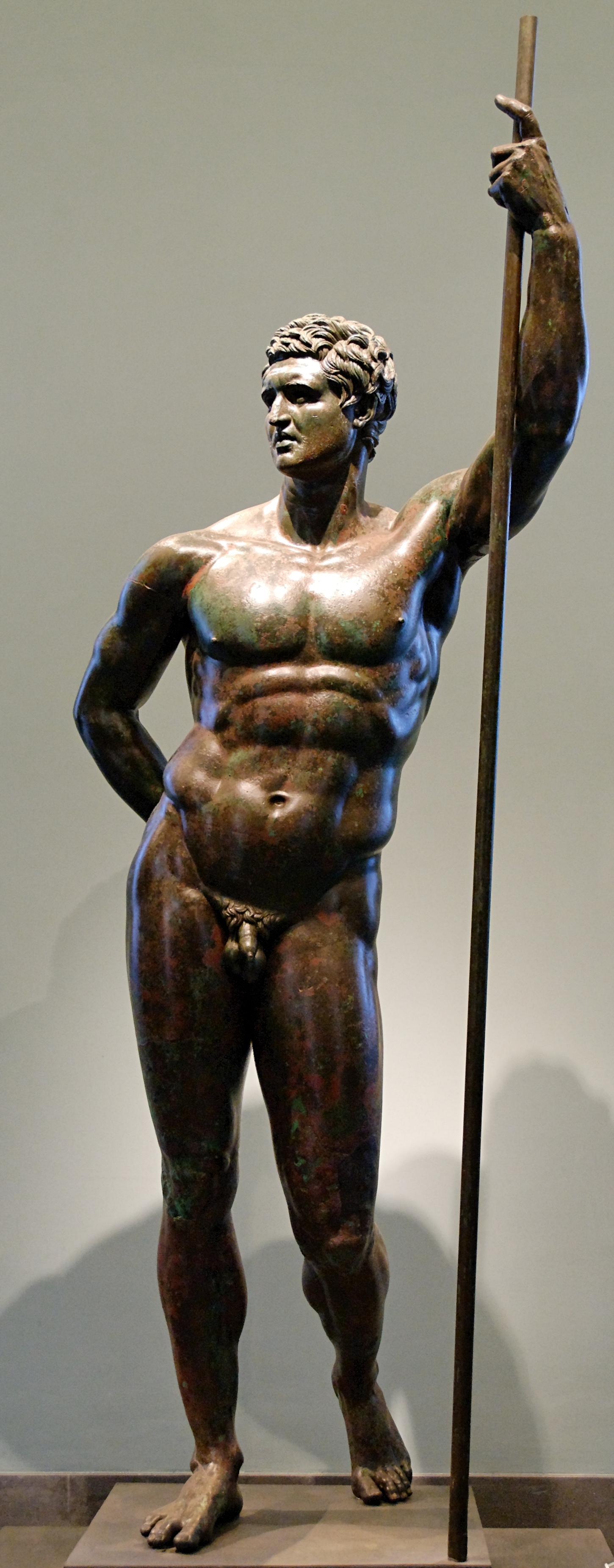
Statue en bronze d'un roi ou d'un prince hellénistique (« Prince hellénistique »). Palais Massimo des Thermes.

Du point de vue politique, la principale rupture introduite par l'époque hellénistique est la domination des monarchies grecques. Les rois (basileus) deviennent les personnages les plus importants des événements politiques et militaires de l'époque, en lieu et place des cités. La conquête d'Alexandre puis la constitution des royaumes hellénistiques accouchent en revanche de l'apparition de royautés de type personnel, dans lesquelles le pouvoir royal est de type patrimonial (l’État est vu comme la propriété personnelle du roi). Peu restreint, il tend vers une forme d'absolutisme, sans toutefois l'atteindre. C'est une conséquence du caractère conquérant de la figure royale qui s'instaure à la suite des conquêtes, justifiant la domination de ses sujets, qui sont un ensemble hétérogène,,.

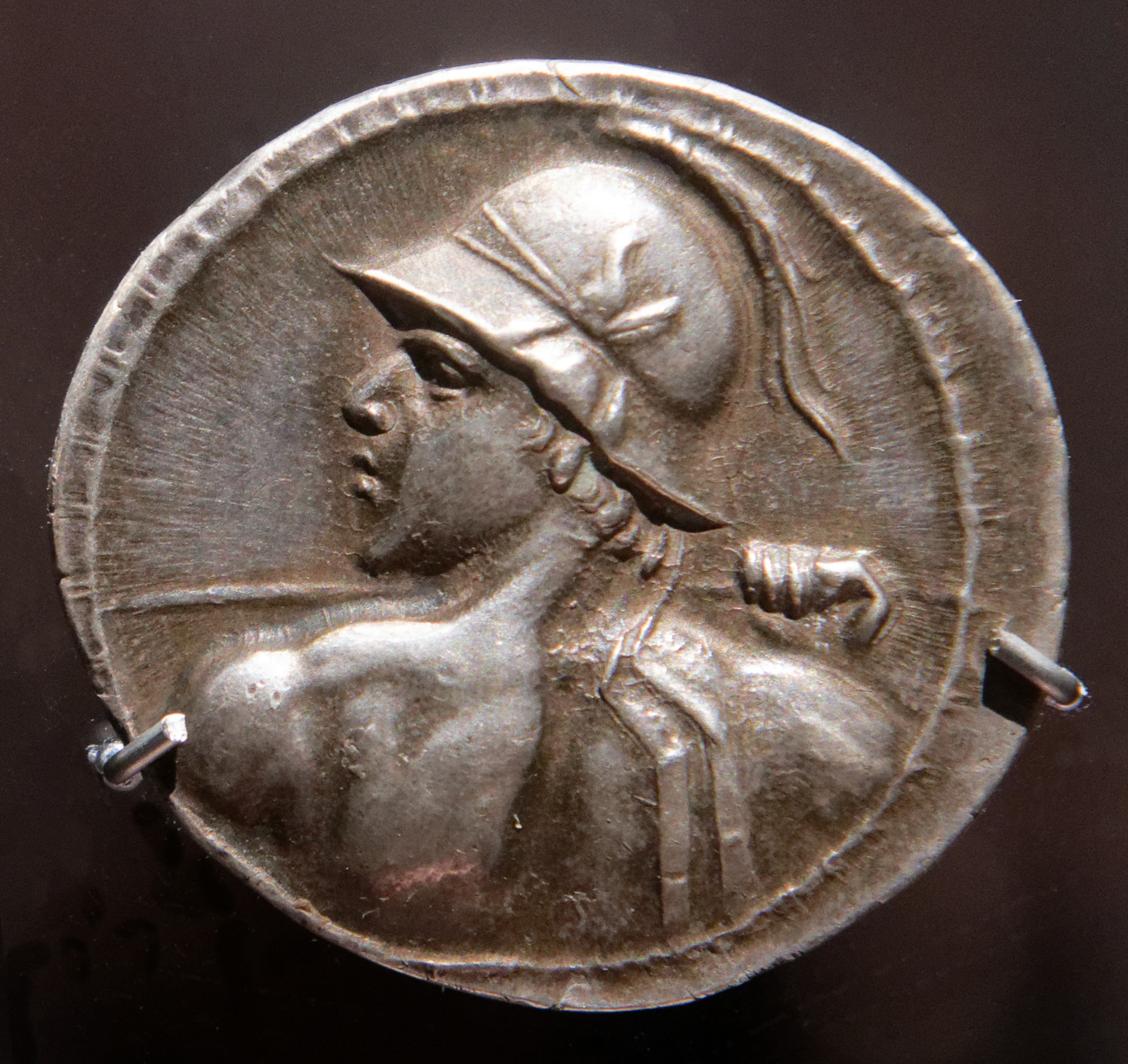
Tétradrachme d'Eucratide Ier de Bactriane le représentant en roi de guerre : casqué, tenant une lance. Musée national des antiquités du Tadjikistan.

En effet, la légitimité de ces rois repose en premier lieu sur le fait qu'ils sont des chefs de guerre, et les rois hellénistiques partent régulièrement au combat, sont célébrés pour leurs victoires et leurs qualités martiales (Démétrios Ier Poliorcète le « Preneur de ville » ; Séleucos Ier Nicator le « Victorieux », etc.), tandis que plusieurs d'entre eux meurent sur le champ de bataille. Est donc roi celui qui parvient à s'imposer par les armes, ce qui explique que des généraux victorieux prennent régulièrement le titre de roi, leur capacité à pérenniser cela dépendant de leurs accomplissements militaires. Il en résulte que le territoire sur lequel l'autorité du roi s'étend est simplement celui où il est en mesure de s'imposer (doriktètos, « conquis par la lance »), et pas celui où famille domine de manière coutumière comme cela se fait ailleurs,,.
Le roi dirige avec son entourage proche, ses « Amis » (philoi), sur les fidélités acquises auprès des élites gréco-macédoniennes (et dans une moindre mesure des autochtones hellénisés). La royauté macédonienne garde en revanche un caractère plus « national » (moins de distance entre élite et dominés, pas de culte dynastique). Le roi doit aussi faire preuve de qualités dans l'exercice de la justice, et de générosité envers ses sujets par ses bienfaits (l'évergétisme royal), et plus largement refléter la richesse et la prospérité, notions recouvertes par le terme tryphé,.
Les femmes de la famille royale jouent souvent un rôle important dans la vie politique, qu'il s'agisse des reines, des reines-mères, des sœurs ou filles de rois. La polygamie est pratiquée dans certaines dynasties, mais pas par toutes. Le titre de « reine » (basilissa) est une innovation de la période, qui consacre leur rôle public. Celui-ci est dans plusieurs cas conforté par un culte divin, une fondation de cité à leur nom, et de nombreuses représentations, une stature modelée sur celles des déesses (notamment Aphrodite). Elles sont amenées à jouer un rôle dans la vie politique, la représentation diplomatique, le soutien au culte, l'évergétisme envers les cités, etc. Dans une certaine mesure, leur action est donc calquée sur celle des rois. La période hellénistique donne une bonne place à plusieurs reines aux personnalités et aux destins hors du commun, à commencer par Olympias la mère d'Alexandre, Apama l'épouse perse de Séleucos, Arsinoé Ire, figure fondatrice divinisée de la dynastie lagide, Laodicé Ire qui donne son nom à la « guerre laodicéenne » (troisième guerre de Syrie), Bérénice II de Cyrénaïque devenue reine d’Égypte, et pour finir [[Cléopâtre VII|Cléopâtre VII]], dernière reine hellénistique et figure la plus connue de la période.
Les rois disposent d'une cour (aulè) qui, comme souvent dans les monarchies antiques est constituée par l'ensemble de personnes qui sont régulièrement proches de lui, donc leur famille (reines et princes), leurs proches, leur garde rapprochée, leurs domestiques. Concrètement, la cour se trouve donc où le roi se trouve, et elle le suit dans ses déplacements, qui sont nombreux (notamment dans l'immense empire séleucide). Plusieurs palais royaux existent dans chaque royaume, la Macédoine et l'empire séleucide ayant au surplus plusieurs villes royales. Ils forment de véritables secteurs palatiaux, même un quartier à part entière à Alexandrie, isolé du reste de la ville. Ils servent à la fois de résidence pour la famille royale et les hauts dignitaires, de lieu de réception avec de grandes salles de banquets (ces réunions jouant un rôle important pour la cohésion du groupe dirigeant), luxueusement meublés, et ils abritent aussi des secteurs administratifs et militaires, parfois également des petits lieux de culte. Lors de leurs déplacements la cour occupe des tentes qui peuvent être très luxueuses, aussi des bateaux royaux qui sont de véritables palais flottants, comme ceux de Ptolémée IV et du tyran Hiéron de Syracuse. Les bibliothèques et collections d'objets d'art concourent aussi à l'apparat royal hellénistique.
L'art et l'architecture servent à exalter la puissance royale, par la diffusion de l'image des monarques, et leur ancrage dans le paysage des villes. Les principaux marqueurs de la royauté sont le diadème et le manteau de couleur pourpre. Les souverains hellénistiques doivent en permanence donner de leur personne : au combat, lors de parades militaires, de négociations et rencontres diplomatiques, lors des apparitions auprès de leurs sujets. Plusieurs d'entre eux font montre d'un sens de la mise en scène et de la théâtralité très prononcé (Démétrios Poliorcète, Antiochos IV, Cléopâtre VII), de manière à marquer les esprits de leurs interlocuteurs, si besoin en les dupant, de manière à manipuler leurs émotions et à servir leurs objectifs politiques.
Le caractère personnel du pouvoir le rend instable, d'autant plus qu'aucune règle successorale n'a été précisée, au-delà d'un principe héréditaire, ce qui explique les nombreux coups d’État et conflits pour le pouvoir. Une des caractéristiques premières de la vie politique hellénistique est son caractère très houleux et chaotique, émaillée d'intrigues, de conspirations, de trahisons et d'assassinats. Les familles royales hellénistiques sont particulièrement dysfonctionnelles (même au regard des standards antiques), ce qui est renforcé par les alliances matrimoniales, notamment celles nouées entre Lagides et Séleucides. Avec le temps les monarchies qui se consolident prennent néanmoins un aspect dynastique plus prononcé. Des cultes royaux dynastiques sont mis en place chez les Séleucides et les Lagides, qui permet de renforcer les lignées régnantes, et sont marqués par des fêtes en l'honneur des rois, comme les Ptolémaia à Alexandrie. Cela donne un aspect divin et sacré aux rois hellénistiques, qui conforte leur autorité,.

### Administration des territoires et des populations

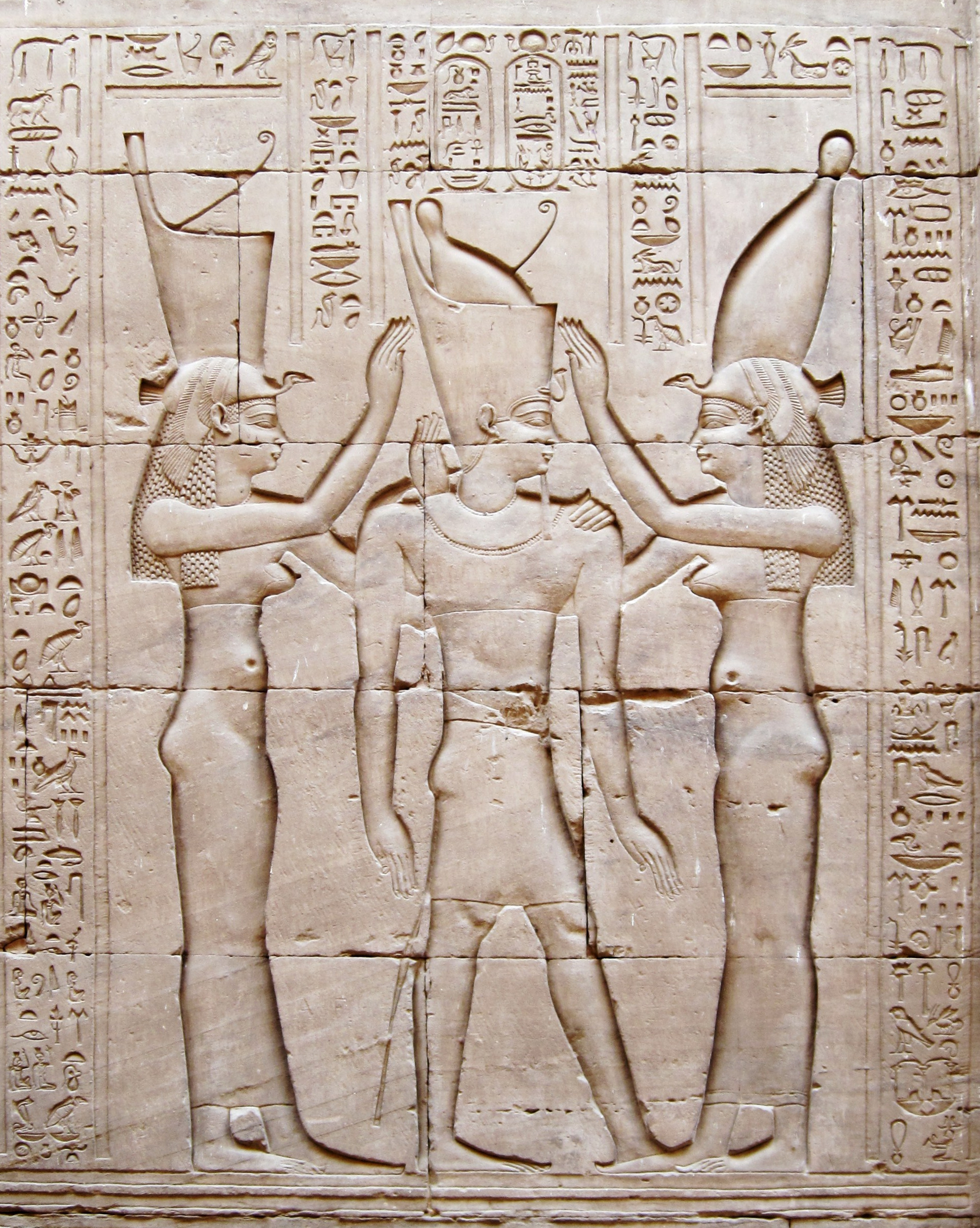
Ptolémée VIII en tenue de pharaon, entre les déesses Ouadjet et Nekhbet, symbolisant respectivement la Basse et la Haute-Égypte. Temple d'Horus à Edfou.

Les deux piliers sur lesquels s'appuient les rois hellénistiques pour gouverner sont les « Amis » (philoi) et l'armée,. Cela renvoie à la fois au caractère personnel et au caractère militaire de ces monarchies.
Les Amis sont des proches du monarque, parmi lesquels sont choisis les cadres de l'administration centrale et provinciale (gouverneurs) et de l'armée. Pour l'essentiel, la classe dirigeante hellénistique est issue de grandes familles d'origine macédonienne et grecque, ou alors dans quelques cas des indigènes hellénisés. Ces hommes assistent et conseillent le roi dans son Conseil (symboulon ou synédrion), se voient confier les missions les plus délicates, accompagnent le roi lors de ses chasses et des banquets. Cette position tend à se transmettre des parents aux enfants, puisque les princes sont éduqués avec les fils des Amis de leur père, ce qui conduit progressivement au développement d'une aristocratie hellénistique,.
L'armée est le second pilier des royautés hellénistiques. Le roi est entouré d'un corps de troupes d'élite, tandis que des garnisons et des colonies militaires quadrillent les territoires contrôlés par les rois, qui les confient à leurs représentants provinciaux. L'éducation des princes et de l'aristocratie comprend notamment une formation militaire avec des cours d'équitation et des chasses, voire la stratégie. L'institution monarchique repose sur la victoire militaire, et les revers mettent en péril la stabilité et l'intégrité des royaumes, justifiant notamment à plusieurs reprises des sécessions.
Les institutions des régions dominées par les royaumes hellénistiques sont hétérogènes, de même que les modalités de leur contrôle par le pouvoir central. Il existe une organisation provinciale, qui est souvent reprise des entités politiques antérieures (satrapies perses chez les Séleucides, nomes égyptiens chez les Lagides). Le rôle de leurs gouverneurs est d'y assurer la sécurité (dont l'entretien de garnisons), les cultes, et les prélèvements de richesses. L'économie royale repose sur des terres agricoles, qui fournissaient des revenus considérables d'autant plus que leurs exploitants payaient souvent de lourdes redevances. Le roi pouvait concéder les revenus de domaines royaux à des membres de son entourage. Les mines et forêts sont également contrôlées par les rois,.
Au niveau local, certains territoires sont placés sous le contrôle direct du pouvoir, tandis que d'autres disposent d'organismes de pouvoir servant d'interlocuteurs aux rois : des cités grecques, des royaumes et principautés restés indépendants, des communautés locales organisées notamment autour de sanctuaires ou de chefs coutumiers. Des représentants royaux sont installés auprès de ces institutions afin de les superviser et de faciliter le dialogue, voire des garnisons pour les groupes les plus récalcitrants ou ceux qui occupent une position stratégique. Une place particulière est accordée aux cités grecques, qui sont souvent un instrument de contrôle des territoires privilégié, comme l'illustre le fait que les rois en fondent beaucoup en Asie lorsqu'ils souhaitent afin de mieux tenir certaines régions ; en revanche leur rôle est très limité en Égypte. Selon les situations et les périodes, elles sont plus ou moins autonomes, le roi pouvant accorder des libertés et les enlever. Dans les régions où se trouvent au moment de l'arrivée des Grecs de nombreuses cités et des pouvoirs locaux influents, il est généralement nécessaire de composer avec eux. Les sanctuaires babyloniens et égyptiens ont ainsi été des interlocuteurs privilégiés des rois séleucides et lagides au moment de leur installation, avant de voir leur place progressivement marginalisée ou perdre en autonomie. Les élites indigènes peuvent alors chercher à intégrer des communautés civiques grecques pour conserver de l'influence. Les relations entre les rois et ces différents interlocuteurs sont marquées aussi bien par la négociation, les concessions et les gratifications (l'évergétisme royal), que la contrainte, qui va de la pression à la violence. La communication entre le souverain et ces différentes institutions se fait par des lettres et des décrets, surtout connus pour les cités car les inscriptions étaient exposées en public. Ces groupes peuvent aussi dépêcher des ambassades auprès des rois pour formuler leurs demandes,,.

### Les cités et ligues grecques

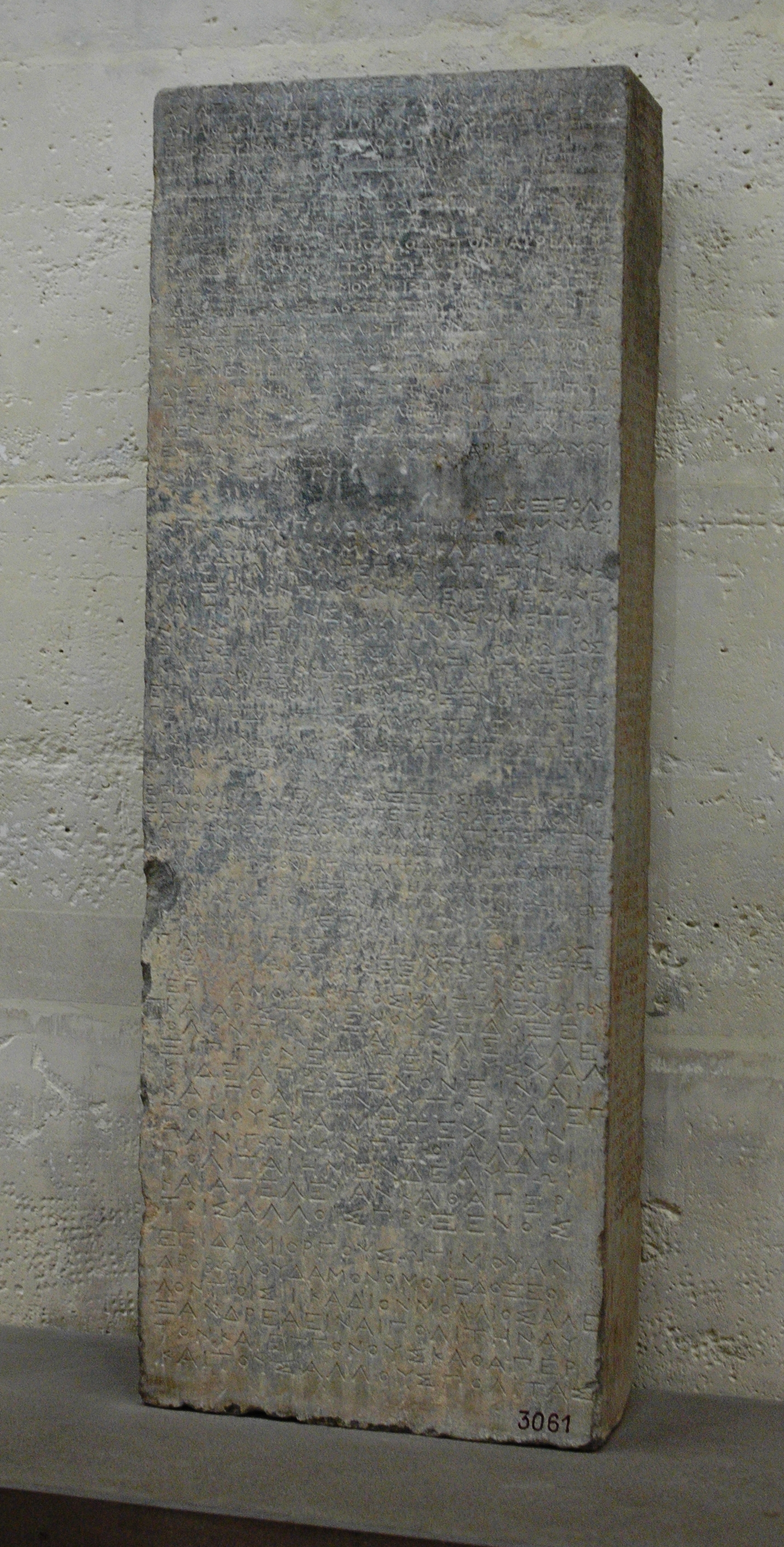
Série de décrets honorifiques de la cité d'Olonte (Crète) pour des bienfaiteurs des proxènes et des évergètes, ainsi qu'un médecin de Casos resté dans la cité pour soigner les malades d'une épidémie. Musée du Louvre.

De la comparaison avec la période classique de la Grèce antique, il est fréquent de conclure au déclin de la cité (polis) lors de la période hellénistique. Il est sans doute plus prudent de rester nuancé. Ainsi Sparte, Athènes et Thèbes sont des cas assez isolés de cités impérialistes à l'époque classique, mais l’immense majorité des cités grecques aux Ve – IVe siècle av. J.-C. doit composer avec elles et se soumettre à leur autorité ou à celle des rois achéménides. Cette situation est identique à l’époque hellénistique, si ce n’est que le pouvoir des cités impérialistes n’existe plus. Un certain nombre de cités s'organisent en puissantes fédérations, surtout en Grèce, comme la Ligue achéenne ou la Ligue étolienne. D’autres réussissent à conserver leur indépendance au moins un temps, telles Rhodes et Sparte. Nombreuses sont les cités qui jouent des conflits entre les souverains pour préserver, même provisoirement, une indépendance à laquelle elles sont farouchement attachées. Le caractère toujours incontournable des cités pour les Grecs se voit par le fait que leur nombre a considérablement augmenté durant cette période (malgré la disparition de certaines d'entre elles), grâce aux fondations de cités initiées par les rois hellénistiques, notamment en Asie Mineure et au Proche-Orient, et jusqu'en Bactriane. Le modèle civique grec connaît donc une expansion en bonne partie liée à l'essor des monarchies hellénistique, qui ne concourent donc pas à son déclin. Cela se voit par le fait que nombre de ces cités doivent leur nom à un roi (outre les nombreuses Alexandries, les Séleucies, Cassandréia, Démétrias) ou à des reines (Thessalonique, Apamée, Bérénice),,.
Le modèle civique connaît donc une vitalité toujours plus affirmée. Les rois fondent de manière privilégiée des poleis sur le modèle grec classique. Le modèle civique va s'étendre sur les communautés qui s'hellénisent, ainsi en Asie Centrale et en Phénicie. La vie civique, connue par une documentation épigraphique plus importante que pour la période antérieure, est riche. L'idéal de vie en cité reste la norme chez les Grecs, avec un urbanisme caractéristique, qui est en particulier marqué par le plan régulier en damier (hippodamien), des monuments et des lieux de sociabilités que sont l'agora, le gymnase et le théâtre, un art typiquement grec exposé dans les espaces publics, des inscriptions publiques en grec, une religion civique faisant la part belle aux divinités grecques. Les cités disposent souvent d'une armée, servant au moins à défendre leur territoire (ce que démontre aussi la présence de murailles), voire dans certains cas à l'étendre. Les conflits entre cités sont courants dans la Grèce égéenne et en Asie Mineure. Les cités concluent aussi des accords renforçant les liens avec d'autres cités, à des degrés divers. L'isopolitie voit ainsi deux cités s'accorder pour que les citoyens de l'une puissent jouir d'une droit de cité dans l'autre, tandis que la sympolitie voit deux cités s'associer pour ne faire plus qu'une, souvent au profit d'une plus puissante. Il est également courant qu'une cité fasse appel à des juges étrangers pour rétablir la concorde en son sein, la vie politique des cités restant potentiellement agitée et marquée par des périodes de discordes voire des conflits internes. Il semble que le régime oligarchique soit en perte de vitesse et que la démocratie, selon les critères de l’époque, devienne la norme la plus répandue dans le monde hellénistique. Elle reprend généralement les organes politiques du modèle athénien : une assemblée de citoyens (ekklésia), un conseil (boulè) et des magistratures annuelles dont les membres sont recrutés parmi le corps de citoyens, qui comprennent également des charges militaires telles que celle de stratège. Mais le modèle démocratique hellénistique est sans doute moins radical que celui de l'Athènes classique. Du reste les institutions varient souvent selon les endroits, et les rapports de force changent dans le temps au sein d'une même cité et font infléchir la nature des régimes politiques, ce qui rend toute généralisation difficile,. Au niveau infra-civique, divers types d'associations existent et servent de cercles de sociabilité pour les citoyens, souvent autour du culte d'une divinité. Elles ont une forme d'organisation calquée sur celle des cités et organisent des réunions accompagnées de banquets qui permettent de tisser et d'entretenir des liens sociaux. C'est notamment dans ce cadre que peuvent s'organiser les étrangers résidents qui ne sont pas citoyens (comme les métèques athéniens, et d'une manière générale les marchands implantés dans des cités dont ils ne sont pas originaires) et que s'implantent des cultes de divinités étrangères (par exemple les synagogues pour les Juifs).
La principale évolution dans les rapports au sein du corps citoyen sont la prise en importance des plus riches d'entre eux. Ils contribuent pour beaucoup au financement des diverses dépenses de la cité, ils les font profiter de leurs relations avec d'autres cités ou des rois, particulièrement utiles lors des négociations diplomatiques, et également de leur prestige acquis lors de concours sportifs ou au combat. En échange, ces élites reçoivent des honneurs publics matérialisés par des inscriptions honorifiques, des statues les commémorant placées dans les lieux publics, parfois des cultes. Les historiens modernes ont désigné ce phénomène par le terme « évergétisme », du grec euergetos « bienfaiteur ». Cela a donné sans conteste plus de place aux membres des familles riches dans la prise de décision politique, donc accentué certaines tendances oligarchiques voire ploutocratiques. Une particularité de la période est d'ailleurs le fait que des femmes de familles riches ayant hérité d'une grande fortune ont pu obtenir des honneurs importants pour leurs bienfaits (par exemple Archippè de Kymé), sans pour autant avoir accès au statut de citoyen et aux magistratures,. Les « hommes politiques » de la période les plus en vue mettent donc en avant leur richesse, leur renommée, leurs liens avec les rois, aussi leurs talents d'orateurs pour conforter leur position, quitte à ce que leur pouvoir personnel éloigne les cités de l'idéal démocratique. Il n'est pas inhabituel que certaines de ces situations dérivent vers des accusations de démagogie et de tyrannie, en tout cas des régimes dans lesquels un seul homme exerce l'essentiel du pouvoir (comme Lycurgue et Démétrios de Phalère à Athènes).
Le degré d'indépendance des cités vis-à-vis du pouvoir royal varie selon les configurations. Celles qui sont situées à l'intérieur de territoires royaux ont une indépendance souvent plus limitées, même si là encore il existe des différences, souvent difficiles à percevoir : les historiens modernes distinguent couramment entre cités « libres » et cités « sujettes », mais les variations sont nombreuses. Les relations avec les rois sont marquées par la négociation et la recherche de réciprocité, ce qui laisse une marge de manœuvre aux cités. Pour les contrôler, les rois y installent des représentants (épistates), des garnisons, et imposent de manière plus ou moins frontale certaines lois qui les avantagent et des changements dans le corps dirigeant et les institutions. Certaines cités qui ont une situation stratégique vont être ménagées par les souverains qui veulent préserver leur allégeance. Ils peuvent leur reconnaître officiellement leur « liberté », alléger ou supprimer leur tribut, les exempter de garnisons, et leur offrir diverses gratifications par le biais de l'évergétisme royal (financement de murailles, de monuments civiques, de troupes et de navires, de cérémonies religieuses, d'huile pour le gymnase, etc.). Les cités font souvent appel aux rois lorsqu'elles ont des litiges à régler avec d'autres cités ou d'autres problèmes. En retour, les citoyens accordent des honneurs aux rois, implantent leur culte et répondent à leurs demandes,.
Les États fédéraux ou ligues sont une forme d'organisation politique supra-civique qui prend son essor dans le monde égéen hellénistique. Ces entités sont désignées par le terme koinon, « commun », qui désigne divers types d'associations. Il ne s'agit pas d'une forme d'organisation nouvelle, puisque des organisations de cités et d'ethnè (des communautés moins urbanisées mais disposant d'institutions propres) existent en Grèce depuis l'époque archaïque. Mais certaines parviennent à jouer un rôle de premier plan à l'époque hellénistique, rivalisant avec les grands royaumes, unifiant temporairement des territoires importants, et créant une forme d'identité régionale. Les plus puissantes de ces fédérations sont celles d'Étolie (ligue étolienne) et d'Achaïe (ligue achéenne), mais il en existe d'autres en Béotie (confédération béotienne), en Arcadie, en Crète, dans les Cyclades (ligue nésiotique), en Troade, en Ionie (confédération ionienne), en Lycie, etc. Leurs modalités d'organisation sont variées, mais présentent quelques caractéristiques répandues. Elles disposent d'institutions communes, visant notamment à regrouper les forces militaires des membres et à les doter d'un commandement et d'une diplomatie unifiés. Des assemblées, réunies dans les principaux sanctuaires des régions concernées, lors de leurs fêtes majeures, y prennent les décisions les plus importantes, chaque membre ayant un nombre de voix lié à son poids dans l'organisation. Certaines créent même une citoyenneté fédérale qui se surimpose aux citoyennetés des cités membres. Elles peuvent aussi frapper de la monnaie pour financer leurs besoins,,.

### Armées et déprédations

Statère de Ptolémée Ier (305--285) représentant au revers la déesse Athéna de type « Alkidemos », symbole martial couramment employé sur les monnaies hellénistiques. Cleveland Museum of Art.

Les monarchies hellénistiques ont un aspect militaire très prononcé. Le roi tire une bonne partie de sa légitimité de son triomphe au combat, de sa capacité à mener ses troupes au combat en personne, ses Amis forment les cadres de l'appareil militaire. Les princes reçoivent une éducation militaire et accompagnent leur père au combat pour apprendre la conduite des forces armées.

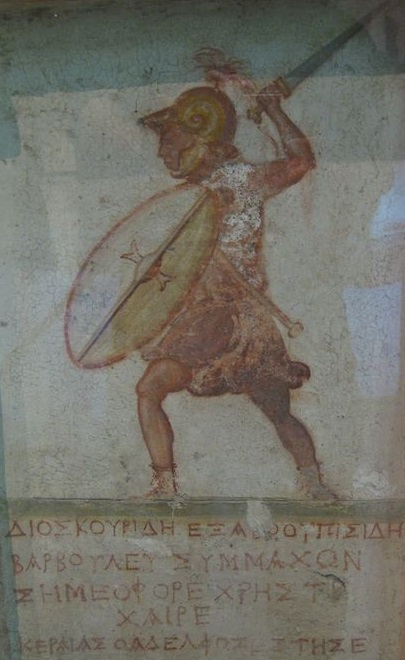
Stèle peinte égyptienne du représentant un thuréophore, type de fantassin se développant durant l'époque hellénistique.

En permanence au combat ou sur le pied de guerre, les royaumes disposent d'armées permanentes, dont le cœur est constitué de Grecs. Ils recourent également au mercenariat. Les rois tentent de stabiliser et de fidéliser ce groupe par essence volatile par la création de colonies militaires dans lesquelles un soldat reçoit une terre en échange d'une obligation de service. Une grande partie des ressources du royaume et de son administration sont consacrées à l'équipement et à l'entretien des forces militaires. Les armées sont très spécialisées, comprenant les phalanges de piquiers porteurs de longues sarisses (des lances), des troupes plus légères et mobiles équipées de petits boucliers (thuréophore, thorakitès), des archers et des frondeurs, des engins de sièges sophistiqués tels que des balistes et des tours d'assaut. La cavalerie joue un rôle déterminant depuis la fin de l'époque classique, et une cavalerie plus lourde se développe (cataphractaire). Les armées hellénistiques intègrent aussi des éléphants. Les grands royaumes peuvent mobiliser plusieurs dizaines de milliers d'hommes. Néanmoins dans la seconde moitié de la période ces armées s'avèrent incapables de faire face aux légions romaines,,.

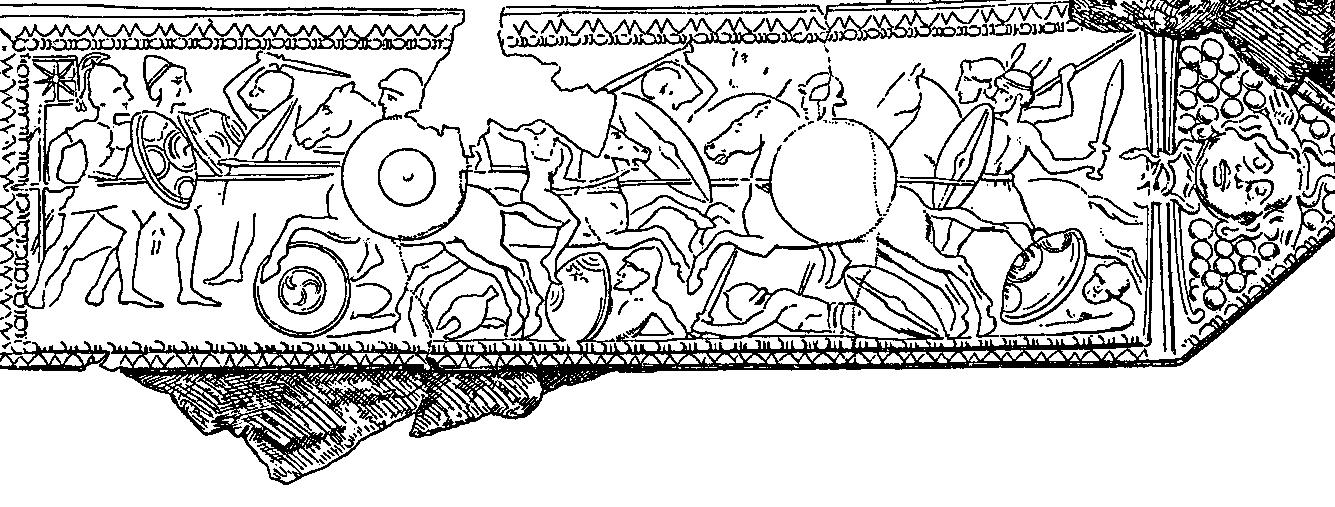
Copie d'une plaque en bronze de Pergame représentant une bataille, probablement celle de Magnésie du Sipyle (190-189), avec des phalangites séleucides à gauche.

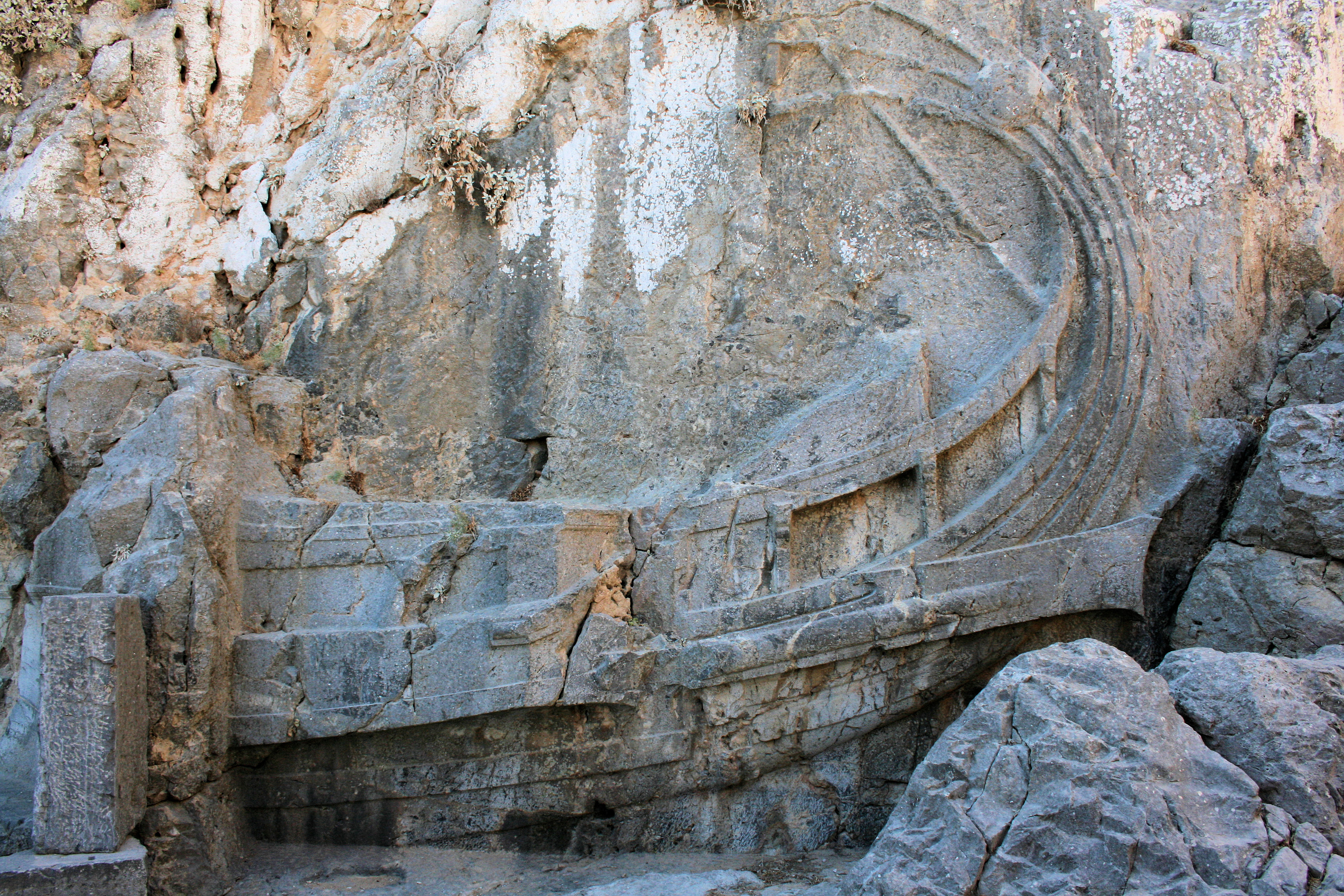
Relief représentant un navire de guerre rhodien, acropole de Lindos (Rhodes).

Les flottes de guerre développent des navires de plus en plus grands (comme les hexarèmes), les rois se lançant dans une course au gigantisme et consacrant d'importants moyens dans leurs chantiers et bases navals afin d'assurer leur suprématie sur les mers. Les principales puissances maritimes hellénistiques sont la Macédoine, les Lagides et Rhodes, mais aucune ne parvient à assurer sa domination de manière durable. À partir du IIe siècle av. J.-C., ce sont les Romains qui deviennent les maîtres de la Méditerranée grâce à la flotte qu'ils se sont constituée durant les trois guerres puniques.
La période hellénistique est également une époque durant laquelle la piraterie sévit de façon endémique en Méditerranée orientale, et aussi dans la mer Noire. Comme souvent la limite entre les pirates et les armées régulières sont floues. Certains coups de force s'apparentent à de la guerre de course, recevant un soutien plus ou moins assumé d'une puissance politique telle que la Macédoine ou la Ligue étolienne, et dans bien des cas une attaque de pillards est justifiée par des représailles à la suite d'un autre outrage. Les pirates disposent de navires rapides, s'organisent sous la direction d'un chef qui dirige des raids contre des cités et des sanctuaires, dans le but de faire du butin, dont des esclaves et des otages contre lesquels on espère recevoir une rançon. Les principales régions d'où viennent les pirates sont la Crète et la Cilicie. Ils sévissent surtout dans le monde égéen, et mobilisent les efforts successifs de différents « gendarmes des mers » tels que les Lagides, Rhodes puis Rome. Cette dernière entreprend une grande campagne de lutte contre les pirates en 67 sous la direction de Pompée, avec un certain succès en Cilicie, mais la piraterie reste un problème au début de l'ère impériale,. Sur les terres, le brigandage est également attesté, en dehors des espaces urbanisés les mieux contrôlés. Il est notamment pratiqué en Grèce centrale par les Étoliens qui en font le même usage quasi-institutionnalisé que la piraterie. En Anatolie, ce sont les Galates qui font peser les menaces de raids sur les pays voisins.
Face aux risques d'attaques militaires ou de pillages, les cités organisent leurs défenses en entretenant des forces militaires et des ouvrages défensifs. La présence d'une armée civique ne concerne donc pas que des cités plus puissantes militairement telles que Rhodes et Sparte ou celles faisant partie d'une ligue. Diverses inscriptions relatent les déprédations subies, les enlèvements, et les actions et mesures qui sont prises pour y faire face. Certaines cités s'allient pour faire face à ces risques. D'autres sources rapportent des conflits territoriaux entre cités voisines. Les citoyens fournissent le gros des troupes, comprenant des fantassins, des cavaliers, des navires, financées par leurs propres moyens voire le concours d'un roi allié, surtout si celui-ci entend faire de l'armée de la cité une partie de son dispositif militaire. Les rois financent aussi la construction de murailles. Une véritable culture militaire s'est développée dans les cités hellénistiques, mettant en valeur les exploits militaires et divers actes de bravoure au combat.

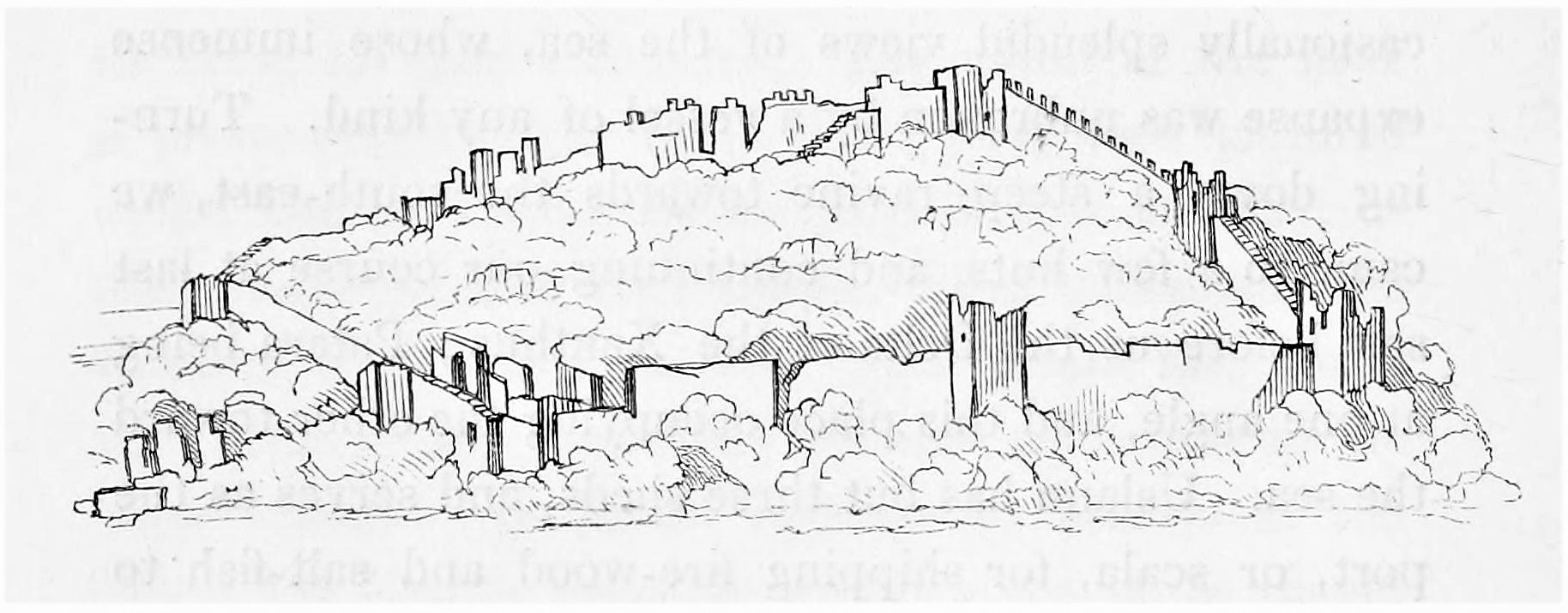
Dessin des ruines de la forteresse hellénistique de Kydna (Pydnae), près de Xanthe en Lycie, par Charles Fellows (1841).
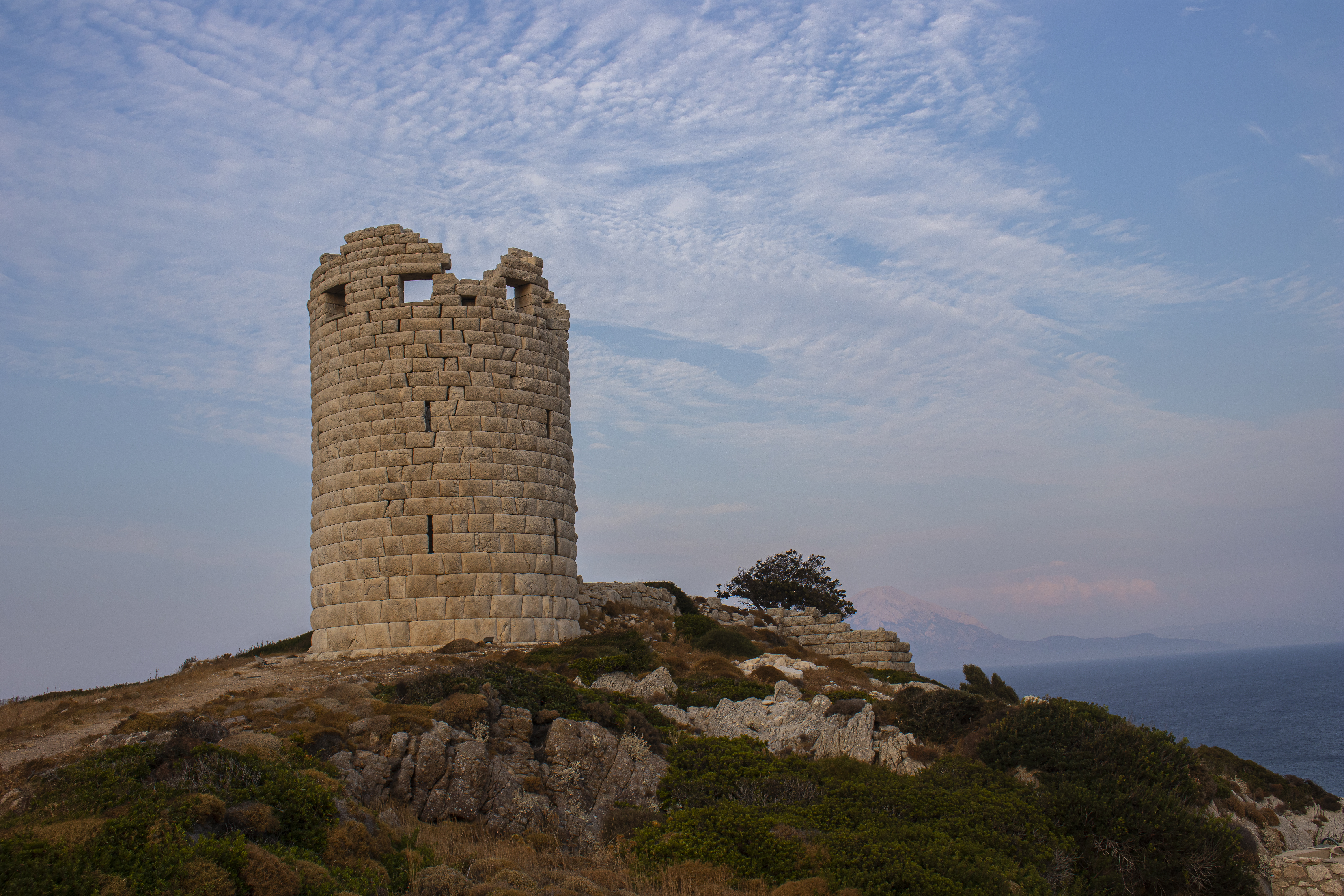
La tour de Dracanon, sur l'île d'Icarie, ouvrage défensif de l'époque hellénistique, permettant notamment la surveillance de la mer.

Dans l'ensemble, l'époque hellénistique semblerait voir une baisse des violences par rapport à l'époque classique, quoi que certains épisodes violents sont attestés et qu'un basculement s'opère dans la seconde partie de la période. Les victoires militaires, en particulier les prises de cités, s'accompagnent de pillages et de réductions en esclavage. En particulier, les conquêtes romaines entraînent d'importantes destructions et de nombreux asservissements dans le monde grec,

### La domination romaine

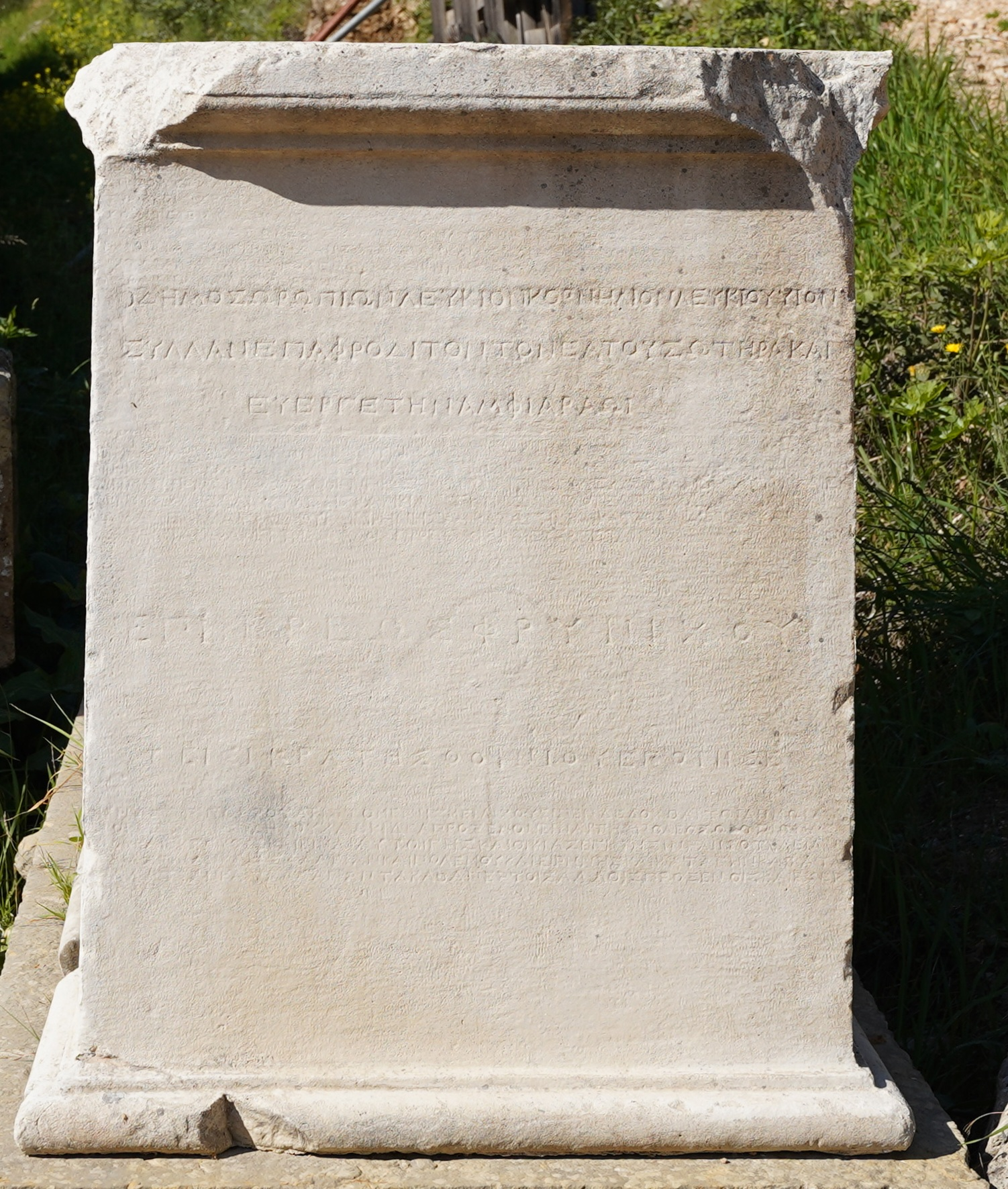
Base d'une statue du sanctuaire d'Amphiaraos à Oropos (Béotie) portant une inscription honorant le général romain Sylla en tant que sauveur et bienfaiteur, après qu'il a défait les troupes de Mithridate du Pont et fourni des moyens financiers au culte du sanctuaire.

La seconde partie de la période hellénistique, ou « basse époque hellénistique », se caractérise à partir de 220 par la mise en place progressive de la domination de la République romaine sur le monde hellénistique. Celle-ci se fait au départ par des interventions militaires visant à assurer la sécurité de Rome et de ses alliés (notamment les guerres d'Illyrie). Puis la puissance latine est progressivement entraînée dans les conflits de Grèce et d'Asie Mineure et en devient un acteur à part entière. La mise en place de provinces romaines, qui commence en 241 en Sicile, puis débute surtout dans la seconde moitié du IIe siècle av. J.-C. dans le monde hellénistique, implique plus directement Rome dans les affaires grecques et la fait rentrer dans des conflits dont le caractère défensif pour elle est de moins en moins évident. Les provinces, comme celles de Macédoine et d'Achaïe ou encore d'Asie et de Syrie, sont placées sous la direction de gouverneurs romains. Les domaines royaux et civiques confisqués deviennent la terre publique romaine (ager publicus). Le système d'imposition romain est mis en place, ce qui entraîne la venue d'agents du pouvoir romain, issus des élites sénatoriales et équestres, notamment les publicains. Viennent aussi de nombreux autres citoyens romains et des Italiens qui bénéficient d'exemptions fiscales, notamment des marchands. Les lourds prélèvements auxquels sont soumises les provinces entraînent de considérables profits captés par Rome et l'Italie, alors que les abus des publicains, mal contrôlés, engendrent mécontentement et révoltes dans le monde grec. Les cités qui sont considérées comme traîtresses ou non loyales aux Romains subissent les confiscations et les exploitations les plus fortes. La constitution d'une domination de type impérial dirigée depuis Rome a donc des conséquences considérables qui font progressivement basculer le monde hellénistique dans une nouvelle ère,,.
Pour les Grecs, plusieurs conséquences de la conquête romaine ont été mises en avant :
- Les rois doivent apprendre à négocier avec un nouvel acteur qui est rapidement en position de force, ce à quoi ils n'étaient pas habitués. Les Romains interviennent en tant qu'arbitre dans leurs litiges avec les cités et fédérations, dans les querelles dynastiques, ils s'appuient sur des royaumes amis et clients comme Pergame et bousculent les rapports de force. Ils laissent d'une manière générale peu de marge de manœuvre aux rois dans les négociations[127].
- Les cités doivent aussi composer avec un pouvoir qui ne se comporte pas exactement comme les rois hellénistiques. Les Romains octroient et retirent les faveurs au gré des alliances, punissant même ceux qui ont une attitude trop tiède envers eux, ce qui entraîne divers revers de fortune pour des cités comme Rhodes, Athènes et Délos[128]. Les dirigeants romains, habitués à leur propre système oligarchique, ont tendance à favoriser la mise en place de tels régimes dans les cités. Cela renforce la tendance déjà perceptible auparavant à la montée en puissance des élites civiques disposant des plus importantes richesses[129],[130].
- Les généraux romains (imperatores) reprennent dans une certaine mesure à leur compte les comportements des rois. Ils peuvent se poser en philhellènes et garants de la liberté des cités à l'image de Flaminius et des Scipions, également consacrer d'importantes offrandes aux sanctuaires grecs. Certains d'entre eux utilisent également les temples comme espaces de propagande : Mummius, qui a conduit le sac de Corinthe, a été commémoré à Olympie pour les nombreuses donations qu'il y a effectuées[131]. Le culte dynastique royal n'est pas remplacé par un culte à ces personnages, mais par celui de la déesse Roma, personnification divine de Rome, dont le culte se diffuse dans les cités grecques dès le début du IIe siècle av. J.-C.[132].
- Les guerres de conquête romaine, puis les guerres mithridatiques et les guerres civiles de la fin de la République ont un coût humain et matériel considérable pour le monde grec. Certaines régions et cités sont ravagées, avec une part importante de leur population mise en esclavage, comme l'Épire en 167, Corinthe en 146, l'Asie Mineure au Ier siècle av. J.-C.[133] Ces conquêtes s'accompagnent aussi de pillages d'œuvres d'art grecques qui sont emportées à Rome, et des artistes et érudits Grecs font le même trajet sous la contrainte[134],[135].

## Expansion grecque et hellénisation

### L'élargissement de l'horizon grec
Les Grecs des époques archaïque et classique n'étaient pas ignorants du monde extérieur, comme le prouvent les implantations « coloniales » et commerciales archaïques autour de la Méditerranée et de la mer Noire, les mercenaires grecs vendant leurs services à des non-grecs, ou encore les écrits d'Hérodote sur les pays non-grecs et leurs coutumes. Mais les conquêtes d'Alexandre le Grand et la constitution des royaumes hellénistiques ouvrent une nouvelle ère d'expansion et de découverte du monde.
Le conquérant aurait selon Plutarque fondé plus de 70 villes nouvelles, qui sont souvent des garnisons militaires et plutôt que des cités. Cela lance un grand mouvement de colonisation/diaspora grecque, non moins important que celui de l'époque archaïque (colonisation grecque), qui est pour l'essentiel une ruée vers l'est. Les nouvelles fondations sont dotées de terres à exploiter de façon à faciliter l'installation des immigrés. Les Grecs n'envisageant pas d'autre mode de vie que civique, leurs implantations se dotent progressivement des traits des cités grecques, quand bien même elles n'ont pas de statut civique à l'origine, devenant ainsi des avant-postes de l'hellénisation. Les rois séleucides organisent des mouvements de migrations : quand il fonde Antioche de Perside (probablement près de Bouchehr sur les rives du golfe Persique), Antiochos Ier sollicite Magnésie du Méandre pour qu'elle envoie un contingent de colons. Comme souvent pour les périodes antiques il est très difficile d'estimer le nombre de personnes impliquées dans ces migrations, et leur impact démographique sur les régions de départ et d'arrivée. Les fondations de nouvelles villes sont en fait souvent des refondations ou des regroupements à partir d'agglomérations déjà existantes, donc elles n'impliquent pas forcément des déplacements importants. Même pour une fondation nouvelle comme Antioche, Séleucos n'aurait eu besoin que de 5 300 Athéniens et Macédoniens . Dans l'ensemble le nombre de colons militaires installés en Orient n'aurait concerné que quelques dizaines de milliers d'hommes (peut-être un maximum de 20 000 colons en Bactriane et en Sogdiane).
L'époque hellénistique est aussi une période d'explorations qui mettent les Grecs en contact avec des mondes inconnus. Vers 325, le massaliote Pythéas voyage vers le nord, dépassant les îles britanniques, jusqu'au pays de Thulé (Islande ? Norvège ?) et dans la Baltique. Les conquêtes d'Alexandre sont l'occasion de découvertes frappantes et dépaysantes, notamment lors de l'entrée en contact avec le monde indien. Alexandre confie vers 327/325 à son amiral Néarque le soin d'explorer le golfe Persique, et l'océan Indien commence à être mieux connu, le commerce sur cet espace se développant pour prendre son essor à l'époque romaine. Dans les dernières décennies du IIe siècle av. J.-C., Eudoxe de Cyzique voyage en Inde pour le compte de Ptolémée VIII, et explore les côtes africaines dans l'espoir de parvenir à contourner ce continent et rejoindre la Méditerranée (circumnavigation). Après avoir échoué à l'est, il tente sa chance par l'ouest. On n'a plus jamais entendu parler de lui,.
Cette phase historique correspond plus largement à la constitution d'un monde interconnecté, avec un accroissement des échanges humains et commerciaux de l'Atlantique à l'Inde, compensant au moins en partie sa division politique. Cela concerne d’abord les soldats qui se déplacent sur des milliers de kilomètres. Cette époque correspond aussi à un fort développement du mercenariat. Ainsi les habitants de Sagalassos, en Pisidie, fournissent pendant longtemps des mercenaires réputés, surtout aux Lagides. Les artistes aussi se déplacent sur de longues distances, tout comme les philosophes. Les enfants des familles de notables sont fréquemment envoyés dans de grandes cités (Athènes, Delphes, etc.) pour y poursuivre un enseignement réputé en rhétorique, laquelle est indispensable pour entamer une carrière politique ou diplomatique. Ainsi, le personnage de Moschiôn, citoyen de Priène, représente sa cité aux concours organisés dans les villes situées à proximité puis devient ambassadeur auprès des Séleucides, puis en Égypte et enfin à Rome. Il semble être allé jusqu'à Pétra en Arabie. Ces mobilités concernent aussi d'autres spécialistes tels que les médecins, les artistes ou parfois des magistrats. Quels que soient les motifs de la présence d'un Grec dans une cité autre que la sienne, en cas de succès la ville d'accueil honore par un décret cette présence. Ces décrets sont aussi transmis à la cité d’origine par une ambassade, ce qui resserre encore plus les liens. Souvent ces relations diplomatiques sont renforcées par une parenté mythique. Chaque cité prétendant descendre d’un héros mythologique il est relativement facile, du fait de la complexité de la mythologie grecque et de l’extrême diversité des légendes et des traditions, de trouver des ancêtres communs. Ainsi, quand la modeste cité de Kyténion (en Doride) envoie une ambassade à la principale cité de Lycie, Xanthe, elle prend soin de démontrer une parenté commune (Apollon serait né à Xanthos et se trouve être l’ancêtre mythique des Kyténiens),.

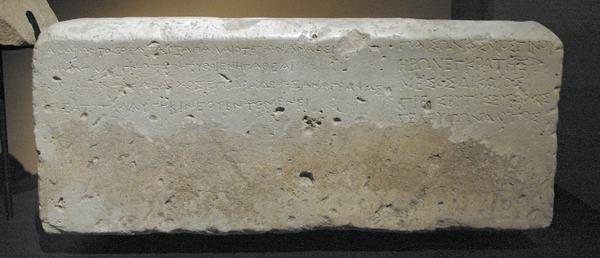
Base en pierre d'Aï Khanoum comportant l'épigramme de Cléarque et les maximes delphiques Étant enfant deviens bien élevé ; jeune homme, maître de toi-même ; au milieu de la vie, juste ; vieillard, de bon conseil ; à ta mort, sans chagrin. Musée national d'Afghanistan.

D'autres voyageurs assurent le dialogue entre les différentes cultures de l'époque. Cléarque de Soles, originaire de Chypre, disciple d'Aristote, prête un intérêt marqué pour les sagesses orientales des Mages et des Indiens. Or une personne du même nom a laissé une inscription à Aï Khanoum en Afghanistan, une copie d'une épigramme accompagné de maximes delphiques. L. Robert a proposé qu'il s'agisse du même homme, qui aurait profité de l'opportunité offerte par les conquêtes d'Alexandre pour se rendre directement auprès de l'objet de ses études,. Mégasthène, ambassadeur de Séleucos Ier auprès du roi Chandragupta des Maurya entre 302 et 298, a rédigé une description de l'Inde (Indica) qui constitue une source de connaissances essentielle sur ce pays à cette période. Il ne faut toutefois par surévaluer l'influence de ces « passeurs de culture », qui sont restés rares parce que la curiosité pour les cultures des autres semble avoir été limitée.

### L'hellénisme et son adoption
L'expansion grecque de l'époque hellénistique, marquée par la constitution de royaumes dirigés par des Gréco-macédoniens et la fondation de cités grecques, le tout dans un contexte culturel non grec, se traduit par un développement de l'influence culturelle grecque sur les régions dominées. C'est un phénomène qui se résume généralement en un mot : hellénisation,. D'abord interprétée par Droysen comme une « fusion » des cultures, longtemps considérée comme coulant de source en raison de la supposée supériorité culturelle grecque (et, par extension, occidentale), les visions actuelles sont bien plus nuancées,. L'hellénisme peut être vu comme la culture « mondiale » de l'époque, la culture de référence sur un espace allant du Maroc à l'Afghanistan, adoptée et adaptée suivant des degrés et modalités divers par les populations se trouvant sur cet espace, jusqu'aux Romains. L'« hellénisation » constituerait alors une forme antique de « globalisation » culturelle, comprenant des références et une esthétique communes, reprises par des nombreuses populations sans forcément renier leurs origines et qu'ils se considèrent comme Grecs. Le monde hellénistique est plus envisagé dans sa dimension multi-culturelle et ses mixités. Les spécificités régionales et locales non grecques se sont souvent maintenues et n'ont pas forcément perdu de leur vitalité malgré la domination politique et culturelle grecque. Les motivations des différents acteurs du phénomène sont envisagées par les historiens sous des jours plus complexes, parfois en refusant le terme d'« hellénisation » qui manquerait de nuances. Les modalités et les subtilités de ces phénomènes peuvent être abordées sous l'angle de concepts tels que l'acculturation ou l'hybridation, les métissages, la créolisation, la négociation, ou encore celui de transfert culturel, et plus récemment le « middle ground »,.
Cela pose aussi la question de savoir qu'est-ce qu'« être grec » selon les mentalités de cette période. Isocrate a donné à la fin de la période classique une définition de l'hellénité qui se veut ouverte : « [On emploie] le nom de Grec non plus comme celui de la race mais comme celui de la culture, et on appelle Grecs plutôt les gens qui participent à notre éducation que ceux qui ont la même origine de nous. » C'est donc plus une affaire de culture (la paideia), de vivre « à la grecque », que de généalogie et de naissance. Des approches encore plus ouvertes et éthiques de l'hellénité sont développées durant l'époque hellénistique d'abord par Ératosthène, plus tard chez Polybe, Posidonios, Denys d'Halicarnasse et Strabon. Sont alors potentiellement pris en compte ceux qui connaissent le grec et adoptent sa culture (avec aussi la vie urbaine, l'organisation monarchique), qui ont une bonne conduite morale, sans forcément revendiquer une identité hellène (ce qui concerne par exemple les Romains et les Juifs),.
Maurice Sartre résume ainsi les caractéristiques de l'hellénité à cette période et sa variabilité :

« Par culture grecque, il faut entendre au premier rang la langue, car on ne peut se prétendre Grec sans parler le grec. Mais, à partir de là, les individus adoptent une part plus ou moins grande de ce qui constitue l'identité grecque : parfois (rarement) les dieux, les modes alimentaires (vin et huile d'olive), le vêtement, la nudité sportive, les noms propres, le goût pour les loisirs grecs (théâtre, concours), les modes de pensée, les institutions politiques, etc. Dans ces conditions, l'hellénisation des populations varie à l'infini, en fonction des choix des individus et des communautés. Car un barbare n'est pas considéré comme Grec à titre individuel : pour les Grecs, on devient Grec parce que l'on est citoyen d'une communauté reconnue comme grecque. »

Le processus d'hellénisation est donc fondamentalement culturel et subjectif, plus que politico-juridique et objectif (à la différence de la « romanisation »). Il ne s'agit pas du résultat d'une volonté politique, les rois hellénistiques ne cherchant pas à imposer la culture grecque à leurs sujets, même s'ils l'ont favorisée et ont fortement contribué à en faire la culture de référence de leur temps. En particulier, la création de cités grecques joue un rôle important dans l'expansion de l'hellénisme, puisqu'elles en sont le cadre de vie par excellence. Dans les pays où la composante non grecque est majoritaire, elles jouent le rôle d'avant-postes de l'hellénisation et même de « vitrines » de la culture grecque.
Les spécialistes s'appuient souvent sur le fait qu'une personne ait un nom en grec et s'exprime en grec dans un contexte public (connu par des inscriptions) pour dire qu'elle est grecque. Mais le processus d'hellénisation a brouillé les situations dans bien des cas puisqu'en plusieurs endroits des individus non grecs ont pris des noms grecs (et dans certains cas un second nom grec en plus de leur nom indigène), appris le grec et commandité des inscriptions en grec (parfois bilingues) et des objets d'art de style grec. À tout le moins, ces éléments permettent de déterminer l'identité culturelle affichée des personnes, à défaut de pouvoir déterminer leur véritable profil culturel,.
L'hellénisation est un processus qui concerne avant tout les élites sociales. Elles peuvent être motivées par l'attractivité de la culture grecque comme par la volonté de se mettre du côté des vainqueurs. Mais cela ne suppose pas l'abandon des éléments culturels indigènes. Les cultures locales soumises à l'influence grecque ne sont pas passives, loin de là, disposent souvent de leur propre vitalité, ce qui explique que l'hellénisation prenne des profils bien différents selon les régions. Les récepteurs sélectionnent les éléments de la culture grecque qu'ils adoptent et les remodèlent souvent, en fonction de leurs objectifs personnels. Au surplus, les transferts culturels se font dans les deux sens, potentiellement suivant une logique de compréhension et d'accommodation mutuelles. Les mentalités grecques sont déjà habituées depuis les époques antérieures à intégrer des éléments venus des autres cultures et des personnes d'origine gréco-macédonienne peuvent adopter des éléments de la culture de leur pays d'implantation. Il résulte de tout cela que l'opposition binaire entre « Grec » et « Indigène », qui sert souvent de grille de lecture pour la période, masque la diversité et la complexité des situations, même au niveau local, bien qu'elle soit toujours employée par commodité. Rien n'oblige à être exclusivement grec : on peut être grec et babylonien, grec et phénicien, etc..
Du reste, dans certains cas l'hellénisme semblerait susciter des résistances, sous différentes formes (contre-acculturation, révoltes), dont les illustrations seraient des résistances dans les milieux sacerdotaux égyptiens et la révolte des Maccabées de Judée. D'autres études ont souligné les limites de l'analyse de ces phénomènes par le prisme de logiques tranchées (telles que le choix entre l'assimilation ou la résistance), qui insisterait trop sur l'idée d'un rapport dominant/dominé, et que l'hellénisme ne semble pas avoir suscité de rejet marqué.
Il est donc difficile de généraliser sur la réalité et la profondeur de l'« hellénisation » et des échanges culturels. Les situations sont variées selon les royaumes, les provinces et même selon les individus. Très souvent, de fortes poches hellénisées (surtout des villes) côtoient des zones où le phénomène reste superficiel. La grande diversité dans les sources disponibles, et leur hétérogénéité, oblige à beaucoup de prudence lorsqu'on parle d'hellénisation. Il n'en demeure pas moins que la culture dominante est la culture grecque et que cet aspect va durer bien au-delà de la conquête romaine.

### Le rayonnement de l'hellénisme au-delà du monde hellénistique
Aux franges du monde hellénistique et au-delà, plusieurs régions reçoivent une influence hellénistique, signe du pouvoir d'attraction considérable qu'a pris la culture grecque. Néanmoins l'emploi de la notion d'« hellénisation » pour ces cas est discuté.

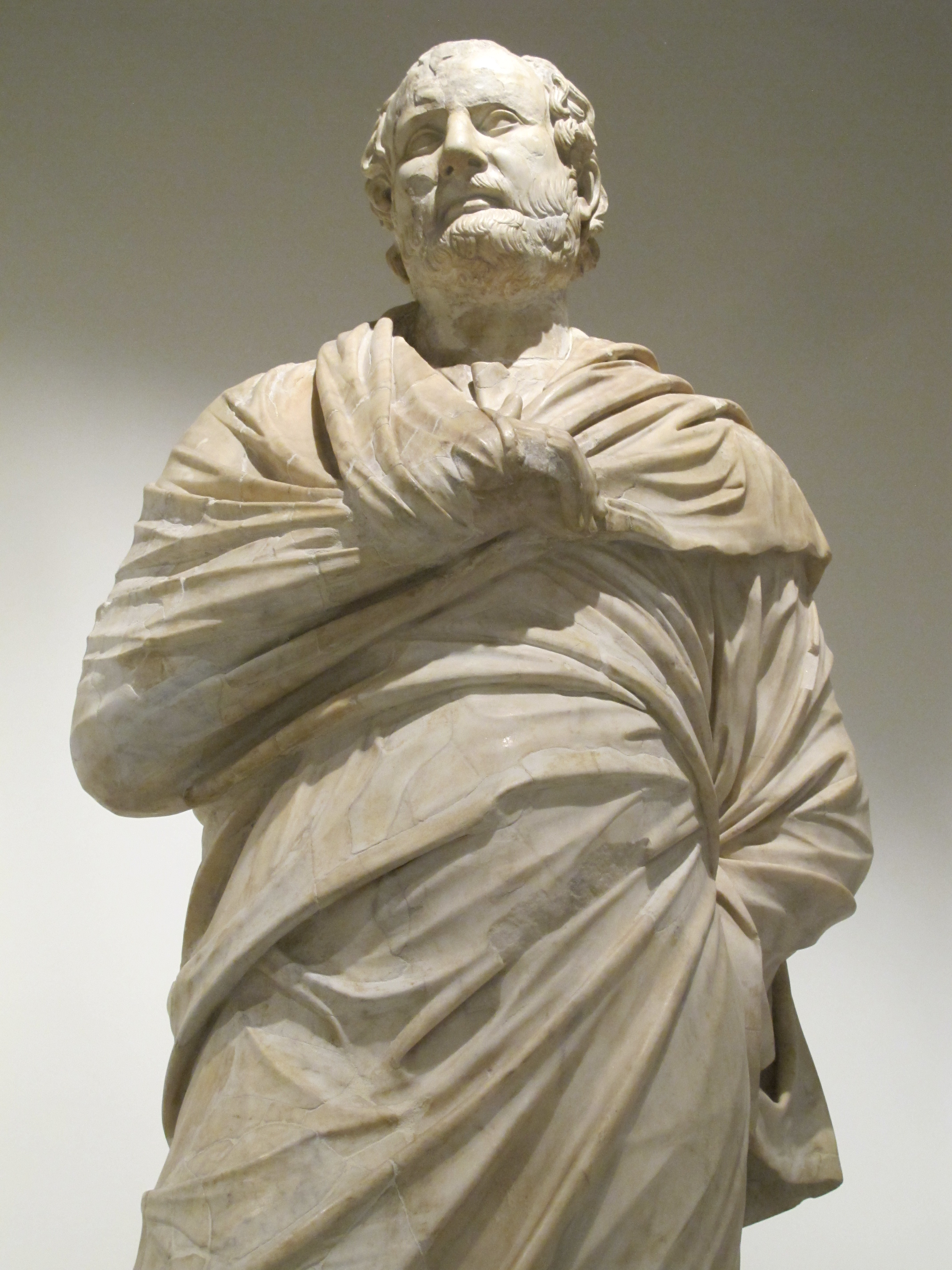
Statue de l'orateur athénien Eschine mise au jour dans la villa des Papyrus d'Herculanum.
Musée archéologique national de Naples.

L'influence hellénistique sur Rome est un phénomène d'une importance capitale dans l'histoire culturelle européenne. La cité du Latium est ouverte aux influences grecques depuis plusieurs siècles par le biais des cités grecques d'Italie et de Sicile, ainsi que des Étrusques qui ont accueilli des éléments culturels grecs. La conquête du monde grec à partir du début du IIe siècle av. J.-C. accélère et amplifie le phénomène. Les objets d'arts ainsi que les livres pris en butin, le contact direct entre des généraux amateurs de culturs grecque et les foyers culturels grecs ouvrent une partie de l'élite romaine à l'hellénisme. Plus largement, la mise en place de la domination politique et militaire de Rome sur le monde méditerranéen où la culture dominante est grecque entraîne l'adoption de nombreux éléments culturels grecs. Ces transferts culturels sont sélectifs et motivés politiquement. Ils servent en particulier à légitimer l'emprise romaine sur cet espace, comme l'illustrent les travaux historiques de l'historien grec Polybe servant à présenter l'inéluctabilité de la suprématie romaine. Comme ce dernier, des érudits et des artistes grecs viennent de gré ou de force à Rome, la religion et l'art romains prennent des accents grecs de plus en plus prononcés, les jeunes aristocrates sont nombreux à recevoir une éducation grecque, qui implique des voyages d'apprentissage dans des centres intellectuels tels qu'Athènes et Rhodes. Les cités de Pompéi et d'Herculanum témoignent de l'hellénisme romain de la fin de la République et du début de l'Empire, notamment la villa des Papyrus qui comprenait de nombreuses sculptures grecques et des manuscrits philosophiques et littéraires grecs. Cela ne va pas sans résistances, dont la plus fameuse est celle de Caton l'Ancien, qui voient dans l'hellénisme un facteur de déclin moral et d’amollissement des mœurs romaines,,,. Malgré cela, l'hellénisme est une partie constitutive de la culture romaine à l'époque impériale, contribuant à ce que certains désignent comme une culture si ce n'est une civilisation « gréco-romaine ». Néanmoins la culture romaine conserve divers aspects originaux (droit, religion, guerre) qui font obstacle à une vision selon laquelle la civilisation romaine ne serait qu'une variante latine de la civilisation hellénistique. En tout cas la pérennité de l'hellénisme après l'Antiquité se fait en partie par le biais de sa réception romaine. En important la culture grecque à Rome, en la reconstituant puis en la diffusant dans les provinces romaines (dans le cadre de la « romanisation », concept également très discuté par les historiens), en particulier dans la partie occidentale de leur empire, les nouveaux maîtres du monde méditerranéen ont par bien des aspects servi de relais à l'héritage hellénistique.
L'hellénisme romain s'inscrit plus largement dans un contexte culturel qui voit la Méditerranée occidentale s'ouvrir à des degrés divers aux influences grecques, déjà perceptibles durant les périodes antérieures. Carthage notamment adopte des éléments grecs, même si l'emploi du concept d'hellénisation pour ce cas est discuté,.

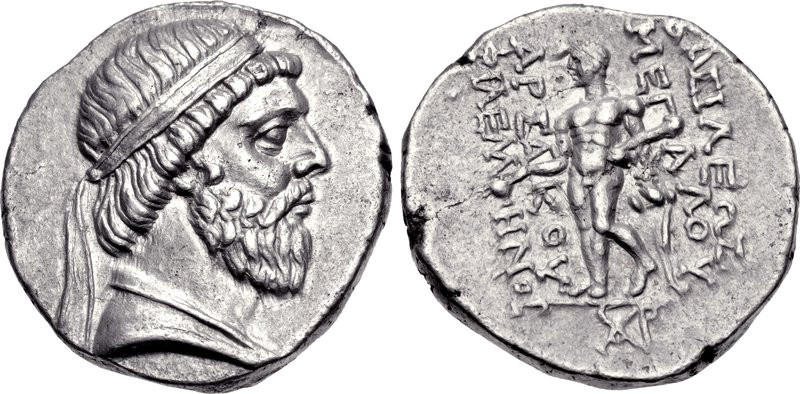
Tétradrachme du roi parthe Mithridate Ier (171-135) le représentant à l'avers avec le diadème hellénistique, et au revers le dieu guerrier iranien Verethragna représenté sous l'aspect d'Héraclès, avec une inscription en grec.

Dans la partie orientale du monde hellénistique, l'influence grecque est en particulier visible chez les Parthes, qui dominent l'Iran et la Mésopotamie après en avoir chassé les Séleucides. Plutôt que de tourner le dos à la culture de leurs prédécesseurs, les premiers rois parthes en adoptent certains traits. Plusieurs d'entre eux se présentent comme des « Philhellènes » sur leurs monnaies, emploient des artistes grecs, car on trouve encore des cités de culture grecque dans leur empire, au moins dans la première moitié de son existence. Les dieux iraniens sont souvent représentés à la manière grecque, par exemple Mithra représenté sous l'apparence d'Apollon. Avec le temps néanmoins cet hellénisme s'estompe et les traits culturels iraniens sont de plus en plus prononcés.

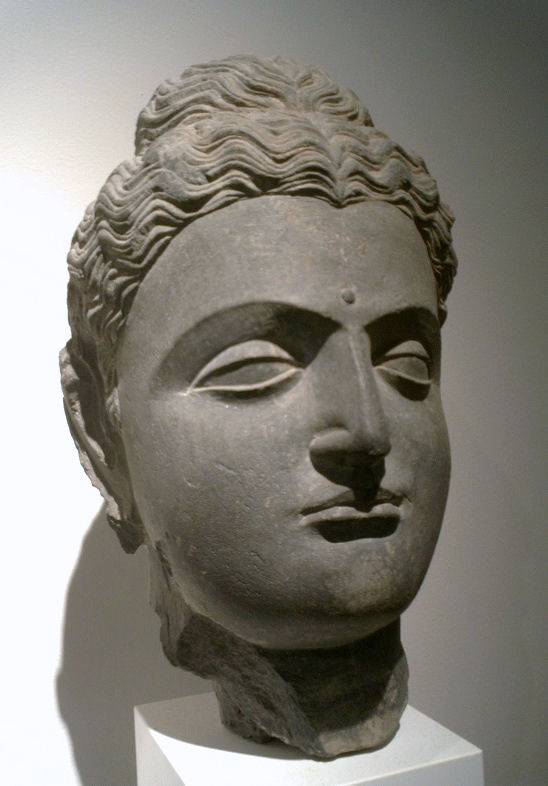
Représentation d'un Bouddha, exemple de l'art gréco-bouddhique du Gandhara, -, musée Guimet.

Plus loin encore vers l'est, la culture grecque reste vivante dans certaines parties des anciens domaines gréco-bactrien et indo-grec jusqu'aux débuts de notre ère, signe du succès de l'implantation hellène dans ces contrées pourtant très éloignées des grands centres culturels grecs. Lorsque ces régions passent sous la domination des Kouchans au premier siècle de notre ère, ceux-ci patronnent un art d'inspiration grecque. Leur principal roi, Kanishka, passé à la postérité comme un grand roi bouddhiste, a un monnayage éclectique faisant aussi figurer des divinités grecques Hélios et Séléné, ainsi que des divinités iraniennes telles que Mithra. Ce contexte donne naissance à un art « gréco-bouddhique » dont le foyer principal est le Gandhara (sites de Begram, Hadda, vallée de Swat). Il représente des thèmes bouddhistes et indiens, notamment Bouddha, les grands épisodes de sa vie et d'autres figures du bouddhisme et du folklore indiens, suivant les canons de l'art grec,.

## La culture hellénistique

### Langues et écritures

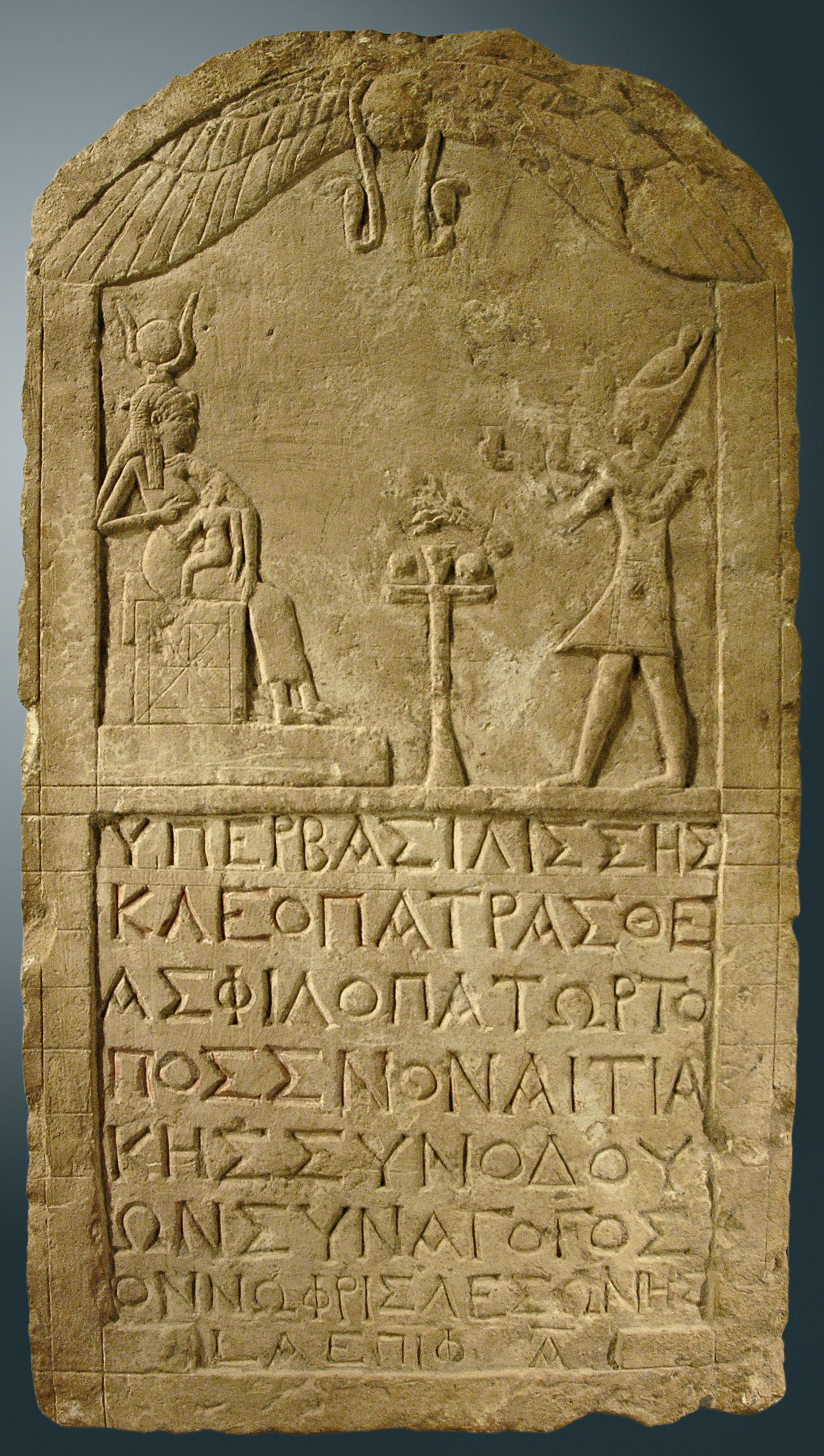
Cléopâtre VII représentée vêtue en pharaon sur une stèle portant une inscription en grec et dédiée par un Grec, adepte du culte d’Isis, -51, musée du Louvre.

La période hellénistique voit la diffusion d'une forme de langue grecque surnommée koinè, langage « commun » ou « partagé », reposant sur les dialectes attique (celui des Athéniens) et ionien (en Asie Mineure), qui sont apparentés. Elle s'est formée durant la fin de l'époque classique et avec l'expansion hellénistique elle se diffuse dans le monde méditerranéen et au Moyen-Orient, jusque dans la partie occidentale du monde indien. Elle devient également la langue littéraire du monde hellénistique. Les communautés où la langue grecque est native, dans le monde égéen et les implantations coloniales de la Méditerranée et de la mer Noire, parlent des dialectes propres (comme les dialectes doriens) et n'adoptent que lentement la koinè comme langue écrite, ce qui reflète des particularismes culturels. Les Macédoniens parlent eux une langue dont le statut est débattu, certains y voyant un dialecte grec, d'autres une langue autonome apparentée au grec. Dans les régions d'expansion grecque de l'Anatolie, de la partie orientale de la Méditerranée et du Moyen-Orient, la koinè est la langue écrite de l'administration des royaumes gréco-macédoniens et hellénisés, des cités grecques, et aussi des élites indigènes qui s'hellénisent ou du moins souhaitent communiquer avec les nouveaux détenteurs du pouvoir.
Dans les régions conquises par les Grecs, le bilinguisme est de mise, voire un plurilinguisme dans les lieux les plus multiculturels. La diffusion du grec ne supplante pas les différentes langues parlées auparavant, même si par endroit il devient clairement prépondérant dans la documentation écrite. Le Moyen-Orient est dominé par les langues araméennes, d'autant plus que cette langue, écrite au moyen d'un alphabet, était la langue administrative des Achéménides (sous sa variante dite d'« empire »). Les Phéniciens ont leur propre alphabet, utilisé conjointement au grec, même s'il tend à perdre du terrain. La documentation babylonienne est trompeuse : si les textes cunéiformes sont les plus répandus, c'est parce qu'ils sont écrits sur des tablettes d'argile qui survivent bien aux injures du temps, alors qu'en réalité la pratique de cette écriture est confinée au milieu clérical et très peu diffusée dans la population, qui écrit en alphabet araméen, mais sur des supports périssables (peaux et papyrus) qui ont disparu. En Égypte, le bilinguisme grec-égyptien est de mise, la spécificité étant le fait que la langue locale s'écrit sous plusieurs formes : les hiéroglyphes et le hiératique employés pour les inscriptions par les clercs, l'usage du second se raréfiant, et le démotique employé pour les textes quotidiens sur papyrus, donc plus courant. En Anatolie la situation est plus complexe, car cette région est une mosaïque linguistique, où les langues non grecques (carien, phrygien, lycien, etc.) sont peu écrites donc mal documentées. Étant donné que plusieurs d'entre elles sont attestées à l'époque romaine, il faut supposer qu'elles sont restées vivaces durant l'époque hellénistique, malgré l'essor incontestable du grec parlé et surtout écrit,.

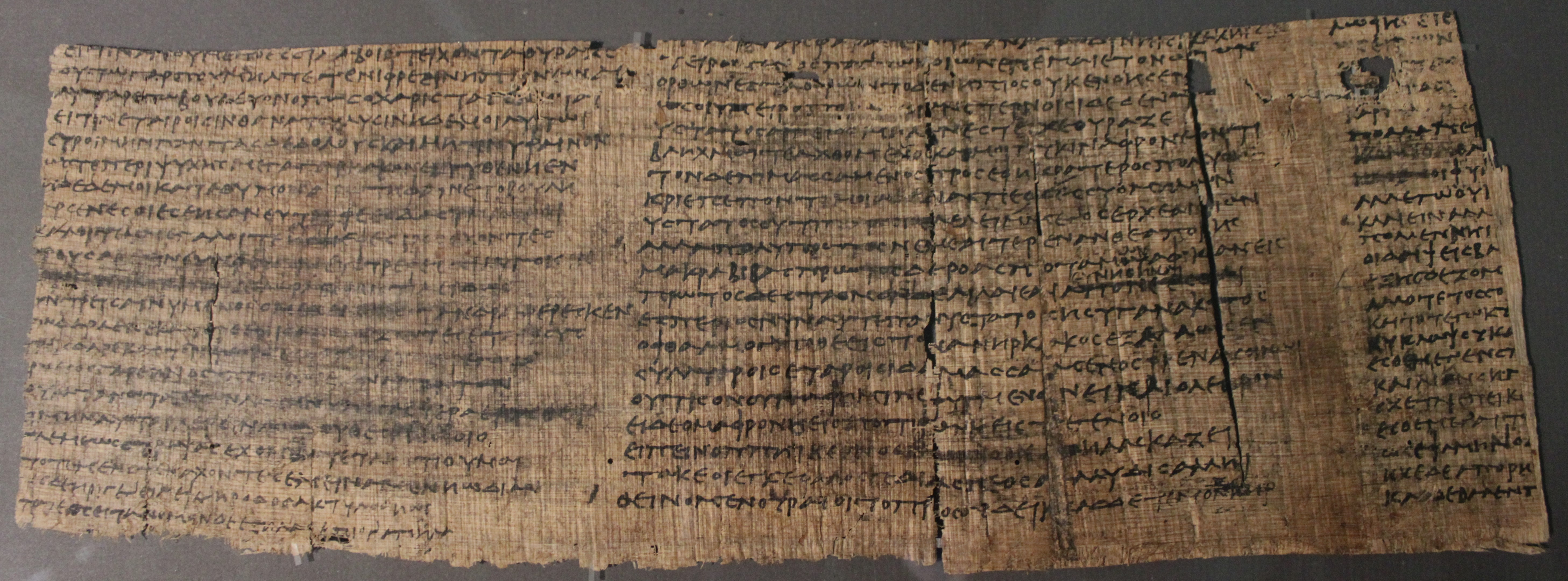
Papyrus de Médinet Ghoran (Fayoum) faisant partie d'un ensemble constituant la plus ancienne copie connue de passages de l'Odyssée, exemplaire d'étude dans une écriture peu soignée. IIIe siècle av. J.-C. Institut de Papyrologie de la Sorbonne.
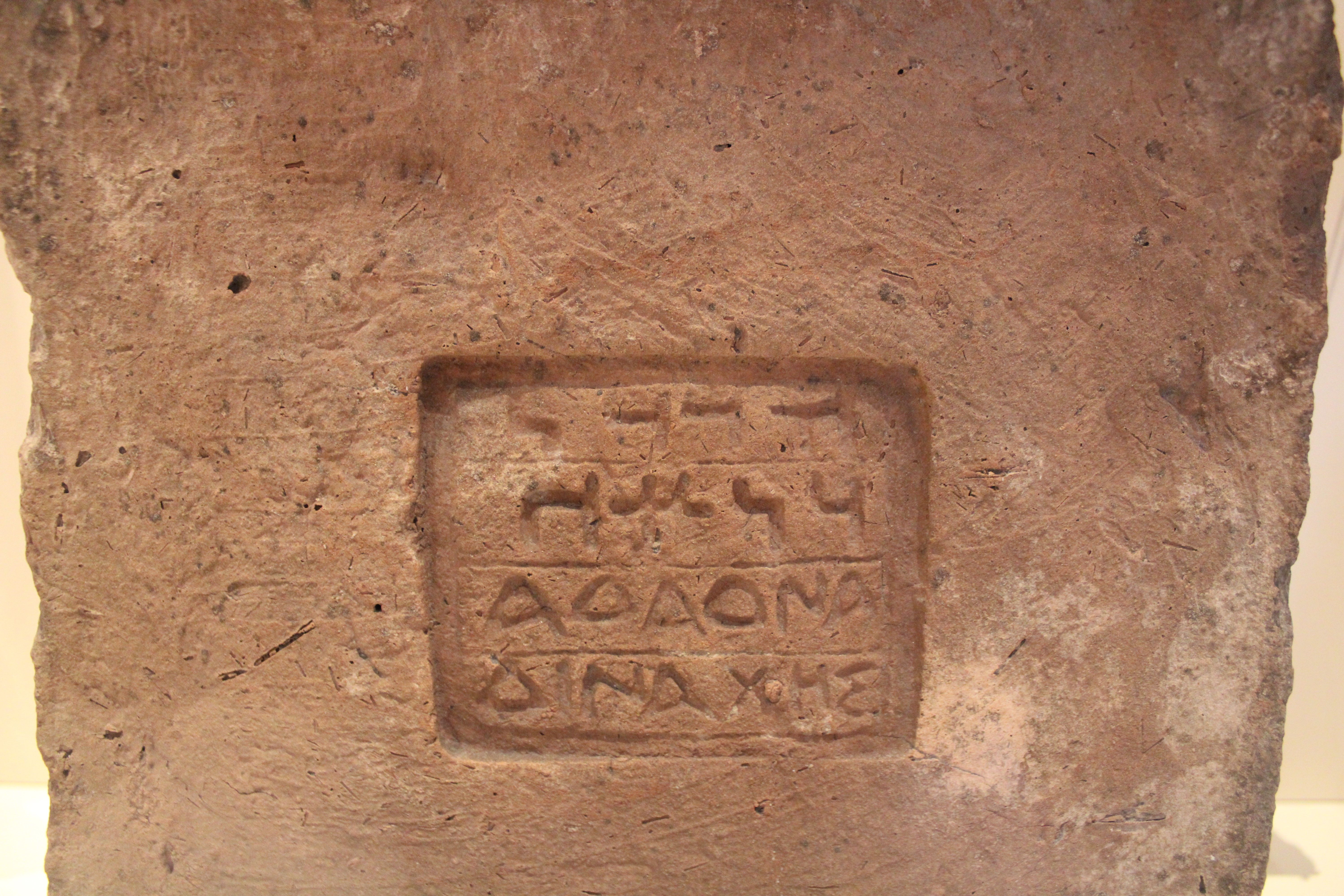
Brique estampée au nom d'Adad-nadin-ahhe, potentat régnant sur une partie de la Babylonie au IIe siècle av. J.-C., inscrit en alphabet araméen et en grec. Tello (Irak), Musée du Louvre.
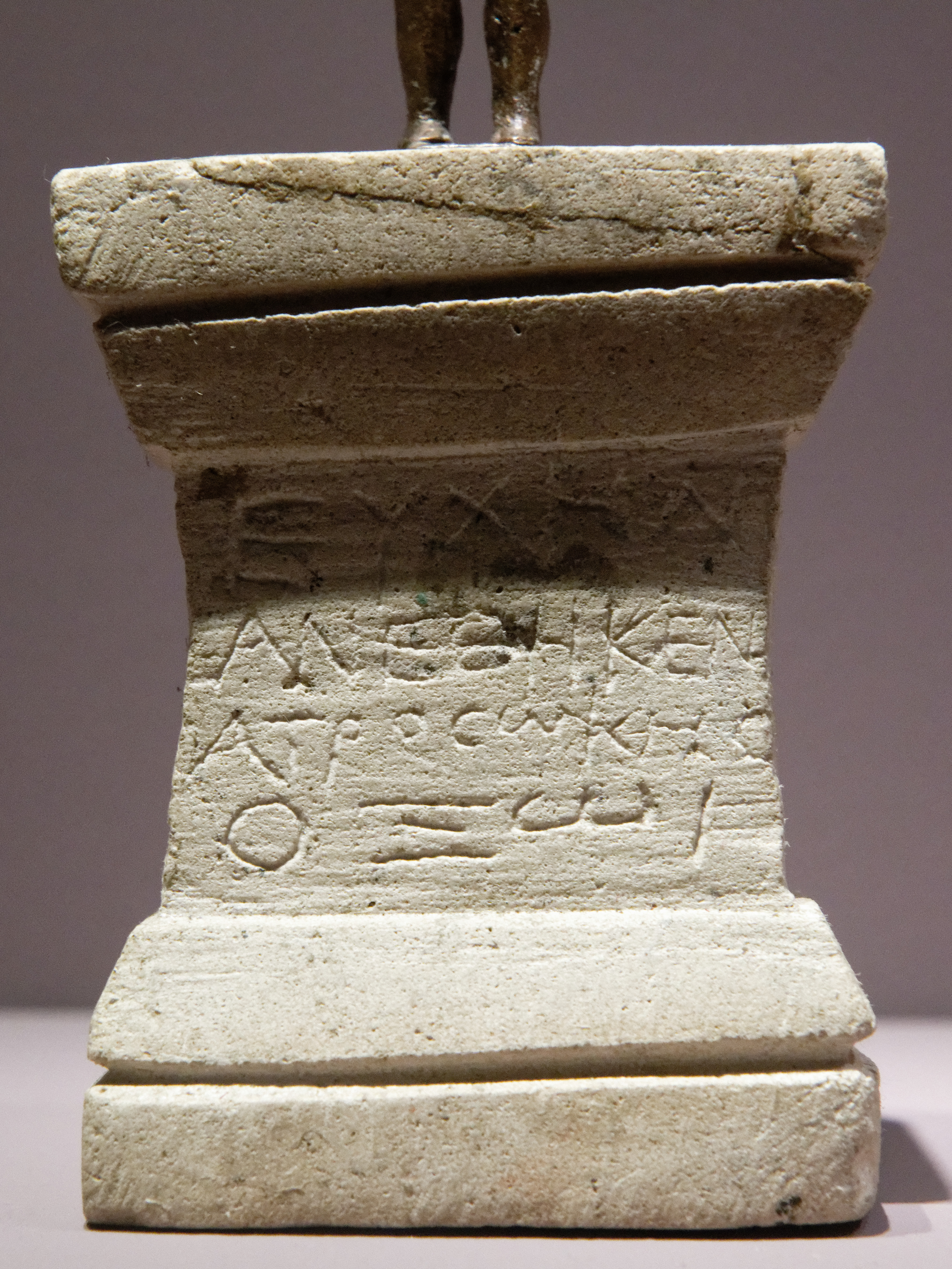
Inscription de la base de la statue offerte à l'Oxus par Atrosokès. Takht-I-Sangin (Tadjikistan), IIe siècle av. J.-C. Musée national du Tadjikistan.

### L'éducation grecque
Sur les bases de l'époque classique (surtout athéniennes), le système scolaire se développe dans les cités hellénistiques. Ces activités sont documentées par des inscriptions sur le financement d'institutions éducatives ainsi que des traités d'éducation et des papyrus contenant des exercices scolaires. L'éducation concerne surtout le garçons des familles de citoyens, amenés à devenir citoyens à leur tour, et beaucoup moins les filles. La formation de base dispensée aux enfants et adolescents, paideia, combine exercices physiques, enseignements artistiques (musique), mathématiques, astronomiques et littéraires, reposant sur les ouvrages les plus renommés. La base est l'apprentissage de la lecture et de l'écriture du grec, fondée sur un corpus de textes vus comme des classiques (notamment Homère), avec l'emploi d'anthologies compilant les passages d’œuvres jugées essentielles. Cela contribue à forger et à diffuser une culture grecque de référence, elle aussi nommée paideia, vue comme indispensable pour qui prétend à l'hellénité. Une partie de l'enseignement se fait dans un cadre privé, avec un financement familial, mais des écoles publiques se développent aussi grâce à des dons d'évergètes. Le gymnase, qui sert pour l'éducation physique, est en particulier une institution qui prend de l'importance, parce qu'il est vu comme un élément caractéristique de l'hellénité (voir ci-dessous). Il n'est plus exclusivement consacré aux activités physiques, mais tend à concentrer d'autres activités éducatives. L'éphébie, institution d'origine athénienne servant principalement à l'entraînement physique et militaire des jeunes adultes (18-20 ans, souvent moins), se répand dans d'autres cités, et se dote aussi d'une formation intellectuelle par endroits, afin d'éduquer à la rhétorique, à la poésie ou à la philosophie. Les magistrats chargés de superviser l'éducation des futurs citoyens (pédonomes et gymnasiarques) sélectionnent les enseignants : grammatistes pour le niveau élémentaire, grammairiens pour le niveau secondaire, rhéteurs et sophistes pour le niveau suivant. Les professeurs les plus réputés bénéficient d'honneurs publics. Une forme d'éducation supérieure est également développée pour les élites, autour de centres intellectuels spécialisés tels qu'Athènes et Rhodes pour la philosophie, Cos pour la médecine, Alexandrie pour un peu tout,. Le niveau d'éducation de la population masculine a donc pu être relativement élevé au regard des standards antiques, au moins dans certaines cités disposant d'un réseau éducatif dense et bien financé comme Rhodes. Selon les estimations hautes, un maximum de 20 à 30 % de la population de certaines des cités hellénistiques pourrait avoir été alphabétisée.

### Arts
L'art de la période hellénistique reflète plusieurs des tendances de la période. Il s'ancre d'abord dans l'art de l'époque classique (Phidias, Praxitèle, Scopas, etc.), qui est érigé en modèle. La mise en place des monarchies s'accompagne de l'essor de l'art royal, dès le règne d'Alexandre le Grand qui emploie des artistes tels que Lysippe et Apelle qui réalisent ses portraits. Les rois et reines hellénistiques font diffuser leur image sur des statues, des monnaies, aussi des vases peints en Égypte. La recherche de réalisme et d'individualisme est poussée plus en avant, avec l'idéal de la mimesis qui cherche à imiter au mieux ce qui est représenté. Cette personnalisation de l'art se retrouve dans la réalisation de portraits de personnages mémorables tels que des poètes, des philosophes ou des orateurs du passé (par exemple Homère), et aussi d'archétypes tels que la vieille femme ou le vieux pêcheur. À la différence des époques antérieures, cet art n'est plus réservé aux sanctuaires ou aux espaces publics mais il se diffuse aussi dans les espaces privés. Les rois et les riches personnages décorent leurs résidences avec des statues, des mosaïques, des peintures murales. On distingue différentes tendances dans l'art, qu'il s'agisse du « baroque » représenté par la sculpture de Pergame, mettant notamment en avant la représentation de la douleur, du pathos et plus généralement des émotions et le tragique (comme le type du « Gaulois mourant/blessé » célébrant les défaites infligées aux Galates), tandis que d'autres se tournent vers le passé en s'inspirant soit des modèles archaïques (style « archaïsant ») ou athéniens classiques (style « néo-attique »). Les conquêtes romaines sont marquées par le fort intérêt des conquérants pour l'art grec : ils emportent en butin de nombreuses œuvres, parmi lesquelles se trouvent plusieurs pièces majeures de l'art classique, ou bien en font réaliser des copies, et emmènent des artistes grecs en Italie pour les mettre à leur service,.
La sculpture hellénistique repose en bonne partie sur la tradition classique finissante. Les sculpteurs sont employés par les royaumes et les cités, et peuvent exercer leurs talents dans une grande diversité de situations, comme l'illustrent les œuvres les plus connues de la période. À Alexandrie les portraits royaux dégagent une impression de sérénité supra-humaine, alors que les stèles funéraires sont de type attique. À Pergame se développe un art réaliste, autour d'Épigone qui réalise des œuvres célébrant les exploits guerriers du royaume. La Victoire de Samothrace (v. 190 av. J.-C.) a un style baroque et témoigne d'une volonté de mise en scène dramatique. Le Faune Barberini (v. 230-200) témoigne du développement d'une statuaire plus fantaisiste, prisée par les élites dans un cadre privé. La Vénus de Milo (v. 100 av. J.-C.) est de style néoclassique, renvoyant aux modèles de Praxitèle. Durant la basse époque hellénistique est aussi réalisé le grand autel de Pergame, dont les frises aux accents baroques représentent une gigantomachie et la fondation mythique de la cité. La sculpture privée est attestée dans les riches demeures de Délos,.

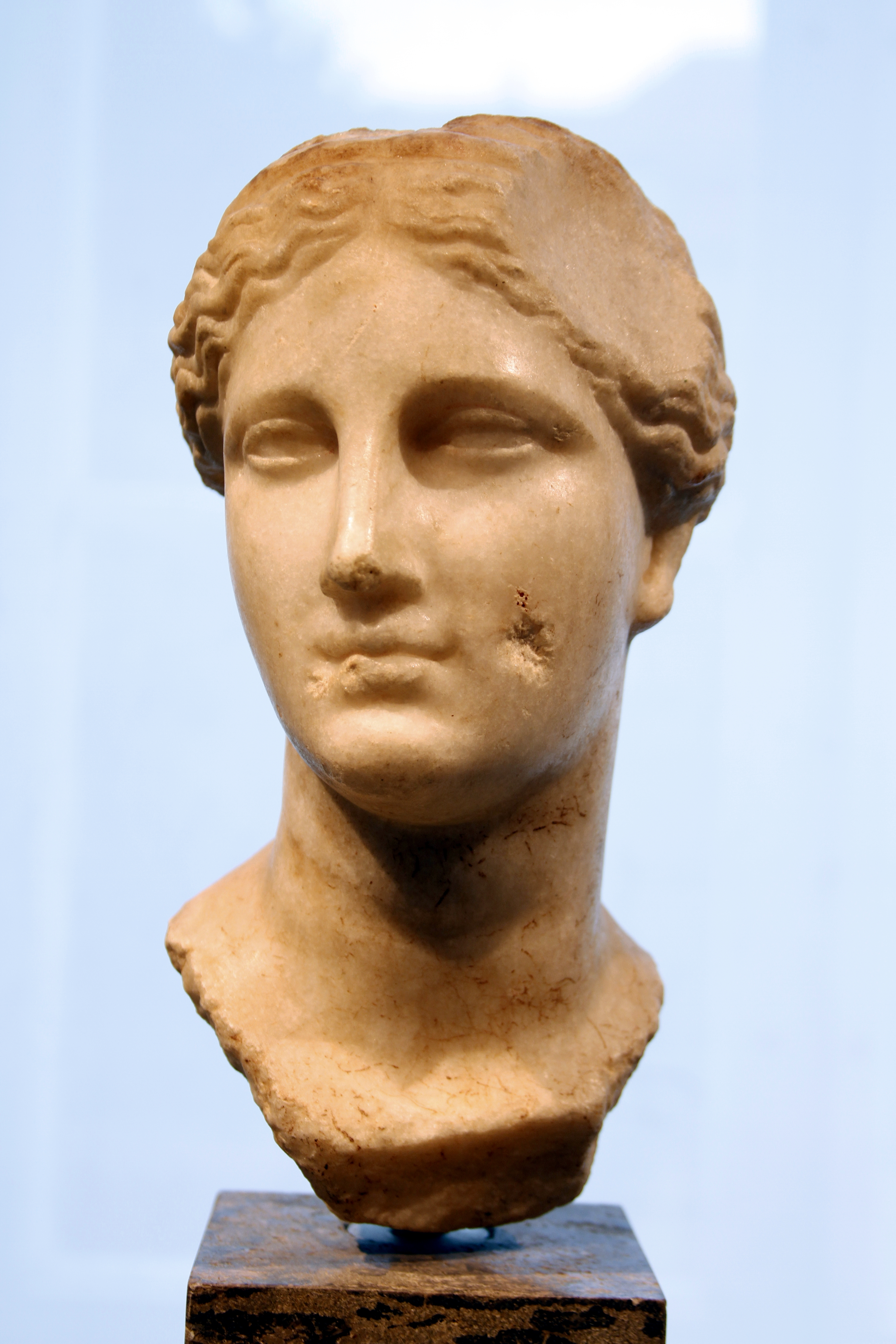
Statue d'une reine lagide (Arsinoé III ?). Altes Museum de Berlin.
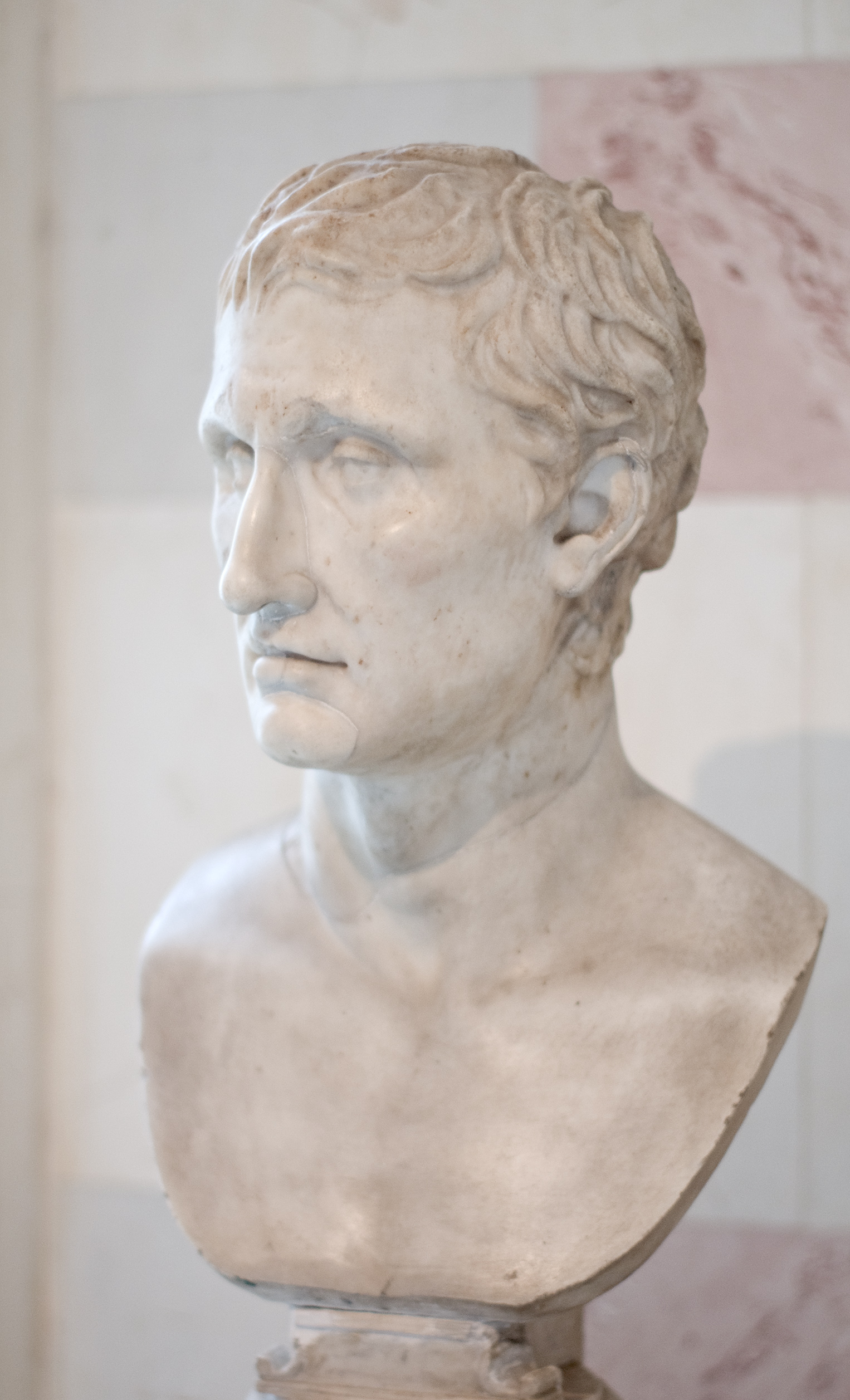
Buste du poète comique Ménandre. Copie romaine d'un original grec du IVe siècle av. J.-C. Musée de l'Ermitage.
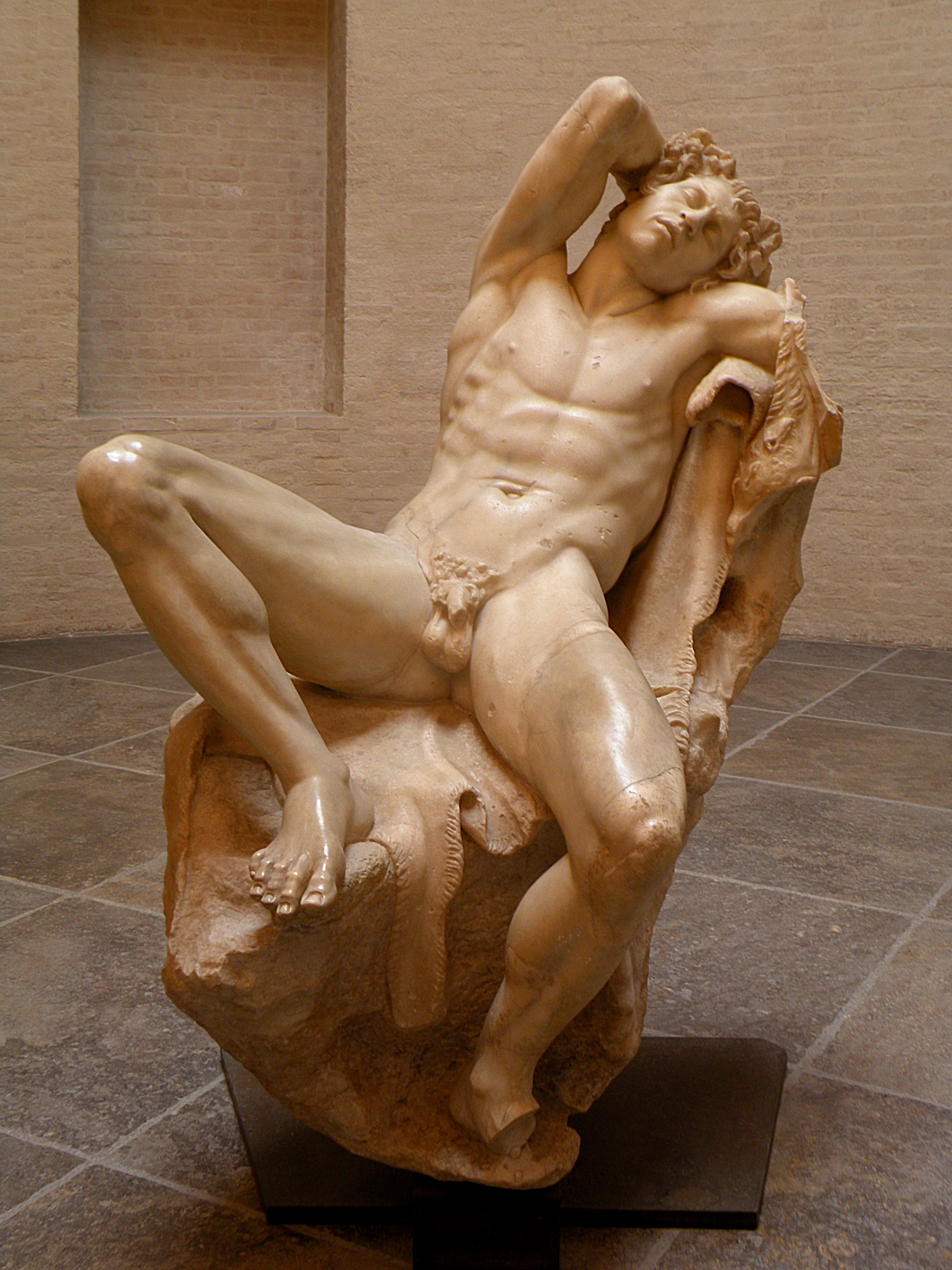
Faune Barberini. Copie d'après un original vers 200. Glyptothèque de Munich.
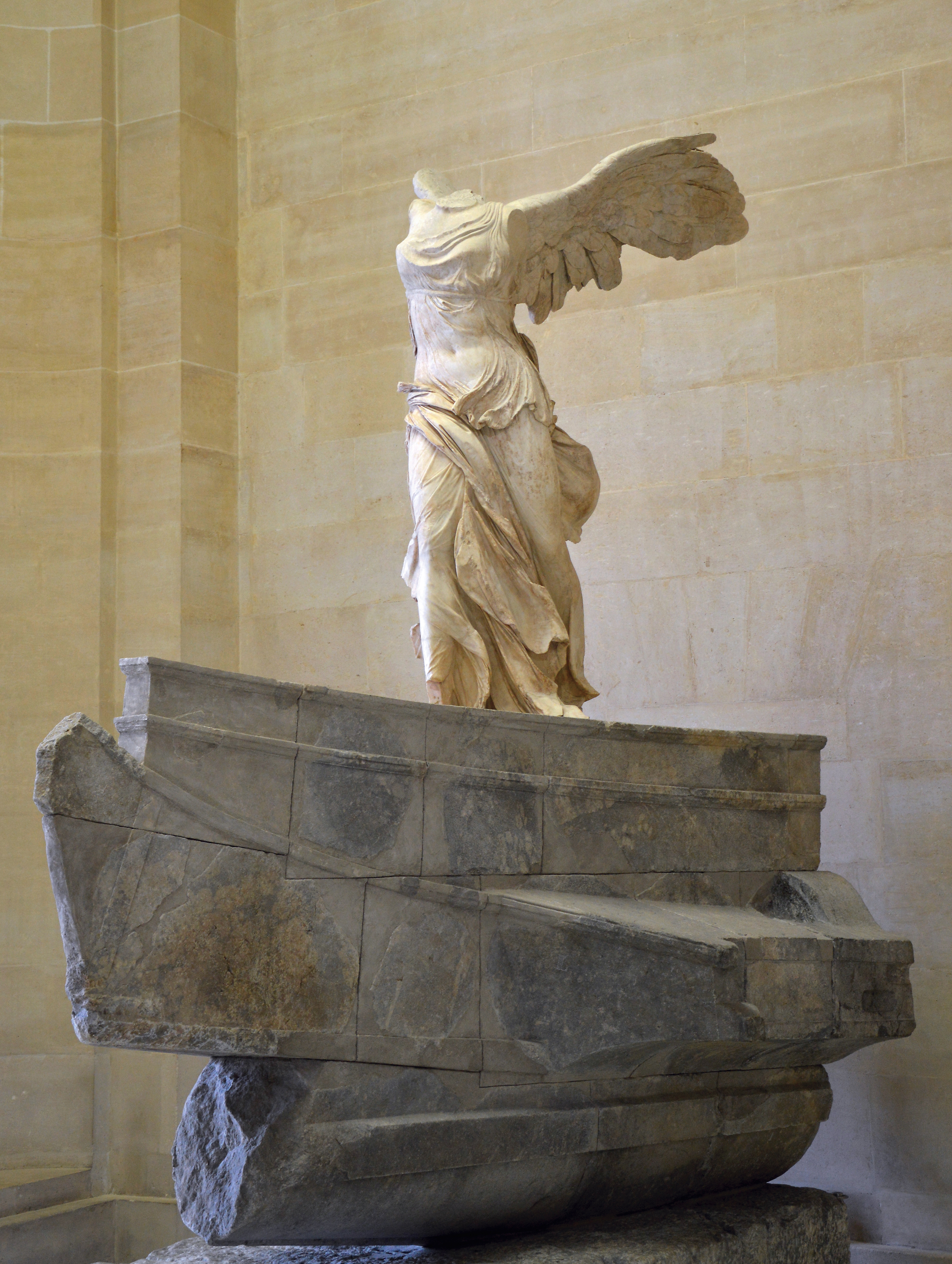
Victoire de Samothrace. Vers 200 / 175 ? Musée du Louvre.
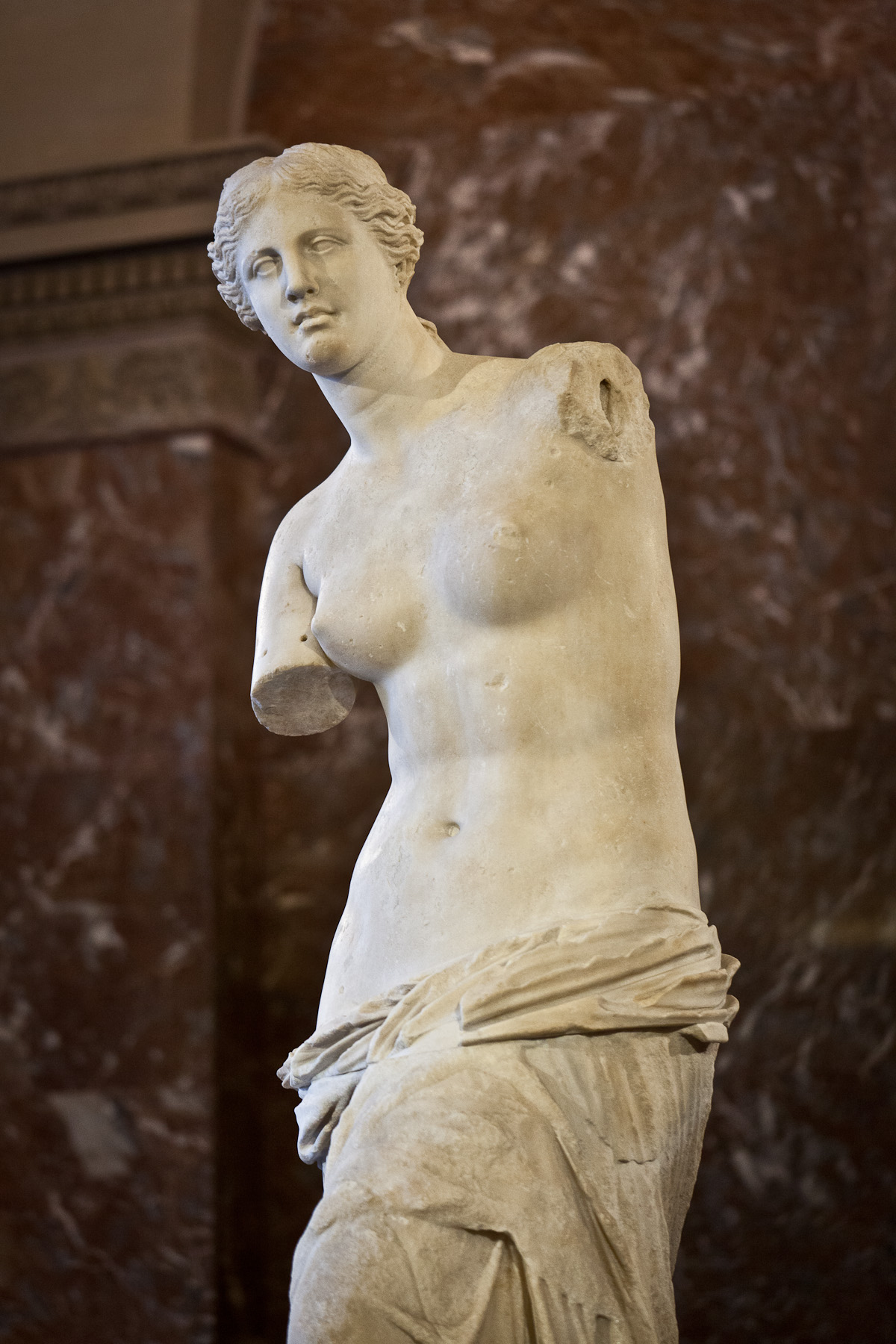
Vénus de Milo. Fin du IIe siècle. Musée du Louvre.
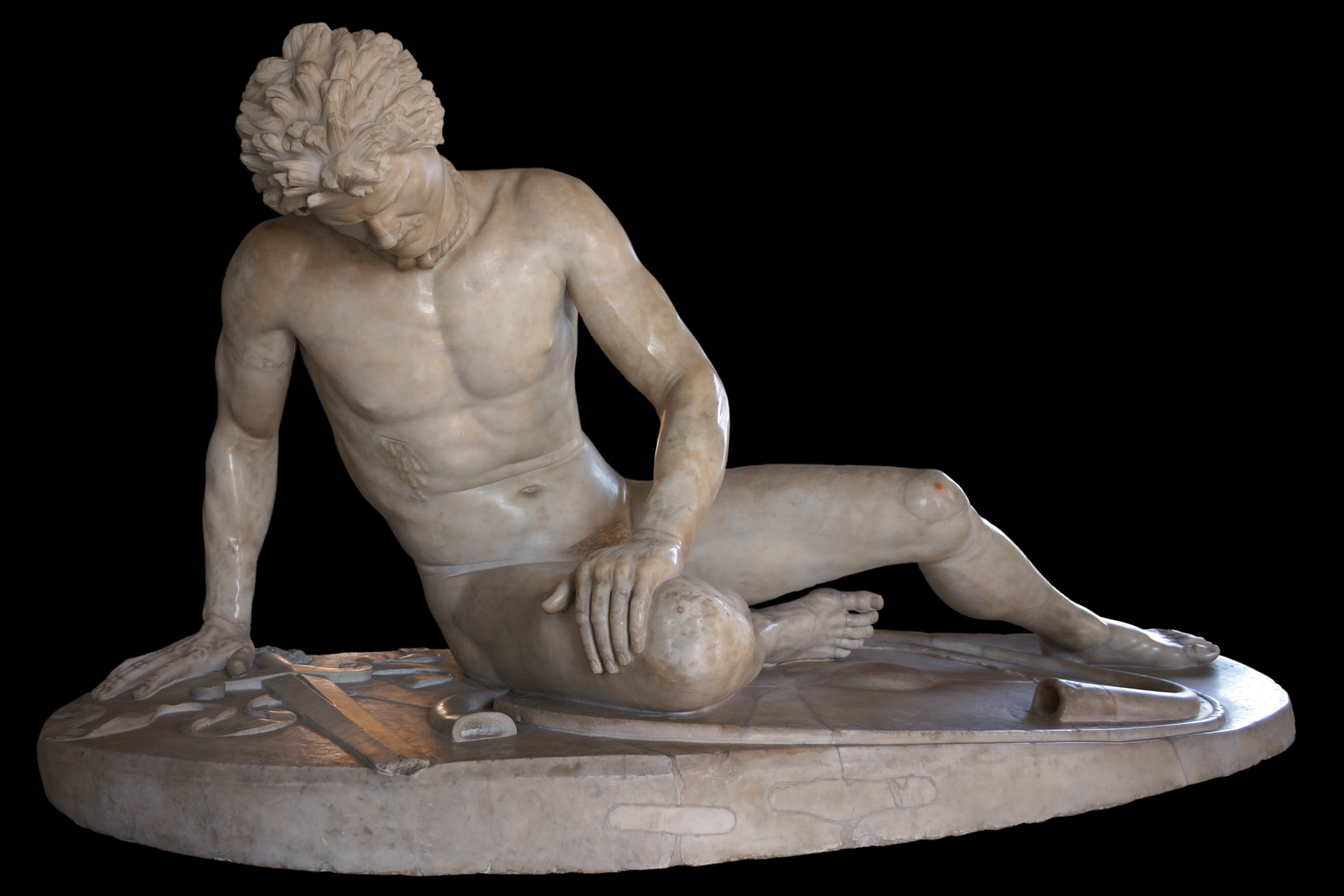
Sculpture d'un Gaulois mourant, v. 230-220 av. J.-C. Musées du Capitole.
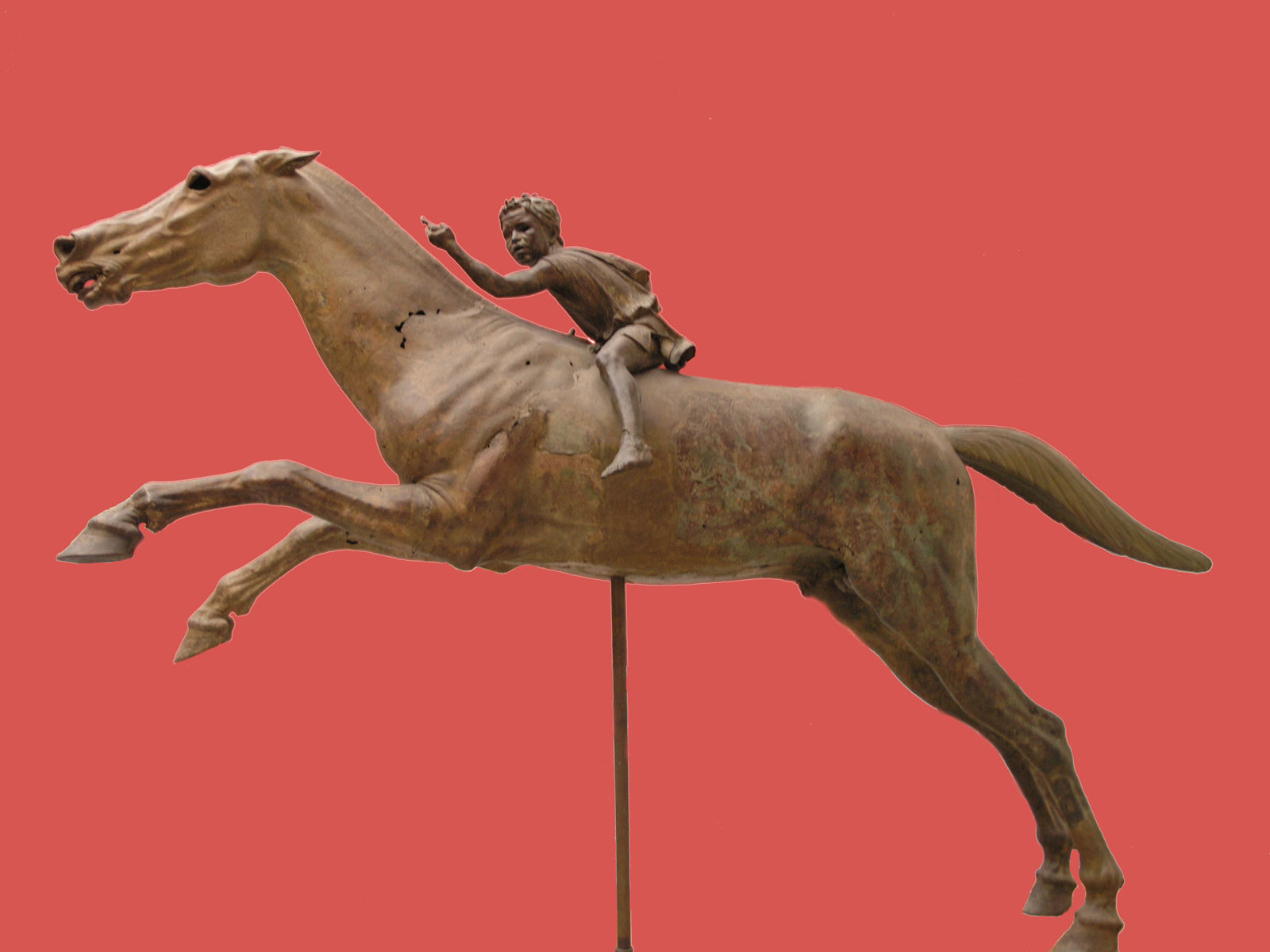
Statue de bronze d'un cheval et de son jeune jockey, épave du Cap Artémision, v. 150 av. J.-C. Musée national archéologique d'Athènes.
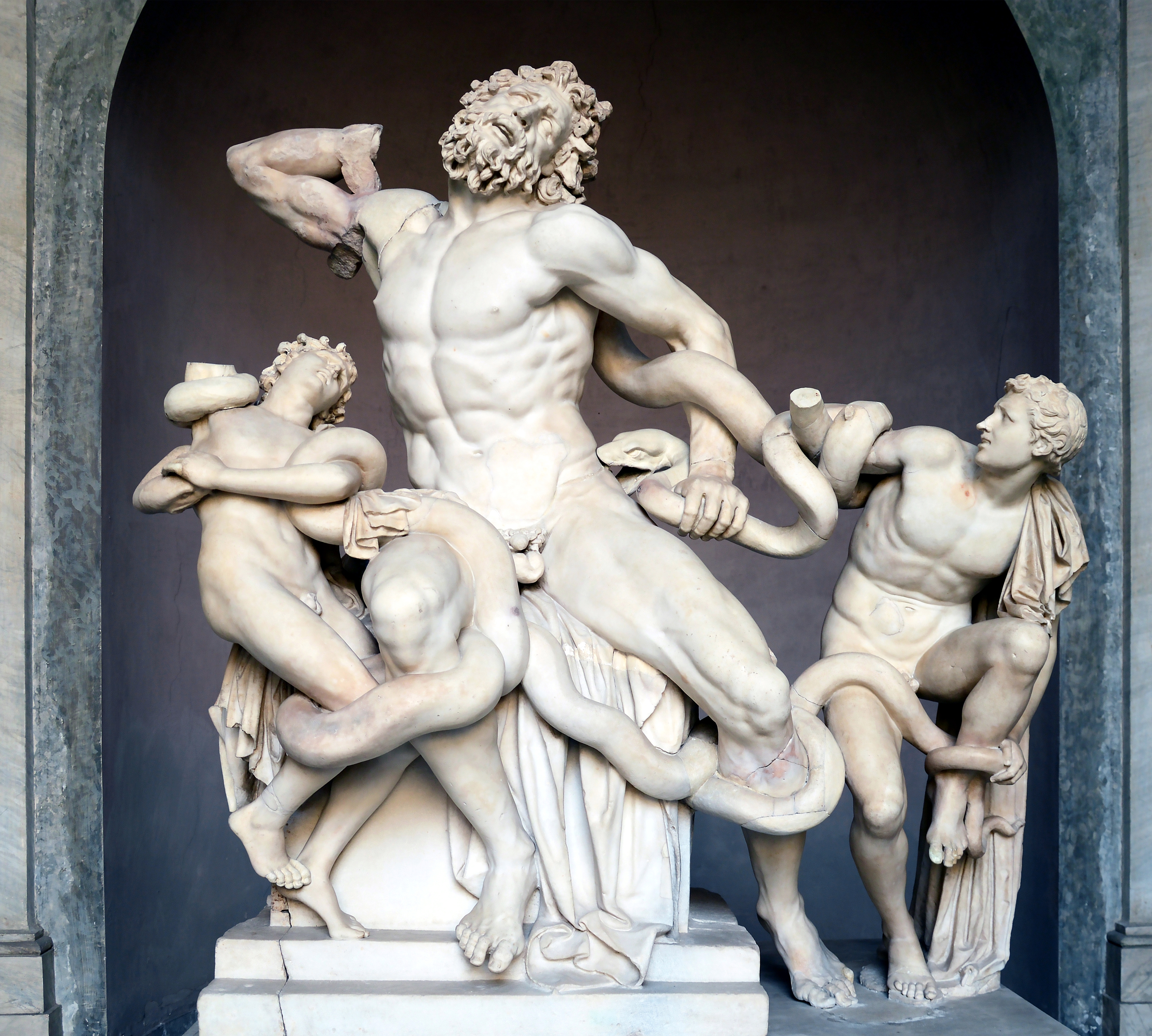
Groupe du Laocoon. Atelier rhodien à Rome, v. 40 av. J.-C. Musée Pio-Clementino.
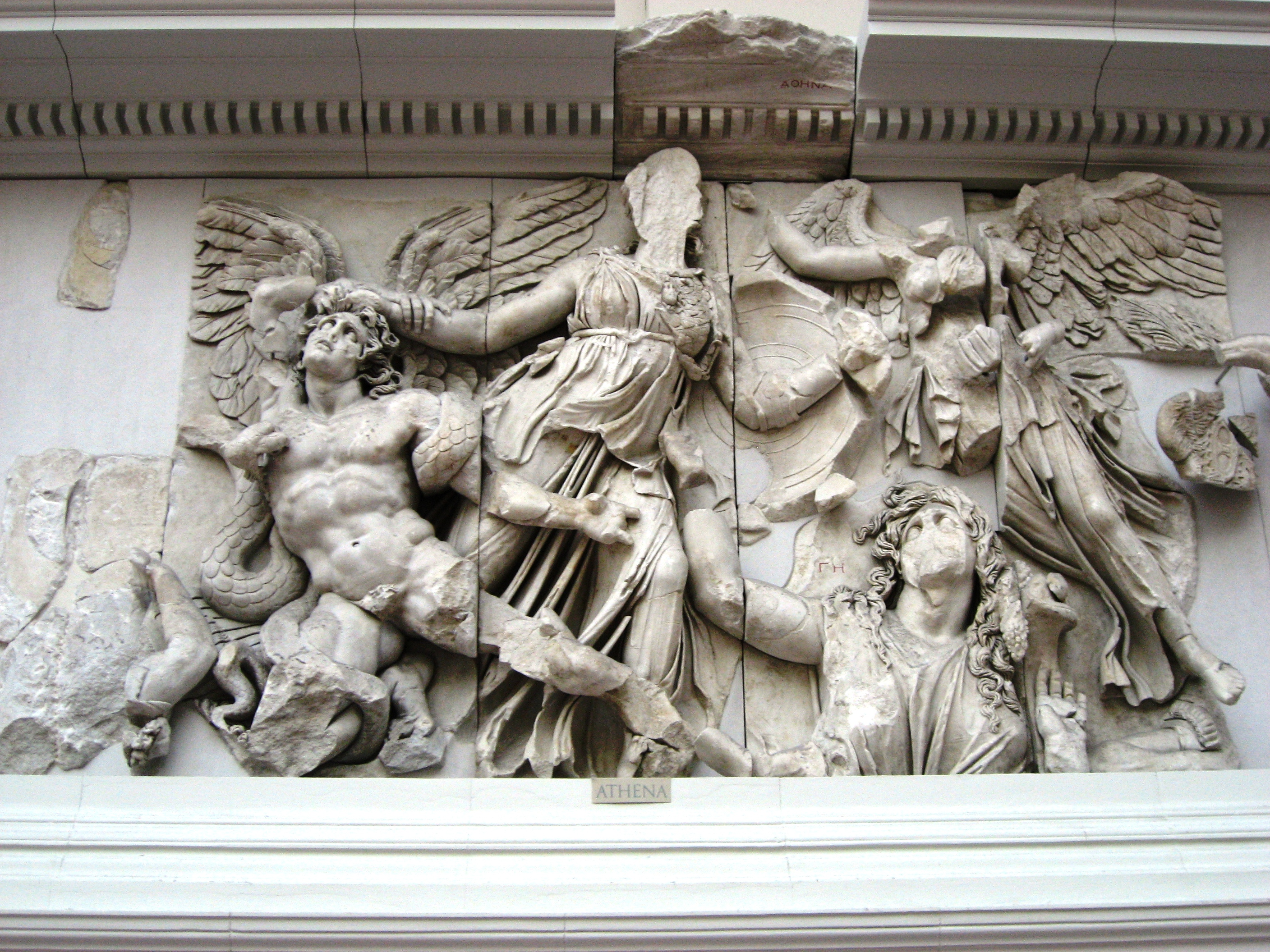
Haut-relief du grand autel de Pergame : Athéna et Nikè contre Alcyon. Pergamon Museum.
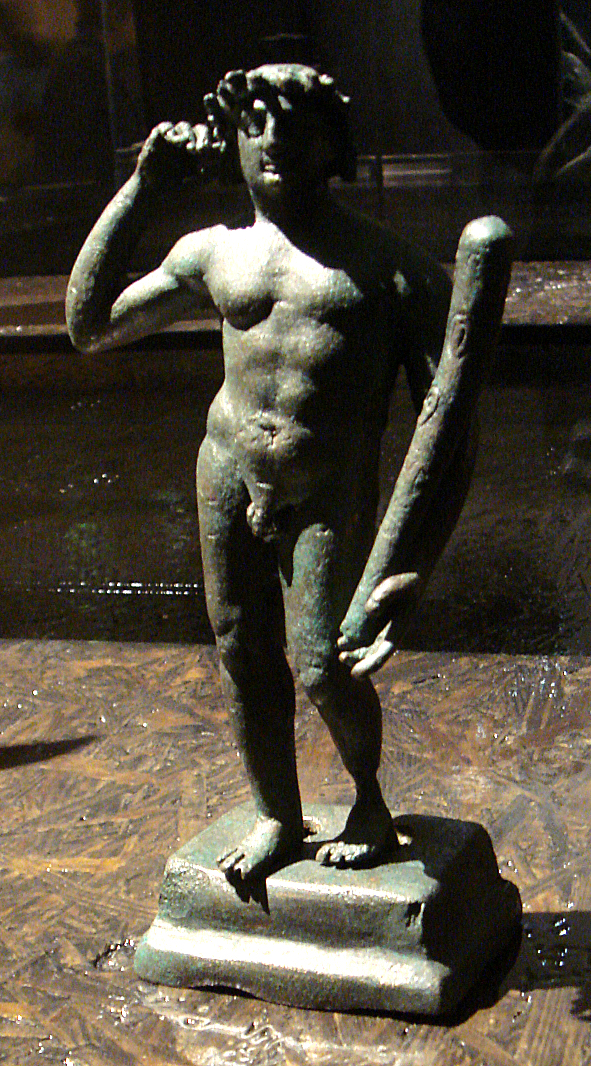
Statuette d'Héraclès en bronze, provenant du temple principal d'Aï Khanoum (Afghanistan), IIe siècle av. J.-C.
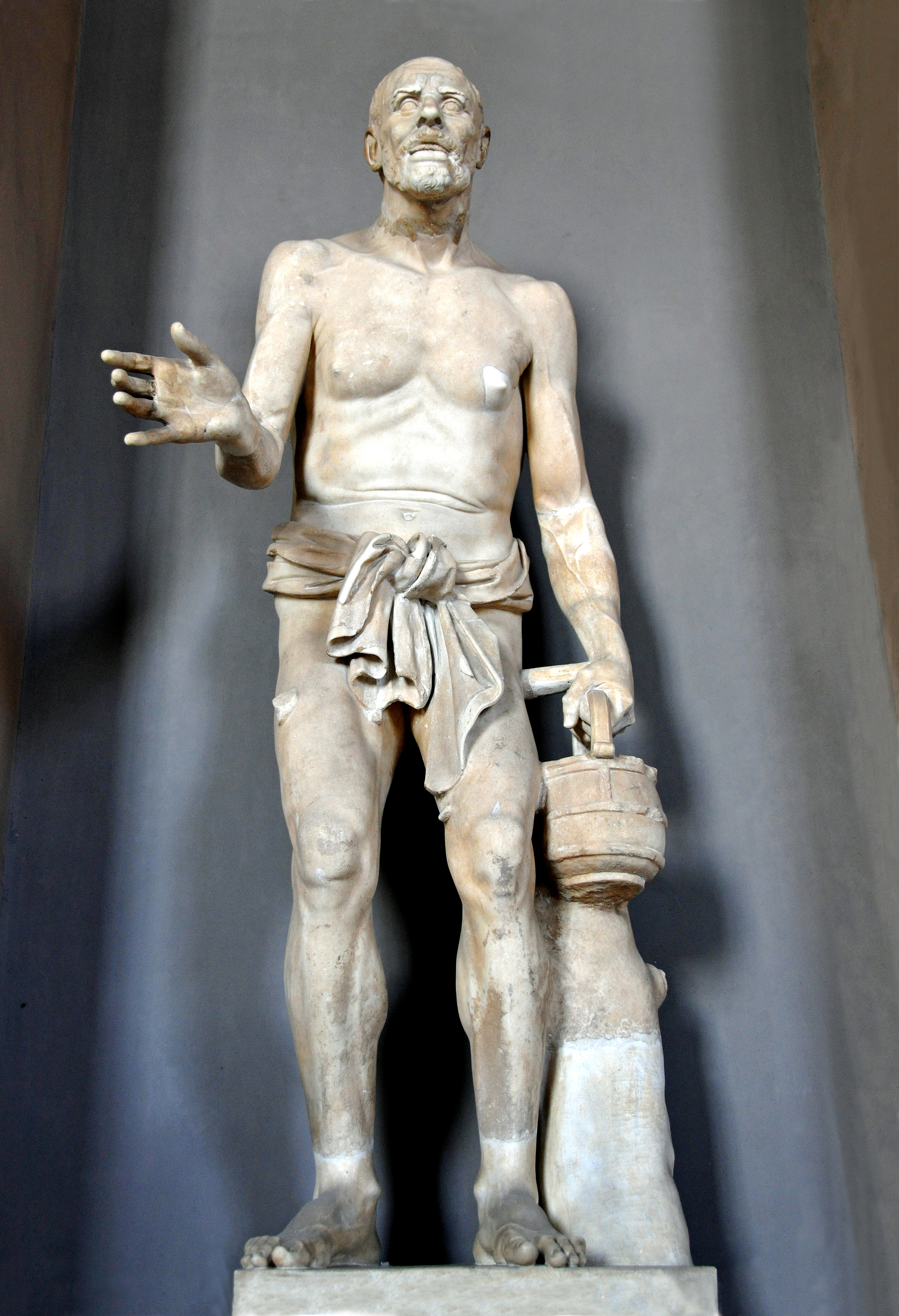
Statue de vieux pêcheur, copie romaine d'un modèle hellénistique du IIIe siècle av. J.-C. Musée Pio-Clementino.
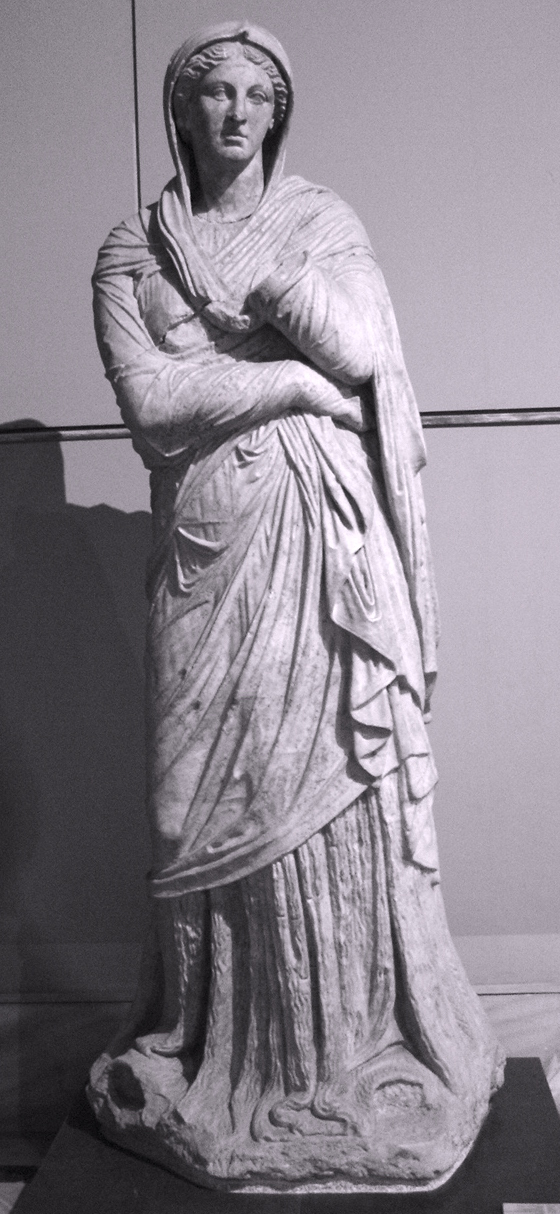
Statue honorifique d'une femme du IIe siècle av. J.-C., remployée pour une femme romaine nommée Baebia au siècle suivant. Magnésie du Méandre. Musée archéologique d'Istanbul.

Les arts hellénistiques sont également marqués par des réalisations de petits objets précieux décoratifs et de bijoux en or, notamment des diadèmes et des ornements pour cheveux, également des bracelets allant par paire comme cela se faisait en Perse. Il est courant que les artistes réalisent des pièces assorties. Leurs réalisations sont parfois agrémentées d'incrustations en pierre dures. Bien que certains de ces objets aient été retrouvés dans des tombes, il semble que l'habitude ait plutôt été de les transmettre à la génération suivante, faisant des plus beaux bijoux des éléments du patrimoine familial.

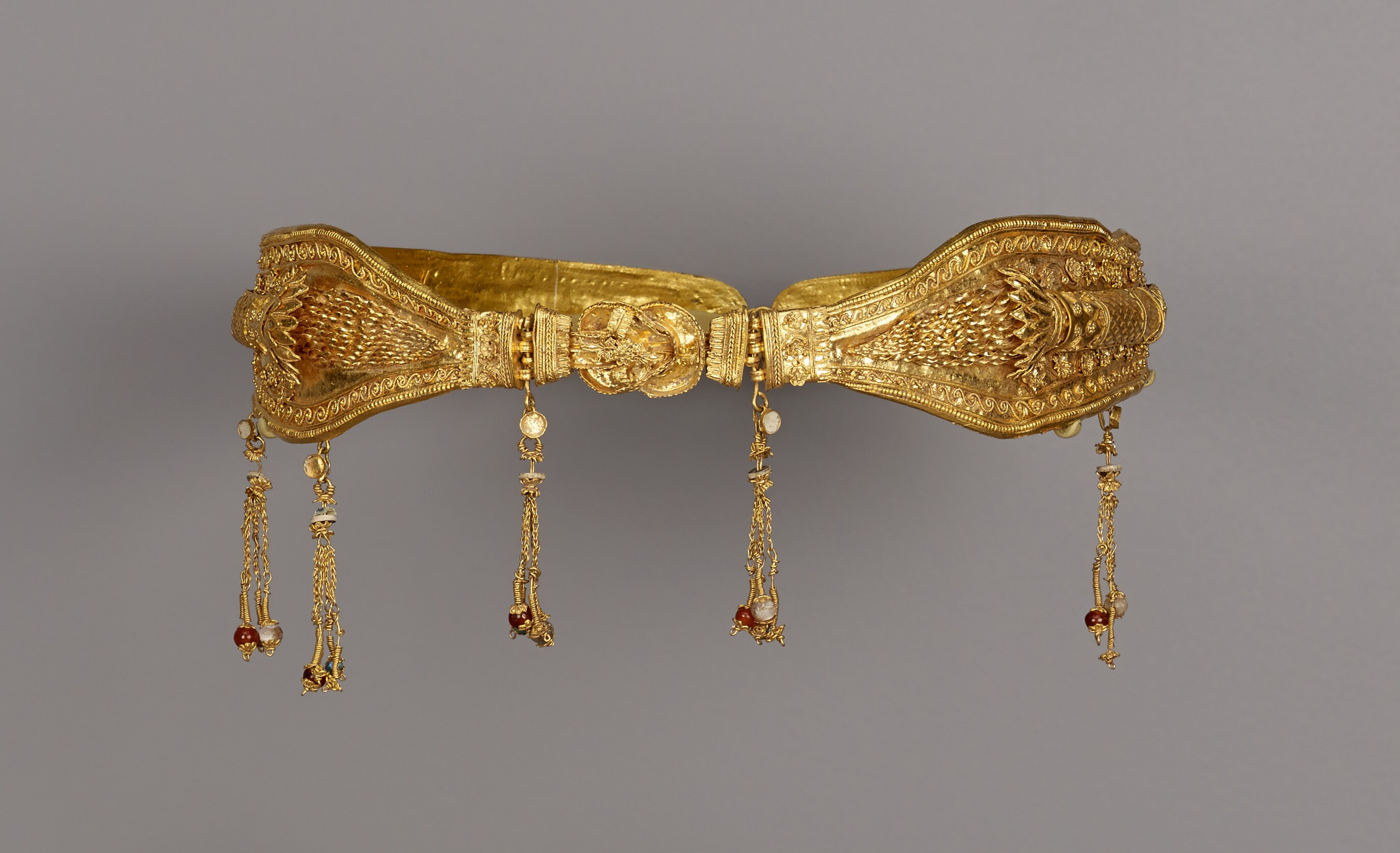
Diadème en or. Égypte ptolémaïque, IIIe – IIe siècle av. J.-C. Getty Museum.
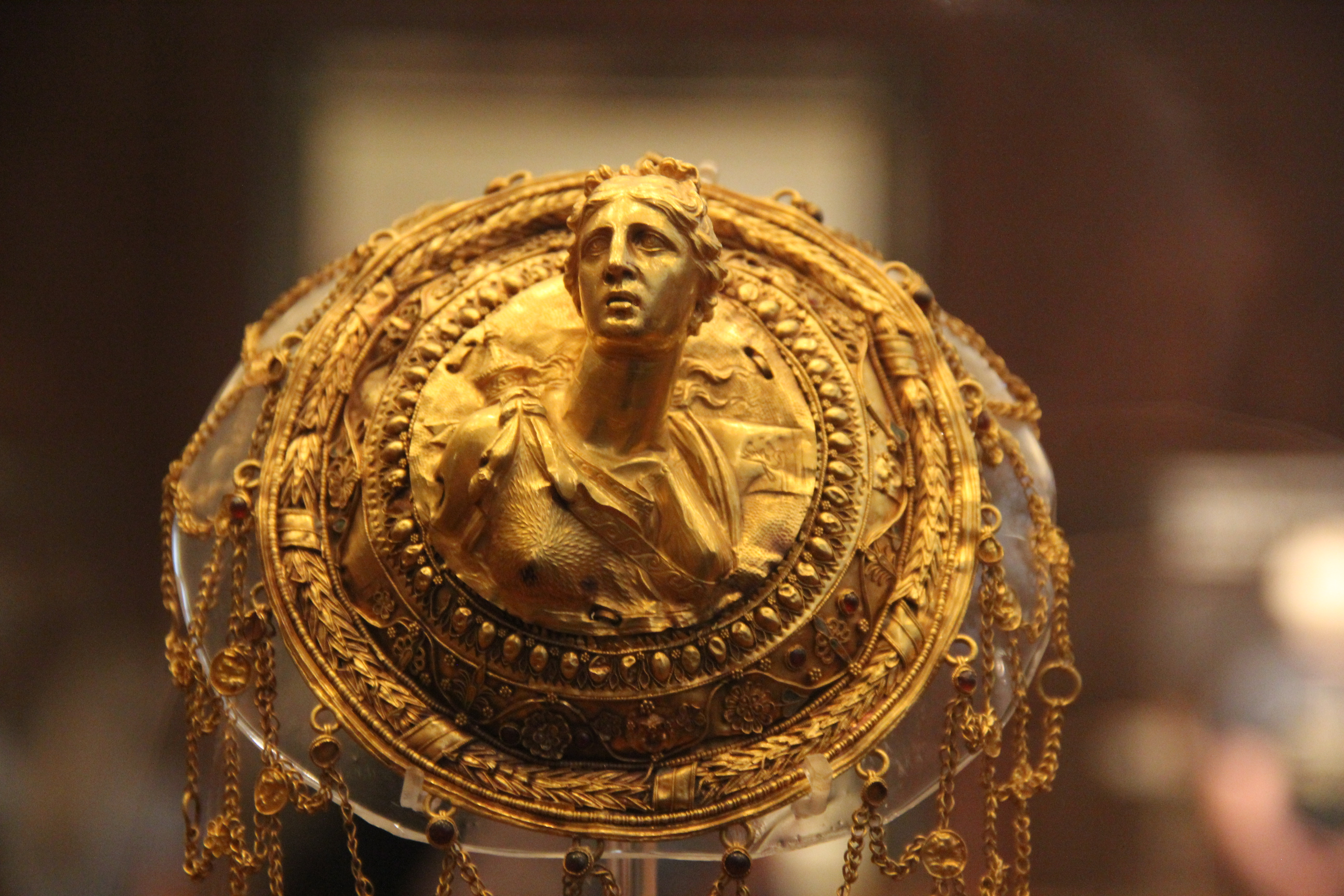
Filet à cheveux en or avec un buste d'Artémis. IIIe siècle av. J.-C. Musée national archéologique d'Athènes.
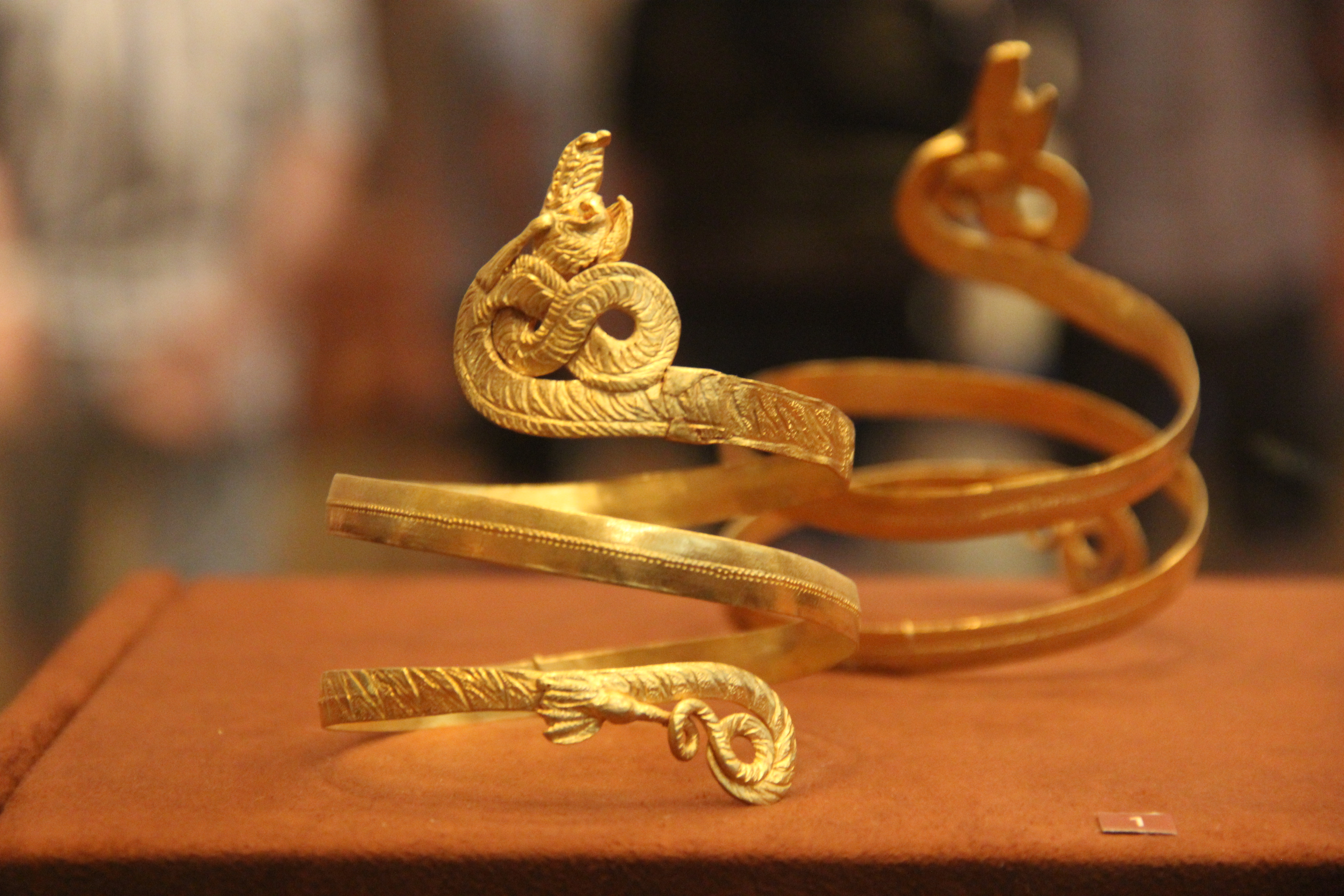
Paire de bracelets en or avec extrémités en forme de dragon des mers. IIIe – IIe siècle av. J.-C. Musée national archéologique d'Athènes.
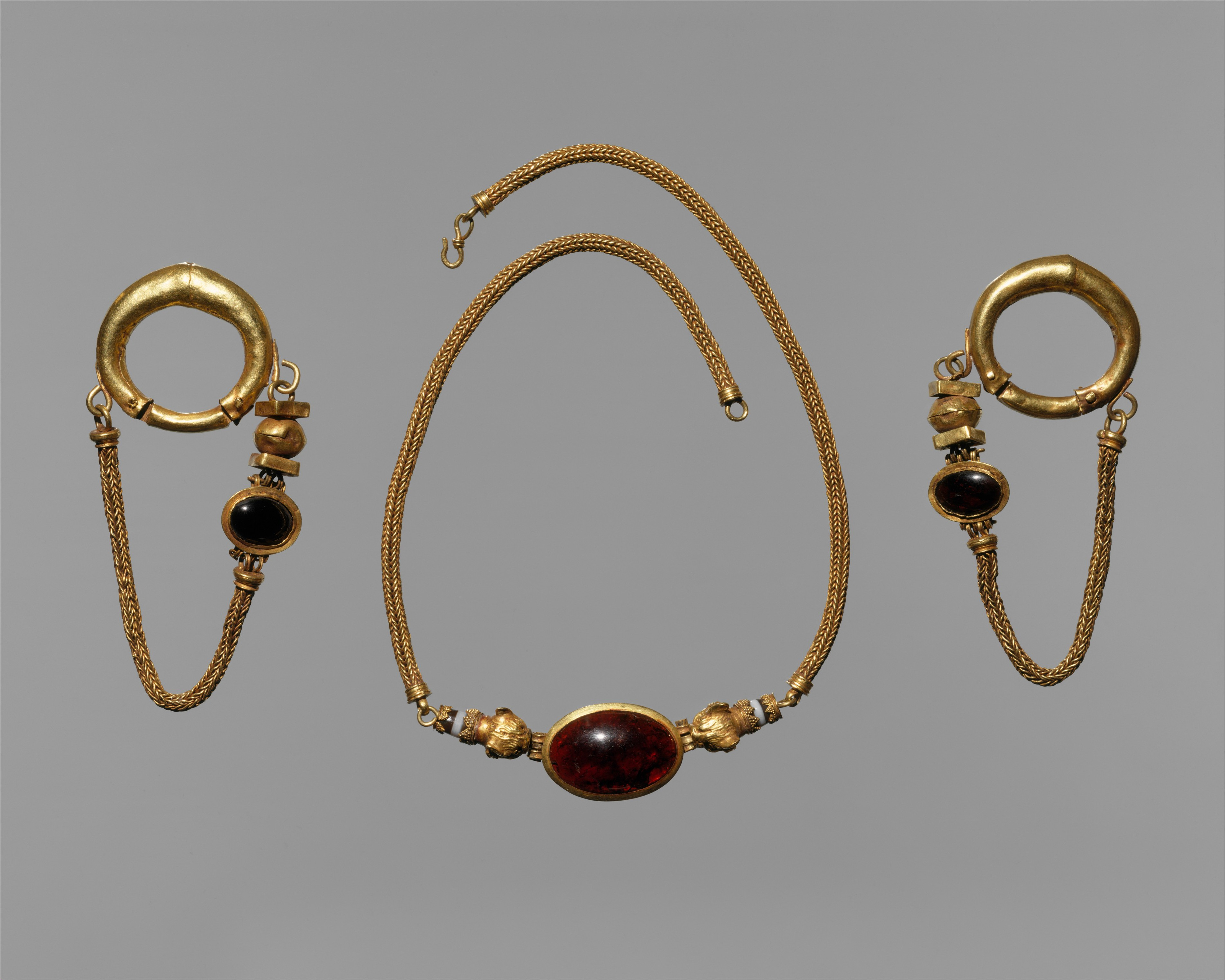
Collier et boucles d'oreilles assorties, en or et cabochons de grenat. Ier siècle av. J.-C. Metropolitan Museum.

Une des formes d'art qui se développe durant la période est celle de la gravure de camées sur des pierres dures (notamment de l'onyx) jouant sur le contraste entre celles-ci. Ces objets proviennent en particulier de l’Égypte ptolémaïque, où ils servent notamment à diffuser l'imagerie royale. D'autres représentent des divinités et servent à la dévotion personnelle. Ce type d'objet d'art connaît une grande popularité dans le monde romain de l'époque impériale.

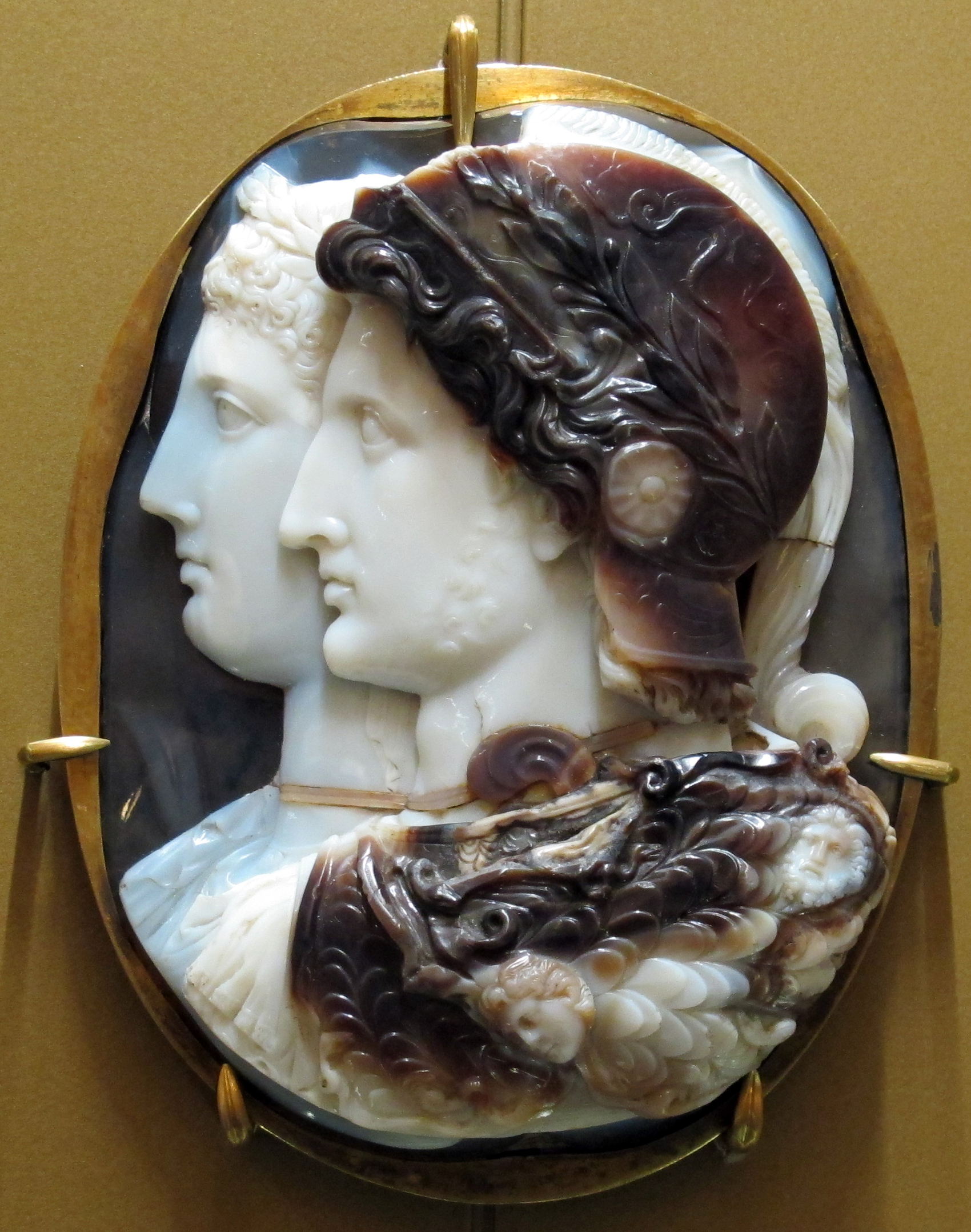
Camée des Gonzague, en onyx, représentant Ptolémée II Philadelphe et Arsinoé II. IIIe siècle av. J.-C. Musée de l'Ermitage.
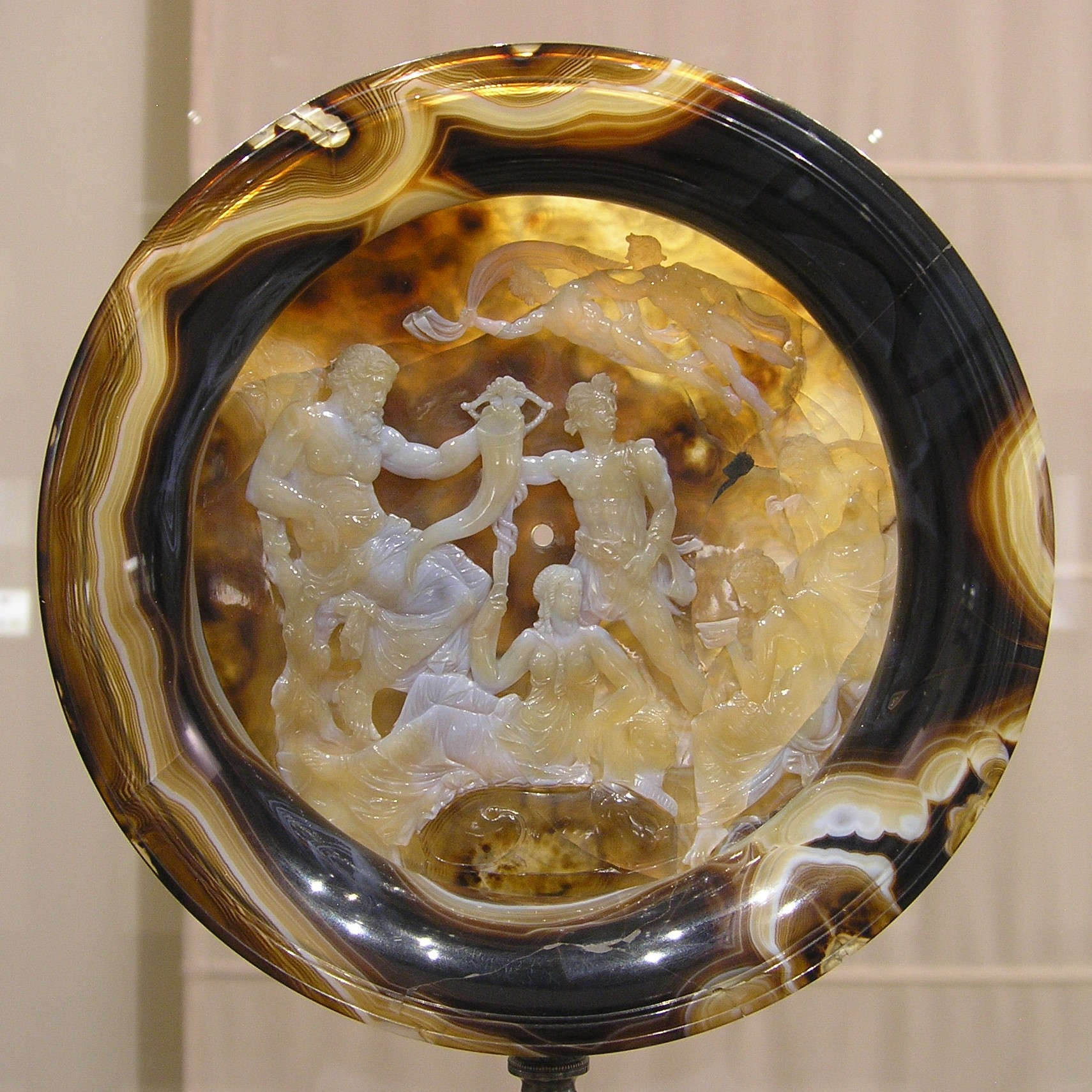
Tasse Farnèse, camée en onyx de l’Égypte lagide. IIe siècle av. J.-C. Musée archéologique national de Naples.
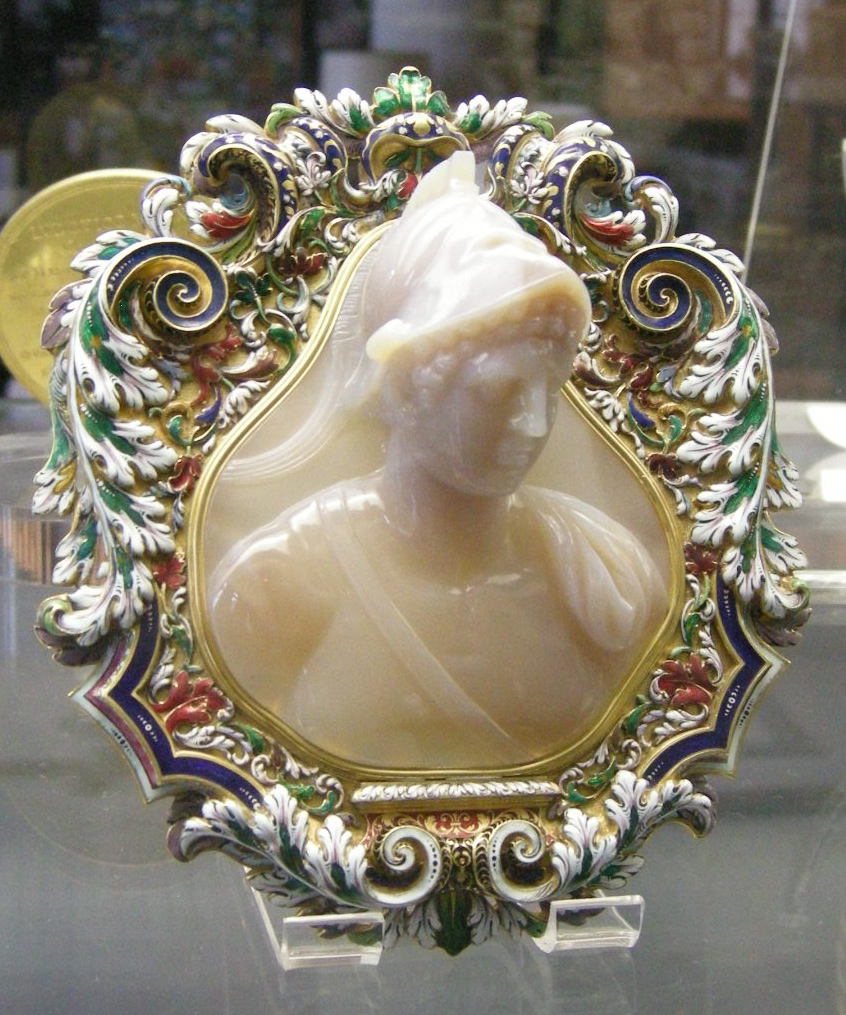
Camée représentant Ptolémée II en Alexandre le Grand. IIIe siècle av. J.-C., monture ajoutée au XVIIe siècle. Cabinet des médailles.

Les arts de la peinture et de la mosaïque hellénistique connaissent aussi un important développement. Il est en partie connu par des copies d'époque romaine, notamment à Pompéi et Herculanum, y compris sur mosaïque puisqu'il est estimé que la fameuse « mosaïque d'Alexandre » de Pompéi est une copie d'une peinture hellénistique renommée. Au début de la période, l'école de Sicyone s'illustre dans les portraits individuels et l'expression des sentiments (la peinture devant rapporter les traits physiques et moraux du sujet), notamment avec Apelle de Cos qui travaille pour Alexandre. Les peintures de Vergina, réalisées vers la même époque, représentent des thèmes mythologiques (rapt de Perséphone par Hadès) et de chasse. Par la suite, la peinture murale est employée dans un cadre privé, représentant des thèmes floraux et naturalistes (bucoliques), des scènes de genre, des représentations architecturales, parfois des thèmes grotesques ou érotiques. Les jeux d'ombre et de lumière font l'objet de nombreuses recherches, et d'une manière générale les compositions sont de plus en plus complexes,. Les Romains font venir des peintres grecs en Italie pour satisfaire leur demande, comme Métrodore d'Athènes ou encore Iaia de Cyzique, une des rares femmes peintres de la Grèce antique dont le nom soit connu..
L'art de la mosaïque connaît un essor important. Les mosaïques des sols des maisons riches de Pella, dans la seconde moitié du IVe siècle av. J.-C., témoignent du développement de cet art, avec une extension du répertoire chromatique et iconographique, aboutissant à la réalisation de scènes de grande qualité, s'inspirant sans doute des peintures. La période est marquée par le développement des mosaïques en tesselles, petites pièces de marbre ou autre pierre, technique peut-être originaire de Sicile, où elle est attestée en premier. Cela conduit à un perfectionnement de l'art de la mosaïque, qui rivalise avec la peinture par l'inventivité de ses compositions, constituées d'un panneau central encadré par des motifs végétaux ou géométriques. Il s'en trouve sur les sols des maisons riches, et également des bâtiments publics, notamment à Alexandrie, Pergame, Rhodes et Délos,.

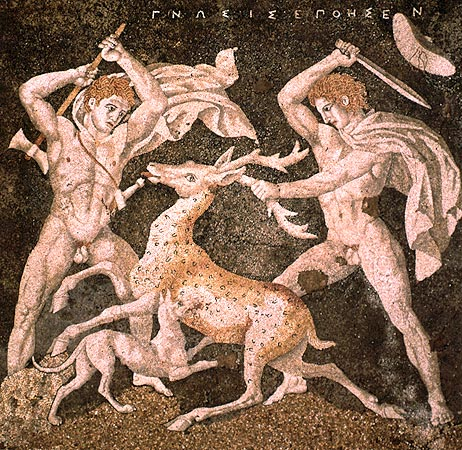
Mosaïque représentant une chasse au daim, Pella, fin du IVe siècle av. J.-C.
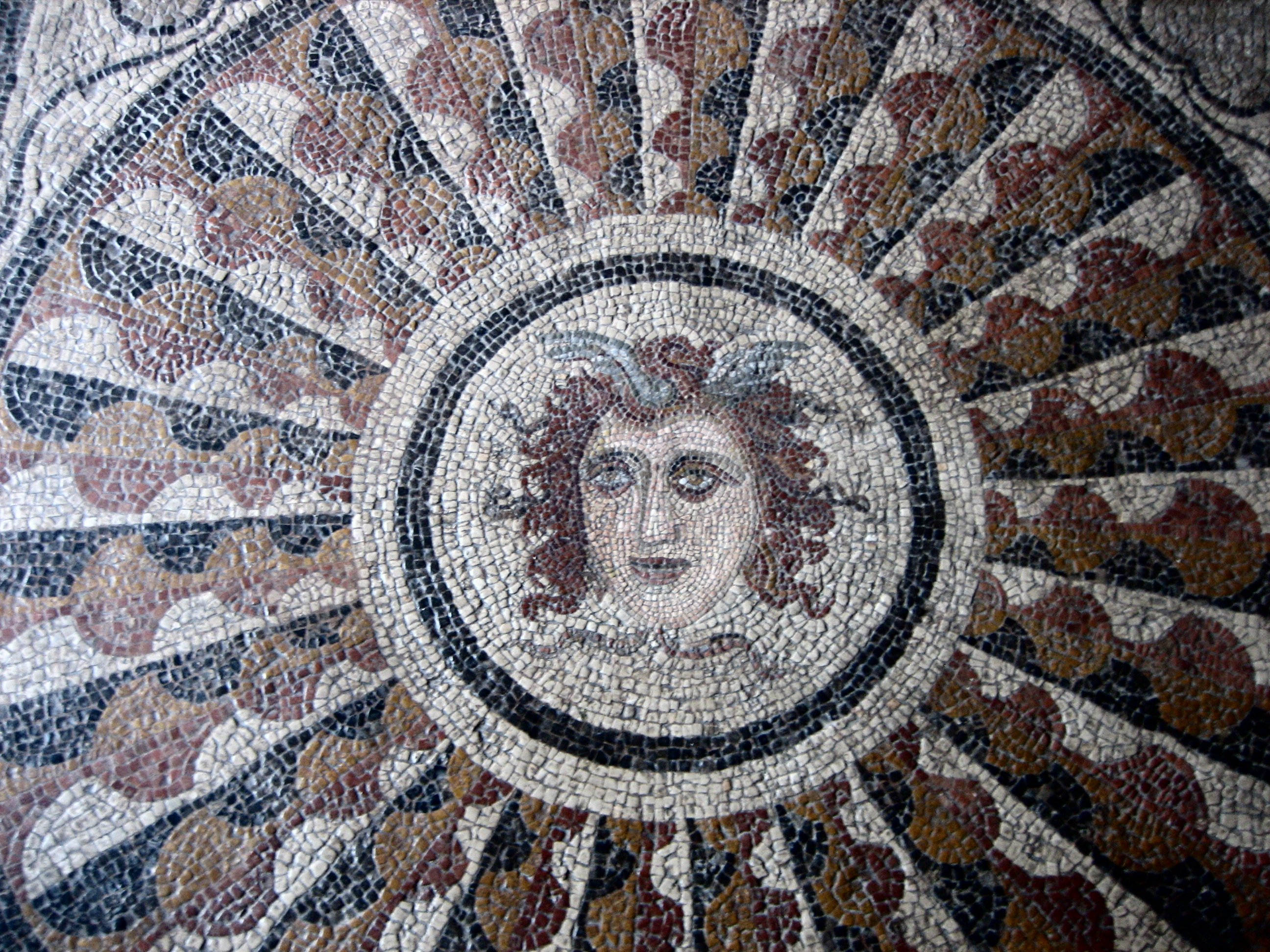
Mosaïque représentant la Méduse, Palais des grands maîtres de Rhodes, IIe siècle av. J.-C.
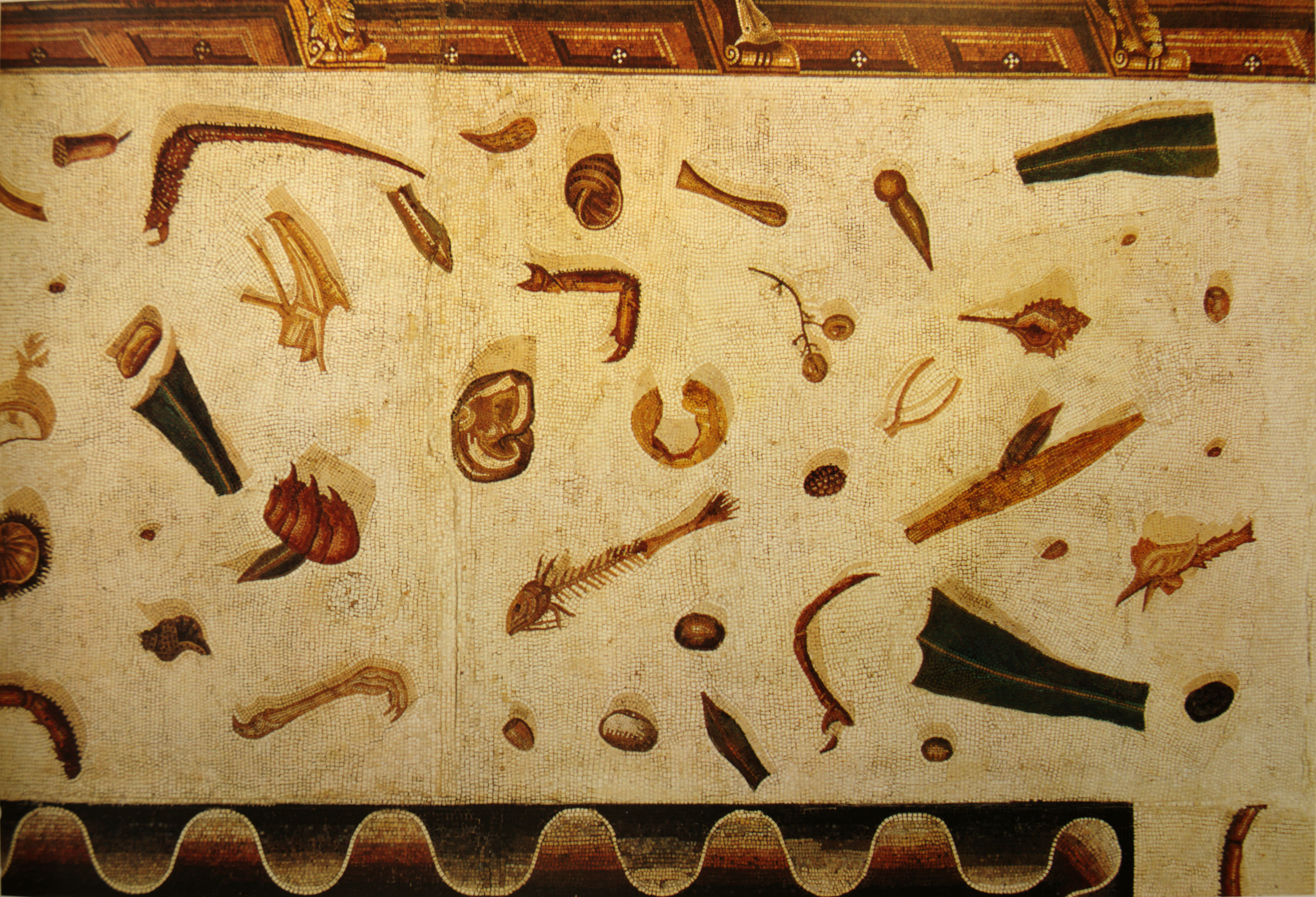
Salle non balayée, par Sôsos de Pergame, copie romaine d'un original du IIe siècle av. J.-C.. Musées du Vatican.
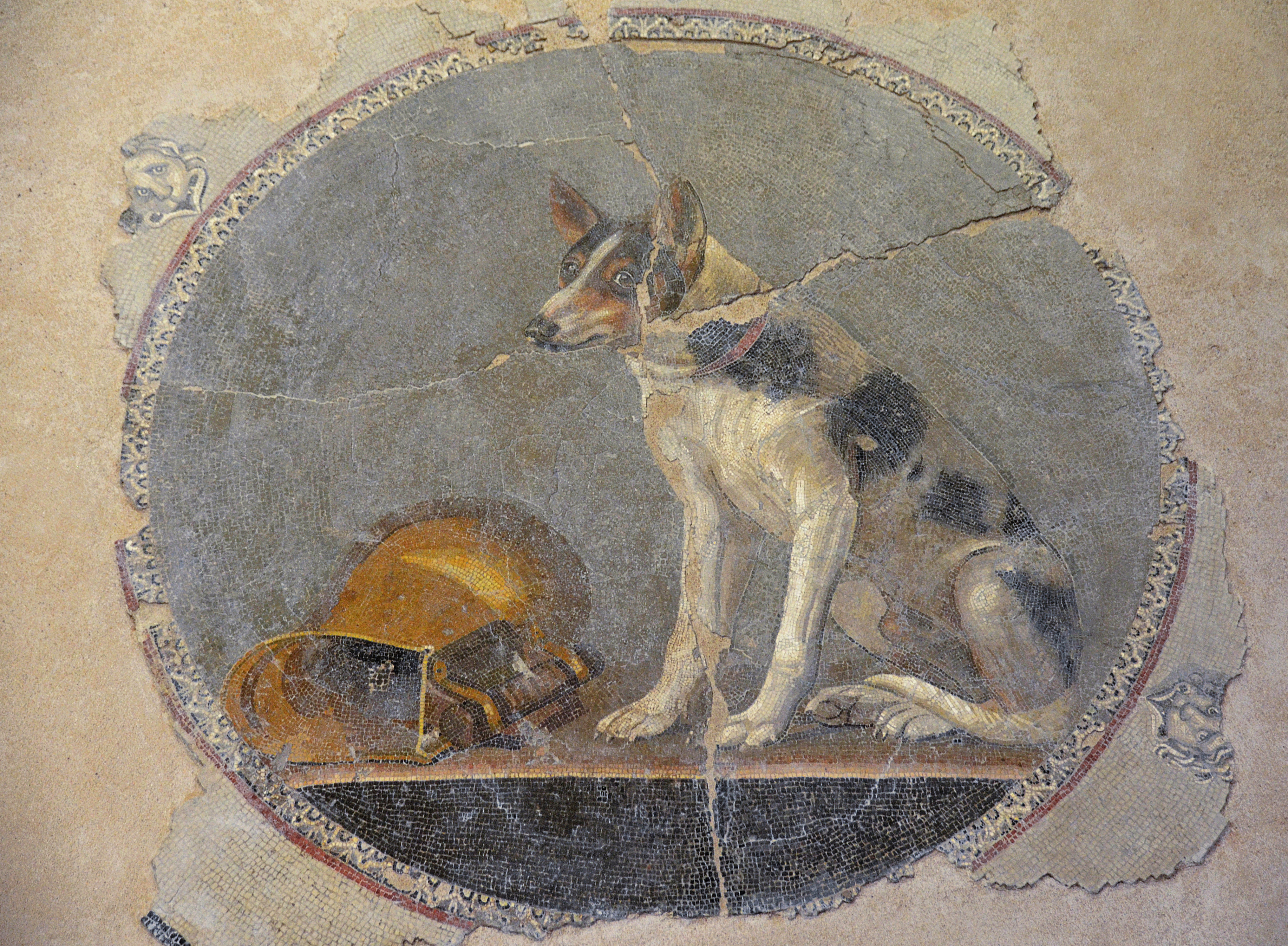
Mosaïque du chien assis, Égypte lagide, IIe siècle av. J.-C. Bibliotheca Alexandrina.
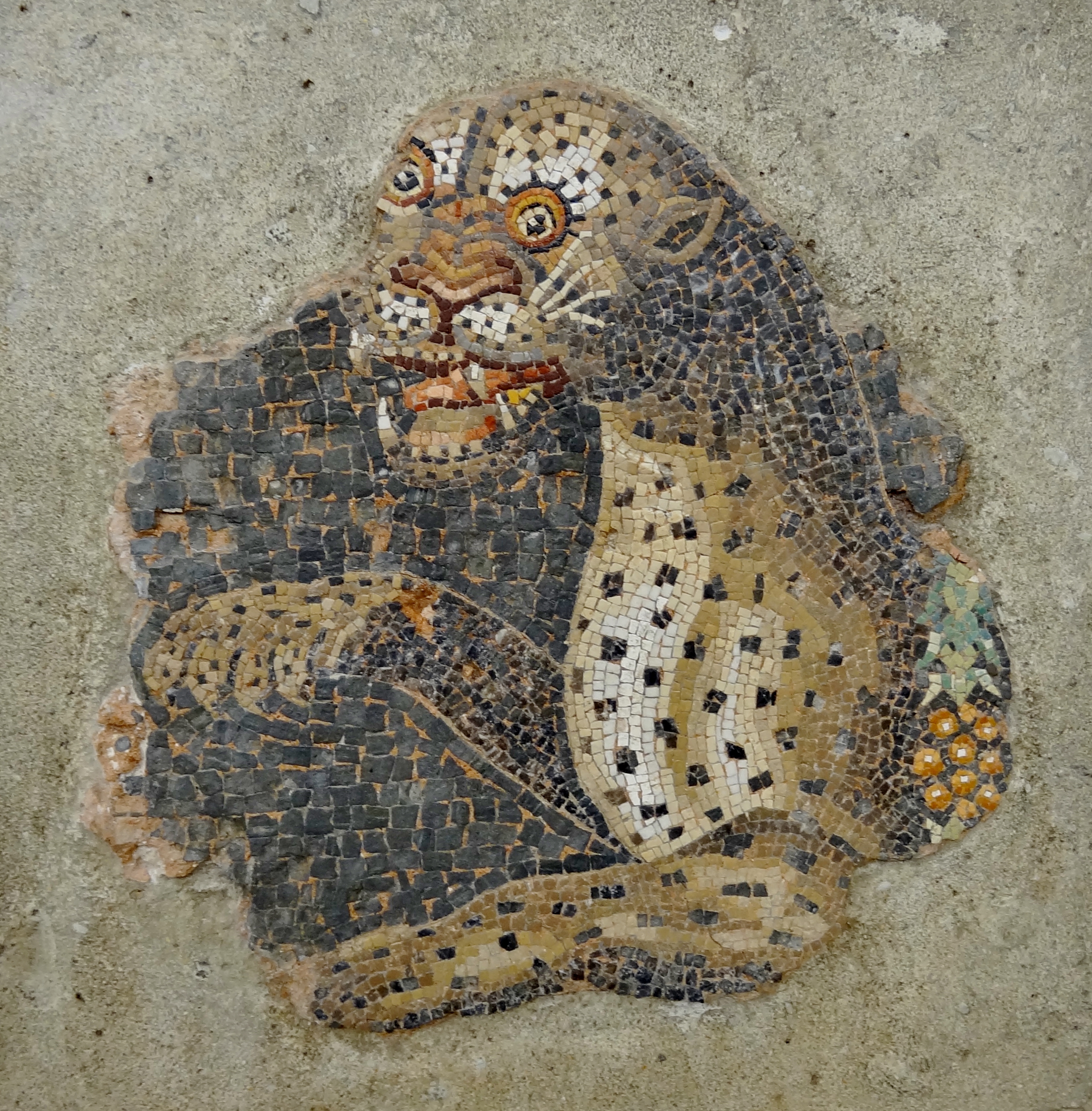
Mosaïque d'une panthère, Délos, v. 100 av. J.-C. Musée archéologique de Délos.

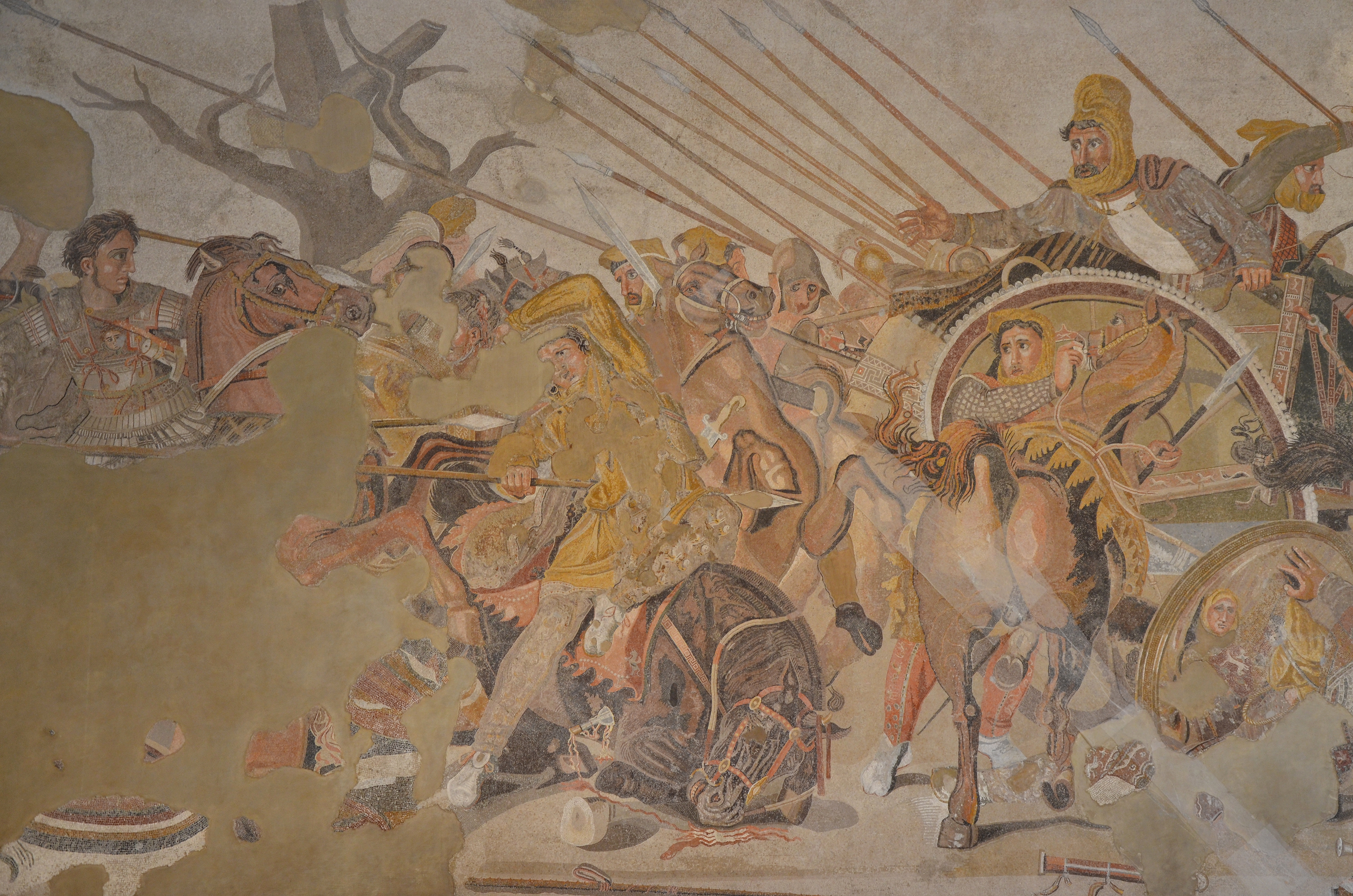
Mosaïque d'Alexandre, Pompéi. Copie d'une peinture hellénistique.
Musée archéologique national de Naples.

La céramique peinte hellénistique renouvelle son répertoire et parfois avec des couleurs très vives mais fragiles. La coroplathie, la production de figurines moulées en terre cuite, représente un versant plus populaire de la sculpture. Le principal centre de production connu est Tanagra en Béotie, et on désigne souvent ces figurines comme des « tanagras », mais il n'était pas le seul, loin de là, puisque des centres de production importants ont été identifiés en Asie Mineure (Myrina, Smyrne, Tarse). Ces figurines ont avant tout pour but d'être offertes à des divinités ou des défunts, mais elles peuvent avoir une fonction décorative. Elles représentent souvent des jeunes filles, des éphèbes, des enfants, des divinités (Éros, Aphrodite, la Victoire), s'inspirant couramment du style de sculpteurs renommés.

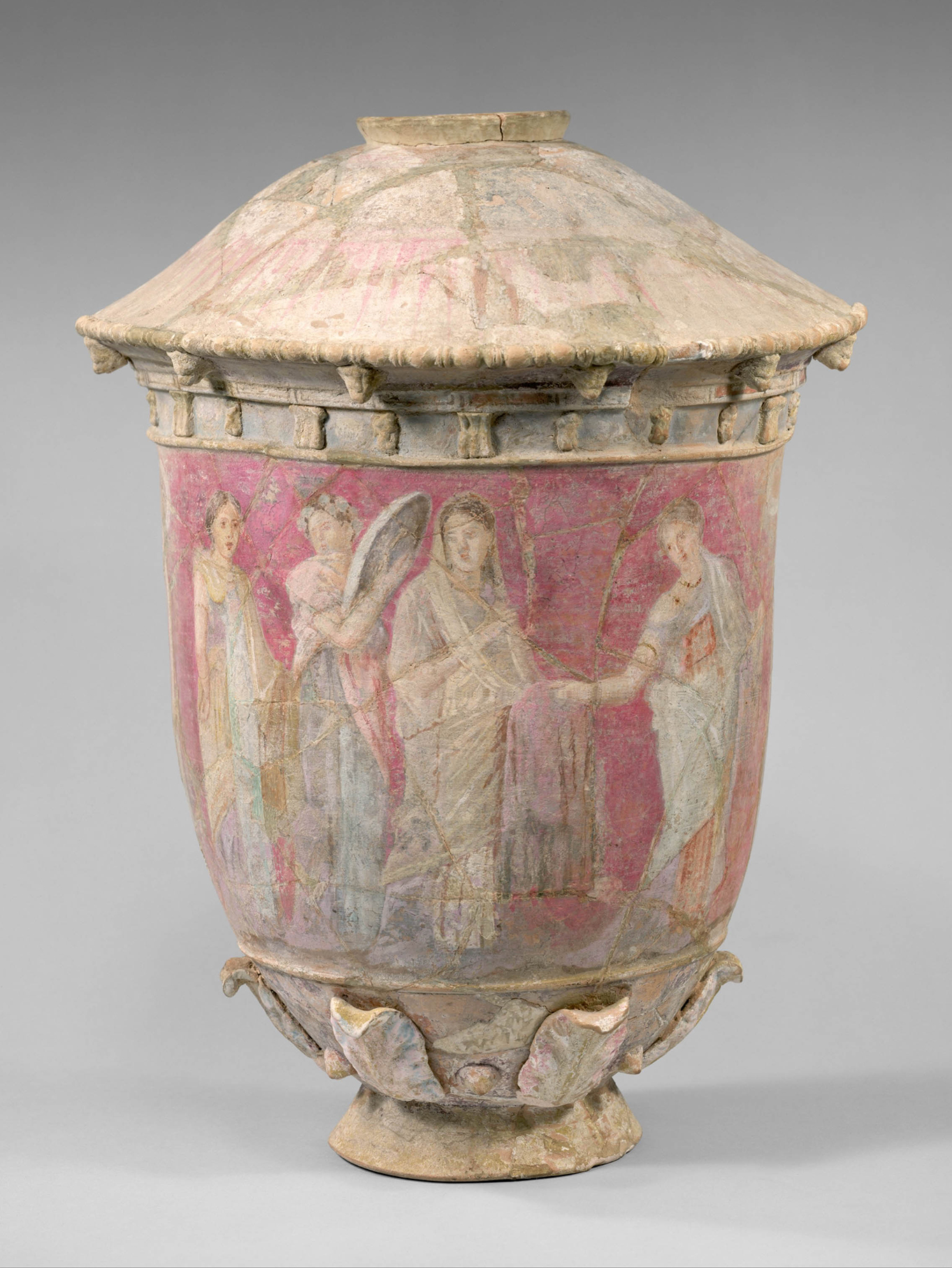
Mariée et servantes. Vase funéraire[Note 1]. Centuripe IIIe – IIe siècle. H. 39 cm. Décor polychrome peint après cuisson. Met
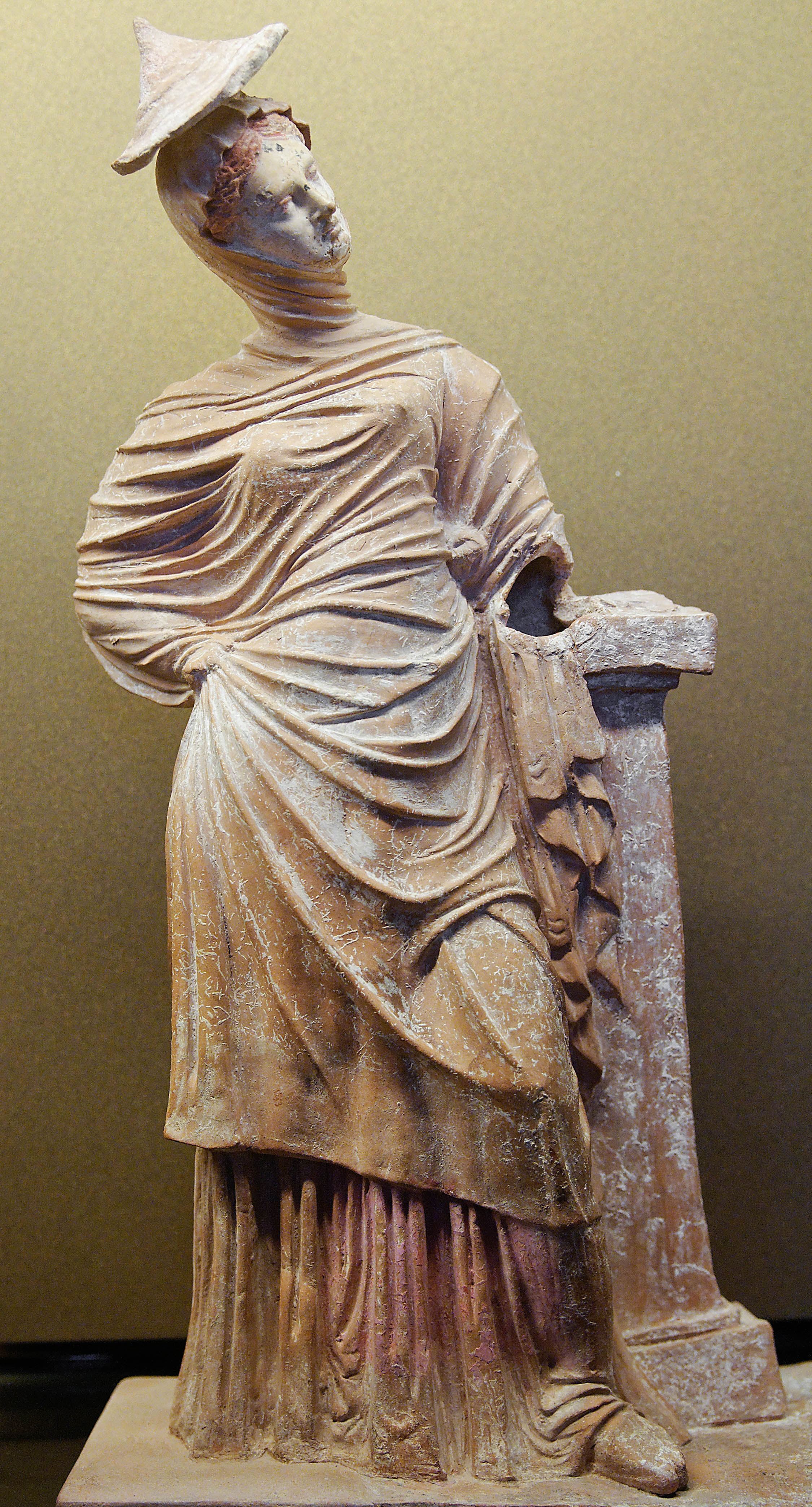
Jeune femme drapée appuyée contre un pilier, production de Tanagra, fin IIIe siècle av. J.-C. ou début IIe siècle av. J.-C. Musée du Louvre.
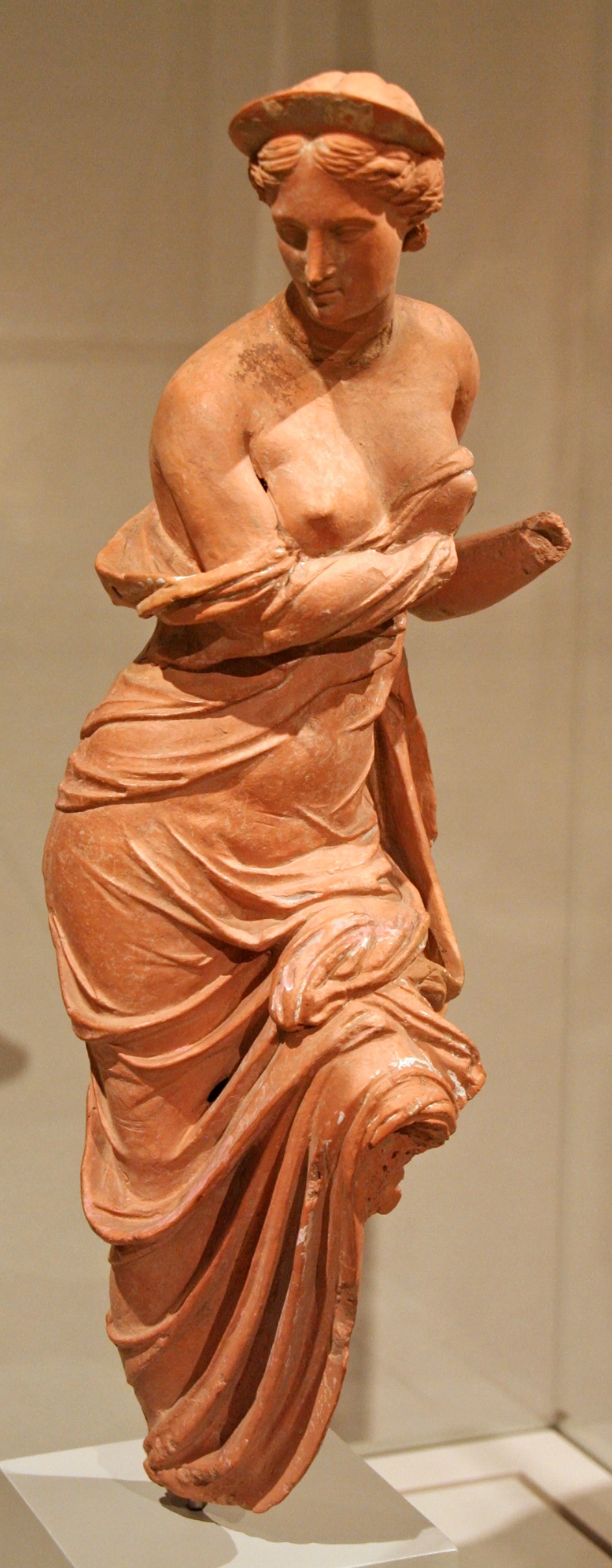
Aphrodite, production de Myrina (?), IIe siècle av. J.-C. Altes Museum de Berlin.
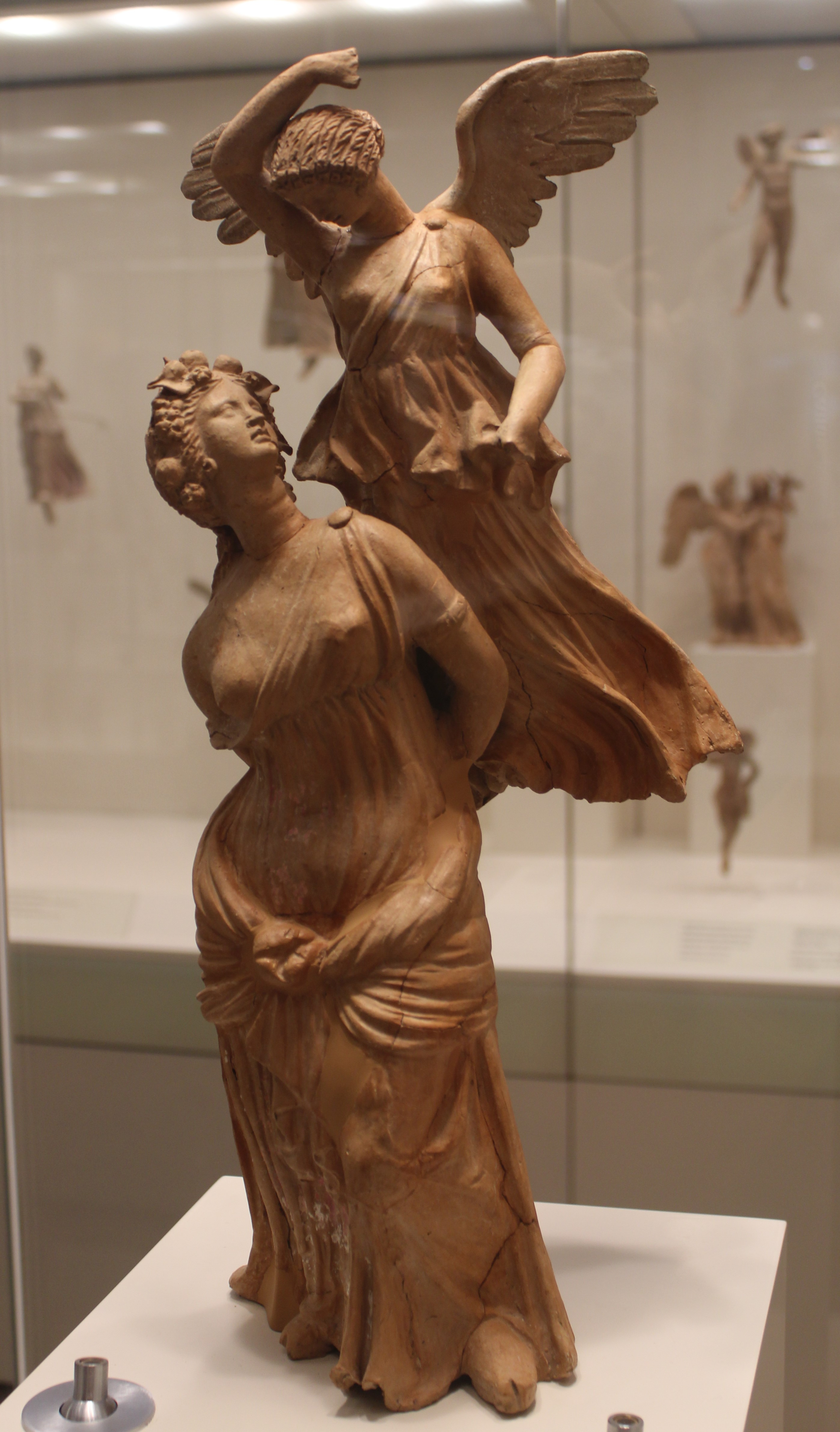
Personnage féminin et Nikè jouant de l'ephedrismos. Myrina, IIe siècle av. J.-C. Musée national archéologique d'Athènes.

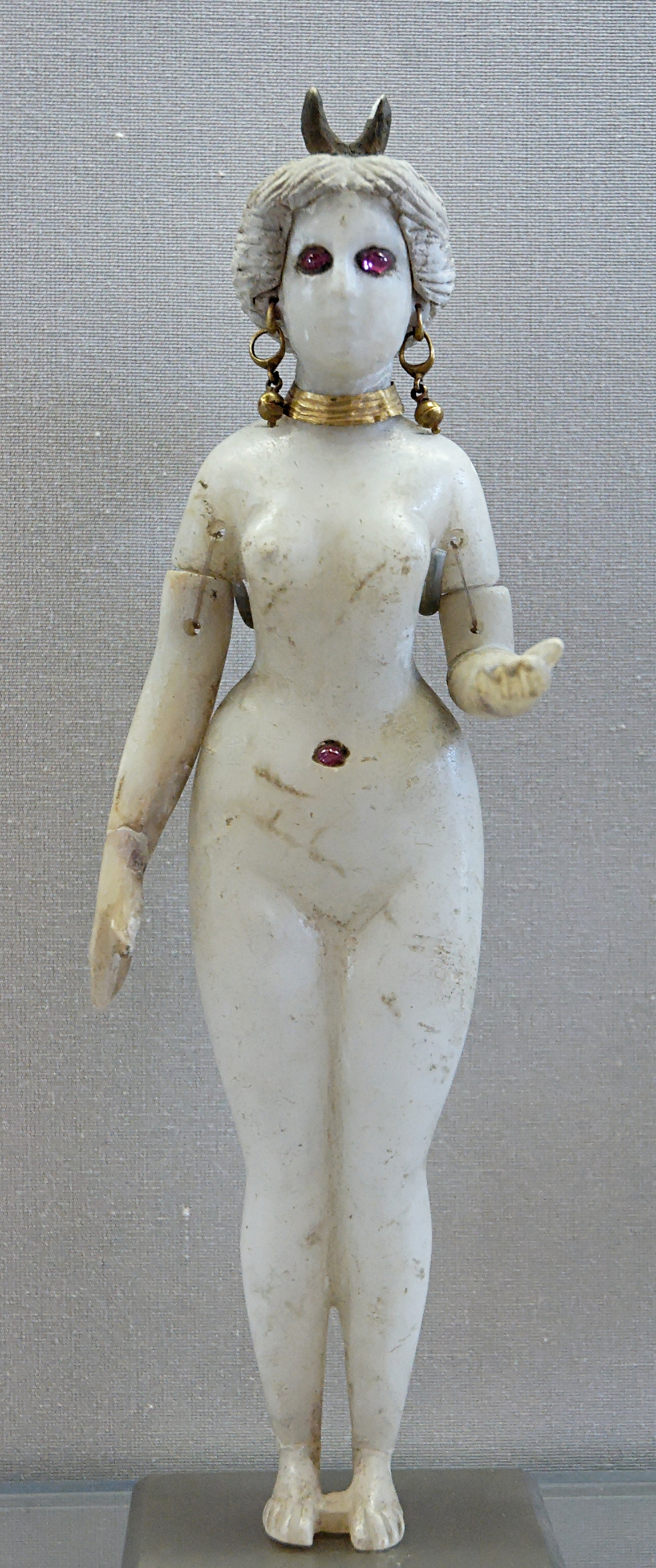
Statuette en albâtre d'une déesse nue (Ishtar ?), avec des ornements en bronze doré et rubis, provenant d'un tombeau de Babylone. Musée du Louvre.

Les rencontres entre l'art grec et ceux des pays non grecs soumis aux royaumes hellénistiques amènent à divers changements. La situation est d'autant plus complexe que les périodes antérieures ont déjà vu des phénomènes semblables, notamment l'« orientalisme » artistique grec du VIIe siècle av. J.-C. et des débuts d'influence de l'art grec en Anatolie, en Phénicie et en Perse. Cela fait que ces différentes régions partagent déjà des traits artistiques communs. L'art grec devient en tout cas la référence de la période dans l'espace méditerranéen et en Orient. Les terres cuites grecques servent ainsi de modèle à une production retrouvée en grande quantité en Égypte, diffusant une imagerie grecque dans ce pays, notamment les représentations de divinités grecques ou de divinités égyptiennes sous un aspect hellénisé, comme le dieu Harpocrate (Horus enfant), dont les représentations se diffusent dans le monde méditerranéen. La sphère culturelle phénicienne, déjà très ouverte aux traditions artistiques extérieures (en particulier celle de l’Égypte), intègre des éléments grecs à son répertoire artistique dès le IVe siècle av. J.-C., quand elle transparaît dans l'art funéraire avec la réalisation de sarcophages à la manière grecque, probablement en partie par des artistes grecs. Mais pour autant l'art grec ne submerge pas les arts locaux, dont des éléments sont conservés, donnant des arts hybrides qui permettent manifestement à leurs commanditaires de continuer à affirmer une identité singulière qui n'est pas grecque. La rencontre de l'art grec avec celui de la Babylonie donne de son côté naissance à un art « gréco-babylonien », qui se prolonge durant l'époque parthe. Il est notamment caractérisé par des figurines de femmes nues en albâtre et en marbre avec des incrustations, debout avec des bras mobiles ou allongées, qui suivent le modelé grec mais l'emploient pour représenter un idéal religieux mésopotamien.

### Urbanisme et architecture
L'urbanisme des cités grecques hellénistiques repose sur un ensemble de traits mis en place durant les époques archaïque et classique, développés et adaptés pour les nouvelles fondations de la période ou les modifications des centres urbains anciens. Le plan de ces cités a une base orthonormée, le « plan hippodamien » et s'articule autour de divers lieux importants, en premier lieu l'agora et l'acropole. Les cités royales et celles bénéficiant de l'évergétisme royal ont de moyens plus importants qui se traduisent par une monumentalité plus prononcée qu'ailleurs ainsi que des aménagements plus grandioses et ambitieux qu'auparavant. Les planificateurs intègrent une réflexion paysagère, et mobilisent différentes techniques, jouant avec les reliefs et la verticalité, notamment en érigeant des terrasses comme à Pergame pour renforcer l'effet spectaculaire tout en étant fonctionnel, aussi en employant les arches et les dômes, ainsi que les façades sculptées, les colonnades, les jardins, les fontaines, les places, afin de créer une scénographie qui peut être complexe par endroits.
Les cités hellénistiques ont tendance à se doter de murailles puissantes, y compris les plus petites, avec des aménagements complexes répondant au fait que les engins de siège sont plus élaborés, aussi à une volonté d'ostentation, qui se marque en particulier au niveau des portes monumentales. Une autre habitude de la période veut que les espaces publics (agoras, sanctuaires) ont tendance à être fermés avec des portiques. D'une manière générale les dispositifs architecturaux se complexifient. Les matériaux employés sont la brique d'argile, le bois d’œuvre, et la pierre est plus employée que par le passé, alors qu'elle était surtout employée pour les temples. Du point de vue des ordres architecturaux l'éclectisme se développe, le dorique surtout et le ionique restent courants, le chapiteau de type corinthien se répand (il est en particulier prisé dans le domaine séleucide) et des formes nouvelles apparaissent comme le chapiteau à palmes employé à Pergame. Les architectes mettent au point des plans-types pour les édifices majeurs de la vie civique, qui se diffusent dans l'espace hellénistique. Les gymnases sont construits en dur, dotés d'installations sportives en plein air et de bâtiments, pouvant atteindre de très grandes tailles. Les bâtiments qui accueillent du public, les théâtres et stades, ont une structure semblable à celle de l'époque antérieure, disposent de structures en dur, de passages voûtés, en revanche il semble que les hippodromes restent des constructions rudimentaires. Concernant les édifices politiques, la période hellénistique voit la mise au point des bouleuteria (lieux de réunion des conseils des cités) en gradin, comme à Priène et Milet. Dans le domaine sacré, les temples gardent des plans similaires aux phases antérieures, notamment lors qu'ils prennent la suite d'un édifice plus ancien, mais leurs dimensions sont bien plus importantes. Il y a des tentatives originales comme le sanctuaire oraculaire de Claros avec ses des cryptes ou celui de Didymes qui est à ciel ouvert. Ce sont surtout les autels qui font l'objet d'innovations en mêlant architecture et sculpture, l'exemple le plus renommé étant le Grand autel de Pergame. Le gigantisme se retrouve aussi dans les « merveilles du monde » disparues que sont le phare d'Alexandrie et le colosse de Rhodes,,.

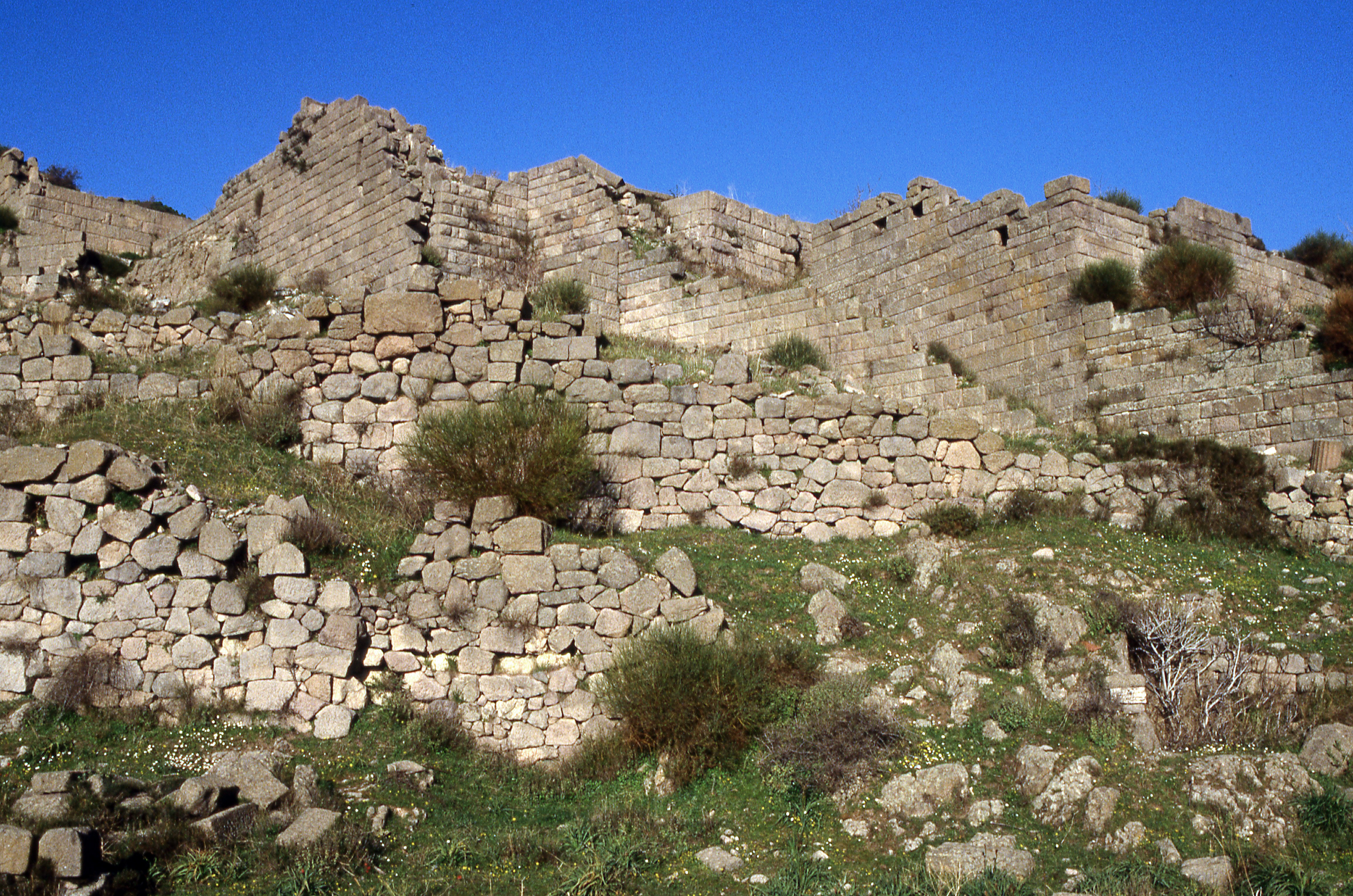
Vestiges des murailles de la terrasse de l'agora de l'acropole de Pergame.
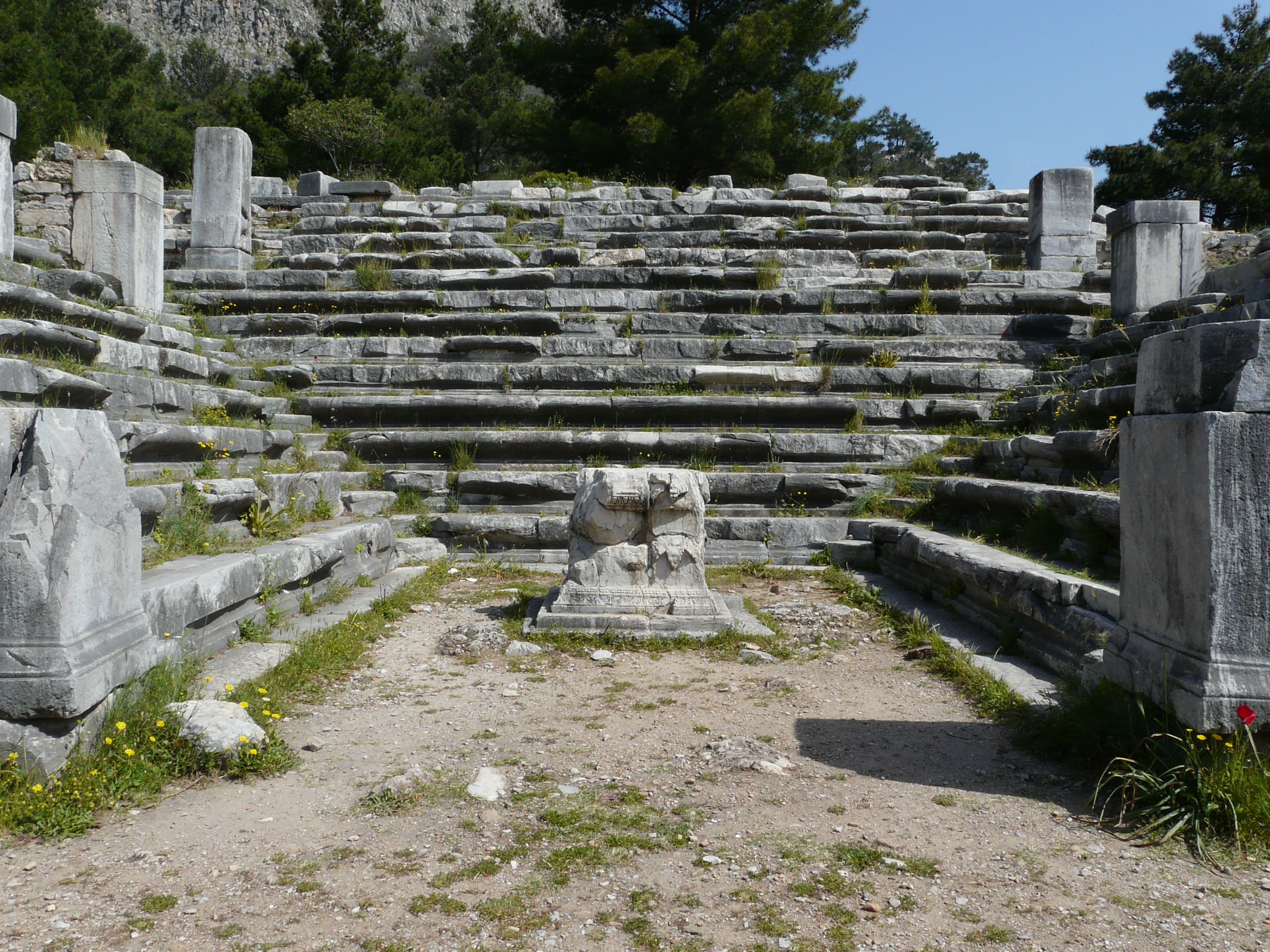
Le bouleutérion à gradins de Priène.
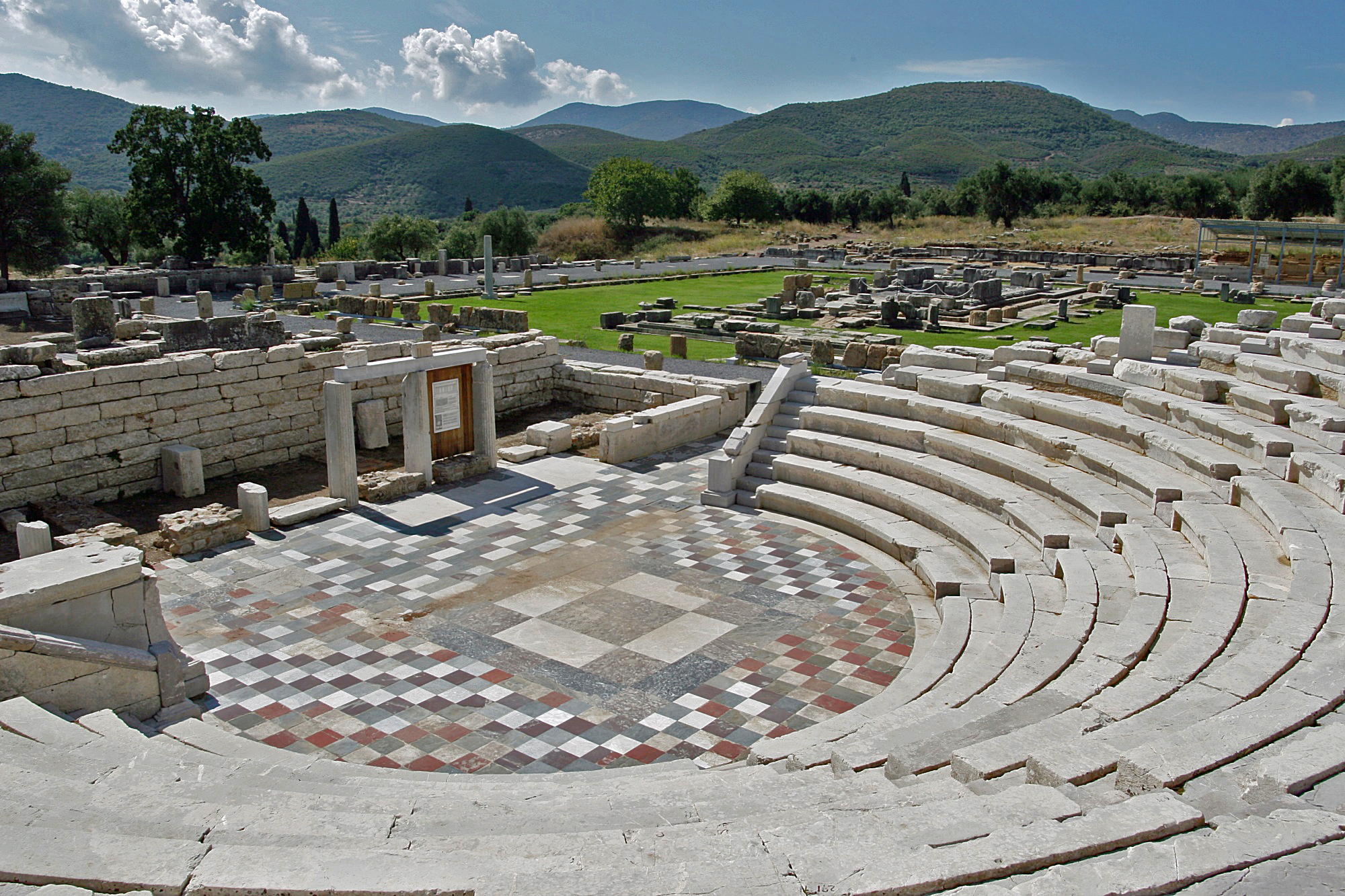
Ekklesiasterion (lieu de réunion) de Messène.
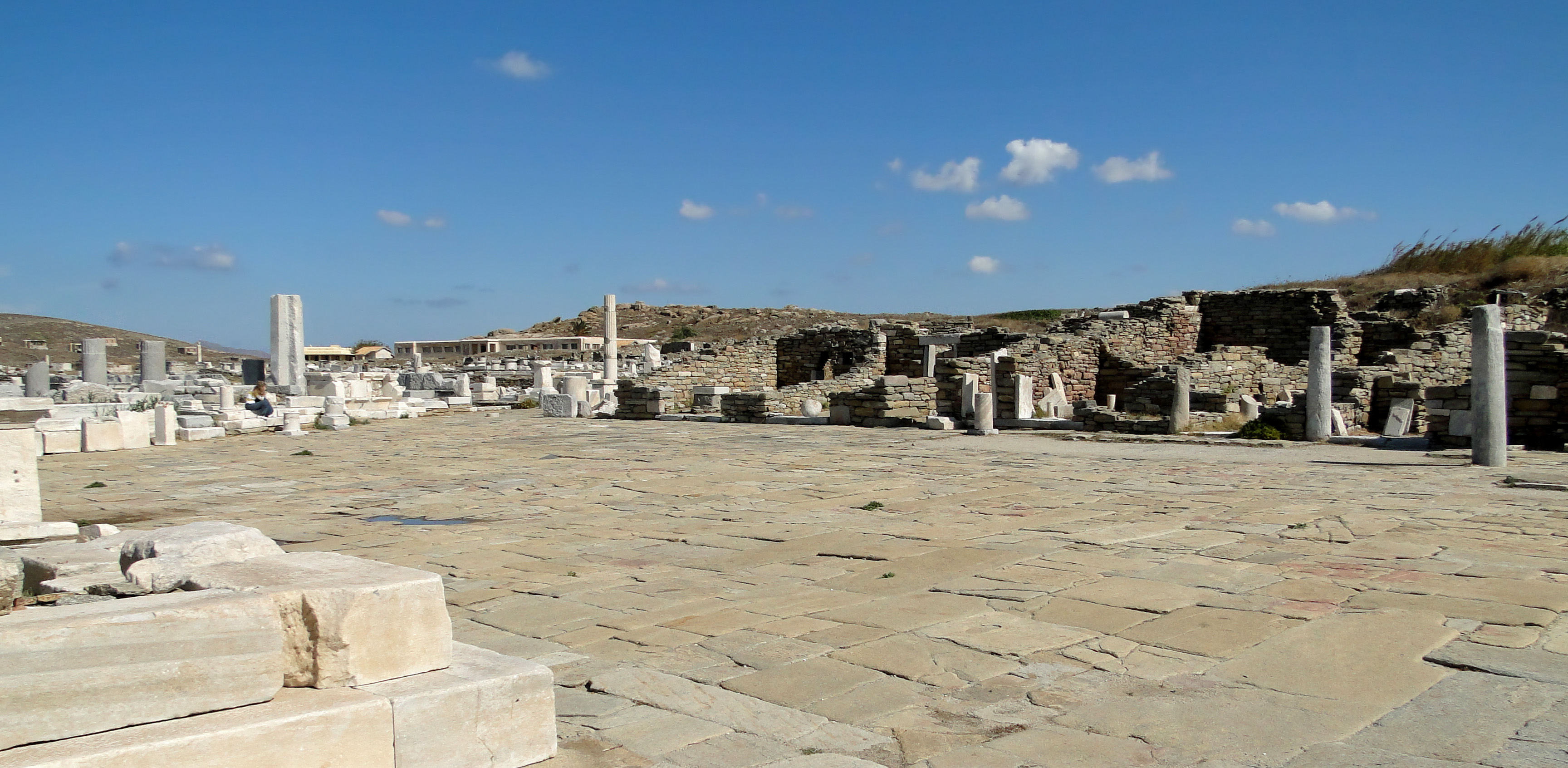
L'agora des Compétaliastes de Délos.
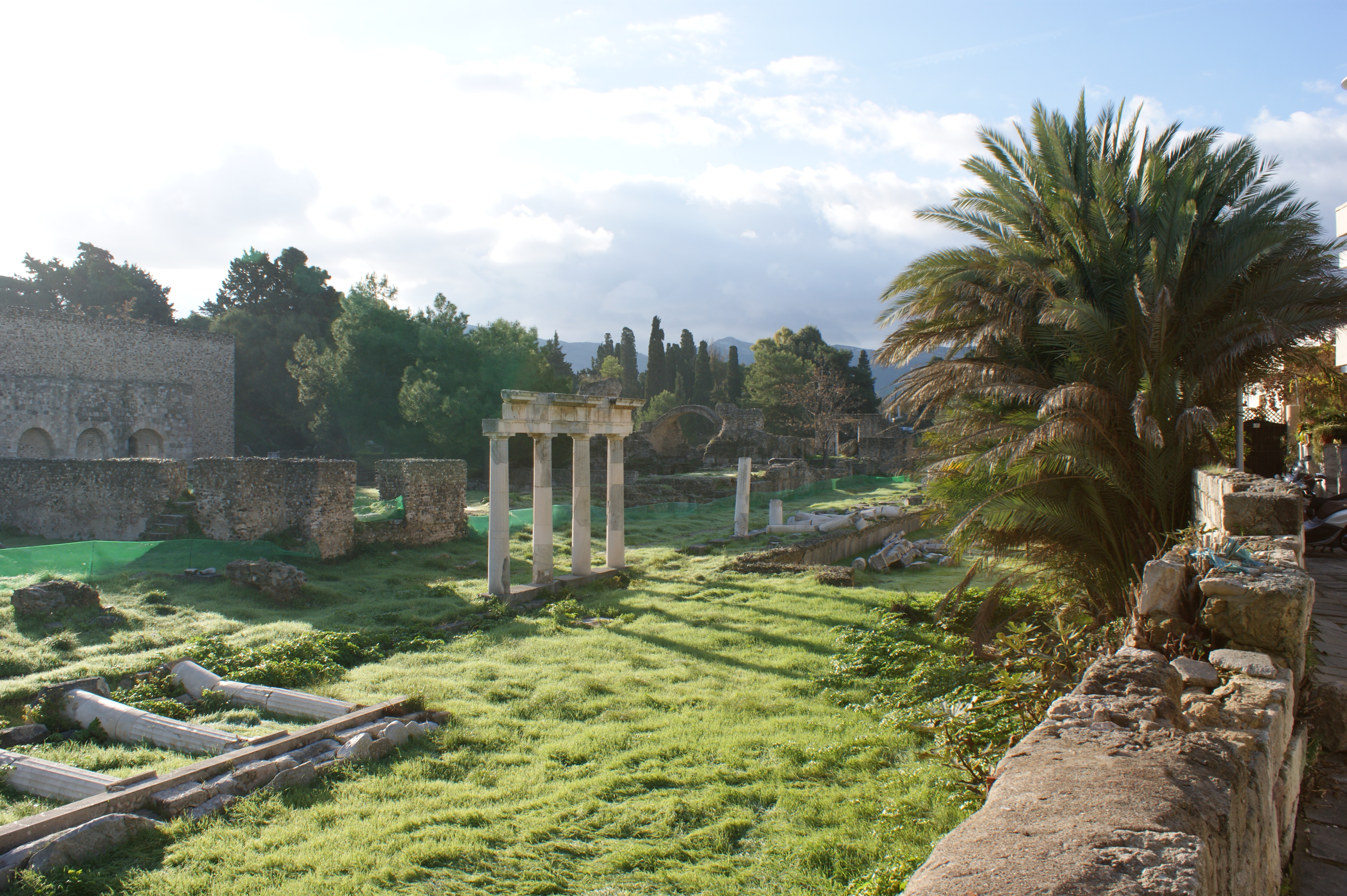
Gymnase de Cos.
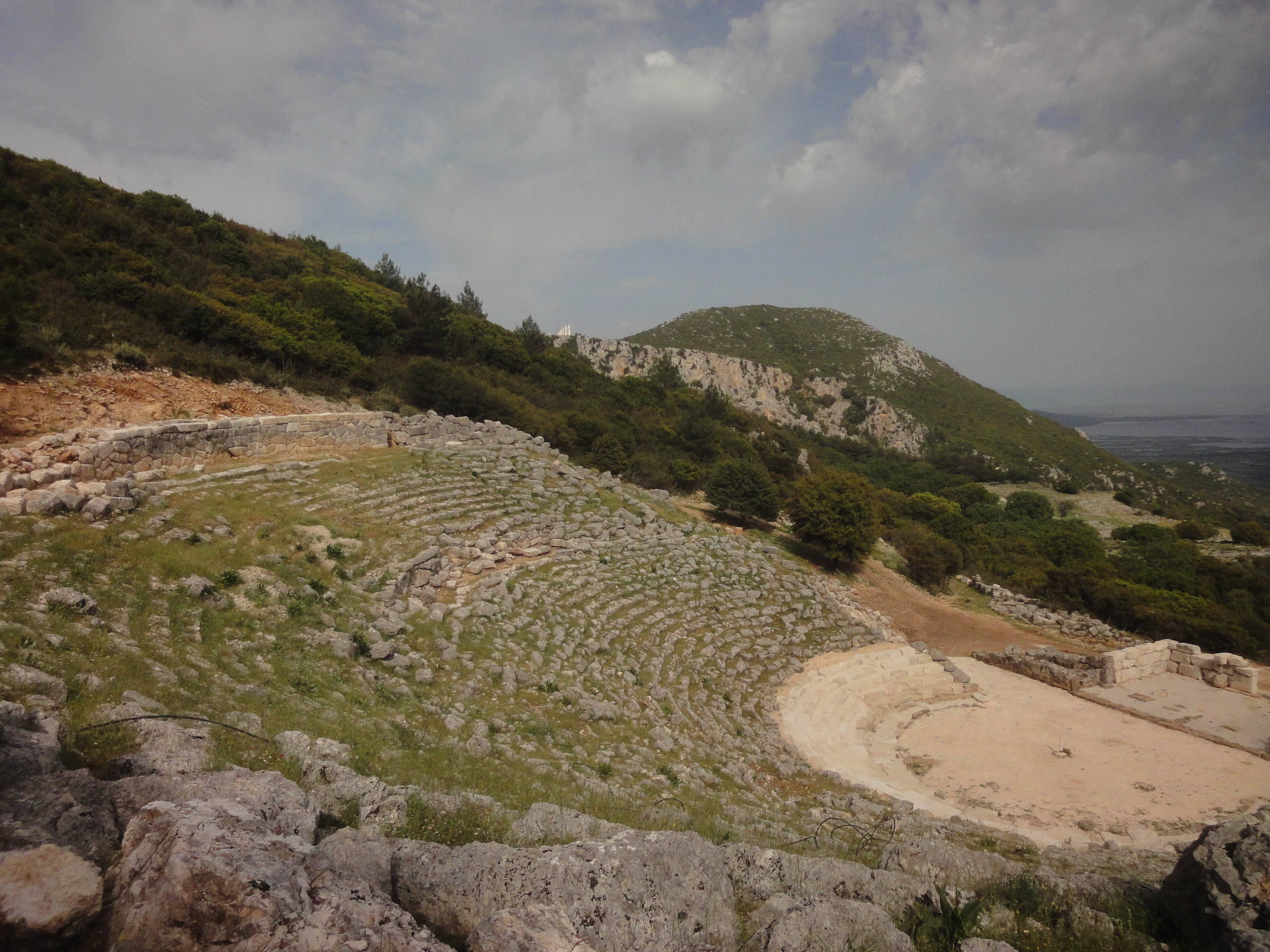
Théâtre de Cassope.
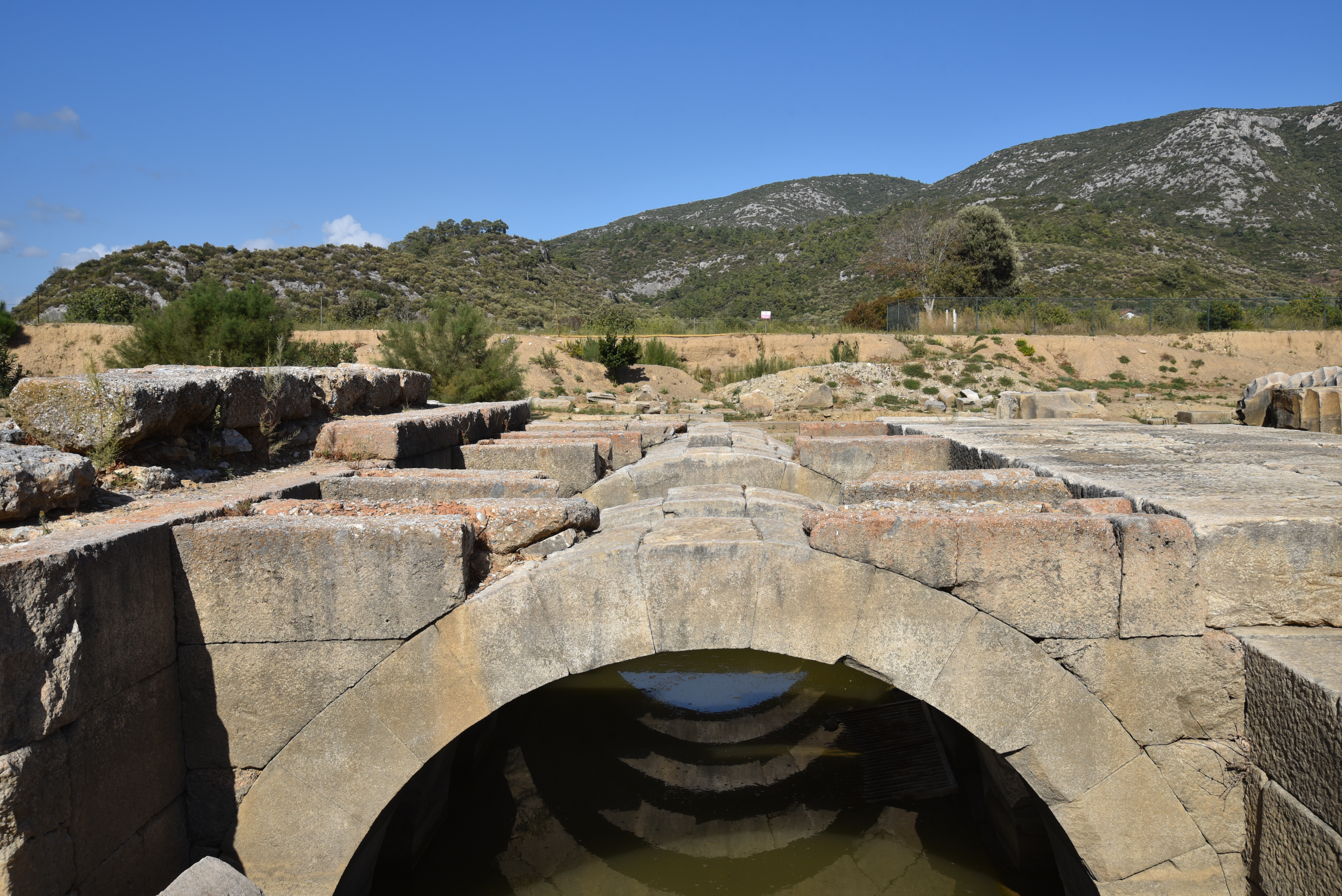
Vue des vestiges d'une des deux cryptes voutées du temple d'Apollon de Claros.
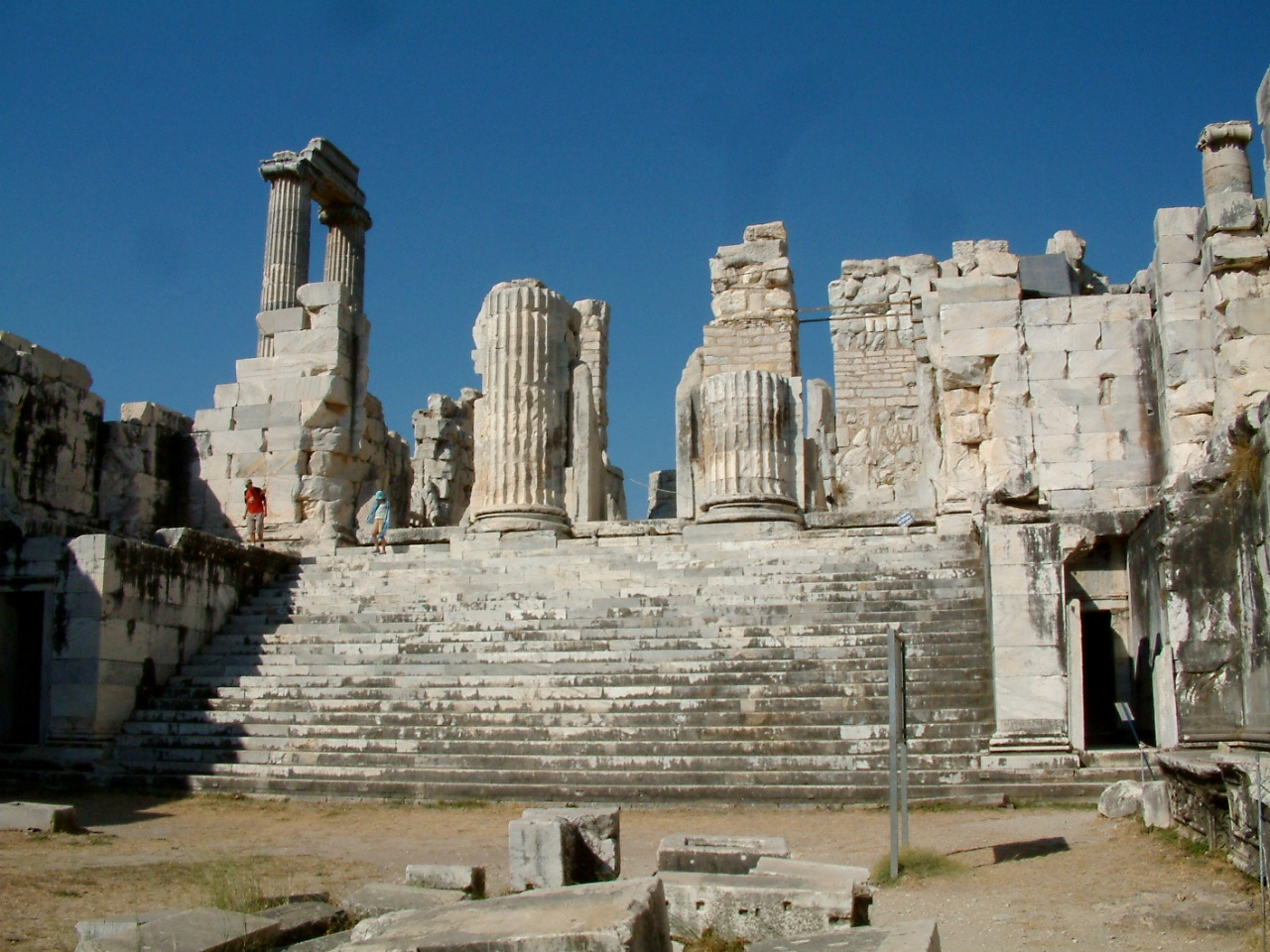
Le grand escalier de la cour du temple d'Apollon de Didymes.

L'émergence de la royauté conduit au développement d'une architecture palatiale grecque, où l'influence orientale n'est pas franchement visible contrairement à ce à quoi on pourrait d'attendre. Elle se développe à partir de la Macédoine, comme le documentent les palais d'Aigai-Vergina et de Pella qui ont fait l'objet de fouilles. Il s'agit de complexes organisés autour de grandes cours à portiques avec des colonnes sur tous leurs côtés (péristyles), avec des espaces de réception, de résidence, aussi d'autres aménagements tels que des bains et des palestres. Le palais de Pella du IIIe siècle av. J.-C. pourrait s'être étendu sur 60 000 m². Le palais des rois de Pergame est moins impressionnant, consistant en plusieurs unités ressemblant à des résidences à cour accolées les unes aux autres. Il a livré des restes de peinture et de mosaïques de grande qualité. Celui de la famille des Tobiades à Iraq al-Amir en Jordanie, de dimension également modestes, comprenait un étage servant pour la réception, et avait des façades richement décorées. Le palais d'Aï Khanoum du IIe siècle av. J.-C., mêlant éléments grecs et orientaux, couvre environ 87 000 m2, avec une grande cour à portiques comprenant un porche monumental ouvrant sur l'intérieur de l'édifice, divisé en plusieurs unités comprenant des espaces de réception, d'administration et de résidence, comprenant notamment des salles de bains décorées avec des mosaïques, une bibliothèque et des magasins.

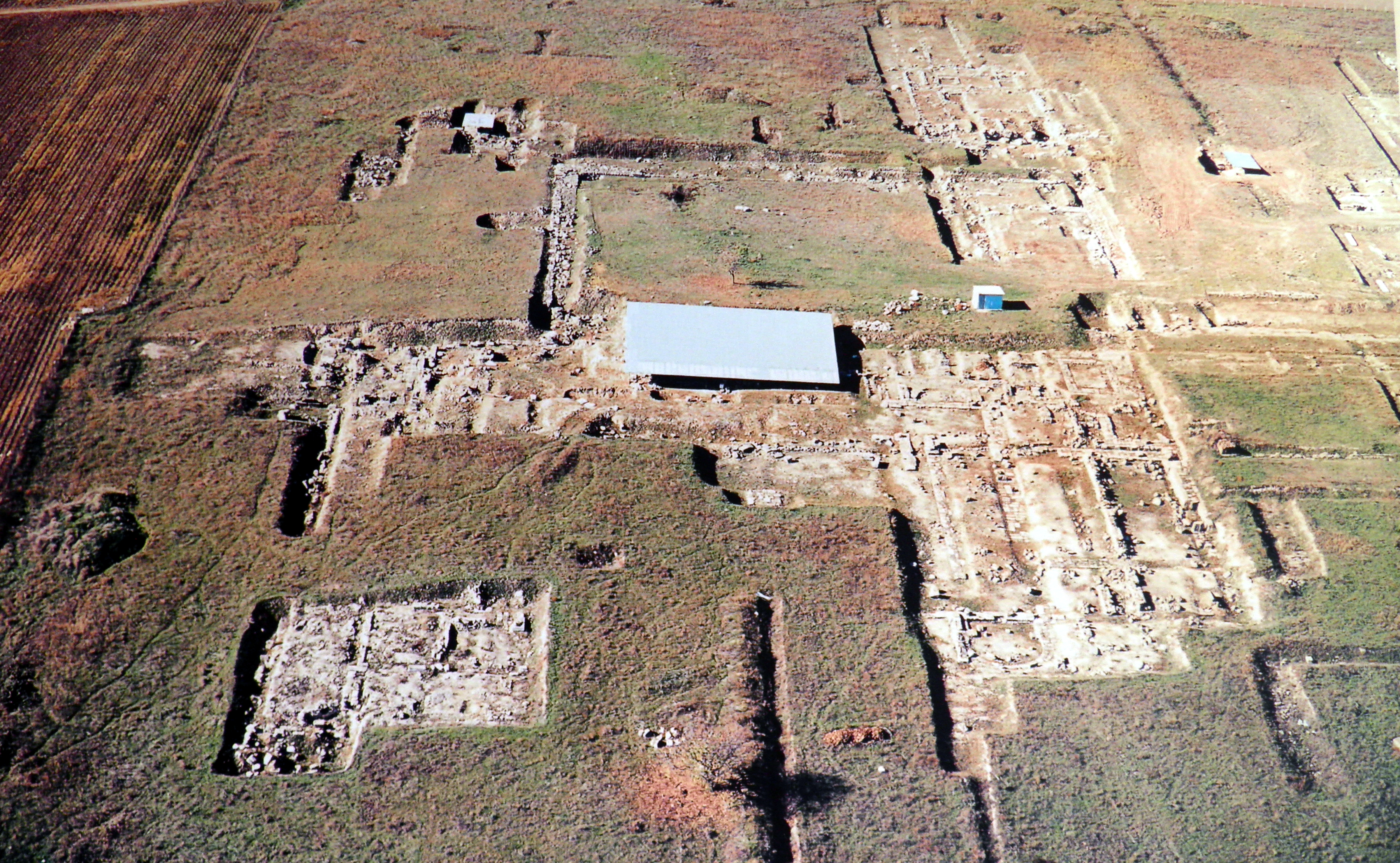
Photographie aérienne du complexe palatial de Pella.
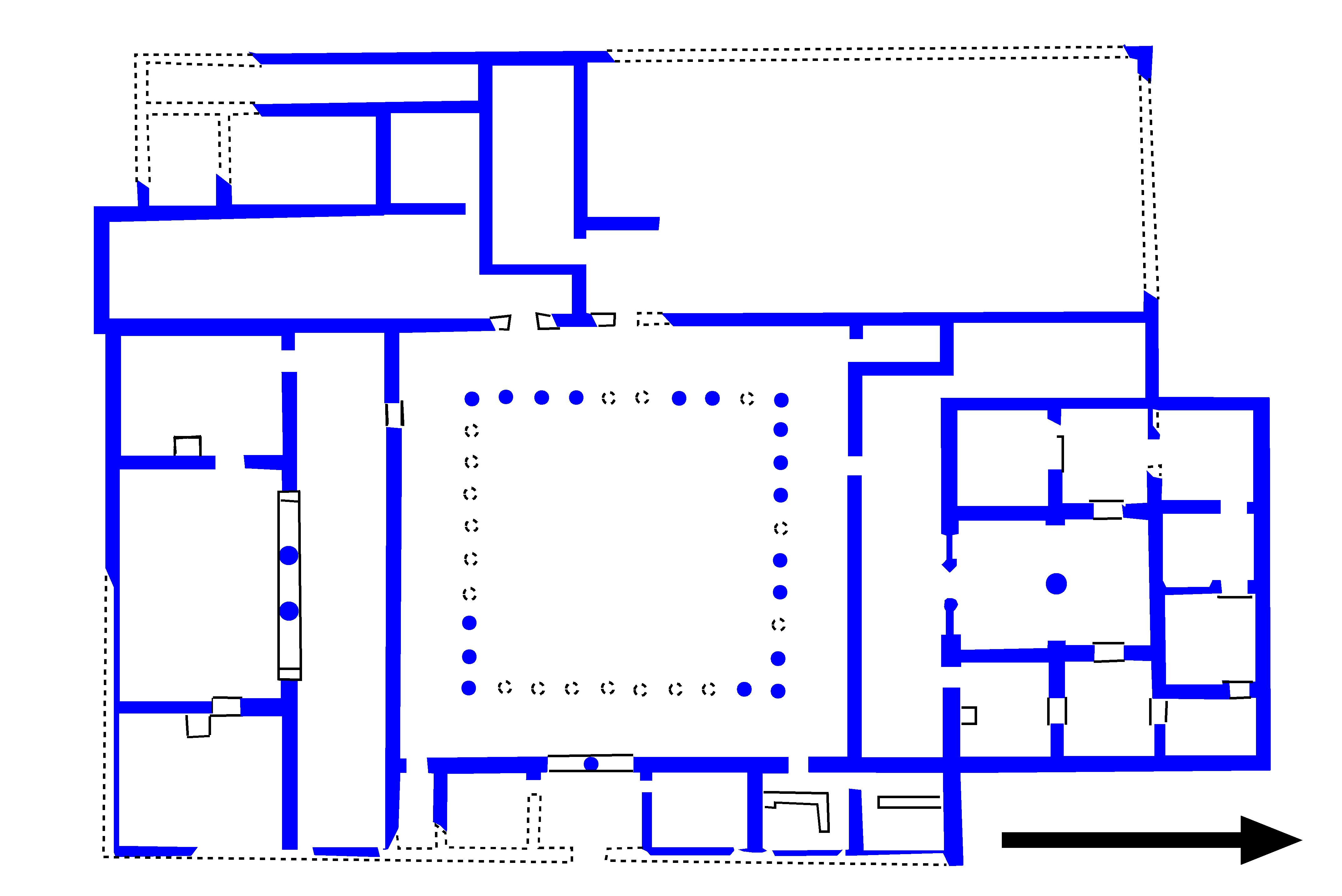
Plan du « Palais du gouverneur » de Jebel Khalid (Syrie séleucide, IIIe siècle av. J.-C.), organisé autour d'une cour péristyle centrale ; celle-ci est bordée au nord et au sud par deux corridors qui semblent être un emprunt à l'architecture orientale[205].
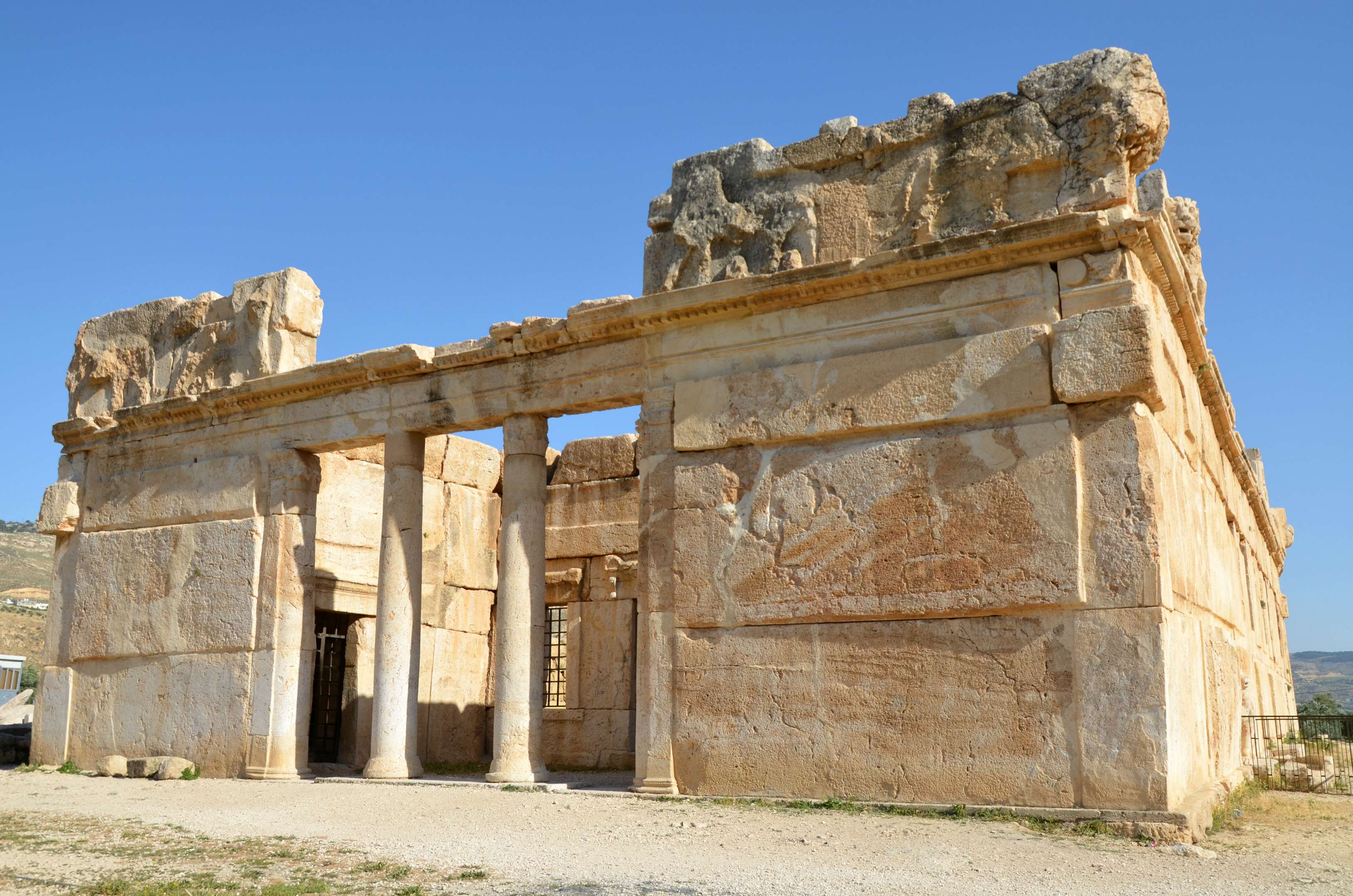
Façade principale du palais d'Iraq al-Amir.

Les maisons de l'élite sont caractérisées par leur grande taille et la qualité de leur décors, ainsi que l'illustrent les grandes demeures de Pella comme celle dite de Dionysos mesurant 3 160 m2, organisée autour de deux cours à péristyle, avec des salles de réception comportant de remarquables mosaïques. Les maisons de Délos à l'époque romaine sont de type grec malgré la présence de nombreux Italiens sur place, avec elles aussi des cours à péristyle, des décors élaborés de mosaïques et de sculptures quand leur occupant est riche. Bien que les riches familles hellénistiques semblent privilégier les maisons à cour à colonnes, il n'y a pas vraiment de modèle dominant à cette période. Au contraire, le plan des résidences mises au jour pour cette période est bien moins homogène que durant l'époque classique, et cela est plus prononcé chez les familles modestes, dont les résidences de petite taille ont des plans très variés. Cela reflète sans doute au moins en partie un accroissement des inégalités et une plus grande différenciation sociale qu'à l'époque classique.

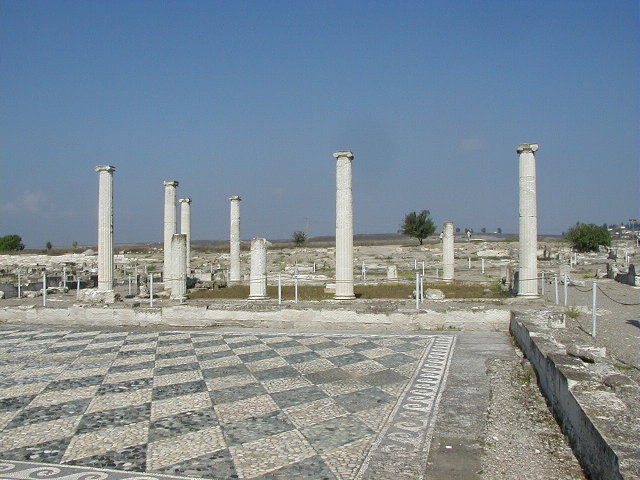
« Maison de Dionysos » à Pella, avec mosaïque à décor géométrique.
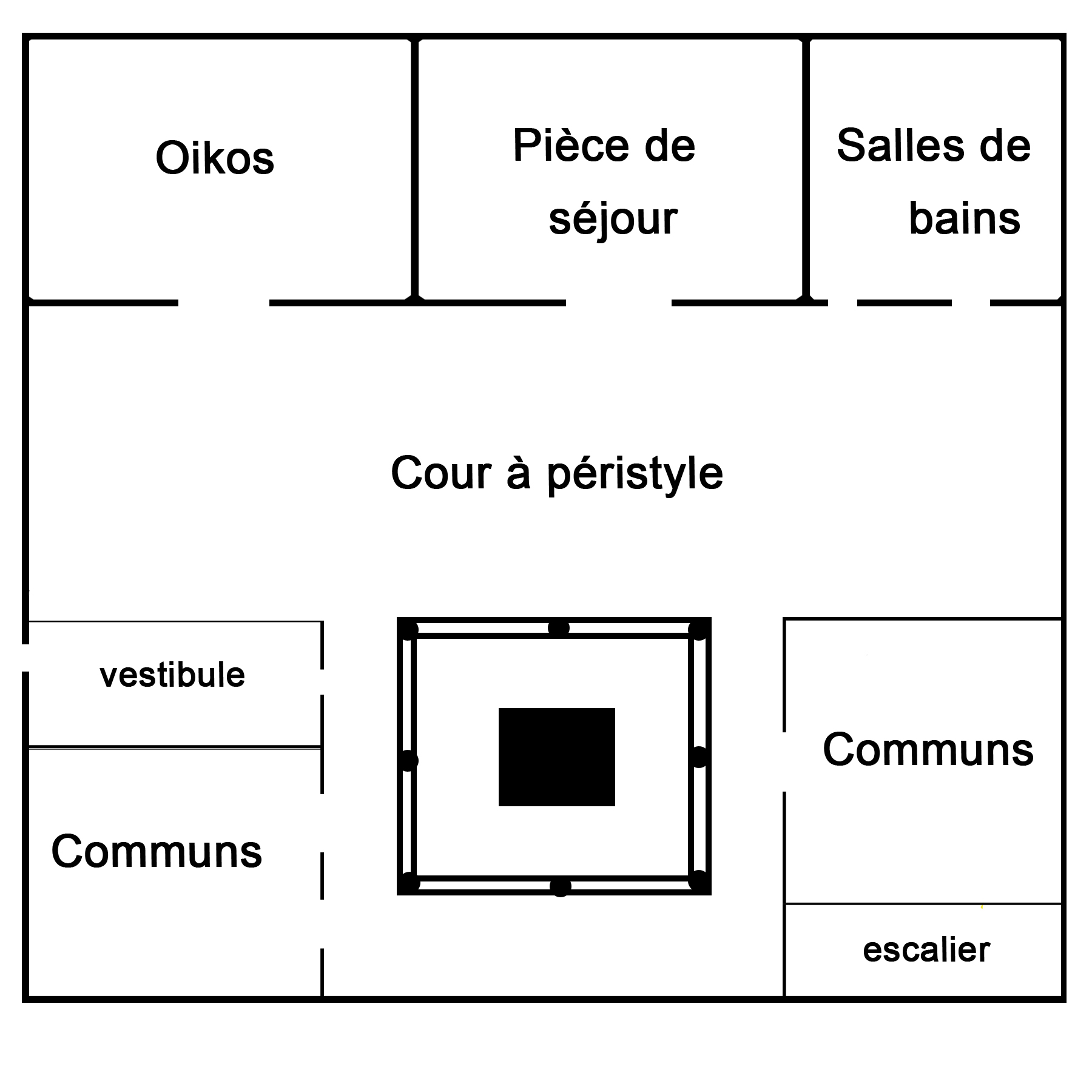
Plan schématique d'une maison de Délos.
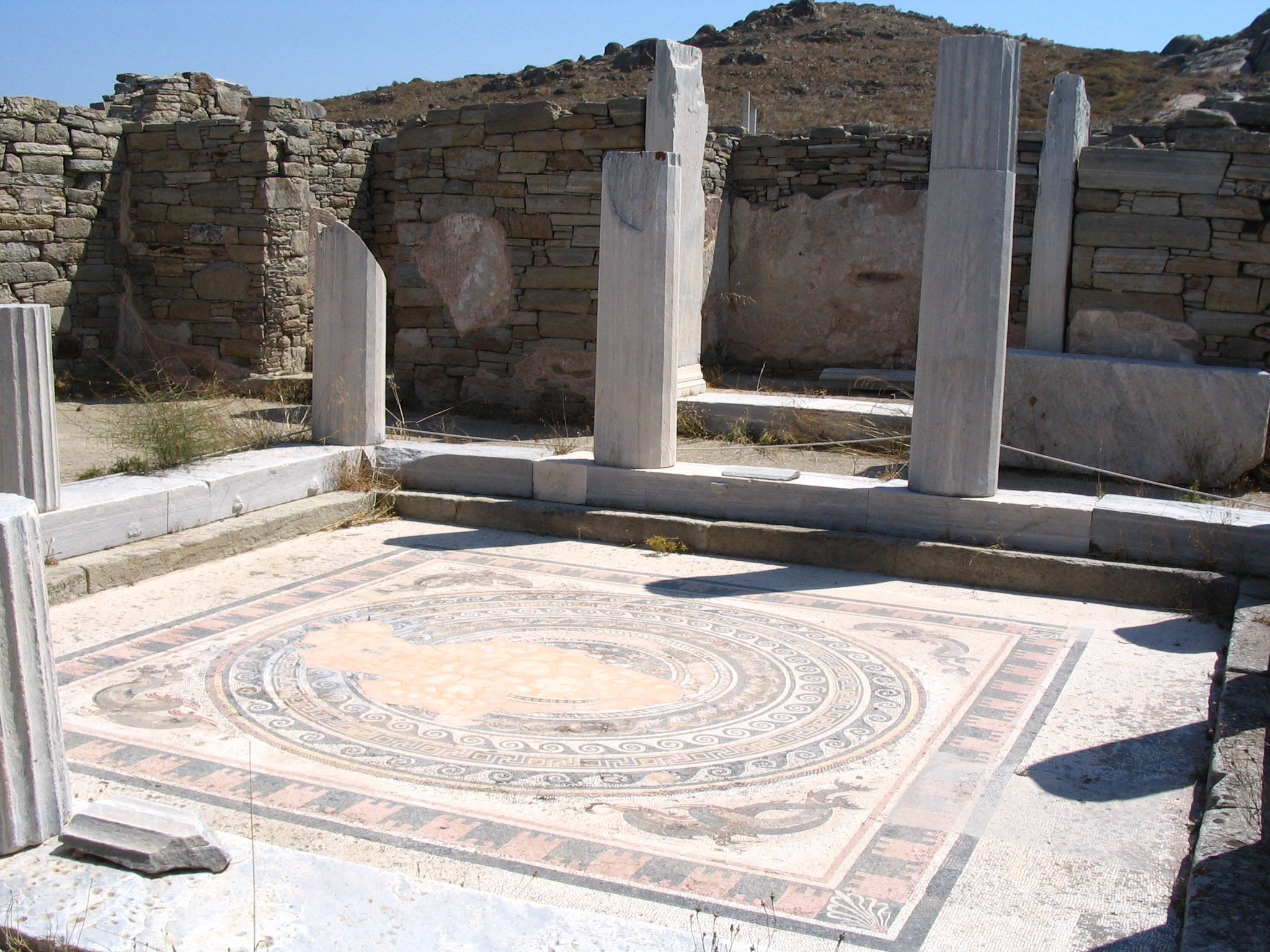
Cour à mosaïque de la « Maison des Dauphins » de Délos.

### Le gymnase et le théâtre
Deux lieux des cités hellénistiques sont essentiels pour la formation des citoyens, le gymnase et le théâtre, au point qu'ils ont pu être désignés comme des « bastions de l'hellénisme ». Les archéologues en ont identifié dans toutes les régions de l'espace hellénistique, jusqu'à Aï Khanoum en Bactriane.

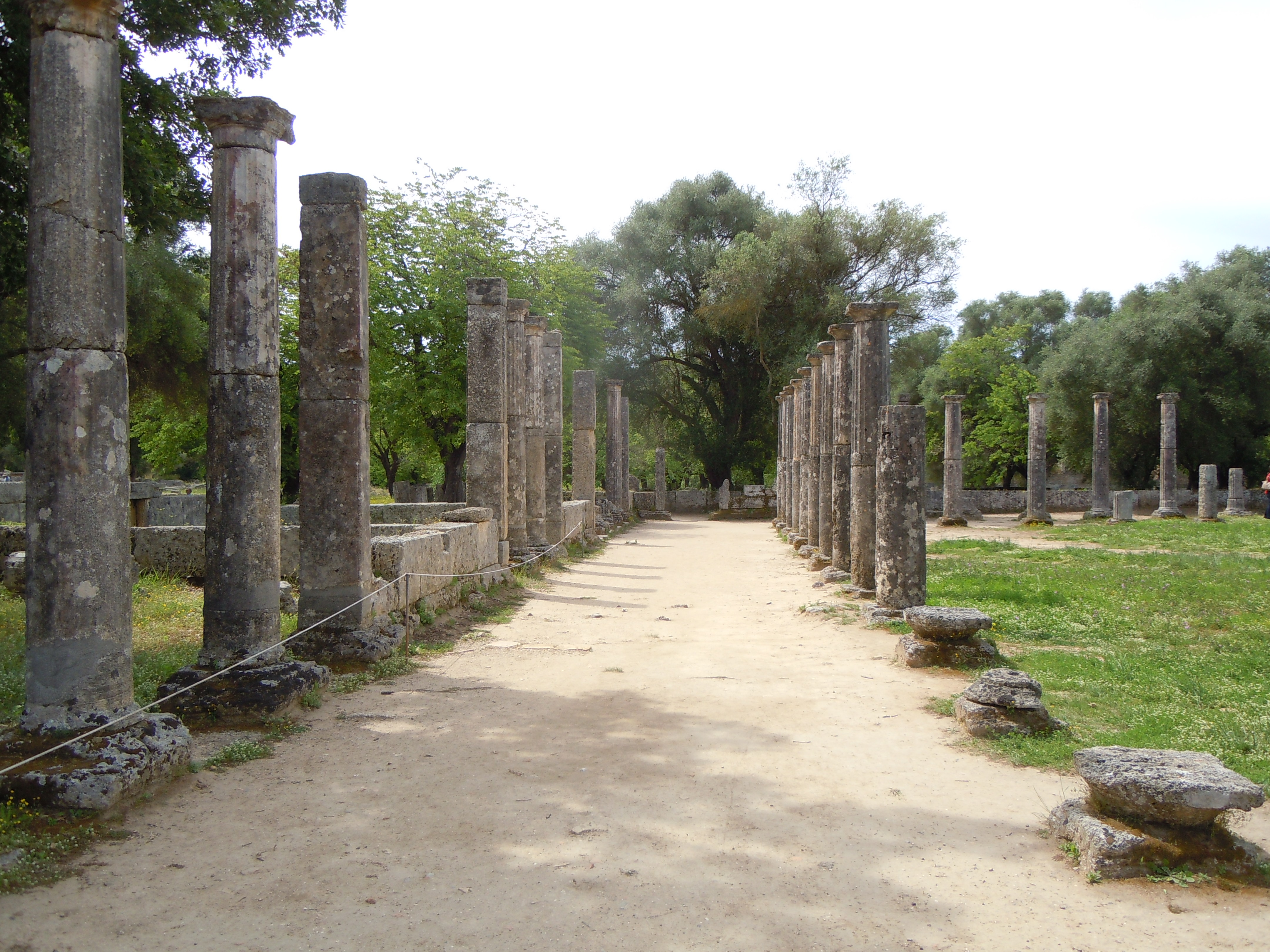
Colonnade de la palestre d'Olympie, espace d'entraînement athlétique du gymnase.

Le gymnase (le lieu où on s'entraîne nu, gymnos) devient un marqueur des cités hellénistiques, de plus en plus de cités s'en dotant sur la période afin d'affirmer leur appartenance à la culture hellénique. Durant les époques antérieures ces édifices sont généralement faits dans des matériaux légers, puis ils sont construits de manière pérenne à partir du début de l'époque hellénistique. Ils sont organisés autour d'une grande cour servant pour les exercices athlétiques, bordées par des portiques et différentes pièces, qui peuvent comprendre des bains, des pistes couvertes, des lieux de culte (ils sont placés sous le patronage d'Hermès et d'Héraclès), de réunion et d'enseignement. En effet, même si leur rôle principal reste l'instruction physique et militaire, ils servent plus généralement de lieu de sociabilité pour la jeunesse civique, avec des fonctions éducatives, en faisant des lieux majeurs de la vie civique, y compris dans le domaine politique (L. Robert y voyait une « seconde agora »). De ce fait, s'ils sont souvent privés et semi-privés au début de la période, progressivement les cités en prennent le contrôle. Le magistrat chargé de cet édifice, le gymnasiarque, occupe une place importante dans la cité, et les évergètes lui procurent de l'huile pour le corps, une dépense conséquente,,.

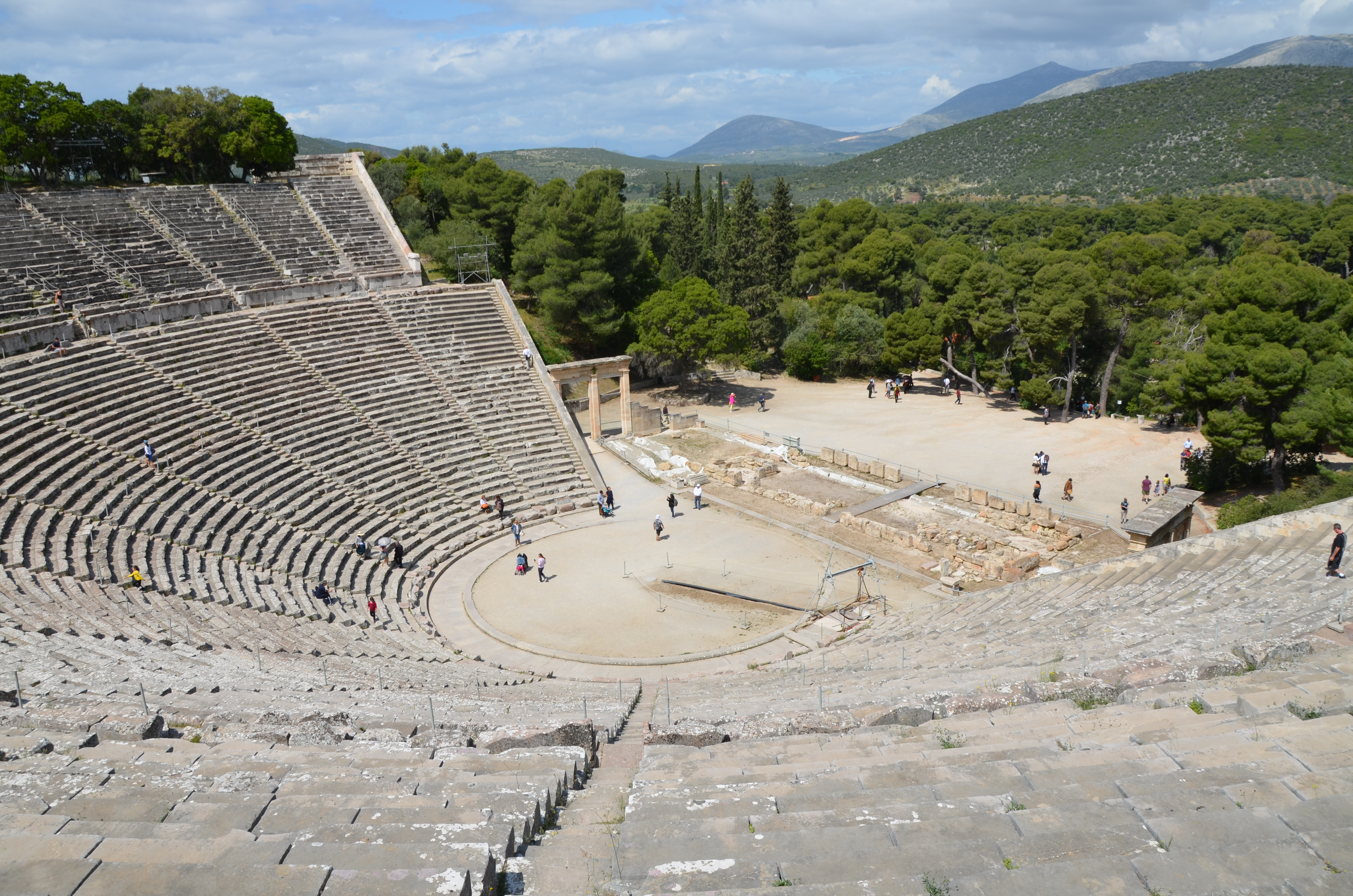
Le théâtre d'Épidaure, construit dans les dernières décennies du

Le théâtre (le lieu où l'on regarde) est fondamentalement un lieu destiné à accueillir du public pour assister à un spectacle. Également construit principalement en matériaux précaires avant l'époque hellénistique, depuis la fin de l'époque classique ils sont de plus en plus construits en dur (pierre ou brique d'argile) et deviennent des monuments symbolisant la culture hellénique dont se dote toute cité grecque digne de ce nom. Certains comprennent plusieurs milliers de places, jusqu'à la dizaine de milliers et même 17 000 à Athènes, et servent aussi à des assemblées politiques. Les pièces comiques et tragiques du répertoire classique athénien font partie de la culture commune grecque de l'époque, mais de nouvelles créations sont aussi jouées. Les grandes fêtes consacrées à Dionysos, patron des arts de la scène, donnent lieu à des concours dramatiques courus. Ils fonctionnent comme des « lieux de formation permanente des citoyens » selon B. Le Guen, diffusant les valeurs grecques aux citoyens et aussi à des non-Grecs qui peuvent être attirés par leur aspect visuel, qui en font de véritables spectacles de masse antiques. Le financement de leur construction, de leur entretien et des spectacles est une lourde charge financière pour les communautés, à laquelle les évergètes mettent un point d'honneur à contribuer afin de se faire bien voir. Ils servent aussi de lieux à la propagande royale. L'époque hellénistique voit la mise en place de compagnies théâtrales, les technites dionysiaques, organisées dans leur cadre propre, hors de la cité, qui leur garantit en principe une inviolabilité,,.

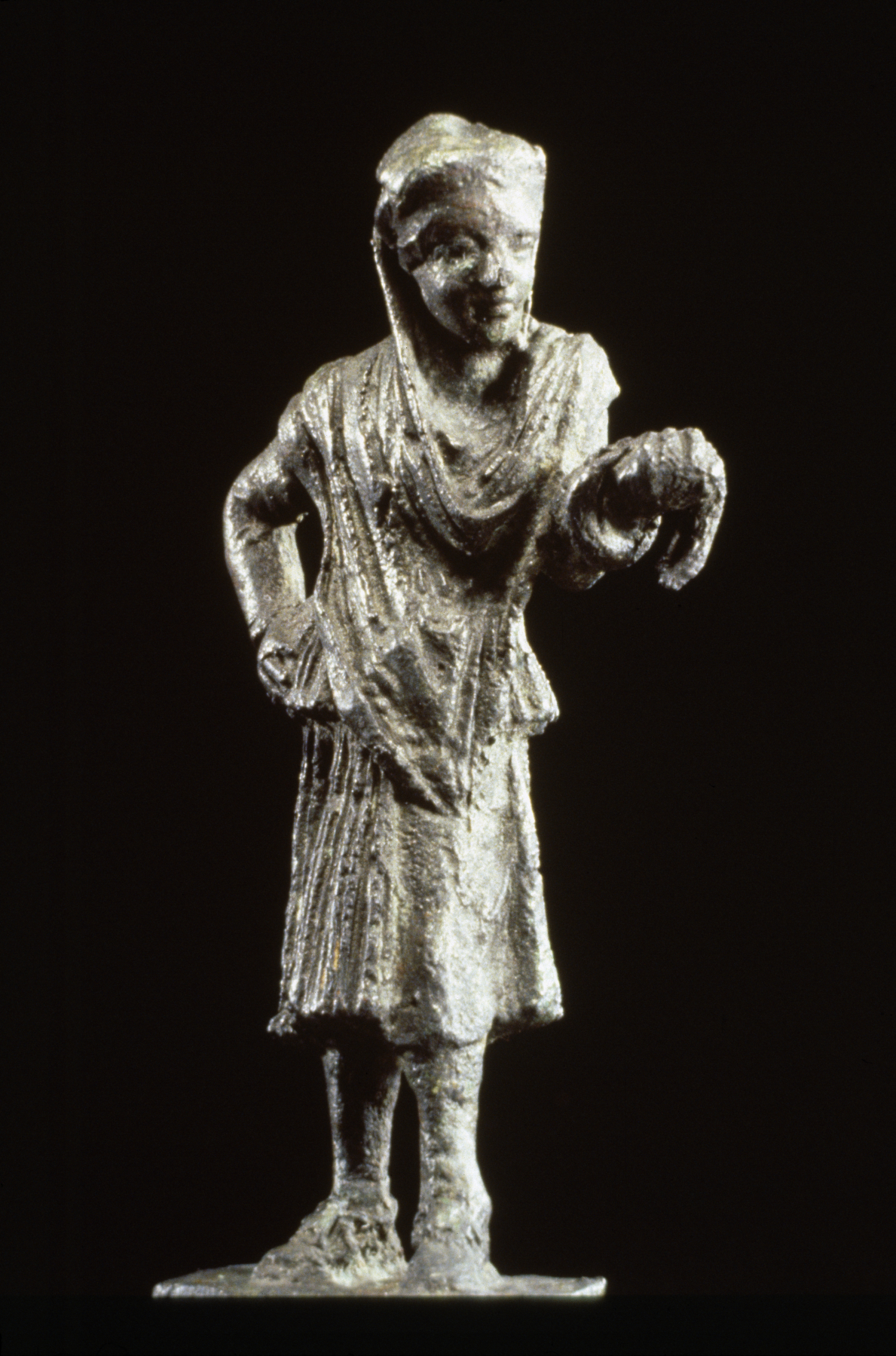
Figurine en bronze d'un acteur tenant un masque, v. 150-100 av. J.-C. Walters Art Museum.
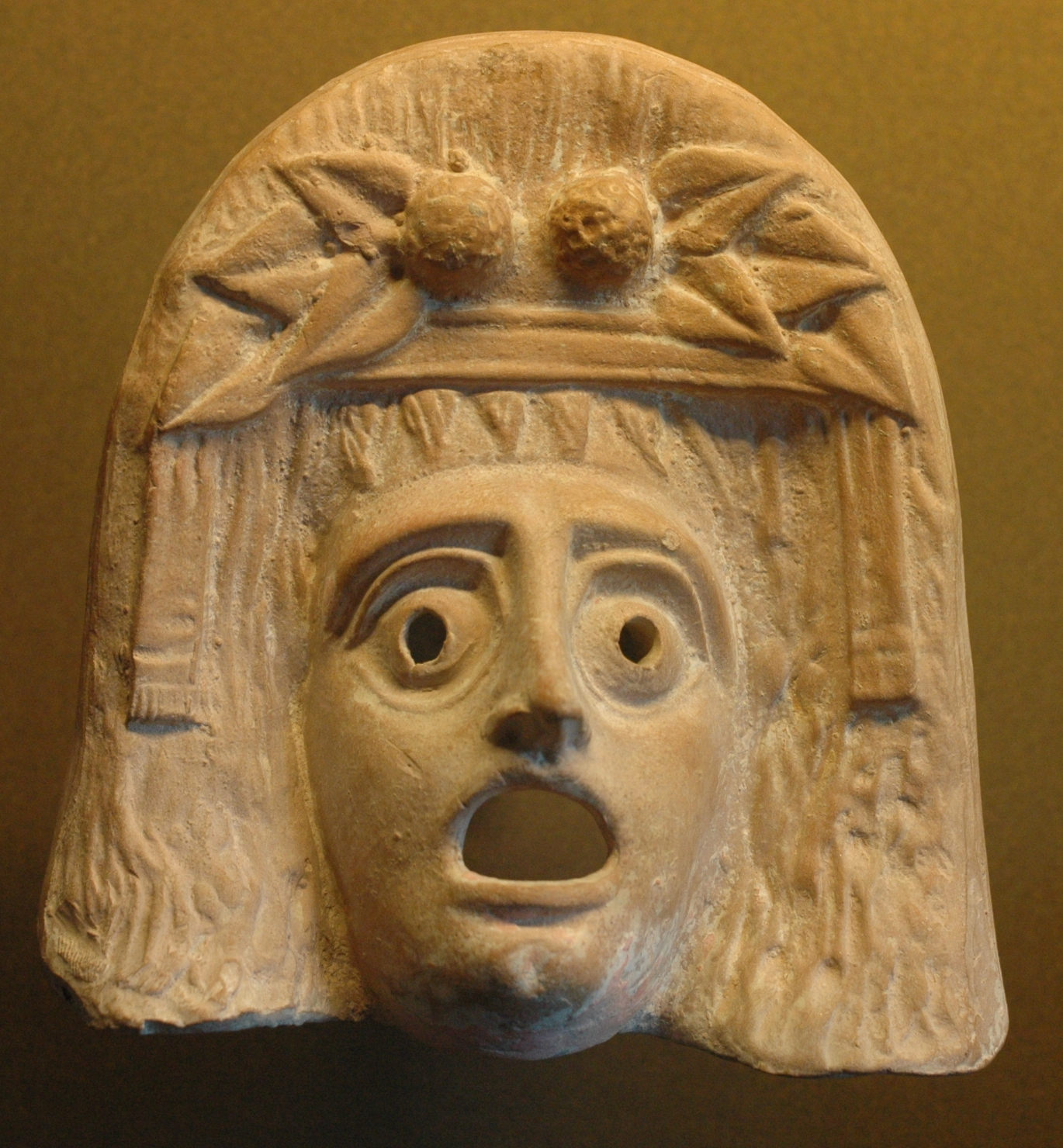
Figurine en terre cuite d'un masque de théâtre représentant Dionysos. Myrina, IIe – Ier siècle av. J.-C. Musée du Louvre.
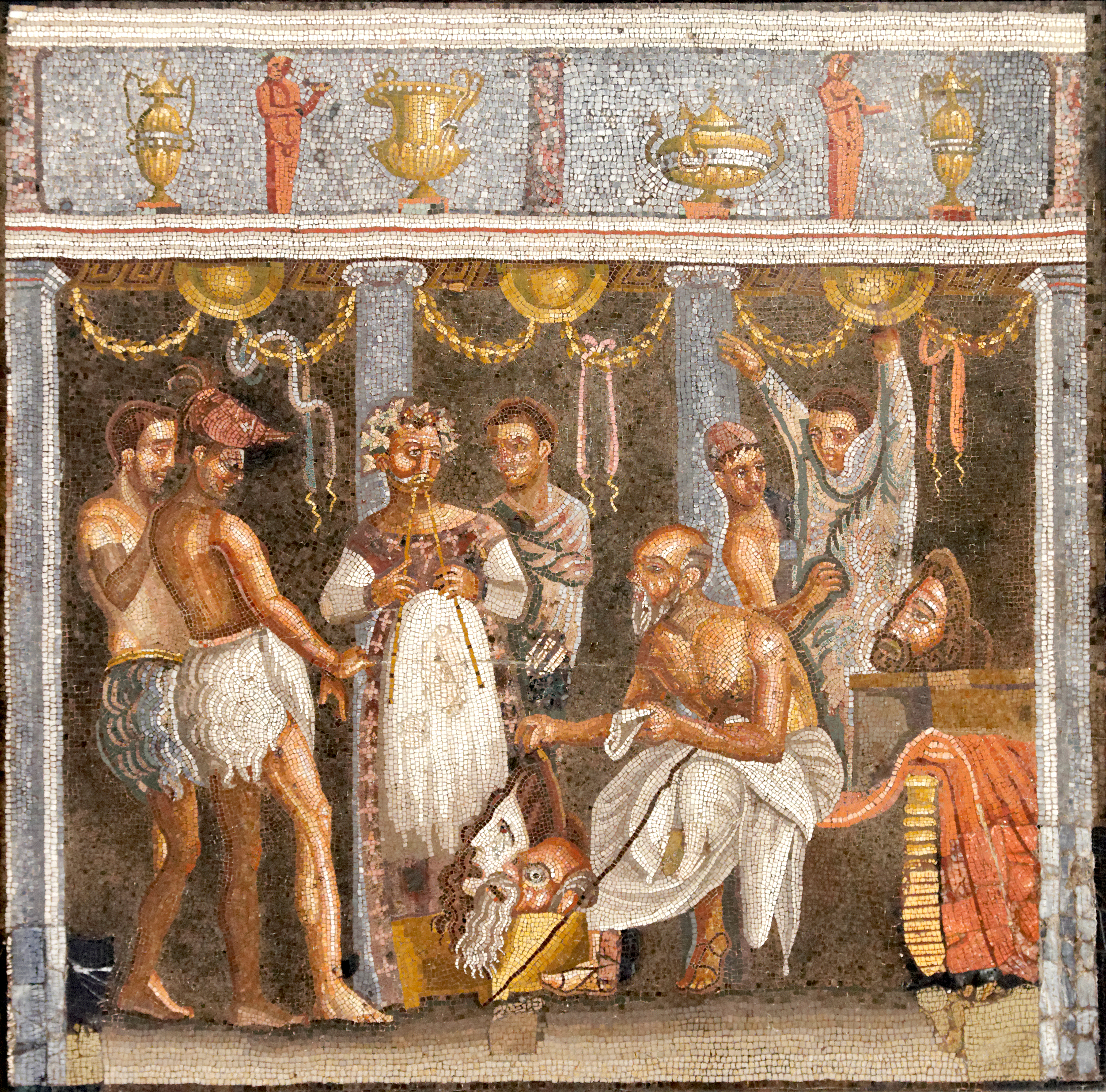
Chorèges et acteurs. Mosaïque de la Maison du Poète tragique de Pompéi, v. 70 apr. J.-C., à partir d'un original du IIIe siècle av. J.-C. Musée archéologique de Naples.

### Religion

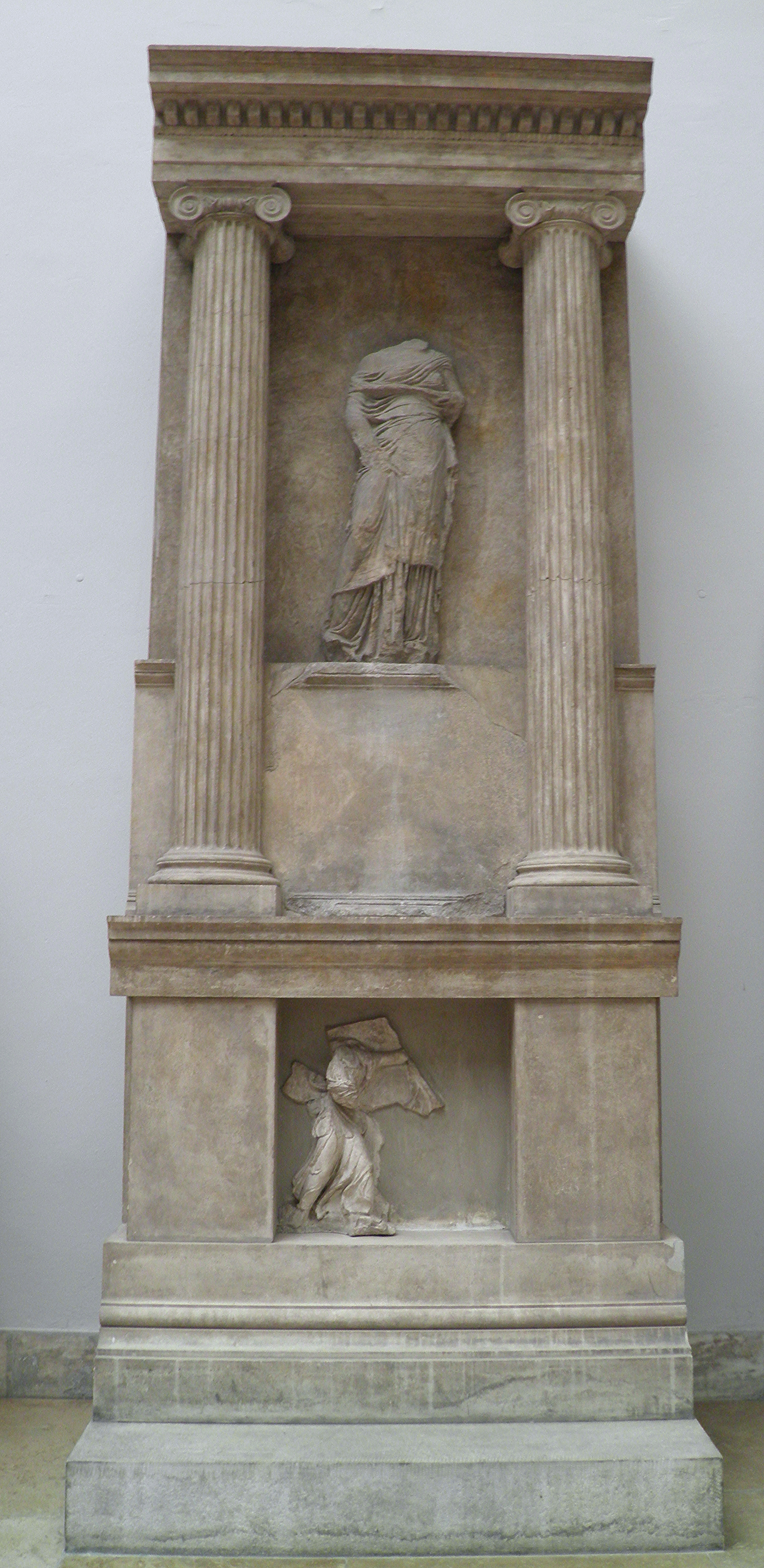
Autel d'Athéna Polias (protectrice de la cité) de Priène,, reconstitué au Pergamon Museum.

La religion de l'époque hellénistique s'inscrit largement dans la continuité de celle de l'époque précédente, reposant en bonne partie sur la cité en tant que cadre des cultes majeurs. La question de savoir dans quelle mesure on pouvait caractériser une religion propre à l'époque hellénistique a donc été posée. Il apparaît que plusieurs évolutions sont visibles dans les cultes, dont plusieurs renvoient aux tendances marquantes de la période comme l'essor de la royauté et la plus grande interaction entre les Grecs et d'autres cultures,,.

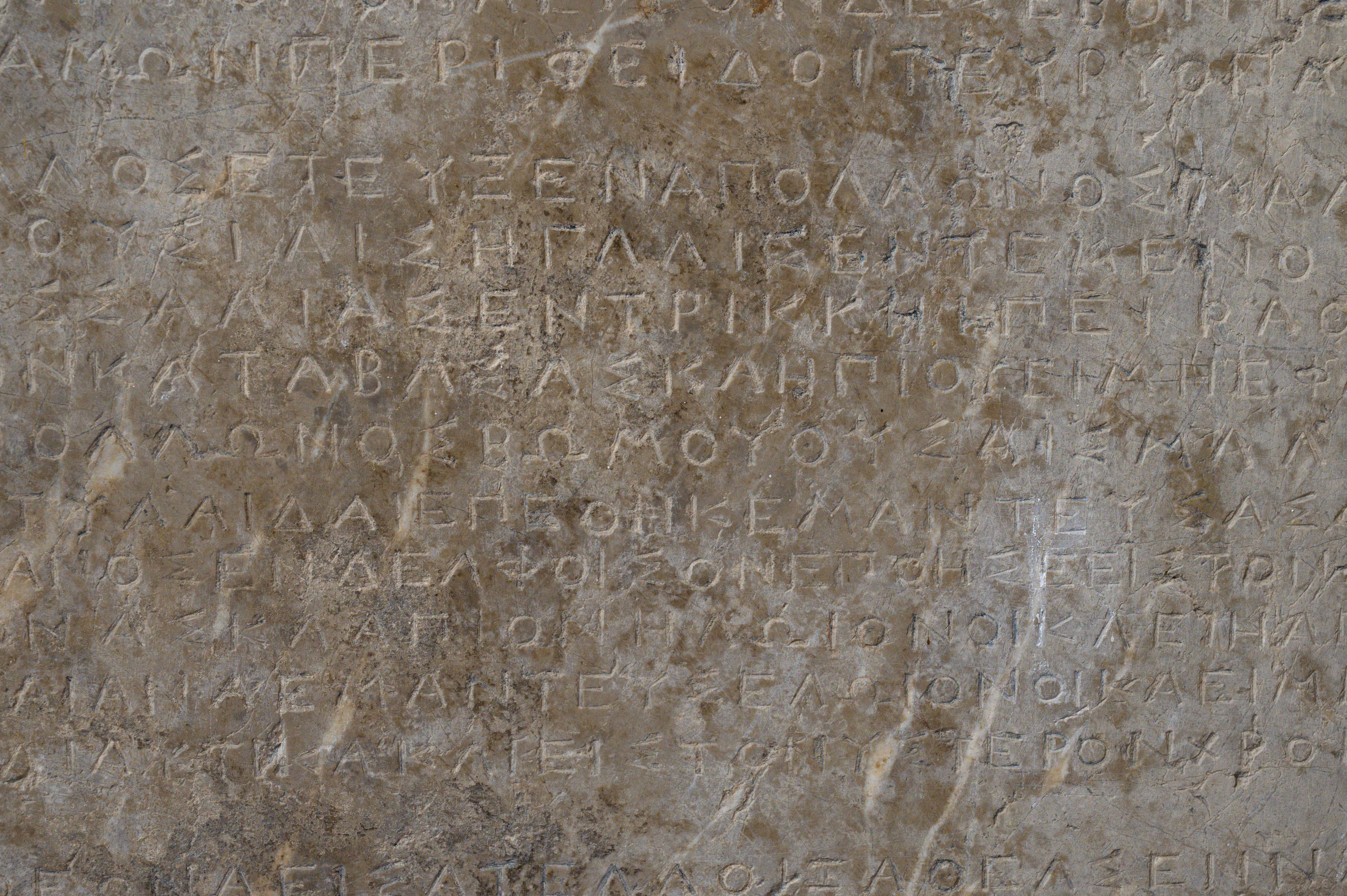
Inscription d'un hymne à Apollon et à Asclépios, par le poète Isyllos. Épidaure, v. -280 Musée archéologique d'Épidaure.

Les cultes grecs sont toujours dirigés principalement vers le groupe des divinités majeures connues depuis l'époque archaïque, organisé autour de la figure de Zeus et de sa famille (Héra, Poséidon, Déméter, Athéna, Apollon, Artémis, Dionysos, etc.). Les cultes héroïques continuent également de jouer un rôle important au niveau local. Quelques recompositions ont lieu parmi ce groupe : le culte du dieu guérisseur Asclépios connaît une importante diffusion, de même que ceux des abstractions divinisées telles que Tyché, la Fortune ou Nikè la Victoire,. De nouvelles divinités sont également introduites dans les panthéons des cités grecques depuis l'étranger. Ce n'est pas un phénomène nouveau, puisque par exemple le culte de la déesse anatolienne Cybèle s'est déjà diffusé en Grèce avant l'époque hellénistique. Il concerne notamment les divinités grecques Isis et Sérapis (ou Sarapis). Ce dernier est une divinité syncrétique créée dans l’Égypte lagide à partir d'une divinité du cercle du dieu égyptien Osiris, qui prend une apparence grecque, combinant des attributs de Zeus et d'Asclépios. Quand ils sont pratiqués par des Grecs, ces cultes reprennent des caractéristiques des cultes grecs, même s'ils conservent des traits exotiques qui rappellent leurs origines et qui constituent sans doute une partie de leur attrait. Un autre culte qui se développe dans les cités grecques est celui de la déesse syrienne Atargatis, assimilée à Aphrodite,,.
Il y a certes bien des phénomènes d'appropriation de cultes étrangers par les Grecs (et vice versa), mais d'une manière générale le syncrétisme religieux doit être nuancé : assez souvent les Grecs identifient une divinité étrangère qu'ils rencontrent à une de leur propre panthéon qui lui ressemble (par exemple Melqart avec Héraclès, Anahita avec Artémis), ce qu'on appelle interpretatio graeca. Les cultes locaux non grecs résistent en général à l'hellénisation, même si les dieux peuvent prendre un nom et une apparence grecque. La religion constitue souvent un cas limite de l'hellénisation. Dans un contexte culturel étranger, les Grecs importent leurs propres divinités, sans forcément ignorer les divinités autochtones. La pluralité de choix se développe après plusieurs générations, avec l'essor de la mixité et les recompositions du paysage divin. L'exemple d'Aï Khanoum en Bactriane montre que les divinités grecques peuvent rester vénérées longtemps après l'implantation des colons grecs, sans pour autant évincer les cultes des divinités locales qui restent vivaces. Une dédicace mise au jour à Takht-I-Sangin montre bien cette mixité : un individu au nom iranien, Atrosokès, honore un dieu local, la personnification de la rivière Oxus, mais en langue grecque. Dans la culture matérielle, l'architecture religieuse reste de type oriental, même si les images divines sont de style grec.

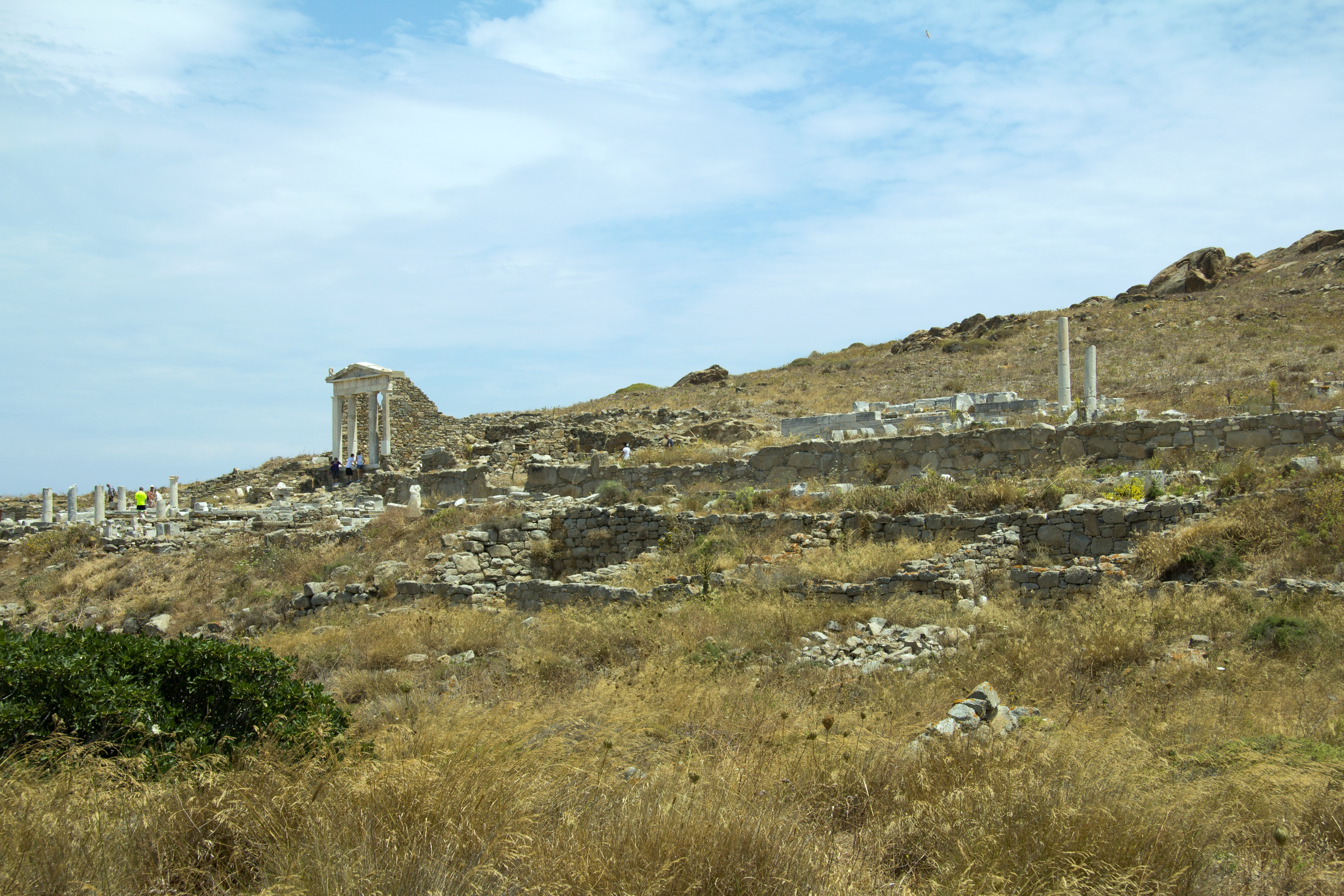
La terrasse des temples des dieux étrangers à Délos.
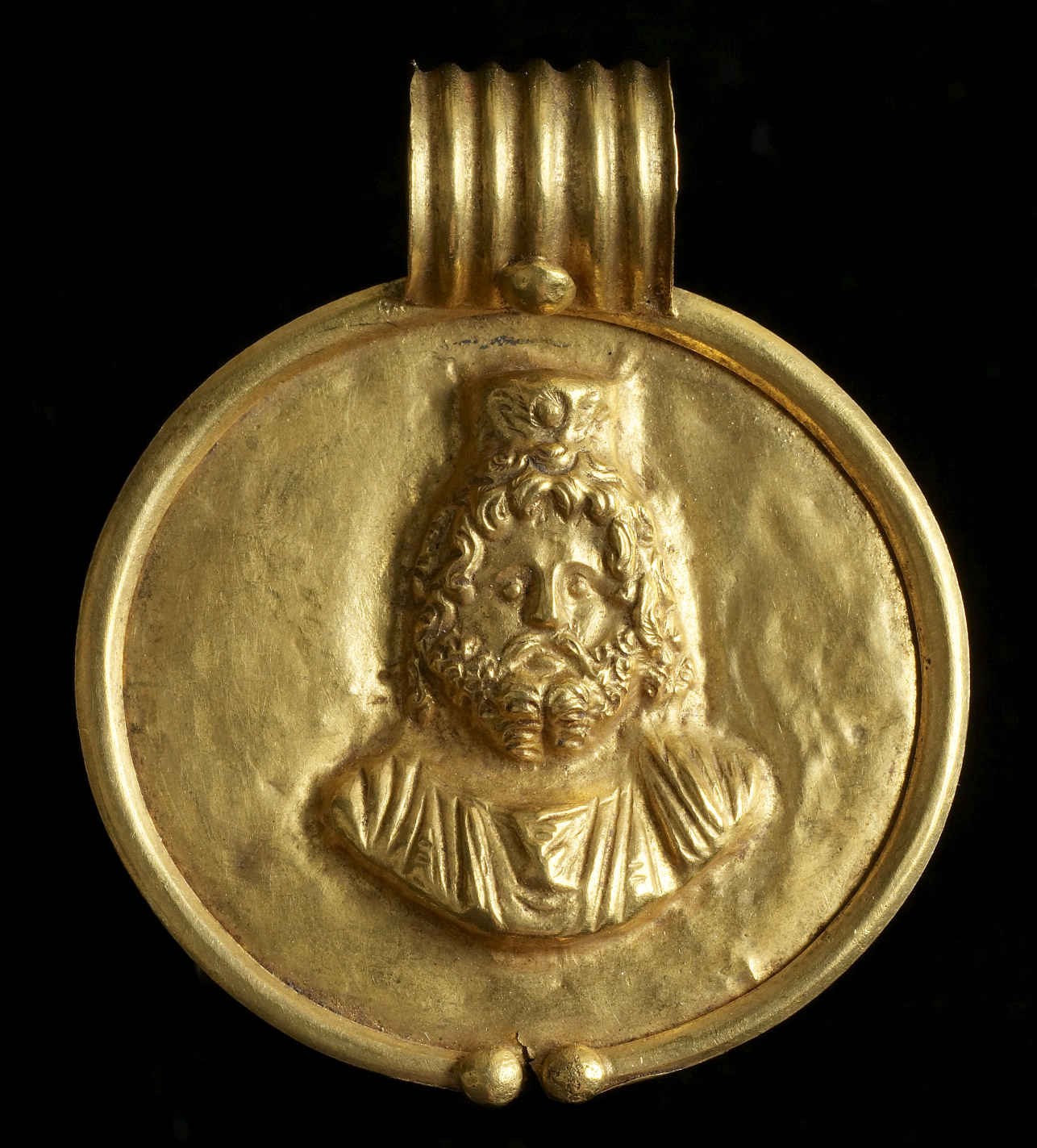
Pendentif en or avec représentation de Sérapis, Égypte, IIe siècle av. J.-C. Walters Art Museum.
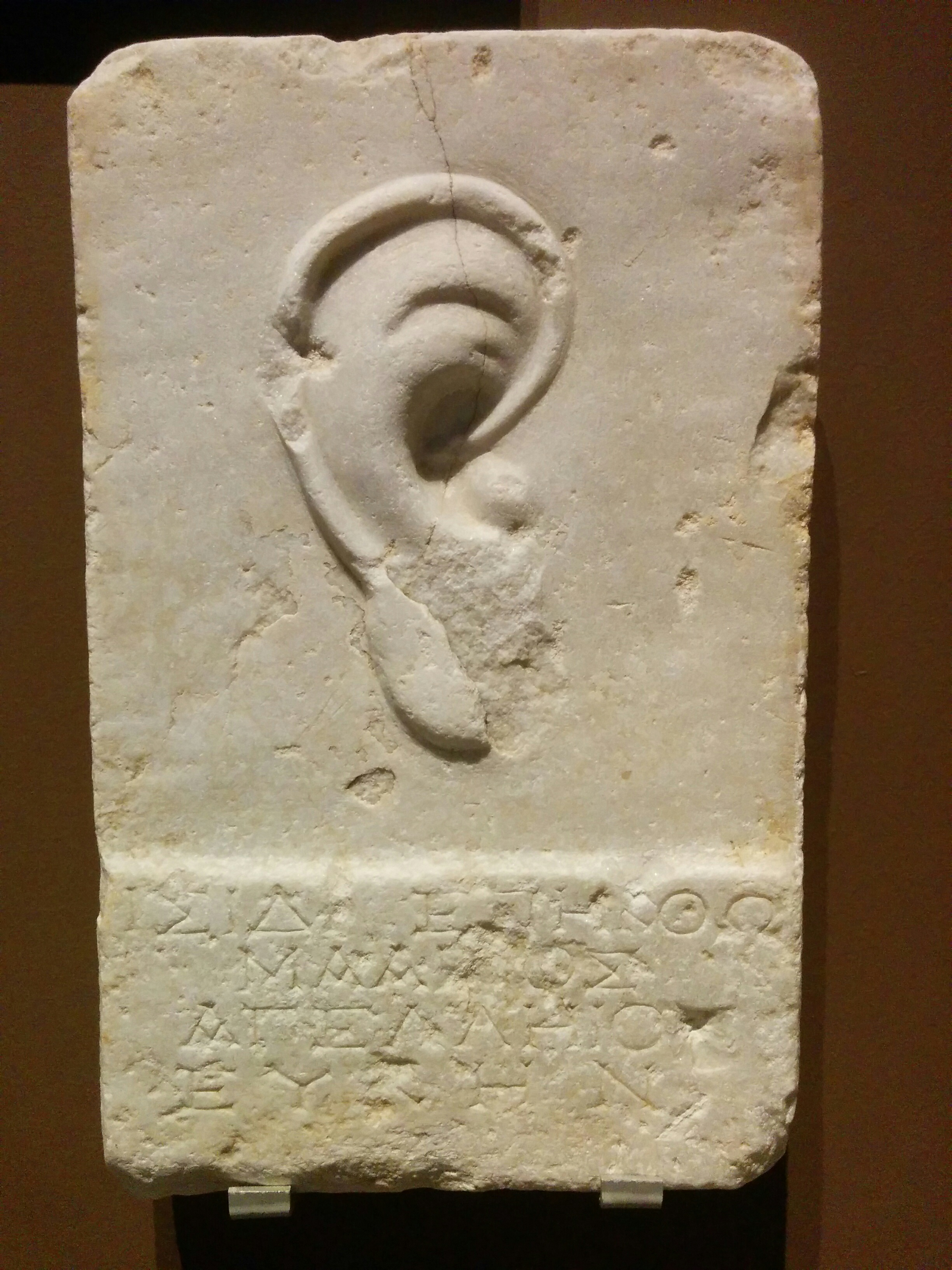
Stèle avec une inscription de dédicace à Sérapis et à Isis. L'oreille symbolise le fait que les dieux sont à l'écoute du fidèle. Ier siècle av. J.-C. Musée archéologique de Thessalonique.
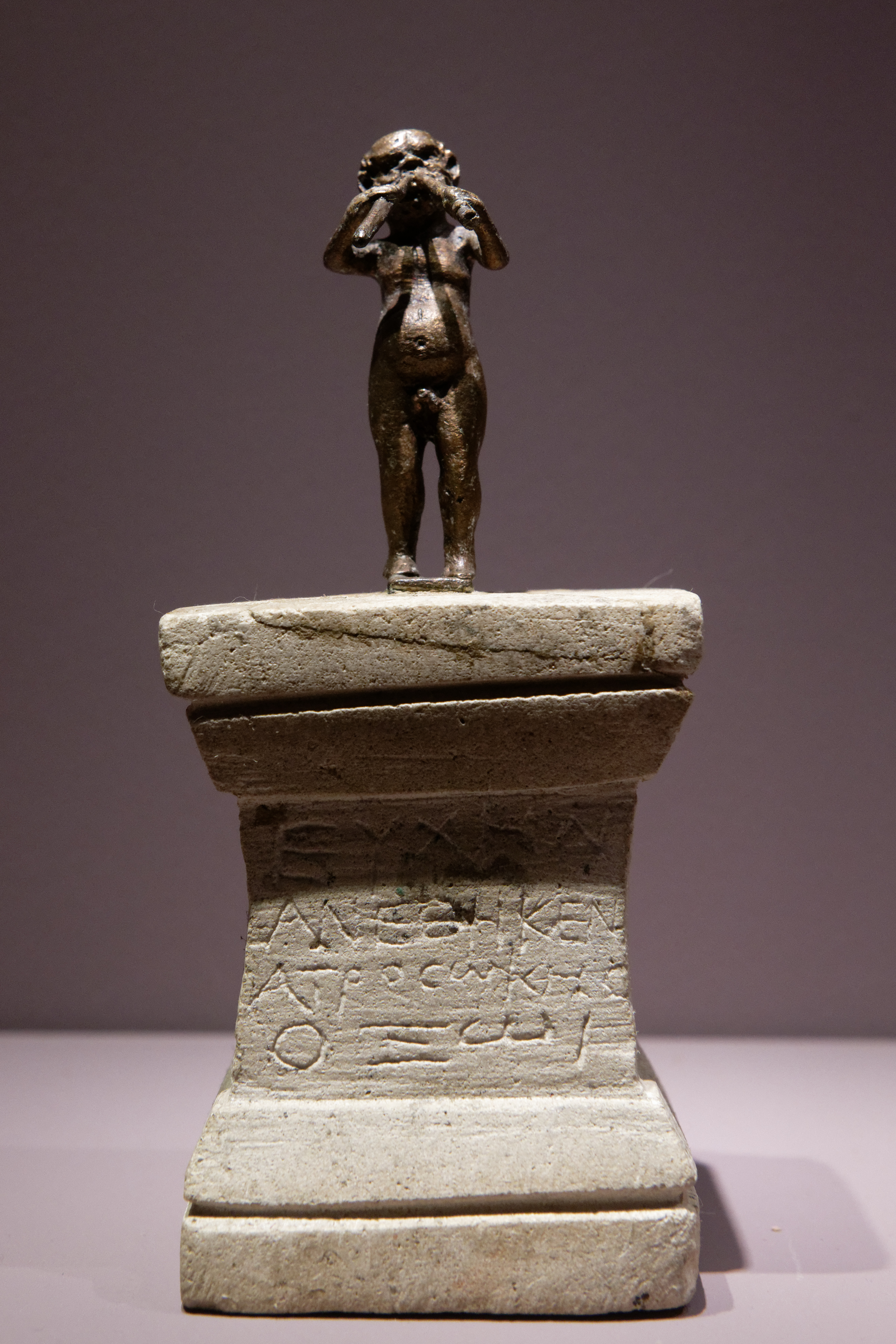
Autel dédié à l'Oxus par Atrosokès, avec Marsyas jouant de l'aulos, Takht-I-Sangin IIe siècle av. J.-C. Musée national des antiquités du Tadjikistan.

Plusieurs des cultes qui se développent sont plus personnels que ceux qui dominent dans les cultes officiels, ou du moins ils font appel à l'aspect salvateur de la divinité pour les humains. La popularité d'Asclépios, de Dionysos, d'Isis, d'Atargatis reposerait en bonne partie sur ce phénomène. En tout cas la peur de la punition divine et la recherche de la protection d'un dieu en particulier sont des traits religieux qui se développent durant l'époque hellénistique, et encore plus à l'époque romaine, ce qu'illustre notamment le développement des récits miraculeux (arétalogie). Ces divinités sont souvent vénérées dans des associations ayant un caractère religieux (koinon, tiasos), un autre phénomène qui se répand à l'époque hellénistique. Elles servent notamment à réunir des étrangers, comme les Poséidoniastes de Délos ou les communautés juives vénérant Yhwh, ainsi que les tiases dionysiaques,. Les cultes à mystères restent populaires, notamment ceux d'Éleusis, qui attirent les élites romaines. Ceux de Samothrace jouissent également d'une large audience, de même que ceux qui apparaissent à Andania en Messénie, les mystères de Dionysos connaissent une expansion, et les cultes des divinités égyptiennes ont aussi des aspects mystérieux,. Les oracles d'Apollon d'Asie Mineure, Didymes et Claros, gagnent aussi en popularité durant ces périodes.
L'apparition d'un pouvoir royal dominant celui des cités apporte d'autres changements. Les rois consacrent une partie de leurs ressources pour financer des cultes majeurs, notamment des fêtes religieuses, ainsi que la reconstruction de lieux de culte, comme celui de Zeus Olympios d'Athènes finalisé grâce à l'aide d'Antiochos IV. Les rois (et aussi des reines) deviennent eux-mêmes des figures divines avec le développement de leur culte, qui est adopté dans les cités sous leur domination, et survit parfois à leur mort. Cela participe plus largement d'un phénomène de développement des cultes à des humains, y compris de leur vivant, qui concerne aussi les bienfaiteurs qui ont le plus contribué à aider leurs cités, et reprennent des aspects des cultes héroïques.
Les cités continuent d'être le cadre essentiel de la religion. En pratique elles peuvent accueillir de nouveaux cultes, mais il semble que d'une manière générale les cités égéennes connaissent peu de changements dans leur paysage divin et cultuel (si on excepte des cas particuliers comme la très multiculturelle Délos), au point qu'il a pu être dit que des Athéniens de l'époque classique qui auraient été transportés dans l'Athènes hellénistique n'auraient pas été dépaysés par les pratiques religieuses qu'ils rencontreraient. Les cités financent les principaux cultes, organisent les grandes fêtes, nomment les prêtres des cultes officiels. Elles instituent à l'occasion de nouveaux cultes et de nouvelles fêtes, notamment pour commémorer des victoires majeures (les Soteira de Delphes célébrant la victoire contre les Galates) et souder la communauté autour de la commémoration de son passé. En raison des difficultés financières qu'elles rencontrent souvent l'évergétisme royal ou privé devient essentiel pour le bon déroulement du culte. Plusieurs cités cherchent durant cette période à développer des cultes et de fêtes ayant un caractère panhellénique (avec des concours, sur le modèle de ceux de Zeus d'Olympie ou d'Apollon de Delphes), plus ambitieuses et spectaculaires que par le passé, de manière à augmenter leur renommée et à attirer des fidèles. Elles en profitent aussi souvent pour demander des autres cités une immunité, asylie, pour leur territoire, statut qui se diffuse à cette période,,. Les fédérations ont également un caractère religieux important, puisqu'elles se réunissent en général dans les principaux sanctuaires de leur région (comme celui d'Apollon de Thermos pour les Étoliens et de Zeus Homarios pour les Achéens avant 189), lors de leurs grandes fêtes.

### Compétitions

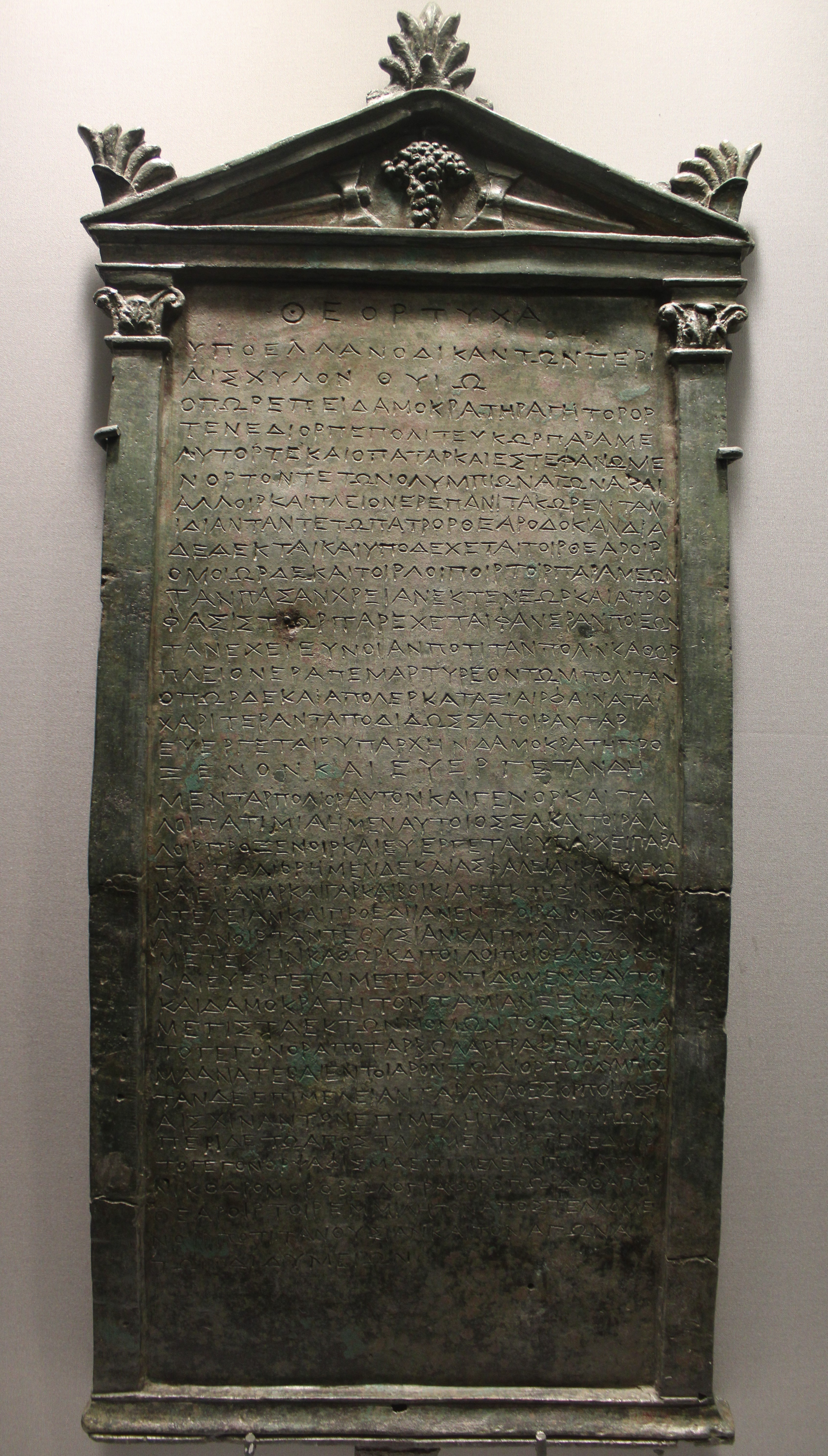
Inscription sur bronze, décret de proxénie des citoyens d'Élis en l'honneur de Damocratès de Ténédos, sportif réputé victorieux de l'épreuve de lutte aux concours d'Olympie. Il reçoit le droit de posséder des propriétés à Élis, une exemption fiscale et le droit de siéger aux places d'honneur aux spectacles et réunions publiques. Vers 300--250 Musée national archéologique d'Athènes.

Les compétitions (agones) athlétiques et artistiques jouent un rôle important dans le monde grec depuis l'époque archaïque, les plus célèbres étant celles des grands sanctuaires d'Olympie, de Delphes, de Némée et d'Isthmia (ce que l'on dénomme de manière anachronique comme les jeux olympiques, jeux delphiques, jeux néméens, jeux isthmiques). Elles se tiennent dans le cadre des principales fêtes religieuses (comme les Panathénées à Athènes), attirent un public nombreux (elles sont aussi l'occasion de foires) et leurs vainqueurs sont auréolés d'un grand prestige. La période hellénistique voit le nombre de concours croître de manière exponentielle, accompagnant la création de nouvelles fêtes religieuses, et ce phénomène se prolonge à l'époque romaine. C'est un moyen de consacrer ou d'augmenter la popularité et le prestige d'un culte en plein essor, comme celui d'Asclépios à Cos, ou bien d'un nouveau culte, notamment dans les nouvelles cités et royaumes, comme l'illustrent les concours des Ptolémaia à Alexandrie, fêtes commémorant la mémoire de Ptolémée Ier, qui se voient reconnaître un rang isolympique qui en font les égaux des compétitions d'Olympie et confortent la position de la cité en tant que nouveau bastion de l'hellénisme. Les principales compétitions sont athlétiques, réservées aux hommes regroupés dans différentes classes d'âge, plus rarement ouvertes aux femmes. On trouve aussi des compétitions équestres, musicales et poétiques. Les compétiteurs sont généralement issus de bonnes familles, recevant une éducation poussée dans le cadre du gymnase, et participent à des compétitions dès leur plus jeune âge. Leur victoire donnent du prestige à leur famille et à leur cité, qui récompensent les vainqueurs par des honneurs publics. Les plus accomplis sont spécialisés dans une discipline qui devient leur moyen de gagner leur vie, participent à divers concours, ce qui contribue à la plus grande mobilité des individus à l'époque hellénistique,. La participation aux concours est aussi un vecteur d'hellénisation. En principe ces événements ne sont ouverts qu'aux Grecs, et on note la participation d'individus venant de nouvelles cités à des concours traditionnels, à l'image de Diotimos de Sidon (v. 200 av. J.-C.) qui a laissé une inscription commémorant sa victoire à la course de char à Némée.

## Aspects économiques
En raison de l'immensité géographique du monde hellénistique et de sa fragmentation politique, il est sans doute plus approprié de parler d'économies hellénistiques au pluriel. Les historiens, partagés comme souvent sur les modèles à appliquer à l'étude de l'économie antique (en particulier les approches modernistes/formalistes, substantivistes et plus récemment néo-institutionnalistes), ont néanmoins dégagé quelques tendances et innovations marquantes de l'époque hellénistique,,,.

### Principaux acteurs économiques
L'économie royale est un aspect majeur des économies de la période. Dans la continuité des monarchies antérieures, les rois hellénistiques disposent de grands domaines agricoles, qu'ils peuvent faire exploiter directement par leurs esclaves et dépendants, céder ou bien concéder à des tenanciers, disposant d'une parcelle de terre (kléros) en échange d'un service militaire (clérouquie), ou encore attribuer en don (dôrea) les revenus d'une terre à des serviteurs de la couronne. Les propriétés royales comprennent aussi des mines, des carrières et des forêts. L'aspect économique du pouvoir concerne également le prélèvement des richesses des individus, des cités et des sanctuaires, par le biais de taxes, servant à financer l'armée, la cour, l'administration, également les dons faits à des serviteurs, et aux cités dans le cadre de l'évergétisme royal.

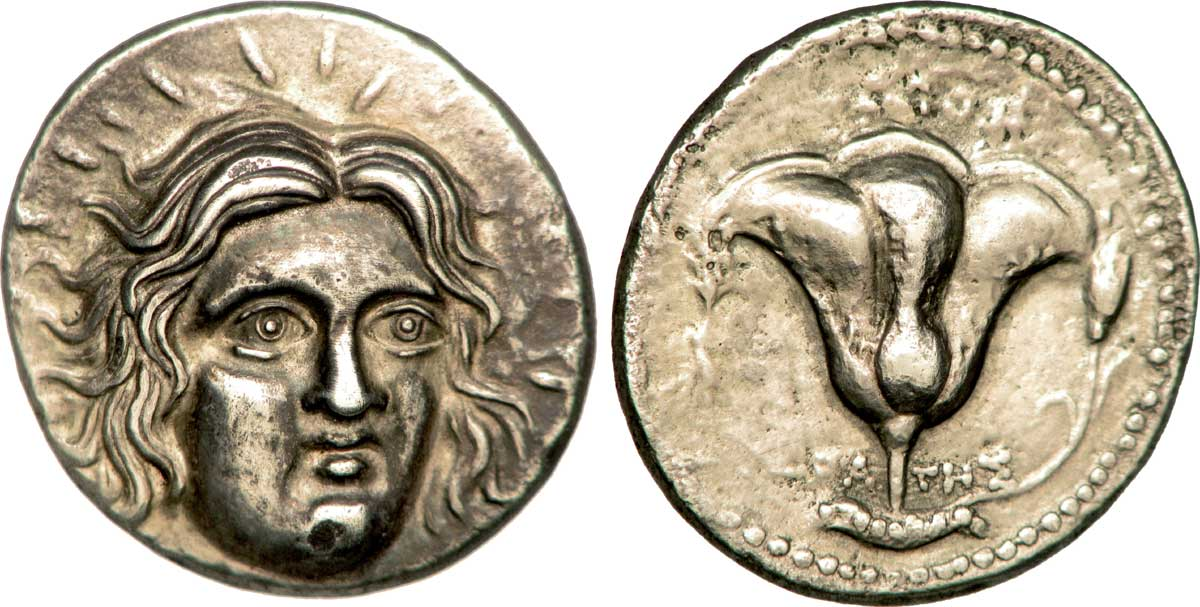
Tétradrachme de Rhodes, à l'effigie du dieu Hélios, v. 230--205

Les cités doivent composer avec les demandes financières des rois, qui peuvent peser sur leurs ressources. Leurs autres besoins majeurs sont leur sécurité militaire (troupes, murailles) et leur sécurité alimentaire (surtout en céréales). Elles disposent de leurs propres prélèvements fiscaux (taxes indirectes sur les échanges, impôt exceptionnel sur les patrimoines appelé eisphora, etc.). Elles peuvent aussi souscrire des emprunts et bénéficier de l’évergétisme des rois ou de leurs riches citoyens (pour leur approvisionnement en grain, la construction et l’entretien d’édifices, des fêtes religieuses, etc.), voire dans certains cas de l’aide de leurs sanctuaires, car les plus importants d’entre eux disposent d’un patrimoine et de moyens financiers conséquents (comme ceux d’Apollon à Delphes et à Délos). Les institutions civiques jouent également un rôle économique par leurs propres domaines fonciers (mis en location) et leur activité réglementaire, notamment pour le commerce. Certaines mettent en place des banques privées. Les conquêtes de territoires sur les voisins, ou bien les unions de cités (sympolities) permettent aussi d’accroître les ressources civiques. La cité de Rhodes est celle qui a joué le rôle le plus important dans l'économie, par son rôle de premier plan dans les échanges maritimes,.
Le principal poste de dépense, pour les rois comme les cités, est la guerre, activité omniprésente dans le monde hellénistique, qui a plus largement un impact non négligeable sur l'économie. Il faut équiper, entretenir et rémunérer des troupes de soldats réguliers et de mercenaires, dont les effectifs explosent pour atteindre des dizaines de milliers d'hommes dans les grands royaumes. À cela s'ajoutent des chevaux voire des éléphants de guerre, des navires et des engins de siège de plus en plus grands et nombreux, ainsi que des infrastructures militaires (murailles, fortins, ports). Tout cela entraîne une explosion des coûts militaires. Les émissions monétaires servent souvent à couvrir les frais de campagne, qui peuvent être considérables (300 000 pièces d'or auraient été distribuées après la bataille de Raphia). Par le droit de conquête, les vainqueurs obtiennent tribut et butin, et de nouvelles terres sur lesquelles les rois peuvent prélever les revenus nécessaires aux nouveaux coûts ou bien installer leurs soldats.
En dehors des pays grecs, les sanctuaires sont souvent des acteurs économiques importants. Ils sont aux mains d’un patrimoine foncier conséquent, exploité par des dépendants souvent de statut servile, dirigé par des prêtres qui en retirent une position sociale élevée dans les communautés indigènes. Leurs activités sont particulièrement documentées par les sources non grecques provenant d’Égypte et de Babylonie. Les témoignages des auteurs grecs indiquent qu’il en existe aussi en Anatolie intérieure, en revanche les sanctuaires du monde iranien sont très mal connus. Les rois font souvent en sorte de contrôler leurs activités, sans pour autant chercher à les rabaisser et peuvent aussi les soutenir, car ils ont besoin de leur appui pour leur légitimité.
Un changement majeur de la seconde partie de l'époque hellénistique est le développement de la puissance économique romaine, qui accompagne celui de sa puissance politique. Les conquêtes romaines entraînent d'importantes dévastations, l'emport de grandes quantités de butin et d'esclaves vers l’Italie, qui s’enrichit considérablement. Bien que certains riches romains se fassent évergètes à leur tour, dans l’ensemble les cités vaincues se voient imposer de lourds prélèvements, pris en charge par les publicains dont le comportement est très décrié, d’autant plus qu’ils prêtent aussi de l’argent aux cités en difficulté, entraînant leur endettement. Des marchands romains et italiens s’implantent dans les ports de la Méditerranée orientale, et Rome redessine les réseaux d’échanges lorsqu'elle fait de Délos un port franc, au détriment de Rhodes. Sur le long terme l'essor de Rome se traduit aussi par une plus forte demande pour les biens de luxe de type grec et les céréales des régions de la Méditerranée orientale (en premier lieu l'Égypte), l'époque impériale parachevant la constitution d'un espace économique méditerranéen intégré,,.

### Innovations agricoles
Du point de vue agricole, les territoires dominés par les royaumes hellénistiques sont très hétérogènes, conduisant à une grande diversité de situations. Dans le domaine agricole, les Grecs ont mis la main sur deux des régions les plus productives du monde antique, la vallée du Nil et la Basse Mésopotamie (la Babylonie), et du point de vue de l'élevage sur de vastes zones de pâtures situées dans les steppes et les régions hautes de l'Anatolie.
Les pouvoirs royaux agissent pour la mise en valeur de terres agricoles, parfois à l'échelle de régions comme le Fayoum en Égypte et la vallée du Tigre en Mésopotamie, pour les besoins des nouvelles capitales, Alexandrie et Séleucie du Tigre. Les rois semblent aussi avoir agi pour le développement des expériences et savoirs agronomiques, même si cela semble avoir eu un impact limité en dehors des cercles savants. La période voit en tout cas l'invention ou du moins la diffusion de nouvelles techniques pour l'agriculture ou la transformation des produits agricoles : les meules verticales, pressoirs à treuil puis à vis employés pour fabriquer du vin et de l'huile ; des meules à grain plus performantes, notamment la meule tournante, le moulin à sang (actionné par la force animale, introduit depuis l'Italie) puis à la fin de la période le moulin actionné par une roue à eau verticale ; des engins servant à élever l'eau comme la vis d'Archimède et les roues à godets.
La conquête grecque entraîne des modifications des pratiques culturales déterminées par les goûts des conquérants. Pour ce qui concerne les céréales, la culture du blé se développe en Égypte, où prédomine l'engrain, et en Babylonie, où prédomine l'orge. Il en va de même pour une autre culture caractéristique du mode de vie grec, la vigne, qui se développe par exemple dans la vallée de la Diyala, proche de Séleucie du Tigre, et la Maréotide au sud d'Alexandrie. L'implantation de populations grecques dans de nouvelles régions y stimule les importations de produits agricoles depuis le monde égéen, comme les vins réputés, l'huile d'olive, le miel, les salaisons, des fromages.

### Monnaie et finances

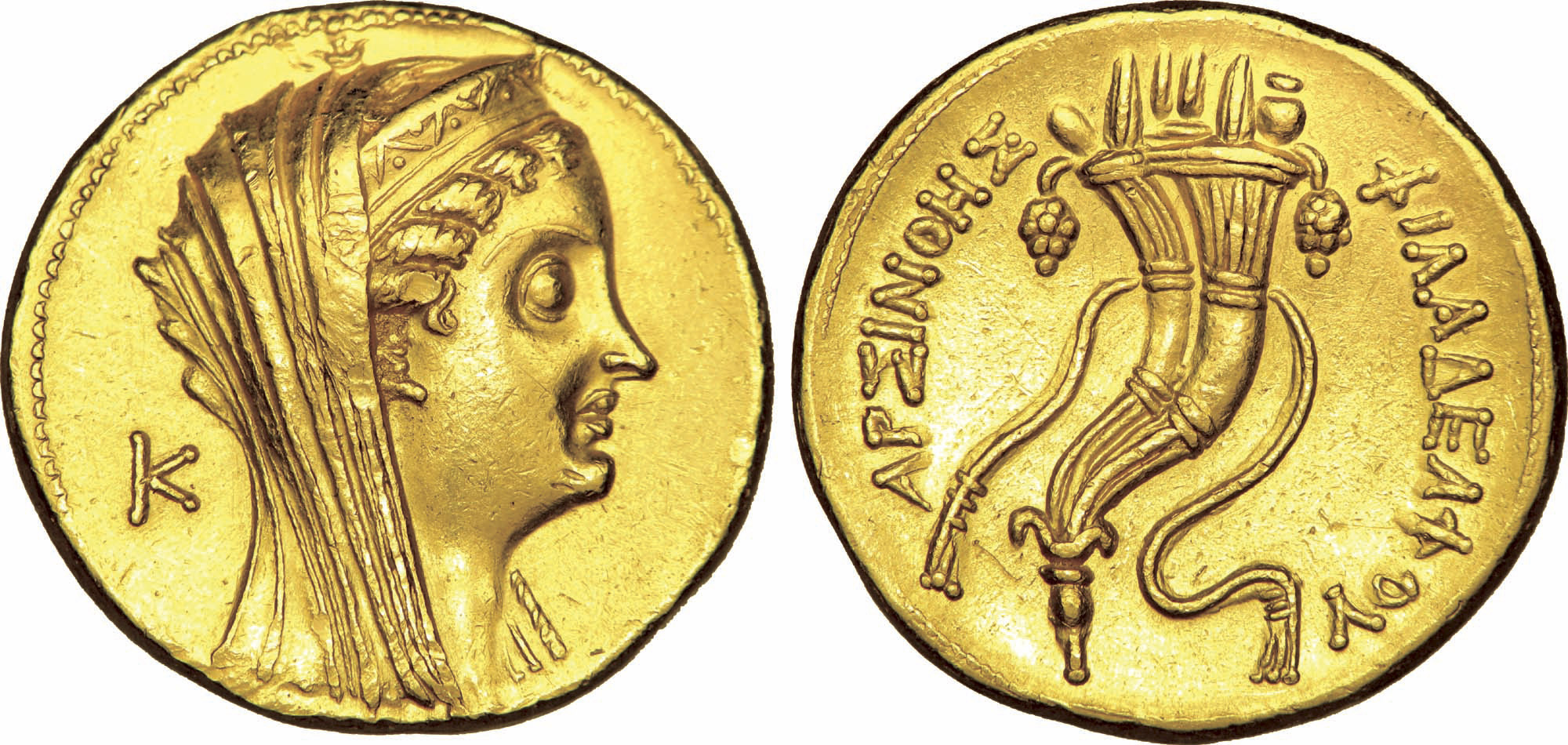
Octodrachme d'or à l'effigie d'Arsinoé II Philadelphe, sœur et épouse de Ptolémée II.

Les conquêtes d’Alexandre s’accompagnent de la frappe de grandes quantités de monnaie pour financer et récompenser son armée. La capture des trésors achéménides, fondus et convertis en pièces de monnaie, contribue à l’essor de la masse monétaire. Le développement des royaumes hellénistiques et de leurs besoins financiers conséquents entretient le mouvement d’émissions monétaires, comme le montre l’importante activité de l’atelier monétaire d’Alexandrie. Les monnaies frappées sont surtout en argent, aussi en or et en bronze. Pour les poids, l’étalon attique (celui d’Athènes) est le plus employé. Seuls les royaumes, les ligues et les cités les plus riches (Rhodes, Athènes, Thasos) frappent régulièrement, les autres le font de façon plus épisodique. Les motivations de ces frappes sont avant tout le financement de guerres et de constructions importantes. Elles sont aussi un support de la propagande royale, en diffusant les images des souverains.
Les historiens débattent sur le degré de monétisation de l’économie à cette période. La situation semble varier géographiquement et socialement. Incontestablement, les pièces de monnaie hellénistiques circulent sur de plus grandes zones, notamment en Orient où dominent traditionnellement des formes de monnaies pesées et où les pièces sont peu utilisées. Pour les besoins économiques, il y a bien des indices plaidant en faveur d’un développement de l'usage de la monnaie au moins dans certaines régions : l'essor de la monnaie de bronze dans le monde égéen pourrait indiquer un usage accru de la monnaie dans les échanges quotidiens (mais cela pourrait aussi résulter de la demande accrue en argent des rois hellénistiques), les pièces hellénistiques (notamment celles d’Alexandre) font l’objet de nombreuses imitations dans les régions où on n’en frappait pas auparavant, le royaume lagide accroît sa demande de taxes payées en monnaie et non plus en nature (plus que ne le font les Séleucides). Mais il n'empêche que les paiements en nature restent importants, notamment pour les prélèvements fonciers, et qu’on ne repère pas non plus de développement important des ventes de terres ou d’un salariat qui seraient payés en monnaie,,
Les activités de change et de banque se développent dans la continuité de la période précédente. Elles sont la spécialité des banquiers/changeurs (trapezitai), surtout attestés dans le monde égéen, en Anatolie et en Égypte. Les sources égyptiennes attestent l'existence de systèmes de paiement élaborés, à savoir le giro, une forme de virement bancaire, et la lettre de change, et ce royaume avait vu le développement d'un réseau de banques complexes, publiques et privées. Les banquiers font aussi des prêts, généralement garantis sur leurs propres capitaux, mais parfois aussi sur les dépôts. Il s'agit pour l’essentiel de prêts de consommation, mais il semble aussi y avoir des prêts de production,.

### Échanges et marchands
L'élargissement du monde grec et de l'urbanisation ont manifestement joué un rôle moteur dans cet essor des échanges, mais il concerne avant tout certaines régions, surtout les grandes villes, et laisse de côté d'autres espaces plus isolés. La majorité de la population, paysanne, se repose comme durant la période précédente surtout sur l'autoconsommation complétée par des échanges au niveau local. Le commerce méditerranéen connaît un essor marqué dans la continuité des périodes précédentes, les autres routes commerciales majeures se développant étant celles vers l'Arabie et l'Inde, connectant les réseaux de la Méditerranée et de l'océan Indien, par la mer Rouge où les Lagides construisent des ports, le golfe Persique où s'étendent les Séleucides, et la péninsule arabique où se développe le commerce caravanier.
Les échanges à longue distance concernent l'approvisionnement du monde égéen en céréales égyptiennes, le commerce du bétail et des esclaves provenant de la mer Noire, et les produits de luxe comme les épices et pierres précieuses venues du monde indien. Les principaux centres commerciaux développés durant la première partie de la période sont Alexandrie et Rhodes, plus tard l'expansion romaine favorise le développement de Délos et le rôle central de Rome dans le commerce méditerranéen ; l'essor du commerce caravanier accompagne aussi celui de Pétra. Les villes sont d'une manière générale d'importants centres de consommation, et de production de biens de luxe. La tendance est probablement à la croissance des échanges à longue distance, comme l'illustre le fait qu'on connaît plus d'épaves de bateaux de cette période que des précédentes (par exemple l'épave de Kyrénia et l'épave de Mahdia), également le développement des institutions bancaires et financières, et celui des installations portuaires (dont les phares). Les amphores sont le contenant par excellence employé dans les échanges, et l'étude de leurs timbres (servant pour leur taxation) permet de mieux comprendre les circuits commerciaux, en particulier celui de Rhodes, qui exporte beaucoup de vin et d'huile de basse qualité.

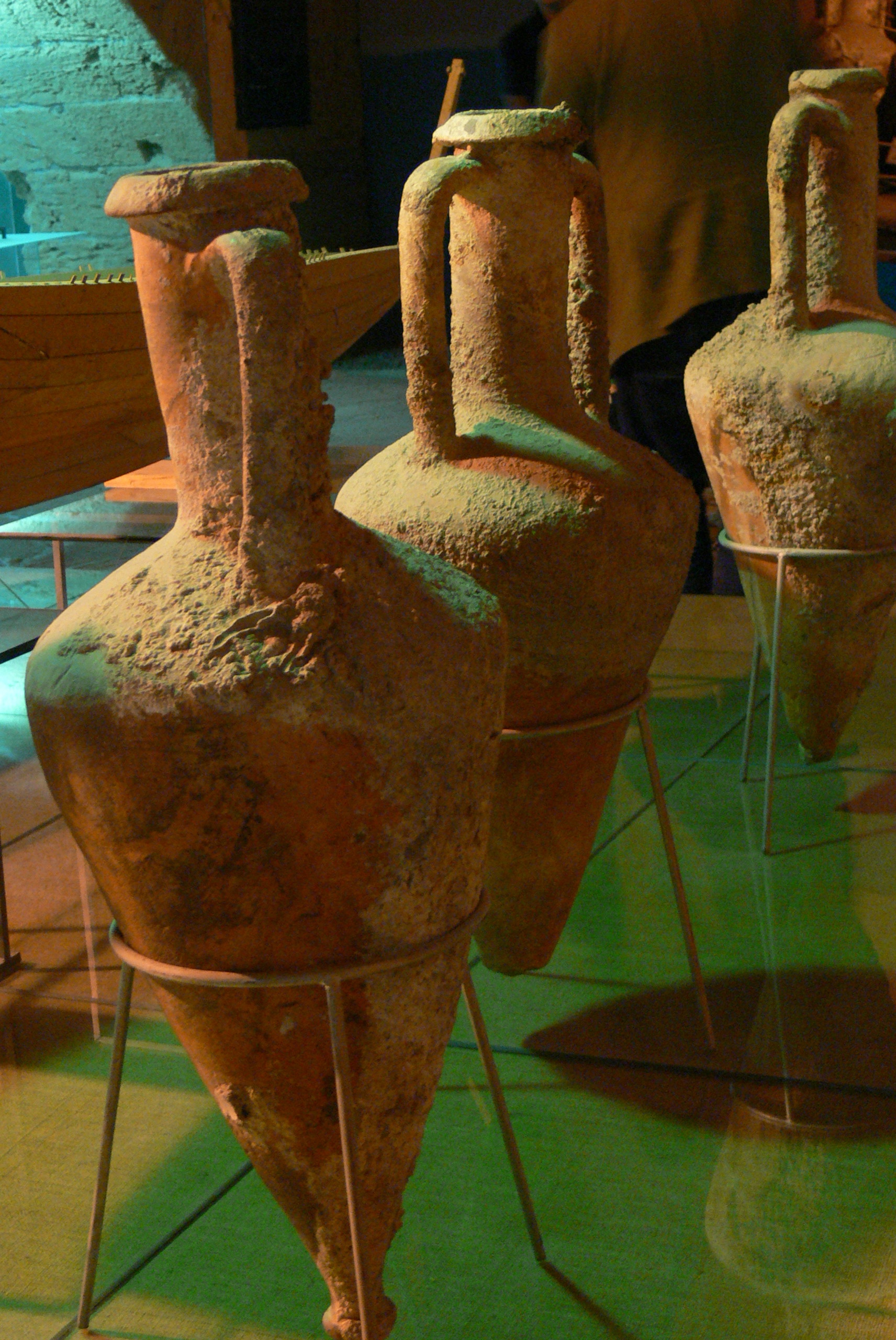
Amphores rhodiennes mises au jour dans l'épave de Kyrénia, naufragée au large de Chypre vers 300 av. J.-C. Musée de l'épave de Kyrénia.
Reconstitution du navire marchand grec qui a sombré vers 80/70 av. J.-C. au large de Mahdia en Tunisie.

Les réseaux commerciaux sont tissés par des hommes d'affaires implantés dans les principaux lieux commerciaux, surtout des ports. Il s'agit d'armateurs (naukleroi), de marchands (emporoi), d'entrepositaires/distributeurs (ekdocheis) et de banquiers/changeurs (trapezitai). Les marchands aventureux peuvent s'enrichir : Sophytos, originaire d'Alexandrie d'Arachosie, l'actuelle Kandahar en Afghanistan, a laissé une inscription rapportant comment, alors que sa famille était ruinée, il a quitté sa patrie et s'est enrichi dans le commerce maritime, sans doute sur l'océan Indien et le golfe Persique, revenant chez lui pour rebâtir la demeure de ses ancêtres. Les commerçants phéniciens sont en particulier actifs et implantés dans des cités grecques, plus tard ceux d'Italie étendent leur influence en profitant de l'hégémonie romaine. Lors qu'ils s'implantent durablement dans un lieu, ils s'organisent en associations en fonction de leur lieu d'origine, comme cela est attesté à Délos. Les archives égyptiennes de Zénon de Caunos documentent aussi l'existence de réseaux d'affaires potentiellement étendus (il commerce notamment avec la Judée), bien que surtout organisés dans un cadre local/régional.

### Niveaux et inégalités économiques
La question de savoir s'il y a eu une croissance économique lors de la période hellénistique est complexe à résoudre, mais divers indices plaident en ce sens. La croissance de la population dans plusieurs régions ainsi que des progrès dans les conditions matérielles quotidiennes semblent indiquer qu'au moins une partie de la population a vu ses conditions s’améliorer. Les échanges de biens connaissent aussi un essor. Cela concerne en particulier les régions centrales des nouveaux royaumes, l'émergence d’une métropole telle qu'Alexandrie, nécessitant un approvisionnement régulier et conséquent, ne pouvant se faire que par l’existence de ressources plus importantes. A contrario, la prospérité qu’avaient connu de nombreuses cités du monde égéen durant l'époque classique s'étiole progressivement durant la basse époque hellénistique,
En tout état de cause, la richesse est inégalement distribuée, et elle l'est peut-être même de moins en moins bien, puisque l’idéologie égalitariste des cités grecques semble en berne. La prospérité des plus riches est étalée dans des résidences au luxe ostentatoire (sans doute plus grandes que celles des élites des époques antérieures), des mausolées funéraires imposants, et leurs démonstrations de générosité dans le cadre de l'évergétisme, tout cela contribuant à leur prestige et à leur position dans la société, comme cela est visible par les honneurs publics reçus par certains grands évergètes. D'une manière générale la vie politique des cités hellénistiques est de plus en plus aux mains des plus riches,.

## Les mondes hellénistiques

### Royaumes et cités du nord

#### Royaume de Macédoine

Le royaume de Macédoine et la Grèce égéenne sous, vers -200

Au début de la période, le royaume de Macédoine d'où est originaire Alexandre le Grand est dominé par plusieurs prétendants, avant que la dynastie des Antigonides (descendants d'Antigone le Borgne qui en pratique n'a jamais régné sur la Macédoine) ne s'y imposent sous Démétrios Poliorcète et surtout son fils Antigone II Gonatas (277-239). C'est une entité territoriale relativement cohérente, un ancien État fédéral qui a connu une centralisation, organisé autour de la Macédoine où se trouvent ses capitales Aigai/Vergina et Pella, ainsi que le grand sanctuaire de Dion, situé au pied du mont Olympe. Le roi et ses proches dominent l'organisation politique, mais ils doivent composer avec une assemblée des Macédoniens qui a des compétences judiciaires, et des cités qui ont une certaine autonomie tout en se voyant dicter leur politique générale par le roi et ses agents. Le domaine royal comprend des terres ainsi que les mines d'or et d'argent de Thrace, peut-être aussi des forêts. Le royaume tire aussi profit de sa situation sur des routes commerciales importantes. Une armée nationale bien encadrée et recevant une formation poussée assure la puissance du royaume. Vis-à-vis des deux autres grandes puissances hellénistiques, les Séleucides et les Lagides, les relations sont peu conflictuelles. Les rois macédoniens ont à composer avec diverses entités politiques en Grèce continentale sur lesquels ils exercent une hégémonie qui est souvent mise à mal. Ces relations provoquent des conflits à répétitions : contre une coalition menée par les cités d'Athènes et de Sparte, contre ses voisins directs, l'Épire, les ligues d'Étolie et d'Achaïe, et les Illyriens. La domination macédonienne s'appuie sur plusieurs places fortes telles que Démétrias au sud de la Thessalie, Chalcis en Eubée, Le Pirée en Attique et la forteresse d'Acrocorinthe qui domine l'isthme de Corinthe. Dans les cités, les rois macédoniens installent des garnisons, des agents royaux et soutiennent des dirigeants politiques amis. Les conflits, plus aigus à partir du règne de Philippe V (221-179) qui a une politique extérieure plus ambitieuse que ses prédécesseurs (notamment dans le sud de l’Égée), attirent finalement les Romains en Grèce continentale, qui soumettent la Macédoine après plusieurs « guerres macédoniennes » et la réduisent en provinces en 167,,.

#### Épire et Illyrie

L’Épire et les régions voisines dans l'Antiquité.

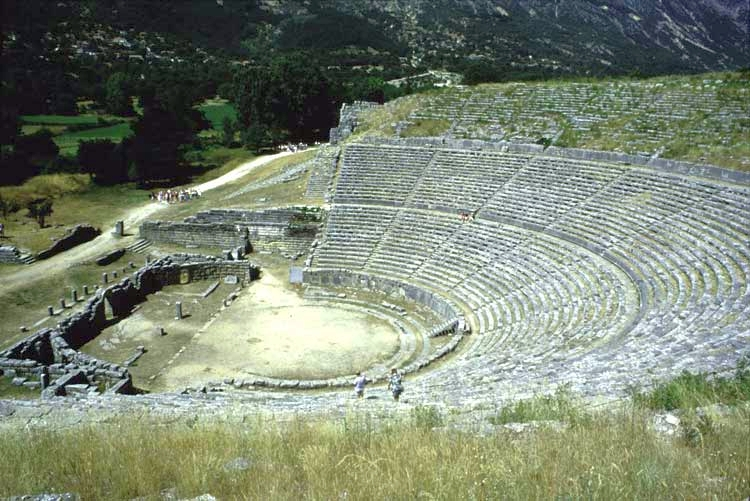
Le théâtre de Dodone, dans le principal sanctuaire des Épirotes.

Plus à l'ouest, l'Épire est un autre royaume de structure fédérale et à base ethnique, dirigé par des rois (dynastie des Éacides) à l'autorité limitée par les institutions fédérales. Il connaît une période faste dans le domaine militaire au début de l'ère hellénistique, sous la direction du roi Pyrrhus (297-272), qui agrandit le territoire épirote et contrôle même un temps la Macédoine. Le principal sanctuaire de la région, situé à Dodone et dédié à Zeus, est embelli. Il entreprend des expéditions en Italie et en Sicile, où il est sollicité par des cités grecques et des peuples italiques pour faire face aux Romains, puis aux Carthaginois. Il est finalement vaincu par les Romains, puis par Antigone Gonatas, et trouve la mort à Argos en 272. Son fils Alexandre II cherche à poursuivre sur la voie tracée par son père, mais les Macédoniens puis les Étoliens lui infligent des défaites. La monarchie épirote est renversée en 232 et après cela les entités qui composent la fédération sont moins soudées que par le passé. Cela n'empêche pas la région de connaître un certain développement initié par quelques cités (Apollonia, Épidamne), qui se manifeste aussi sur sa frange nord, le territoire dominé par les Illyriens, peuple non grec mais de plus en plus hellénisé. Dans la seconde moitié du IIIe siècle av. J.-C., les rois illyriens se font plus menaçants pour leurs voisins, notamment dans l'Adriatique, ce qui suscite l'intervention des Romains en 229. Rome étend son autorité sur la région à partir de cette date. L'Illyrie est soumise dans les années qui suivent, puis l’Épire est entraînée dans les guerres macédoniennes et dévastée par les légions romaines en 167, qui détruisent 70 établissements et réduisent en esclavage 150 000 personnes.

#### Nord de l’Égée et mer Noire

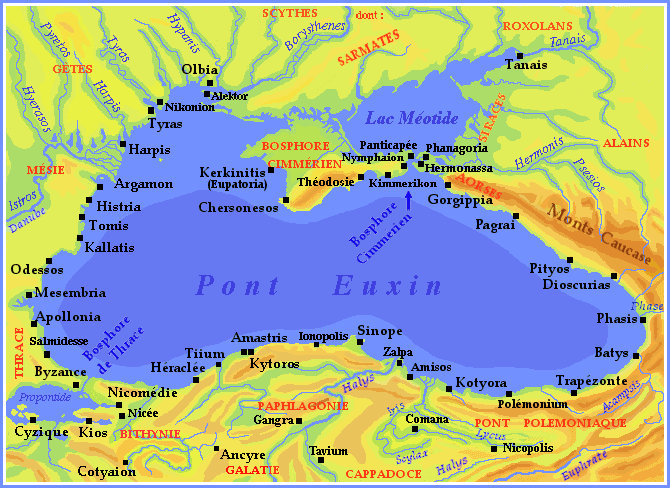
Carte des principales cités grecques autour du Pont-Euxin (mer Noire).

Des cités grecques sont implantées depuis l'époque archaïque sur les rives nord de la mer Égée, en Thrace, et sur les rives de la mer Noire (le Pont-Euxin des Grecs). Elles ont prospéré durant l'époque classique, notamment grâce à leurs riches terroirs agricoles. Il s'agit de zones de contacts avec les Thraces et les Scythes, qui peuvent aussi bien être pacifiques que conflictuels.
Dans la partie balkanique de cet ensemble, la Macédoine avait étendu son influence sous Philippe II et Alexandre, avant que les guerres des Diadoques ne rebattent les cartes. Cette période est aussi marquée par la constitution de cités qui contribuent à l'hellénisation de ces régions. On ne sait pas si les populations locales sont réduites au statut de dépendants des cités, ou bien si elles restent libres, la documentation manquant. Lysimaque s'y impose au début, puis les Lagides deviennent un temps les maîtres de la Thrace dans la seconde moitié du IIIe siècle av. J.-C., et la région devient ensuite un protectorat de la Macédoine. Elle est annexée par Rome en même temps que cette dernière, à partir de 168, les cités côtières restant indépendantes jusqu'en 129. Les Romains se retrouvent vite confrontés aux Thraces, qui menacent leurs nouvelles possessions à plusieurs reprises et interviennent même dans leurs guerres civiles,.
Dans la partie nord de la mer Noire, les implantations les plus importantes sont Olbia du Pont, qui s'est constituée un vaste territoire avec des colonies dans la région de l'embouchure du Boug et du Dniepr, et les cités du Bosphore cimmérien, autour du détroit de Kertch, dominées par la dynastie des Spartocides (royaume du Bosphore, capitale Panticapée). Ils connaissent une période très prospère au IVe siècle av. J.-C., grâce à leur blé et aussi au poisson, peaux et esclaves exportés jusqu'à Athènes, et leurs exports de produits de luxe vers le monde scythe. Un art gréco-scythe se développe, et des textes antiques parlent d'une population mixte, les mixellenes, « à moitié grecs », dans l'arrière-pays d'Olbia. Le IIIe siècle av. J.-C. voit cette conjoncture se retourner, surtout après 250, une des causes étant la pression accrue exercée par les tribus scythes (elles-mêmes attaquées par des Galates), auxquels des tributs sont versés sans pour autant faire baisser l'insécurité. En conséquence les cités se fortifient, mais doivent aussi abandonner des établissements, voient leur production agricole diminuer au point de devoir importer du blé. Ce contexte semble aussi favoriser la concentration des richesses et du pouvoir entre les mains de quelques-uns. Mithridate VI du Pont intervient à la fin du IIe siècle av. J.-C. pour appuyer les Grecs face aux Scythes et devient roi du Bosphore cimmérien. Il finit sa vie à Panticapée après avoir fui les Romains. Les Gètes deviennent ensuite la nouvelle menace et Rome la puissance tutélaire,,,.

### Grèce égéenne

Localisation des principales régions et cités de la Grèce antique.

La Grèce égéenne est par excellence la région des cités, établies dans le sud de la Grèce continentale, les îles égéennes et la frange littorale occidentale de l'Asie Mineure. Ces entités politiques sont certes subordonnées aux grands royaumes contre lesquels elles ne peuvent durablement s'opposer, mais elles n'en préservent pas moins une certaine marge d'autonomie, une vie civique dynamique et des velléités d'indépendance qui s'expriment à plusieurs reprises. Certaines s'organisent en fédérations et acquièrent ainsi une puissance qui leur fait jouer un rôle militaire important.

#### Tendances générales
Les cités de Grèce ont été mises au pas par la Macédoine sous le règne de Philippe II, leur défaite la plus significative étant celle de Chéronée (338), qui marque la fin de la prépondérance politique et militaire des grandes cités de l'époque classique (Athènes, Sparte, Thèbes), qui voient leur liberté et leur autonomie leur échapper, si on excepte Rhodes qui parvient à tenir tête aux grandes puissances grâce à sa flotte. Des tentatives de remise en cause de cette situation ont lieu au début de l'époque hellénistique, lors de la guerre lamiaque (323-322) et de la guerre chrémonidéenne (268-261), regroupant des coalitions de cités (avec l'appui des Lagides lors de la seconde) contre la domination macédonienne, sans succès. La lutte contre l'invasion celte de 279-277 oblige aussi les cités et fédérations à s'allier face à cette menace, et offrent à Antigone Gonatas l'occasion de monter sur le trône macédonien et de se poser en sauveur des Grecs. Néanmoins la montée en puissance des ligues achéenne et étolienne permet de dégager de nombreuses cités de la domination macédonienne, mais le roi de Macédoine Antigone Doson intervient de manière décisive pour aider les fédérations et cités à battre Cléomène III de Sparte en 222, redevenant hégémon. La guerre sociale qui se déroule de 220 à 217 et oppose les Étoliens à une coalition conduite par Philippe V de Macédoine confirme le rôle prépondérant de ce dernier sans rétablir sa domination sur cette partie du monde grec qui reste divisée entre fédérations et cités autonomes. C'est le dernier conflit avant l'irruption romaine dans les affaires grecques.
La constitution de royaumes grecs en Asie et en Égypte a diverses conséquences sur ce qui devient la « vieille Grèce ». Des richesses affluent à la suite des conquêtes, notamment avec le retour de soldats avec leur part de butin. Des individus partent s'installer dans les nouvelles régions dominées par des Grecs, ou alors y voyagent pour développer des contacts avec les Grecs qui y sont implantés. Les cités sollicitent régulièrement l'appui des dynastes hellénistiques, notamment les Lagides d’Égypte puis les Attalides de Pergame. Les plus prestigieuses disposent d'une sorte de « soft power » qui fait que les puissances de l'époque cherchent à capter leur prestige : les concours panhelléniques, notamment ceux d'Olympie, l'oracle de Delphes, et Athènes bénéficient ainsi de leurs attentions.
La mise en place de la domination romaine sur la Grèce se fait lors des guerres macédoniennes qui lui permettent de devenir la principale puissance du monde égéen. Les élites romaines sont souvent attirées par la culture grecque et le prestige de certaines des cités et des grands sanctuaires grecs, comme l'illustre en 196 Titus Quinctius Flamininus qui, après avoir mis fin à l'hégémonie macédonienne pour lui substituer celle de Rome, reprend à son compte le vieux slogan de la liberté des cités grecques, la proclamant au moment de la grande fête et des concours panhelléniques d'Isthmia. Après la provincialisation de la Macédoine en 167, les Romains sont directement au contact des cités et fédérations de Grèce. La guerre d'Achaïe qui a lieu en 146 est déclenchée lorsque Sparte rompt avec la ligue achéenne avec l'appui romain. La coalition qui se forme autour des Achéens est rapidement vaincue, la répression romaine culminant avec la destruction de Corinthe. Les régions vaincues sont annexées, les ligues dissoutes, les cités restées indépendantes se voient imposer des régimes oligarchiques contrôlés par Rome, certaines régions sont soumises à des prélèvements plus forts. Le ressentiment accumulé contre les Romains incite de nombreuses cités à se rallier à Mithridate VI du Pont en 88, ce qui entraîne de nouvelles dévastations, comme celle de Délos ou en Béotie, le pillage d'Athènes et la mise à contribution d'autres cités. Les cités rebelles sont privées de leur liberté. L'impact de Rome sur la « vieille Grèce » est discuté. Il est souvent estimé qu'elle rentre dans une phase de déclin démographique, un « manque d'hommes » (oliganthropie), à la suite des conflits et des destructions et déportations, ce qui semble confirmé par les observations archéologiques en plusieurs endroits (Béotie, Épire et Ouest), surtout dans les campagnes, mais d'autres cités et régions sont au contraire dynamiques (Achaïe, Athènes, Messénie, Thessalie). Corinthe, détruite en 146, est refondée en 44, peuplée de vétérans de Jules César, et devient dès lors une cité très dynamique. La cité portuaire de Patras est une autre cité prenant en importance sous domination romaine,,.
En fin de compte, le « déclin des cités » qui a par le passé été une grille de lecture de cette période est à relativiser. Certes les cités du monde égéen sont pour la plupart dans la dépendance directe ou indirecte d'un grand royaume — la plupart des cités de l'époque classique ayant déjà été dans la dépendance d'une cité plus puissante —, ou alors ont concédé leur autorité à une ligue, avant de passer progressivement sous domination romaine. Mais une vie civique dynamique existe encore, reposant sur des institutions démocratiques, les cités ont encore à leur disposition des forces armées, de riches citoyens financent les activités de leur cité et en retirent un prestige. Les coalitions plus ou moins permanentes, notamment les ligues/fédérations, offrent des moyens d'agir, et de nouvelles puissances émergent (Rhodes, Étolie, Achaïe) alors que les plus anciennes ont plus ou moins décliné (Athènes, Sparte, Thèbes, Corinthe). Diverses crises sociales traversent néanmoins ces cités, générant parfois des guerres civiles qui offrent l'opportunité à des puissances extérieures d'essayer d'étendre leur emprise.

#### Athènes

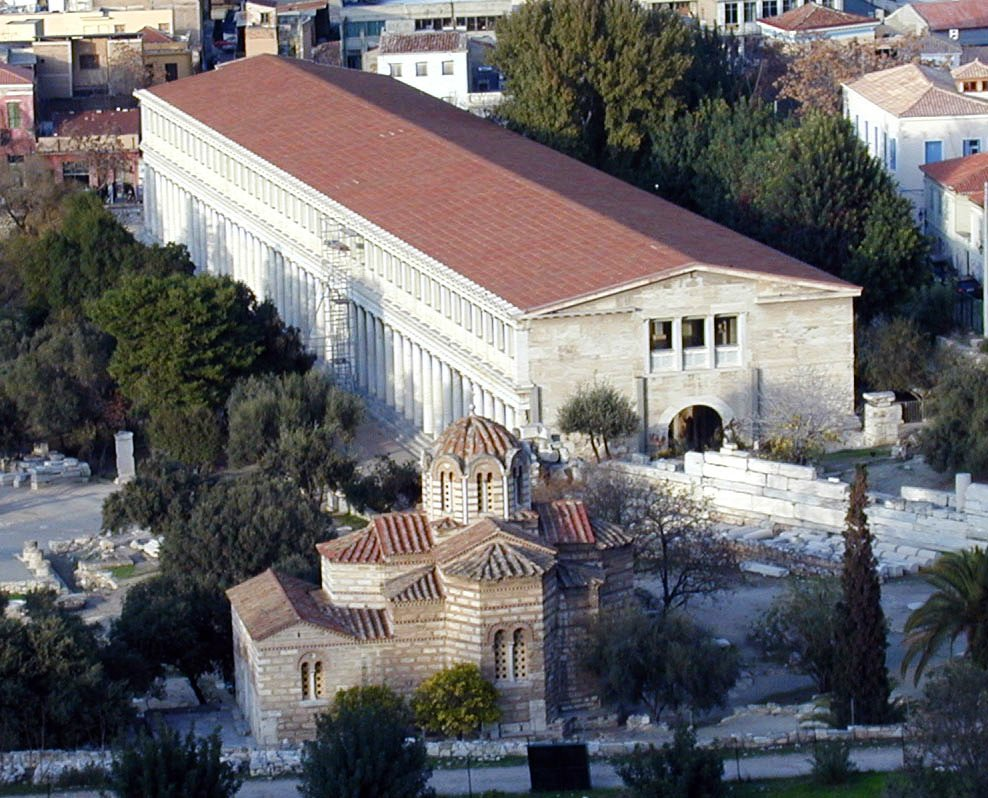
Stoa d'Attale, construite à l'époque hellénistique, sur le côté est de l’agora d'Athènes.

Parmi les puissances majeures de l'époque antérieure, Athènes a perdu son autonomie au début de la période, étant placée sous l'autorité macédonienne en dehors de certains intermèdes. Parmi les personnalités importantes du début de la période se trouvent Démétrios de Phalère, qui dirige la cité pour le compte des Macédoniens de 317 à 308, et Callias de Sphettos qui la libère de cette emprise en 287 avec l'appui lagide. La vie civique est donc étroitement surveillée si ce n'est contrôlée par les rois, qui se font aussi évergètes en apportant un concours financier à la cité pour des rituels religieux et des constructions (par exemple la stoa d'Attale de Pergame). Athènes préserve une force armée au moins pour protéger son territoire, avec notamment une flotte. La cité se rallie à Rome après 229. Sa fidélité durant les guerres macédoniennes lui permet d'obtenir la domination sur Délos en 167. Cette période voit comme ailleurs la montée en puissance des familles les plus riches de la cité. La perte de puissance militaire de la ville est compensée par son prestige culturel, reposant sur son glorieux passé, ses monuments, ses fêtes religieuses, ses écoles de philosophie (Académie platonicienne, Lycée aristotélicien, Jardin épicurien, Portique stoïcien), ses représentations théâtrales et ses écoles d'arts. Elle se revendique comme le lieu majeur de l'hellénisme. Elle connaît néanmoins un déclin après 88, quand elle trahit Rome pour se rallier à Mithridate VI du Pont. En représailles, elle est pillée par les troupes de Sylla et Délos lui est enlevée.

#### Sparte
Son ancienne rivale, Sparte, préserve son indépendance mais elle est affaiblie par son déclin militaire et ses difficultés internes, notamment démographiques. Plusieurs de ses rois tentent de lui redonner une place au premier plan. Aréos (309-365) abolit la double monarchie pour prendre le pouvoir seul, sur le modèle de la monarchie hellénistique. Il repousse Pyrrhus d'Épire et participe à la guerre chrémonidéenne (268-261) aux côtés d'Athènes et des Lagides. Agis IV (244-241) entreprend d'importantes réformes, notamment pour augmenter le nombre de citoyens, mais il est renversé. Cléomène III (235-222) reprend son programme en octroyant la citoyenneté aux populations traditionnellement dominées (Périèques et Hilotes) et en réformant l'appareil militaire. Mais l'alliance des autres puissances grecques entraînent sa défaite en 222. Les Achéens, dominant désormais le Péloponnèse, sont les principaux obstacles à Sparte. Par la suite la cité bascule dans la tyrannie, sous Machanidas et Nabis. Après l'échec de ce dernier, les Achéens intègrent Sparte dans leur ligue et abolissent ses institutions ancestrales, notamment la royauté, pour les remplacer par des institutions civiques normales. Elle reprend certes son autonomie par la suite mais perd son influence politique.

#### Les fédérations: Béotie, Étolie, Achaïe

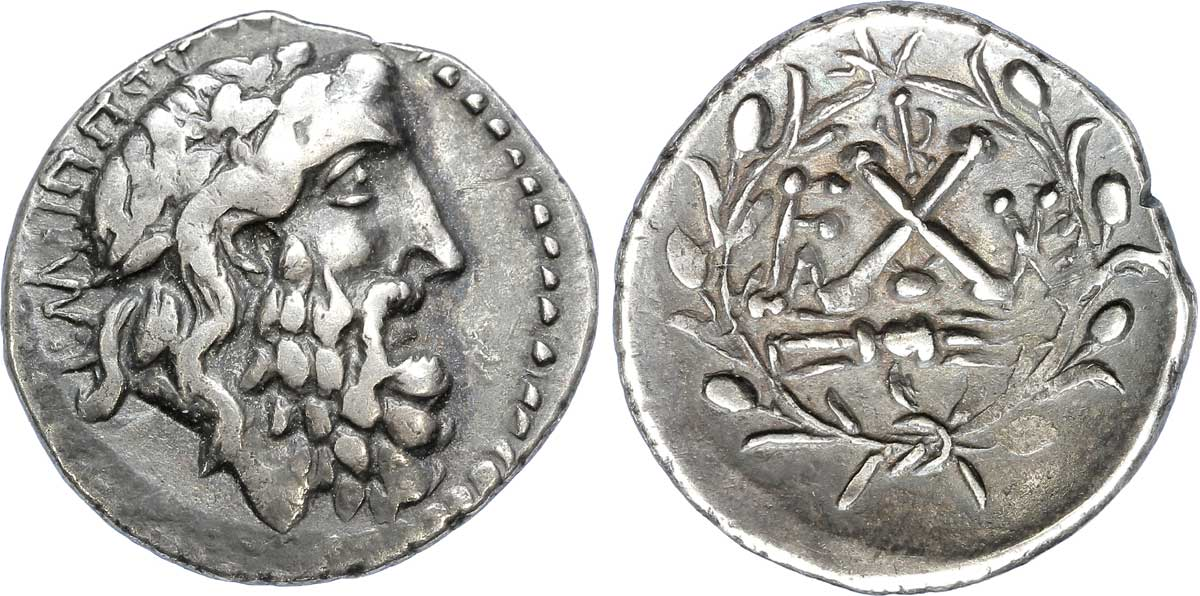
Hémidrachme de la ligue achéenne à l'effigie de Zeus.

Les fédérations ou ligues (koina) ne sont pas une innovation de la période hellénistique, mais elles prennent une place plus importante dans la vie politique. Il s'agit d'organisations regroupant plusieurs cités, afin notamment de regrouper leurs forces militaires sous un commandement unifié. La plus importante de l'époque classique, la confédération béotienne, joue un rôle effacé depuis la destruction de Thèbes par Alexandre en 335. Elle reprend du dynamisme au début du IIe siècle av. J.-C., avant d'être dissoute par Rome en 172/1. La ligue étolienne, dans l'ouest de la Grèce centrale, est centrée sur le sanctuaire fédéral d'Apollon de Thermos et souvent dénigrée par ses voisins parce que ses membres pratiquent la piraterie et le brigandage. Elle prend en importance durant la guerre lamiaque (323-322) et dans la lutte contre les Galates en 279-278. Elle reste importante jusqu'à sa déroute face à Rome en 189. L'Étolie se range aux côtés de Marc Antoine et de Cléopâtre face à Octave, et subit une répression avec la déportation d'une partie de sa population et la constitution de nouvelles cités tenues par le pouvoir romain. La ligue achéenne (du nom de l'Achaïe, région du nord du Péloponnèse) gagne en importance au milieu du IIIe siècle av. J.-C. lorsqu'elle est rejointe par Aratos de Sicyone, qui devient son stratège et parvient à libérer le Péloponnèse de l'emprise macédonienne. Il doit néanmoins se rallier à son ennemi face à la menace spartiate en 224-222. Au début du IIe siècle av. J.-C. le stratège Philopoimen de Mégalopolis s'allie à Rome et étend l'autorité de la ligue sur tout le Péloponnèse, Sparte incluse. Mais il ne soutient pas les Romains lors de la troisième guerre de Macédoine, ce qui lui fait perdre les faveurs romaines ; il est forcé d'envoyer des otages à Rome, dont l'historien Polybe. La guerre d'Achaïe de 146 s'achève par sa défaite et sa dissolution. Elle est rétablie par les Romains au début du Ier siècle av. J.-C..

#### Rhodes

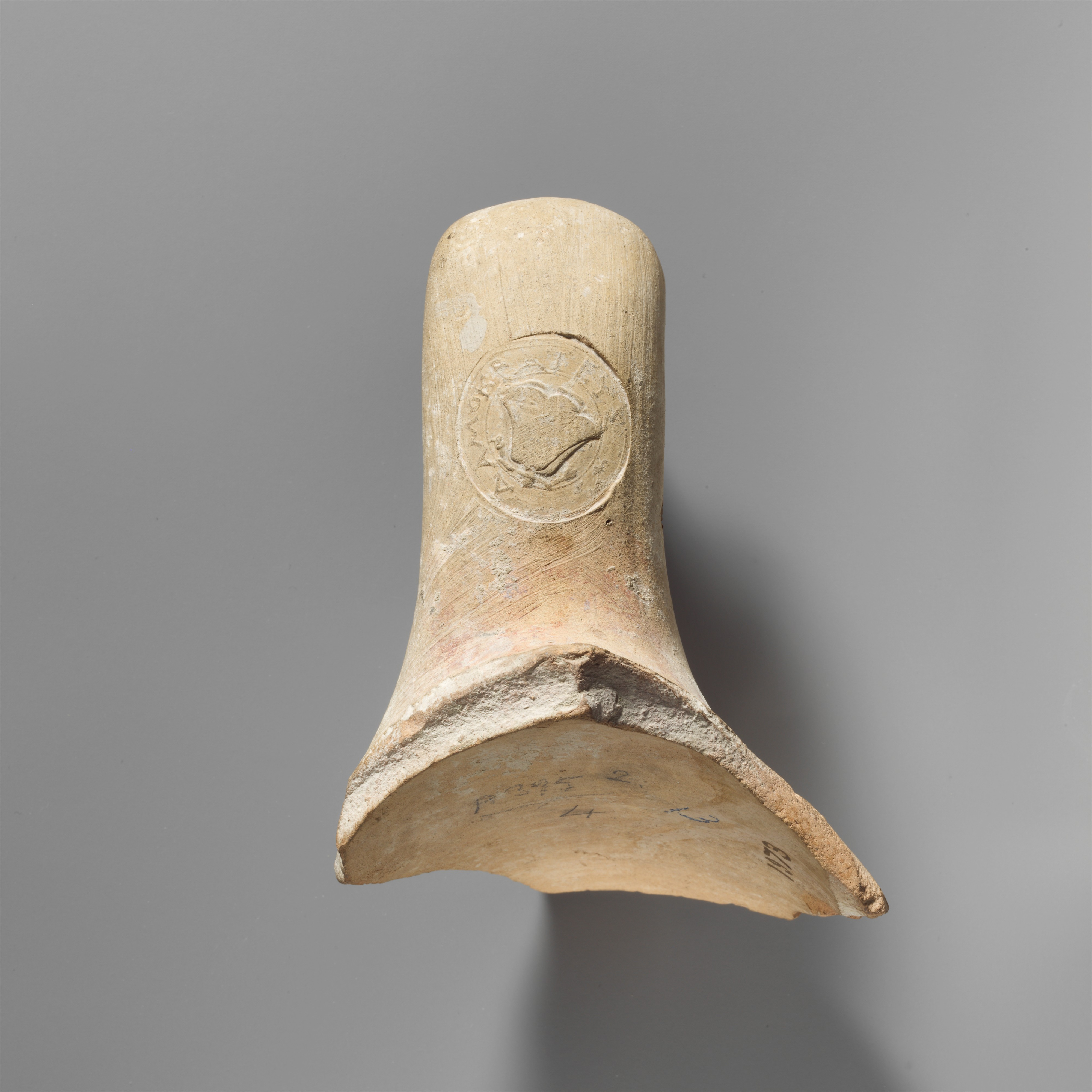
Anse d'amphore avec le timbre de Rhodes, dont le symbole est la rose (rhodon en grec). Vers 220--180, Metropolitan Museum.

Parmi les cités, seule Rhodes parvient à conserver son indépendance et une certaine puissance militaire, illustrée par sa résistance à Démétrios Poliorcète en 303, qu'elle célèbre en érigeant vers 300 son fameux colosse, une des merveilles du monde antique. Elle est issue de la fusion des cités de l'île de Rhodes, dotée d'institutions démocratiques et réputée pour la qualité de son gouvernement. À son apogée, elle domine plusieurs îles voisines ainsi qu'une portion de l'Asie Mineure, la Pérée, ainsi qu'une partie de la Carie et de la Lycie et la ligue des Nésiotes dans la première moitié du IIe siècle av. J.-C.. Sa puissance militaire repose sur sa flotte, qui lui permet notamment d'être un fer de lance de la lutte contre les pirates (elle intervient en Crète). Elle bénéficie de son alliance avec Rome, mais son choix de ne pas l'appuyer lors de la dernière guerre macédonienne en 168-167 entraînent des représailles qui lui font perdre son influence. Rhodes reste néanmoins très prospère, grâce au commerce maritime, animé par ses armateurs et marchands, qui en font un centre majeur du commerce méditerranéen. Sa capitale bénéficie d'une grande renommée, illustrée par son colosse (certes effondré dès 228), ses écoles de philosophie et de sculpture, plus largement sa vie culturelle et ses érudits (Apollonios de Rhodes, Posidonios) qui en font un des centres hellénistiques les plus dynamiques dans ce domaine avec Athènes et Alexandrie,.

#### Délos
Délos est une autre cité insulaire prenant une grande importance, sans pour autant développer de force militaire. Située sur une île de petite taille et très peu peuplée, elle comprend le principal sanctuaire des Cyclades, dédié à Apollon, qui sert généralement de lieu de réunion de la ligue des Nésiotes (voir plus bas) et dispose de richesses considérables gérées par les élites de l'île. Elle a pris son indépendance d'Athènes en 314 et sa puissance financière lui permet de devenir un port important au moins au niveau régional, où résident des marchands locaux et étrangers, les taxes générées consolidant sa richesse. En 167 l'île est concédée à Athènes par les Romains et transformée en port franc, ses habitants étant chassés de l'île (ils se réfugient chez les Achéens) et remplacés par des Athéniens. Délos devient alors un port et un entrepôt commercial de premier plan, où les marchands d'Italie et d'autres pays viennent faire des affaires. Certains s'y installent, s'organisent en associations, implantent les cultes de leur pays d'origine, ce qui donne un aspect cosmopolite à la société de Délos. L'île prospère notamment grâce au commerce des denrées alimentaires, et aussi des esclaves. Dévastée par les armées de Mithridate en 88, puis par des pirates alliés de ce dernier en 69, elle perd en importance alors que d'autres ports prennent sa place.

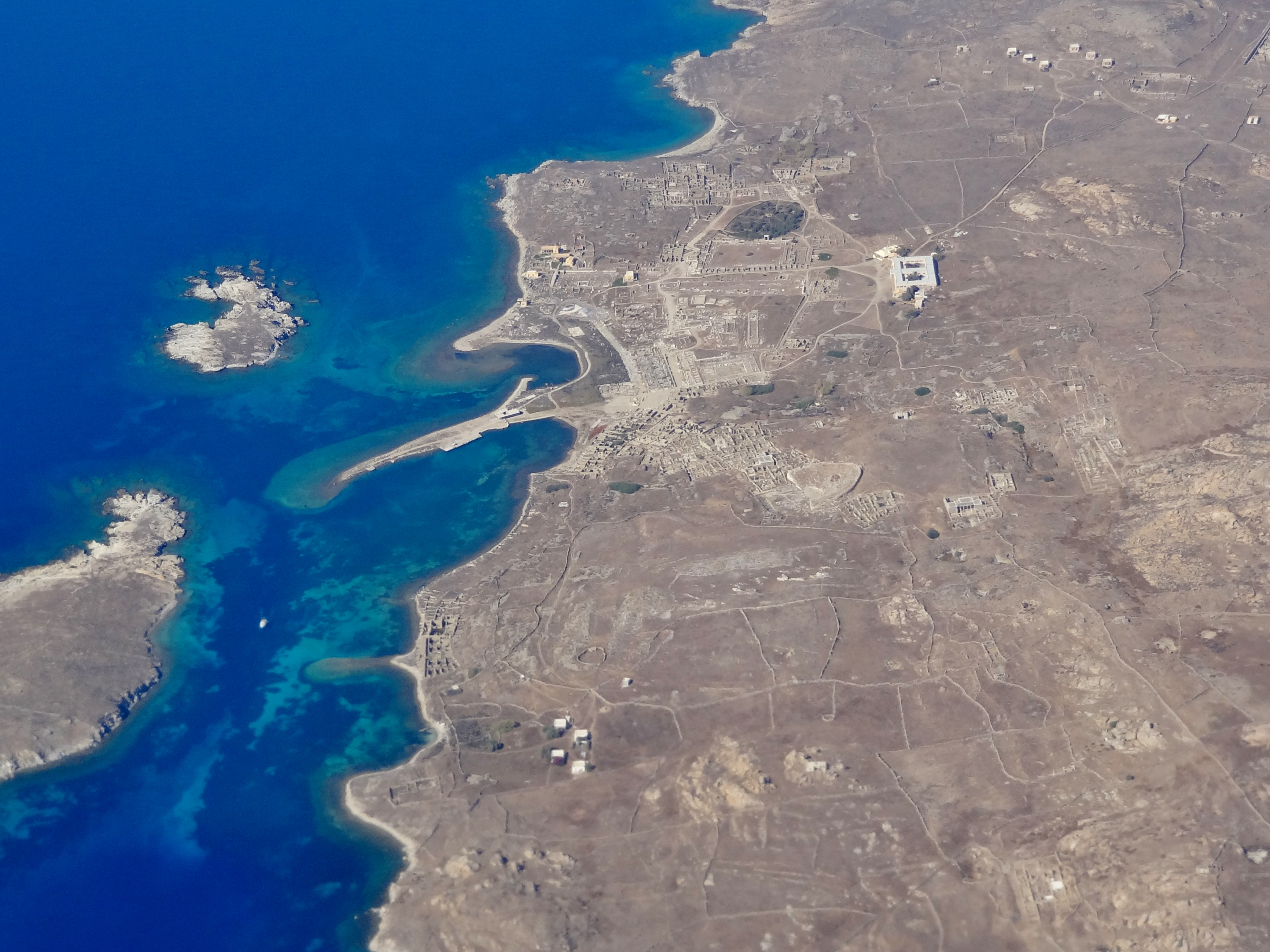
Vue aérienne du site de Délos.
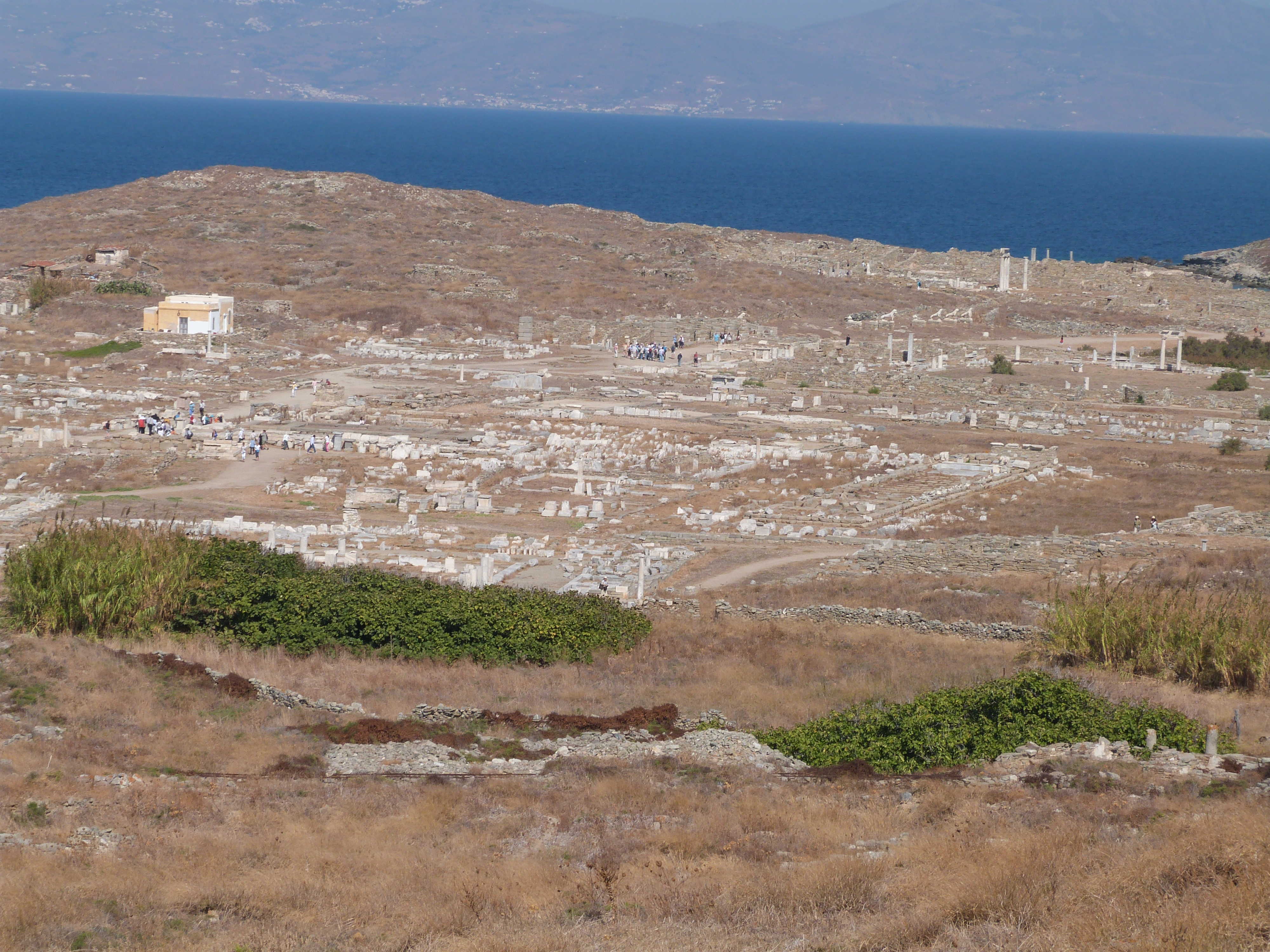
Vue du sanctuaire d'Apollon.
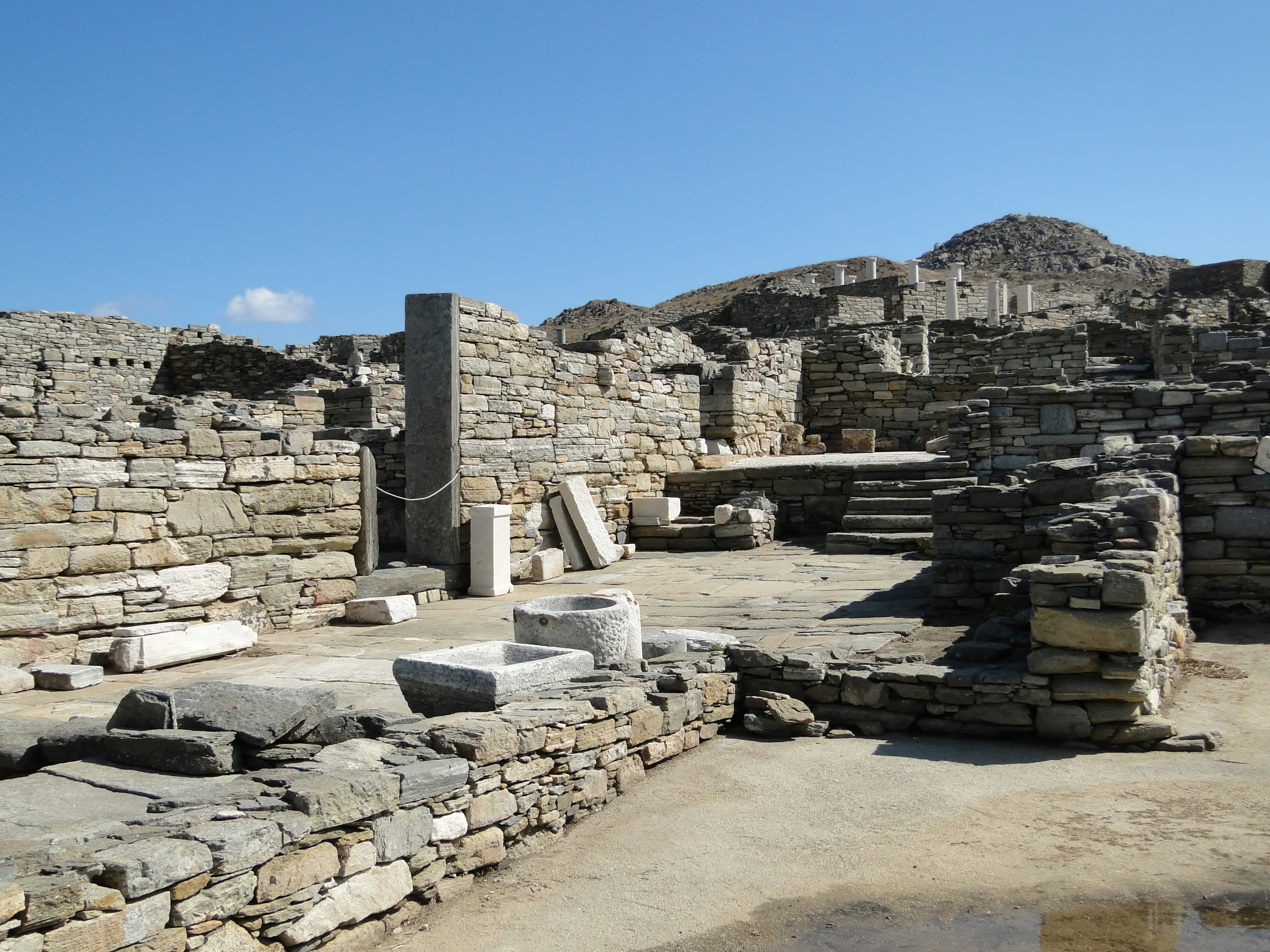
Quartier du théâtre.
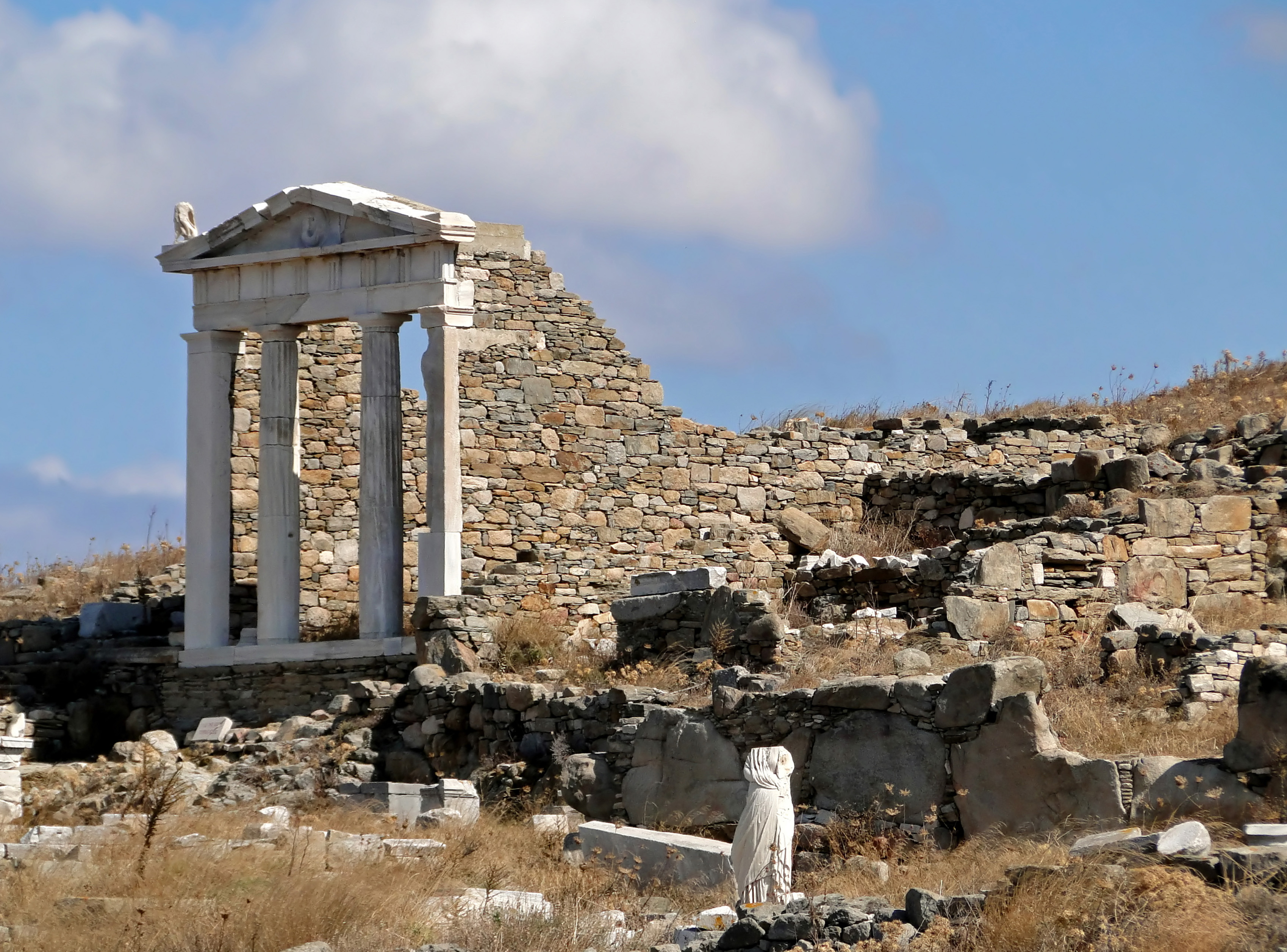
Ruines du temple d'Isis.

#### Reste du monde insulaire
La ligue des Nésiotes (« Insulaires ») est créée à la fin du IVe siècle av. J.-C. par Antigone le Borgne pour unifier ses alliés de la mer Égée. Elle est centrée sur le grand sanctuaire de Délos (et par la suite celui de Ténos). Au siècle suivant elle passe sous le contrôle des Lagides, puis par la suite sous celle de Rhodes.
La Crète est quant à elle divisée entre cités entretenant souvent des relations conflictuelles (par exemple la guerre de Lyttos en 220), pratiquant la piraterie et fournissant de nombreux mercenaires aux armées hellénistiques. Elle connaît une première forme de ligue dans ses régions hautes, la ligue des montagnards (Oreion) à la fin du IVe siècle av. J.-C. Au siècle suivant se forme la ligue crétoise, reposant sur l'alliance entre Cnossos et Gortyne, les deux plus puissante cités (après qu'elles se sont débarrassées de Lyttos). Il s'agit essentiellement d'une instance de discussion sur des affaires de politique extérieure, sans armée commune, minée par les dissensions entre ses membres, même si elle parvient tant bien que mal à résoudre des conflits. Rome intervient de plus en plus dans les affaires crétoises pour résoudre les conflits et combattre la piraterie. L'île est brutalement conquise entre 69 et 67 et intégrée au système provincial dans une province de Crète-Cyrénaïque, qui a pour capitale Gortyne, que son statut d'alliée des Romains avait préservé, alors que sa rivale Cnossos devient une colonie romaine,.

### Anatolie

#### Tendances générales

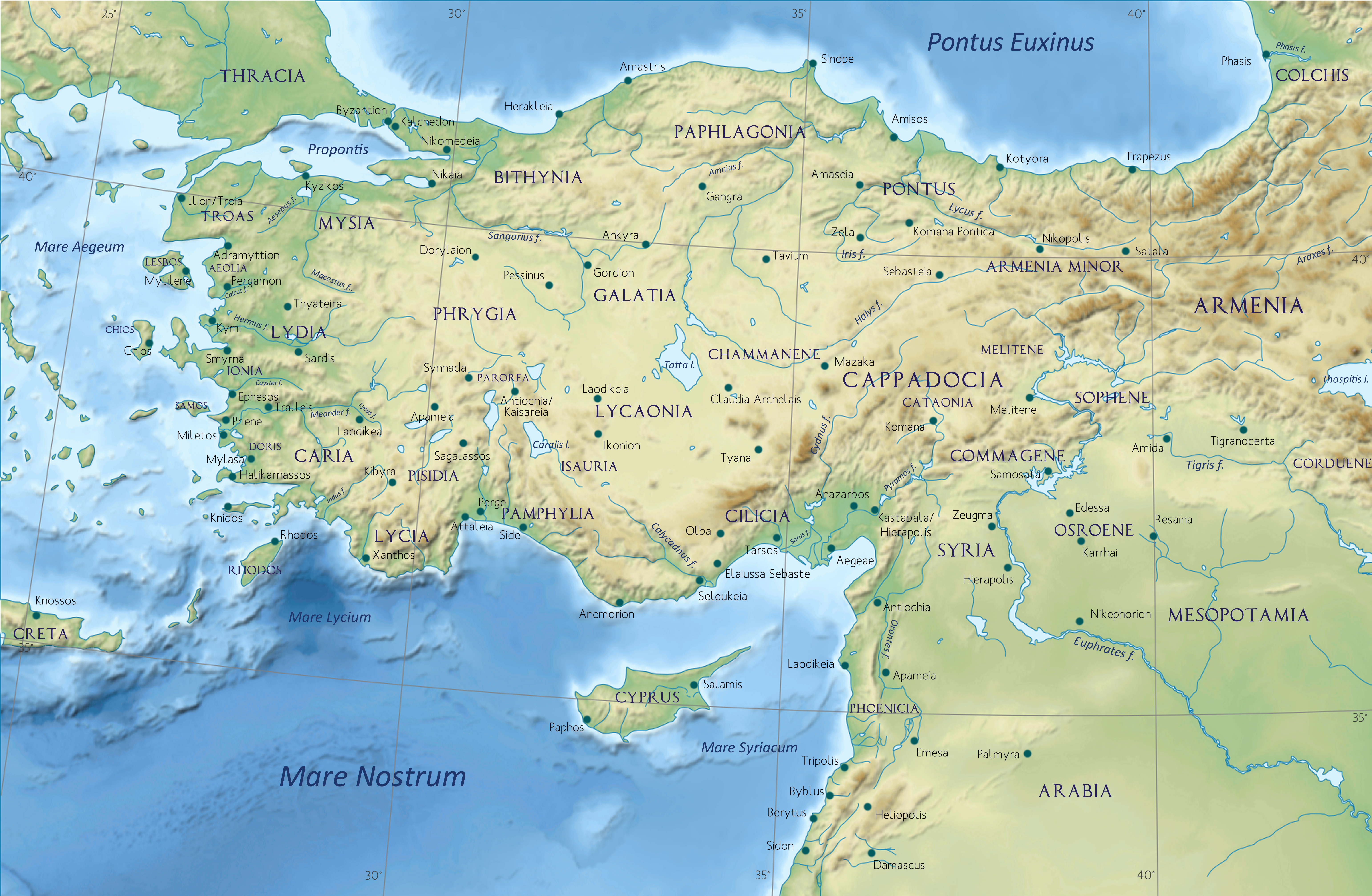
Localisation des principales cités et régions de l'Anatolie hellénistique.

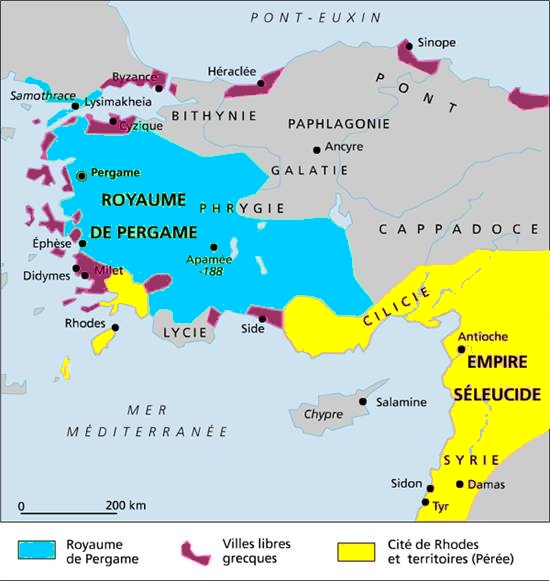
L'Anatolie après la paix d'Apamée (-188).

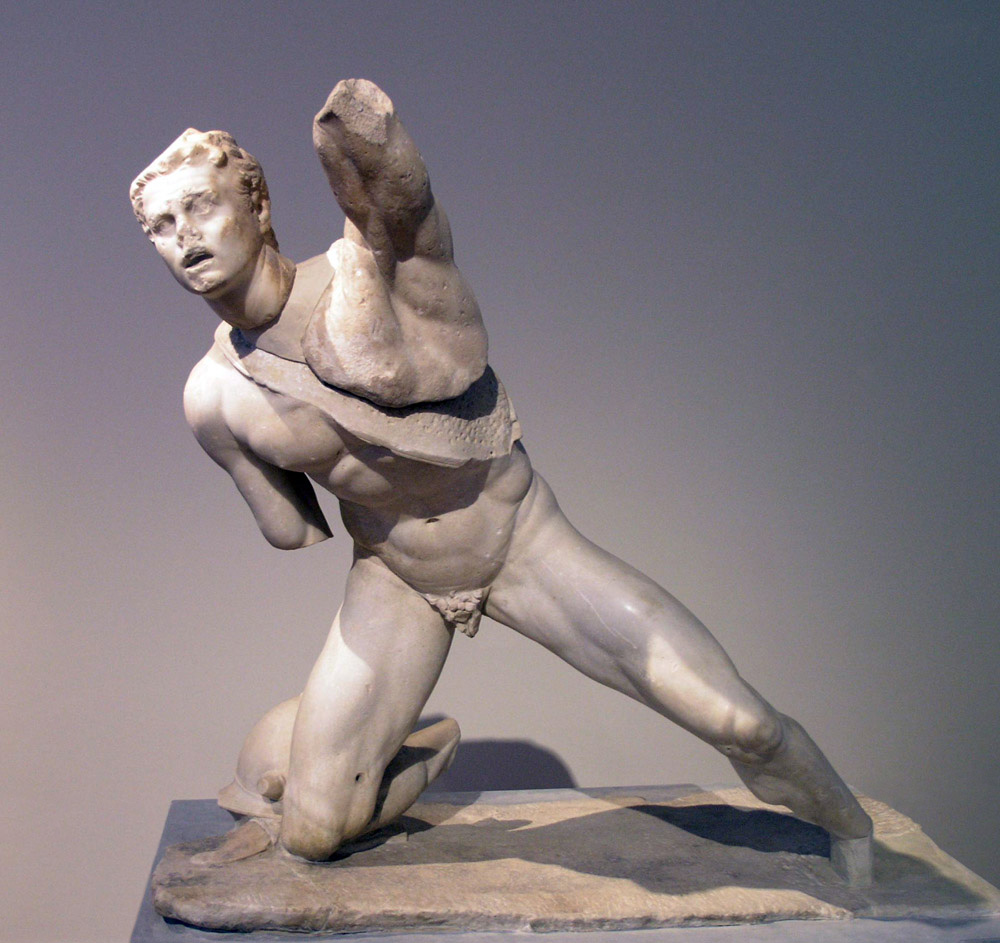
Gaulois blessé de Délos, thème apparu dans la sculpture hellénistique à la suite de la victoire d’Attale Ier de Pergame sur les Gaulois v. -237, musée national archéologique d'Athènes.

L'Anatolie (ou Asie Mineure) est le principal terrain d'affrontement entre les Diadoques. Aucun royaume majeur ne s'y forme, mais la région est âprement disputée. C'est un ensemble de pays très fragmenté, comprenant d'anciennes cités grecques sur la côte occidentale (Ionie, Éolide, Troade), des régions côtières plus ou moins hellénisées (Carie, Lycie, Cilicie), d'autres situés au nord et à l'intérieur qui préservent plus leurs traditions (Lydie, Phrygie, Paphlagonie, Bithynie, Cappadoce, etc.). Au début du IIIe siècle av. J.-C. la région est partagée entre un domaine lagide situé sur les côtes, et un domaine séleucide s'étendant à l'intérieur, au sud et à l'est de la péninsule. Mais la situation conflictuelle a été une opportunité pour plusieurs potentats locaux d'origine perse ou grecque qui ont constitué leurs royaumes (Bithynie, Pergame, Cappadoce), aussi pour les Galates qui ont attaqué plusieurs régions anatoliennes avant d'être cantonnés dans le centre de la péninsule, d'où ils causent régulièrement des troubles.
Cette période donne aussi lieu à de grands remaniements dans le paysage civique anatolien. De nouvelles cités sont fondées par les rois, tantôt ex nihilo, ou refondées après déplacement depuis leur site initial (Éphèse), ou encore après regroupement de communautés rurales sur un nouveau site urbain (synœcisme), et plusieurs se voient donner un nom royal. Ce mouvement de poliadisation se diffuse vers l'intérieur des terres, où il contribue à l'hellénisation des contrées. Ces nouvelles cités sont moins autonomes vis-à-vis du pouvoir royal que les anciennes cités grecques de la côte. L'Anatolie intérieure comprend également des domaines de sanctuaires qui ont une grande importance dans certaines parties de l'intérieur (on a pu parler, sans doute excessivement, d’« États sacerdotaux », notamment pour le temple de Cybèle à Pessinonte). Avec le temps les dynasties royales anatoliennes prennent plus d'autonomie et se comportent à leur échelle comme les grands royaumes, faisant passer sous leur autorité des cités et sanctuaires.

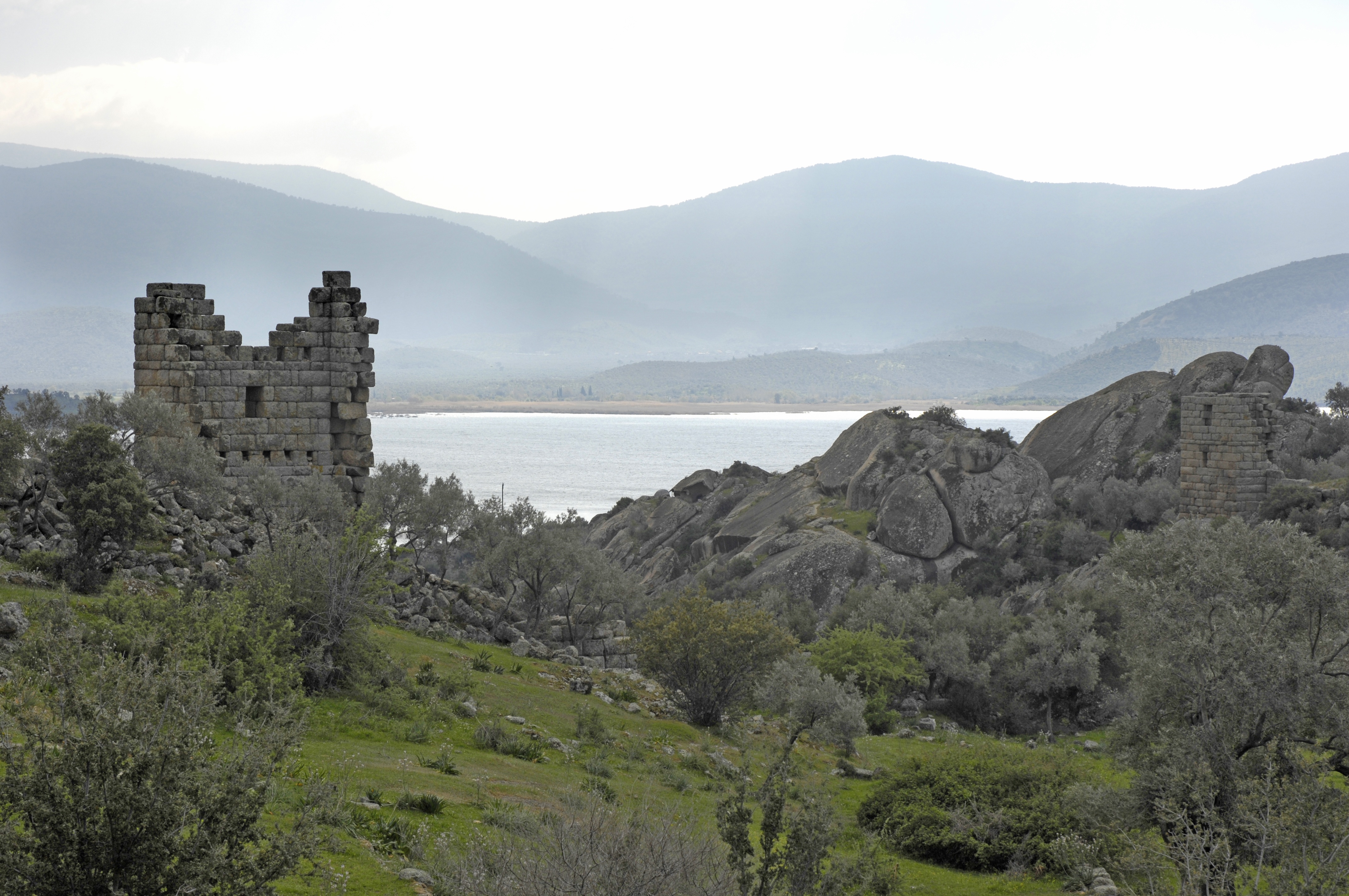
Héraclée du Latmos, entre Ionie et Carie, avec les vestiges de sa muraille hellénistique.
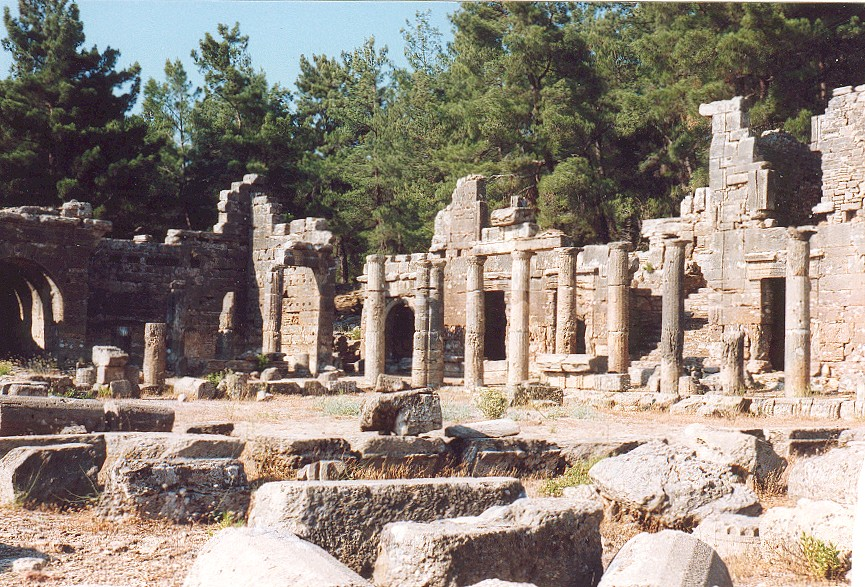
Agora de Séleucie de Pamphylie, fondation séleucide sur la côte sud de l'Anatolie.

Rome prend pied en Anatolie avec le legs d'Attale III de Pergame qui aboutit à la constitution de la province d'Asie en 129, située dans la partie orientale de la péninsule. Les excès de la domination romaine, notamment fiscaux, sont en bonne partie la cause du ralliement de la région à Mithridate VI du Pont lorsqu'il entre en conflit avec Rome en 88. Cette période entraîne de nombreuses dévastations, d'abord par le massacre des Romains résidant dans la région, puis la répression de la révolte par les troupes romaines qui ravagent plusieurs régions telles que la Cappadoce et la Bithynie. La majeure partie de l'Asie mineure est exsangue,. La domination romaine s'étend encore dans les années suivantes par la constitution de nouvelles provinces. Lorsque Pompée redessine la carte de l'Orient en 63, l'Anatolie dispose de trois provinces, l'Asie, la Bithynie (avec le Pont) et la Cilicie (avec la Pamphylie), alors que d'autres royaumes sont alliés/clients de Rome (Cappadoce, Paphlagonie, Galatie, Commagène, Arménie).

#### Cités et fédérations: exemples
Priène située en Ionie dans la vallée du Méandre est un exemple de cité grecque d'Asie mineure qui reste relativement autonome mais doit composer avec le nouvel ordre politique. La ville est refondée au milieu du IVe siècle av. J.-C. sur un nouveau site, qui est occupé jusqu'à la fin de l'époque hellénistique quand un incendie le ravage, après quoi elle est peu occupée. Elle est donc un cadre avantageux pour connaître une cité hellénistique. La ville nouvelle est située au pied d'une acropole, le mont Téloneia, et son plan est organisé autour de blocs rectangulaires de taille similaire. Elle comprend un temple dédié à Athéna et un théâtre. Les nombreuses inscriptions documentent sa vie politique. Elle bénéficie d'un financement d'Alexandre pour ériger son principal sanctuaire, avant d'être impliquée dans les rivalités entre les Diadoques, passant notamment un temps sous l'autorité séleucide. Elle subit une attaque des Galates repoussée avec difficulté. Dans l'ensemble la cité reste autonome face aux rois, et développe même une politique extérieure qui lui permet de recevoir un appui des rois de Cappadoce puis de Rome. Priène dispose d'institutions démocratiques caractéristiques de la période, de charges de prêtrises qui sont mises en vente comme cela se fait en Ionie, ses besoins courants sont financés par des contributions de ses plus riches citoyens, les liturgies. L'évergétisme des riches citoyens (et parfois de leurs femmes et filles) s'affirme dans la seconde moitié de la période hellénistique et à la fin de la période leurs familles accaparent les charges civiques majeures. Les futurs citoyens sont entraînés dans le cadre de l'éphébie, et la cité dispose d'une armée, sa garnison principale étant sur son acropole. Dans les campagnes alentour la population servile est constituée des Pedies, d'origine carienne, qui se rebellent sans succès dans les années 280, recevant l'appui de cités voisines.

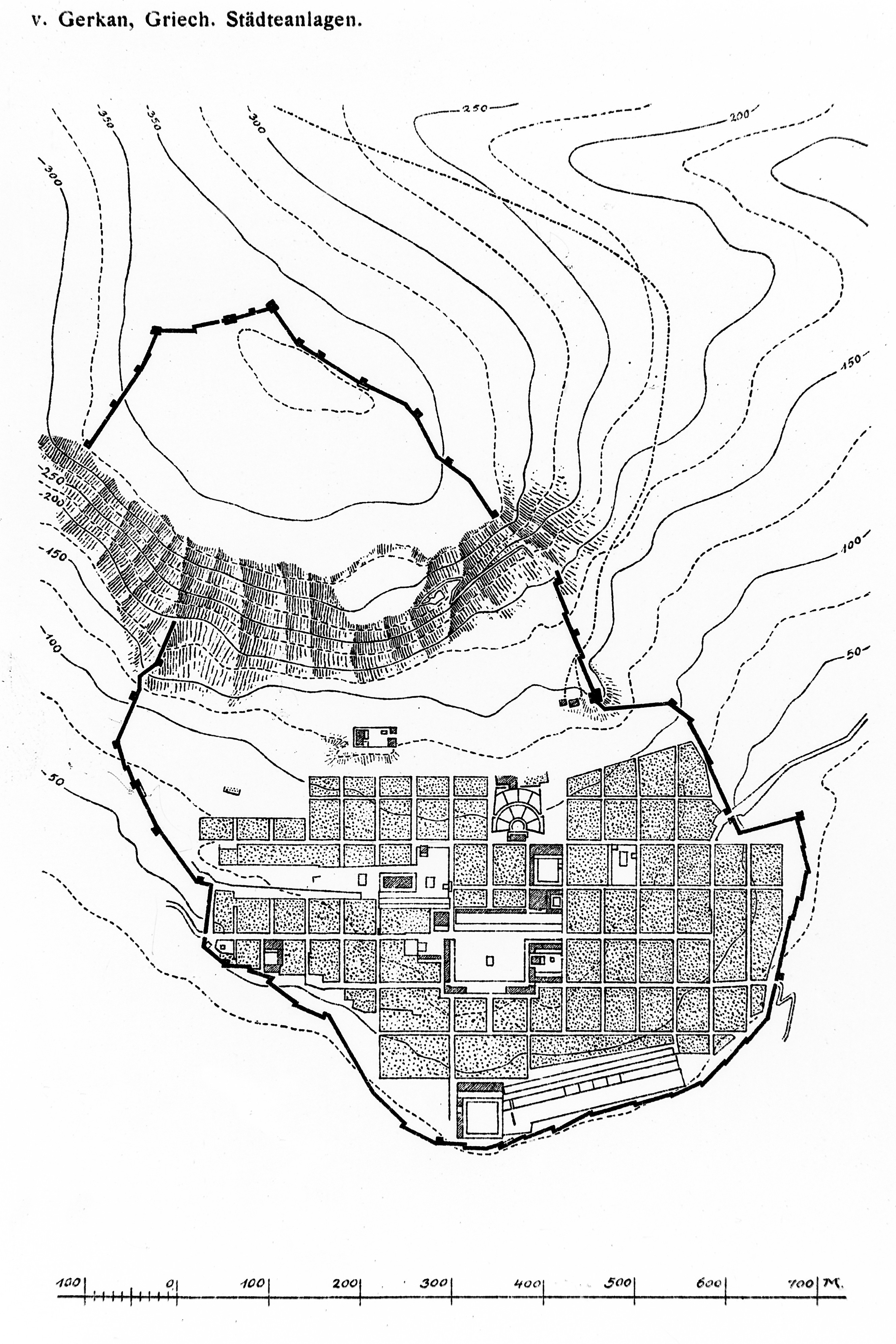
Plan de Priène (Ionie, actuelle Turquie).
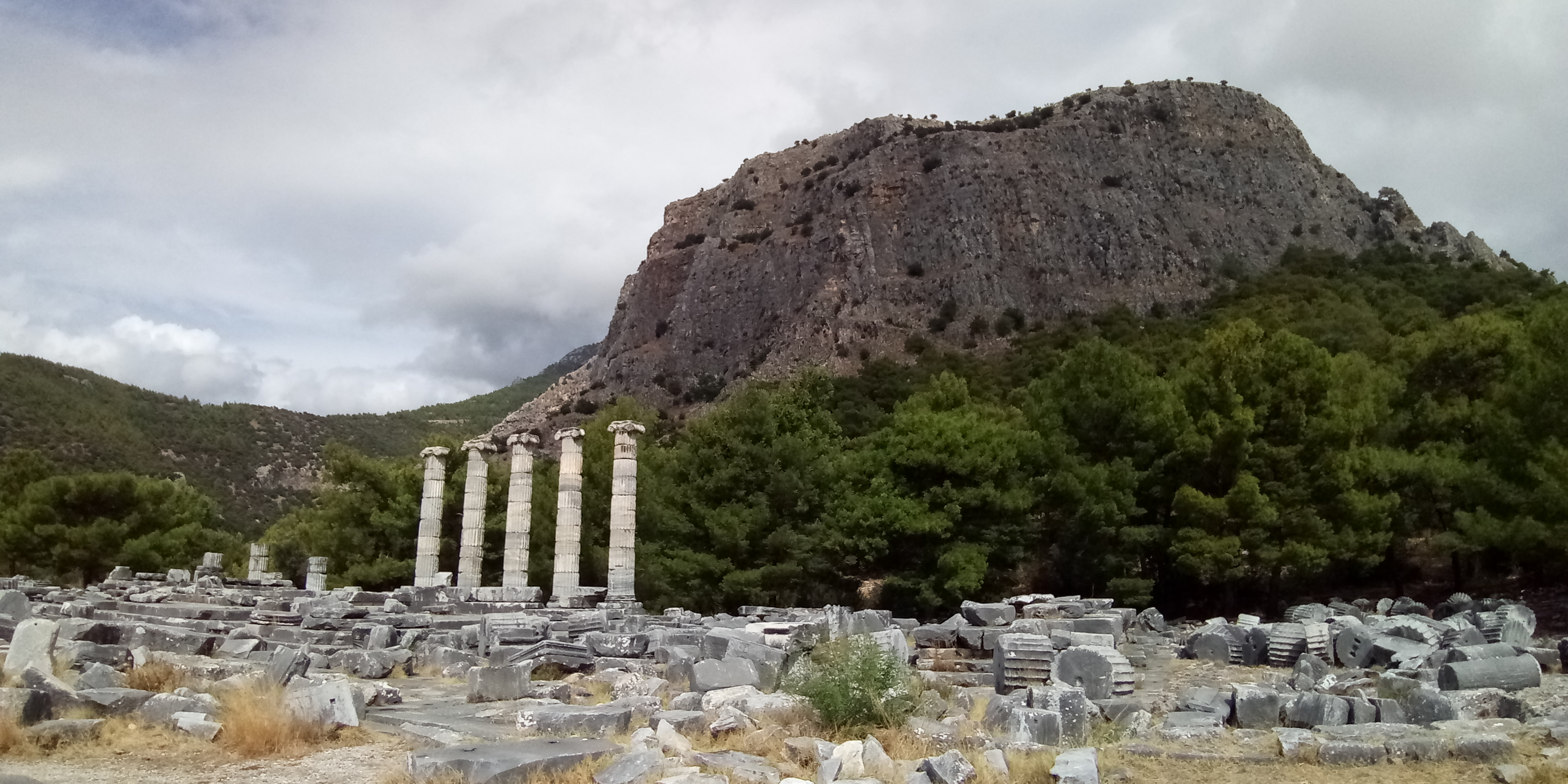
Temple d'Athéna et acropole de Priène.
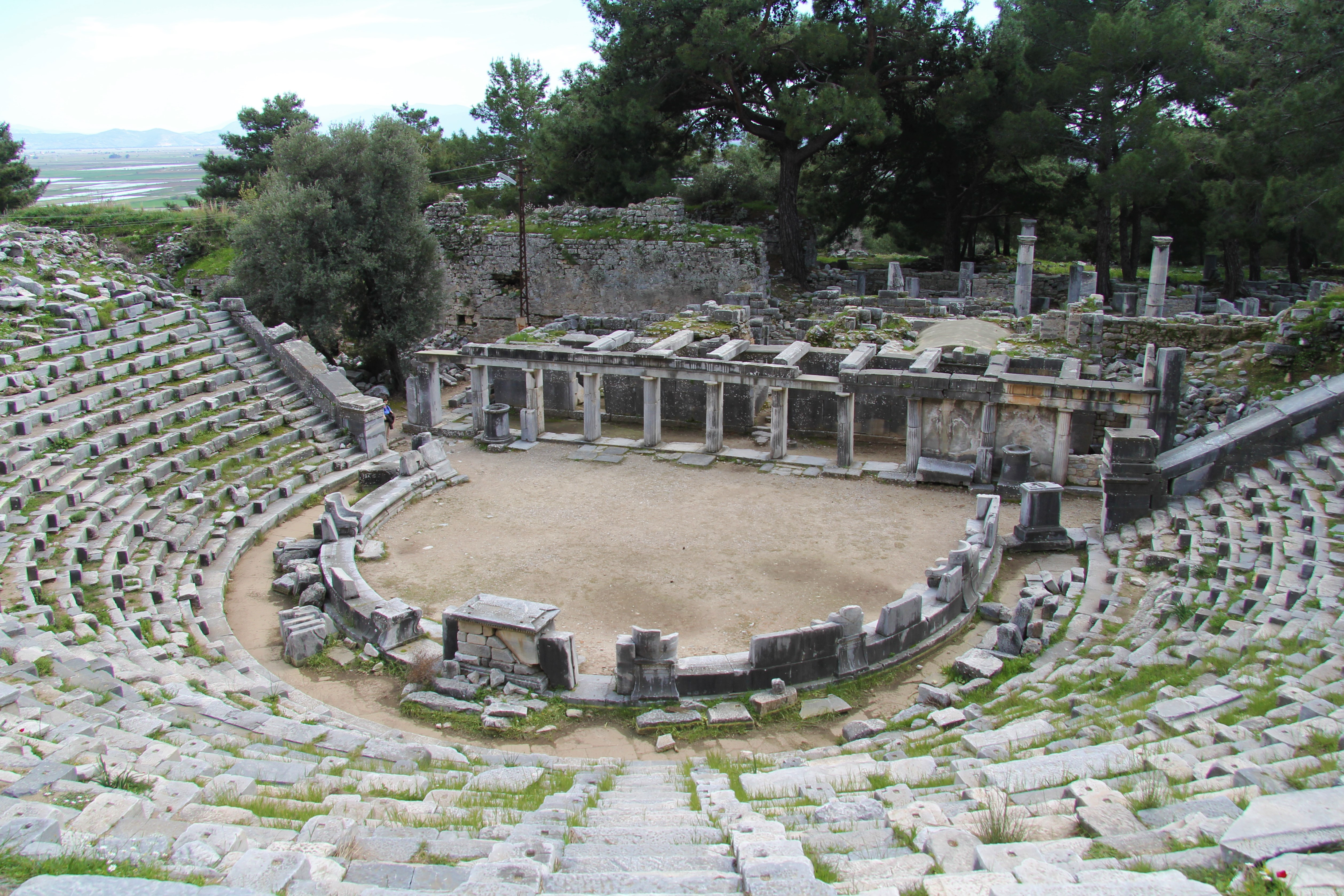
Théâtre hellénistique de Priène.

Des organisations fédérales existent en Asie mineure, comme celle de Lycie. Elle est peut-être créée à l'instigation des Lagides à la fin du IIIe siècle av. J.-C., mais elle apparaît dans nos sources durant la période de domination rhodienne sur cette région (188-167), pour s'opposer à celle-ci. Après sa libération elle devient une ligue regroupant trente-trois cités, dont le représentant porte le titre de lykiarque. Elle gère leur politique extérieure, signant notamment un traité avec Jules César en 46. Autre exemple, dans le nord-ouest de l'Asie mineure, la confédération d'Athéna Ilias, organisée autour du sanctuaire de celle-ci (situé près de Troie/Ilion), est surtout documenté par des inscriptions qui rapportent la gestion de ses finances, gérées par un conseil (synédrion) et principalement consacrées à l'organisation des grandes fêtes de la déesse. Il s'agit donc fondamentalement d'une association religieuse, mais elle a pu avoir secondairement un rôle politique, car elle dépêche à plusieurs reprises des ambassades pour s'assurer la bienveillance de rois hellénistiques puis de Rome envers ses membres.

#### Pergame
Le royaume de Pergame, dirigé par la dynastie des Attalides, est le royaume anatolien qui a rencontré le plus de succès et obtenu la plus grande renommée. Ses premiers rois profitent des affrontements entre Séleucides et Lagides pour gagner en autonomie. La victoire d'Attale Ier (241-197) face aux Galates lui confère un grand prestige aux yeux des Grecs, lui fournissant l'occasion de se proclamer roi. Allié de Rome, son successeur Eumène II (197-158) reçoit une partie des possessions séleucides lors de la paix d'Apamée (188) et devient le roi grec le plus puissant dans la sphère égéenne-anatolienne, dominant les cités voisines. Le royaume était organisé sur le modèle de celui des Séleucides. La capitale Pergame connaît alors de grands travaux qui en font une des principales métropoles du monde hellénistique et une école d'art et d'architecture de premier plan. Son acropole comprend plusieurs sanctuaires, le Grand Autel au riche décor qui en fait un chef-d’œuvre de l'art hellénistique, un grand théâtre bâti sur les pentes abruptes du site, aussi une grande bibliothèque qui lui donne un rayonnement intellectuel. Le royaume de Pergame s'achève en 133 à la mort d'Attale III, qui le lègue à Rome. Signe du prestige de la ville, c'est dans son théâtre que Mithridate VI se fait couronner en 88,.

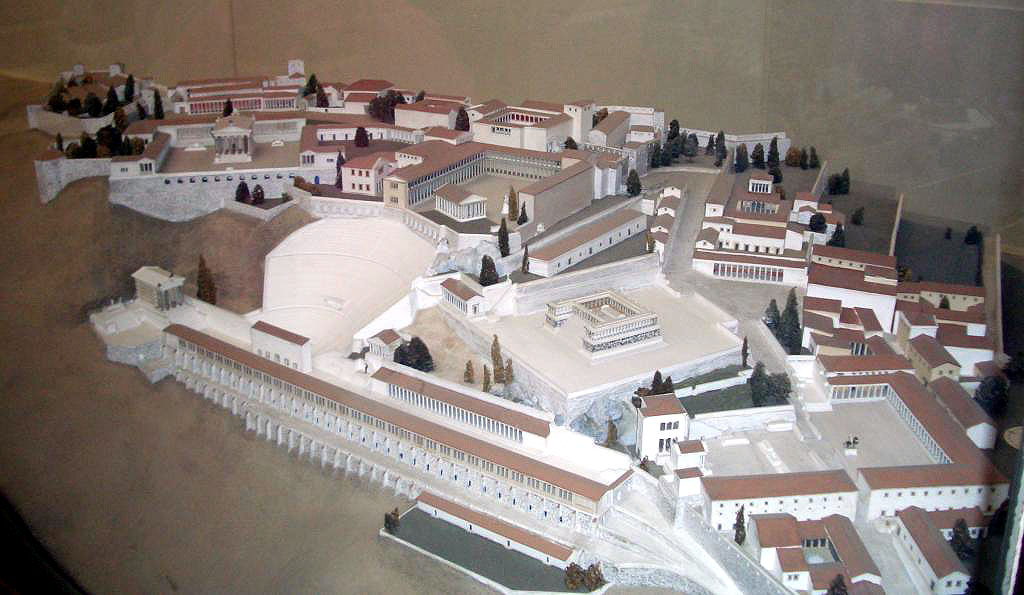
Maquette de Pergame. Dans la ville haute : agora, palais, arsenal, bibliothèque, théâtre, temples, Grand Autel. Pergamon Museum.
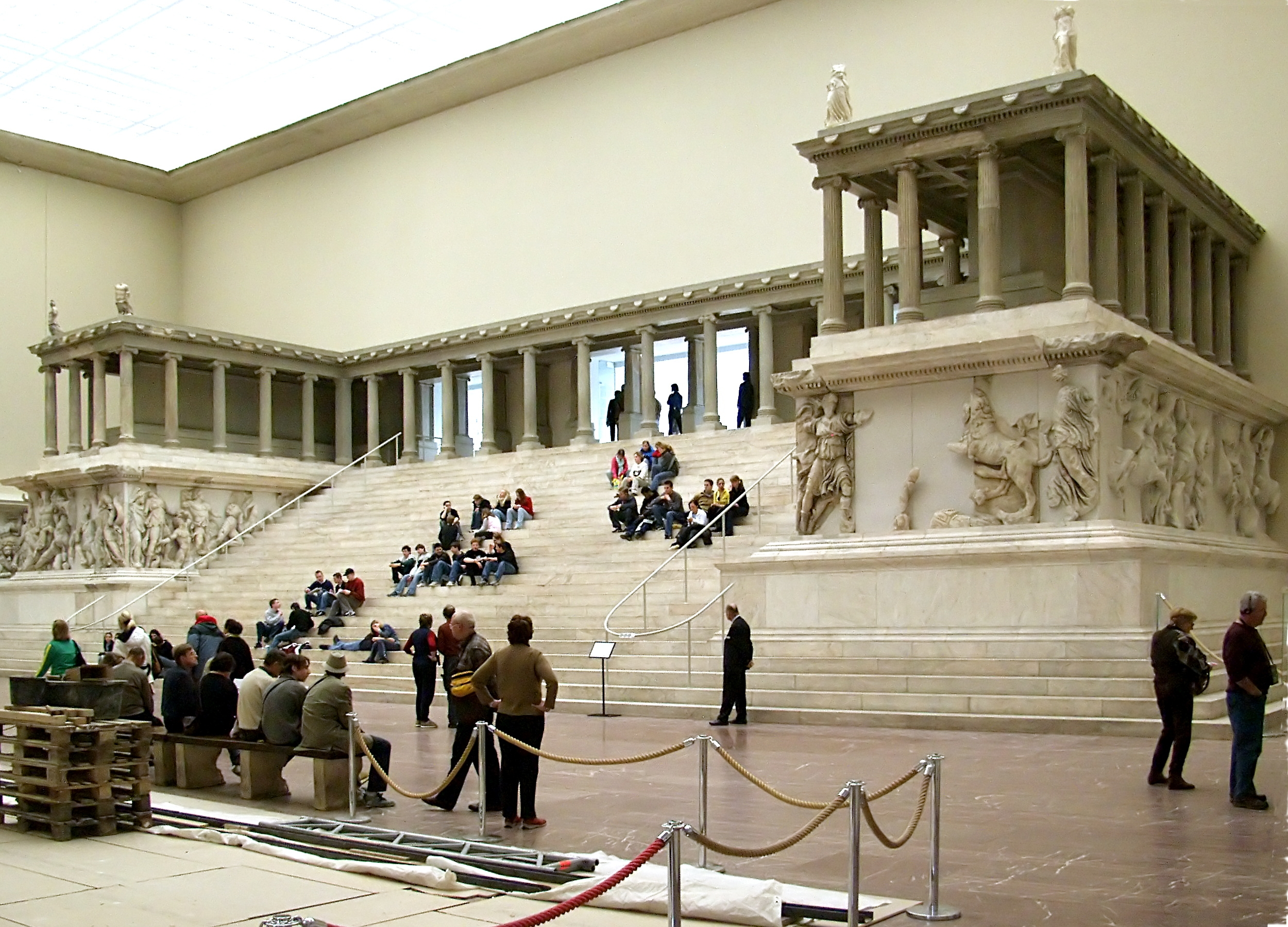
Le Grand Autel de Pergame, reconstitué au Pergamon Museum de Berlin.
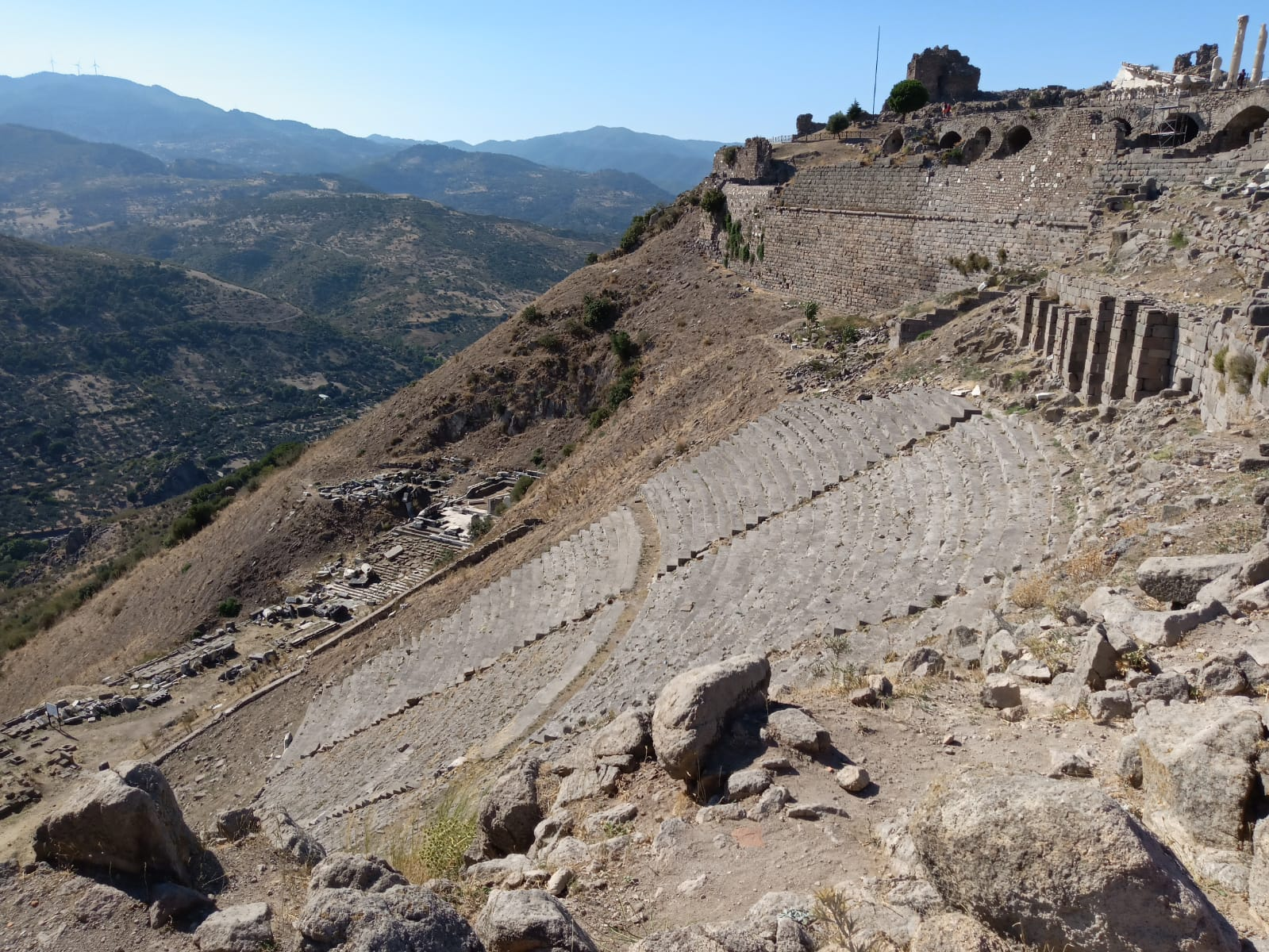
Vestiges du théâtre de Pergame.

#### Les autres royaumes anatoliens

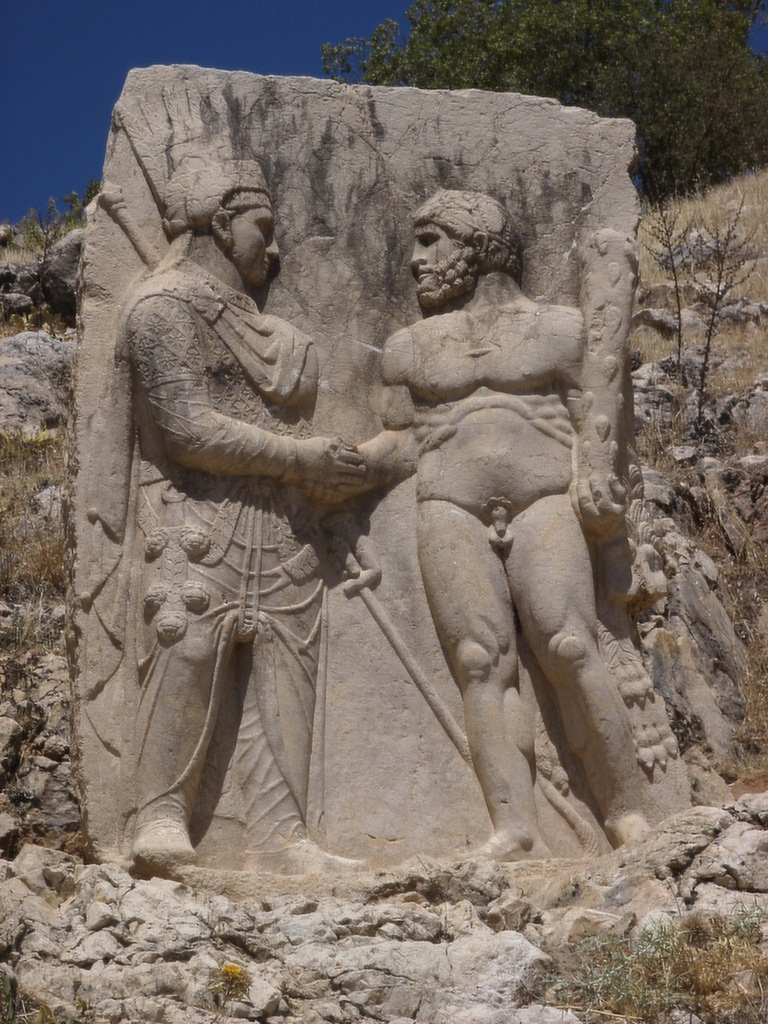
Mithridate Ier de Commagène (v. 100-70) et Héraclès. Arsaméia.

Parmi les autres royaumes anatoliens, la Bithynie, située dans la zone stratégique du Bosphore, est au début de la période hellénistique aux mains d'une dynastie autonome, qui a des origines thraces. Son dirigeant Zipoitès survit à la période des Diadoques en dépit de pertes territoriales, et prend le titre royal. Malgré de nombreux troubles dynastiques, le royaume se maintient en changeant ses alliances. La Mysie est l'objet de ses convoitises, contrecarrées par l'expansion de Pergame, soutenue par Rome qui intervient de plus en plus dans les troubles successoraux bithyniens. Une fois le royaume de Pergame annexé par Rome, le Pont devient son principal rival, ce qui entraîne sa dévastation lors de la première guerre mithridatique. Son dernier roi lègue la Bithynie à Rome en 74, et elle devient une province romaine l'année suivante.
Le Pont était quant à lui devenu indépendant au début du IIIe siècle av. J.-C. sous la direction d'une dynastie de rois d'origine perse hellénisés, et étend également son influence sur les cités grecques et régions voisines, atteignant son apogée sous Mithridate VI, dernier rival de Rome en Anatolie.
À l'intérieur, la Galatie est dominée par des groupes celtes qui s'y installent à partir des années 270, peu structurées politiquement, qui se manifestent par leur propension à piller les régions voisines. Les Galates subissent deux défaites majeures face à Attale Ier de Pergame en 230 et les légions romaines de Cnaeus Manlius Vulso en 189. Ils sont dès lors des alliés fidèles de Rome, y compris pendant les guerres mithridatiques.
Plus à l'est, la Cappadoce est une région montagneuse difficile d'accès, qui est au début de la période convoitée par Eumène de Cardia, un des compagnons d'Alexandre, mais qui reste entre les mains d'une dynastie d'origine iranienne, les descendants d'Ariarathe, qui prend le titre royal après avoir repoussé les Séleucides. Son histoire est mal connue et marquée par de nombreuses vicissitudes caractéristiques de la vie politique et militaire de l'Anatolie hellénistique. Vers la fin du IIe siècle av. J.-C. Rome y installe une nouvelle dynastie, dont le premier roi est Ariobarzane, pour faire face à Mithridate VI. Le royaume devient dès lors un client des Romains.
Encore plus à l'est, les Orontides de Commagène sont également des Perses hellénisés, profitant de la fragilisation des Séleucides pour se rendre indépendants, dont la fidélité à Rome assure une longévité inhabituelle puisqu'ils survivent jusqu'en 72 de notre ère. Cette dynastie hellénisée réalise une synthèse culturelle mêlant éléments grecs et iraniens, visible en particulier sur le site de Nemrut Dağı créant une identité mixte propre, servant le pouvoir royal.

L'Arménie sous Tigrane II.

Toujours plus à l'est, au sud du Caucase, se développe le royaume d'Arménie, dont l'histoire reste obscure jusqu'au règne de Tigrane II (96-55 av. J.-C., qui profite de la période de disparition des Séleucides et de mise en place de la rivalité romano-parthe pour tenter de s'imposer. Il rencontre un temps des succès, constituant un royaume qui s'étend en Cappadoce, en Cilicie, en Atropatène, en Haute-Mésopotamie, et en Syrie jusqu'à Antioche. Son alliance à Mithridate VI du Pont lui attire l'hostilité des Romains, Pompée le réduisant au statut de vassal. Tigrane est un roi hellénisé qui entretient des artistes grecs à sa cour. Mais il dispose d'un nom iranien, prend le titre perse de « Roi des rois », et son administration écrit en araméen d'empire comme le faisait celle des Achéménides. La religion associe divinités mazdéennes et grecques. Le fils et successeur de Tigrane, Artavazde II, est déporté en Égypte et exécuté sur ordre de Marc Antoine en 34, mais la dynastie semble avoir survécu quelque temps encore.

#### Aspects culturels

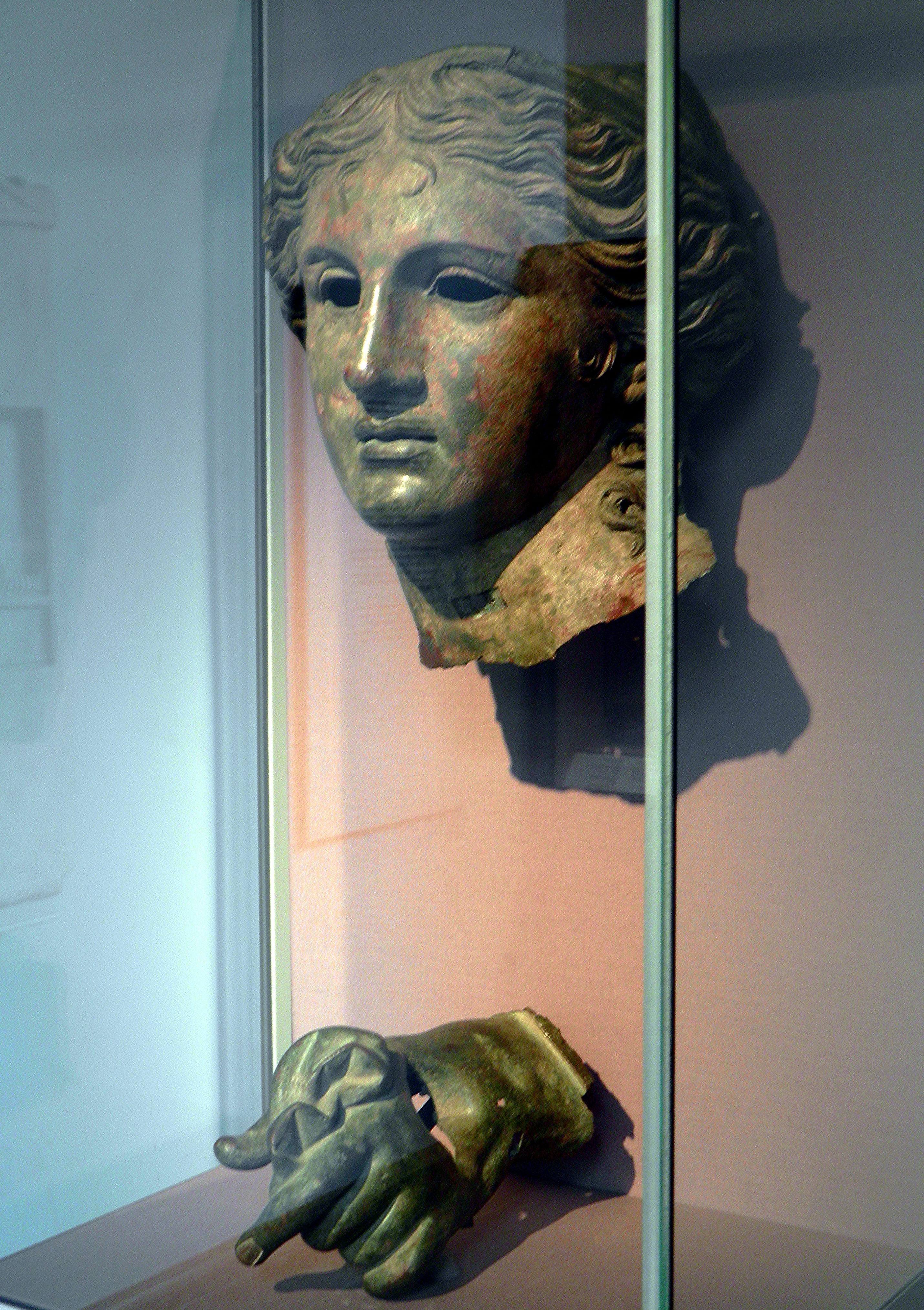
« Aphrodite de Satala », couramment interprétée comme une représentation de la déesse iranienne Anahita sous un aspect grec. Sadak (Turquie orientale), British Museum.

L'Anatolie hellénistique est donc une mosaïque culturelle qui en a fait un domaine d'étude privilégié pour les questionnements liés à l'hellénisation. On y trouve des populations hellénophones, quelques iranophones, aussi des Thraces, et beaucoup d'autres parlant des langues indo-européennes et implantées dans la région bien avant la période (louvite, lycien, lydien, etc.), ainsi que des communautés juives s'implantent dans des cités. La documentation épigraphique est essentiellement grecque, ce qui crée un biais, et certaines régions très isolées et peu hellénisées (Cilicie trachée, Galatie, Lycaonie) sont très mal connues. Les cités et les fondations de cités sont des éléments essentiels de la diffusion de la culture grecque, dont l'influence se retrouve jusque dans des endroits reculés, et dans les royaumes qui ne sont pas dirigés par des dynasties d'origine grecque comme la Bithynie, le Pont ou la Cappadoce. Les traditions locales sont tenaces, ce qui est surtout attesté par l'importance des divinités anatoliennes dont certaines conservent leur nom (Cybèle, Kakasbos, Ma), tandis que d'autres reçoivent un nom grec tout en préservant leur identité propre (Zeus de Labranda). Quant à l'influence perse/iranienne, illustrée notamment par la présence de lieux de culte à Anahita, elle semble disparaître à l'ouest après la fin de la domination achéménide, mais se maintenir au moins partiellement plus à l'est.

### Égypte

#### Formation et organisation du royaume lagide

Le royaume lagide aux

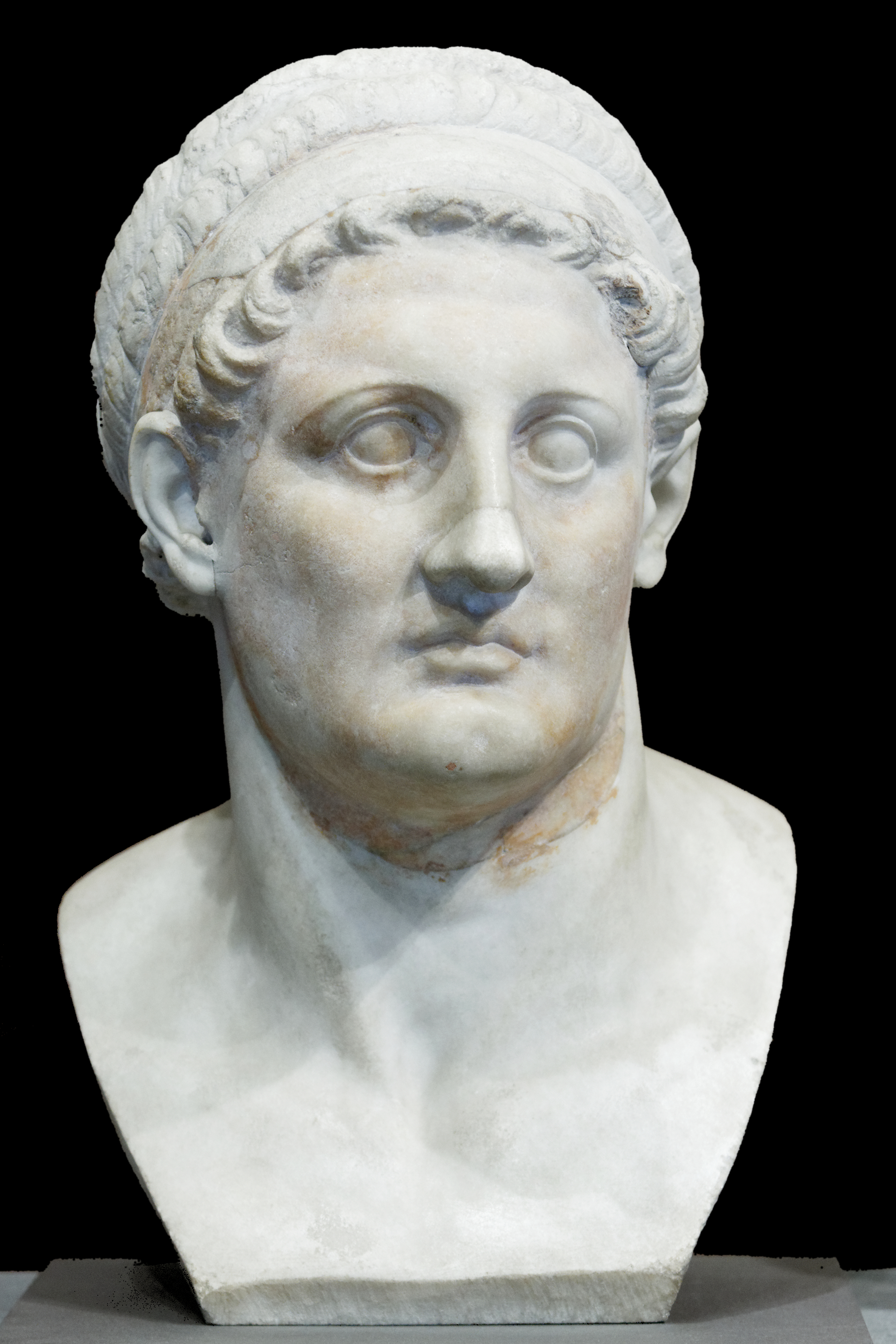
Buste de Ptolémée Ier, Musée du Louvre.

L'Égypte est conquise par Alexandre à la fin de l'année 332, et il repart dès le printemps suivant. Ptolémée devient satrape d’Égypte après la mort du conquérant. Il se proclame ensuite roi, fondant la dynastie des Lagides (du nom de son père Lagos). Ses successeurs portent tous le même nom (on parle aussi de « dynastie des Ptolémées »). À la tête d'un pays prospère, cohérent et bien défendu, durant les guerres des Diadoques Ptolémée Ier (305-283) utilise ses moyens pour s'étendre en Cyrénaïque, au Levant, en Asie mineure et à Chypre. Grâce à leur puissance maritime (reposant en grande partie sur la possession de Chypre et de la Phénicie), ses successeurs Ptolémée II (282-246) et Ptolémée III (246-222) peuvent jouer un rôle dans la vie politique de l’Égée durant le IIIe siècle av. J.-C., dominant les Cyclades et plusieurs cités côtières en Asie mineure et jusqu'en Thrace, tout en disputant les territoires asiatiques aux Séleucides lors des trois premières guerres syriennes.
Comme les autres monarchies hellénistiques, c'est un royaume centralisé autour de la figure royale, avec ses proches. Les rois ont pour particularité de pratiquer l'inceste royal. Le culte dynastique joue aussi un rôle important dans la légitimité des rois et reines, de même que le lien étroit avec le dieu Dionysos, figure tutélaire des Lagides. L'histoire du royaume est émaillée de nombreuses rivalités, assassinats et conflits entre rois, reines, princes et princesses (qui sont souvent mari et femme). La puissance des Lagides repose avant tout sur la domination de la vallée du Nil, qui donne une cohérence territoriale à leur royaume. Les structures administratives égyptiennes traditionnelles, les nomes, sont reprises, la base étant constituée de villages et de villes, tandis que les sanctuaires égyptiens constituent un important pôle d'autorité avec lequel les rois doivent compter. Il n'y a guère que trois cités grecques, Alexandrie, Naucratis et Ptolémaïs, dont les institutions civiques ont sans doute peu de latitude en raison du contrôle royal. L'exercice du pouvoir est en effet très hiérarchisé et centralisé. Des garnisons, constituées en grande partie de mercenaires et de colons militaires (clérouques), assurent la sécurité et le contrôle du territoire. Le grec devient progressivement la langue de l'administration, qui est donc contrôlée par des personnes d'origine grecque ou des égyptiens hellénisés,,.
L'économie lagide bénéficie des riches terres agricoles de la vallée du Nil, qui en font un grenier à blé du monde méditerranéen, exportant notamment vers les cités égéennes et jusque dans le Bosphore cimmérien. Le Fayoum, vaste oasis située à l'ouest du Nil, est aménagée et devient une autre zone de culture importante, dont l'activité est documentée par les archives de Zénon de Caunos qui en font la région la mieux connue de l’Égypte lagide. Sa mise en valeur s'accompagne de la fondation de nouveaux villages qui comprennent des Grecs, mais aussi des Thraces, des Juifs, des Syriens, se mêlant à la population égyptienne déjà présente, qui en font une région de rencontre de différentes cultures. Les domaines royaux fournissent des revenus considérables, qui sont complétés par la fiscalité, reposant sur une bureaucratie effectuant des travaux de recensement et de cadastrage, des banques royales et l'affermage de certains prélèvements. Alexandrie sert de point de collecte de ses différentes richesses, qui peuvent ensuite être redistribuées et commercialisées hors du royaume,.

#### Alexandrie
Alexandrie bénéficie largement du développement de la monarchie lagide, qui y concentre une part substantielle des richesses qu'elle prélève sur le royaume afin d'assurer son train de vie et d'embellir la cité, qui devient un instrument du prestige royal. Un grand palais y est érigé, le culte royal y occupe une place centrale, avec la grande fête des Ptolémaia. Les fouilles apportent néanmoins peu d'informations sur l'organisation de la cité, en raison de l'occupation moderne, et sa physionomie est reconstituée par les textes : elle dispose d'un puissant rempart, de divers monuments politiques et religieux (dont le temple de Sérapis, Sérapéum), et du Phare d'Alexandrie, passé à la postérité comme une merveille du monde. C'est un pôle commercial de premier plan, disposant d'un port très actif, de marchés, de banques, et du seul atelier monétaire du royaume. C'est une ville cosmopolite, dominée par une élite grecque et hellénisée, ainsi que des Égyptiens et des étrangers, dont une importante communauté juive, atteignant peut-être le demi-million d'habitants. C'est enfin une capitale culturelle du monde hellénistique, attirant des artistes et des savants de renom. La Bibliothèque d'Alexandrie est un lieu d'études sans équivalent pour l'époque,.

Plan d'Alexandrie à l'époque hellénistique.
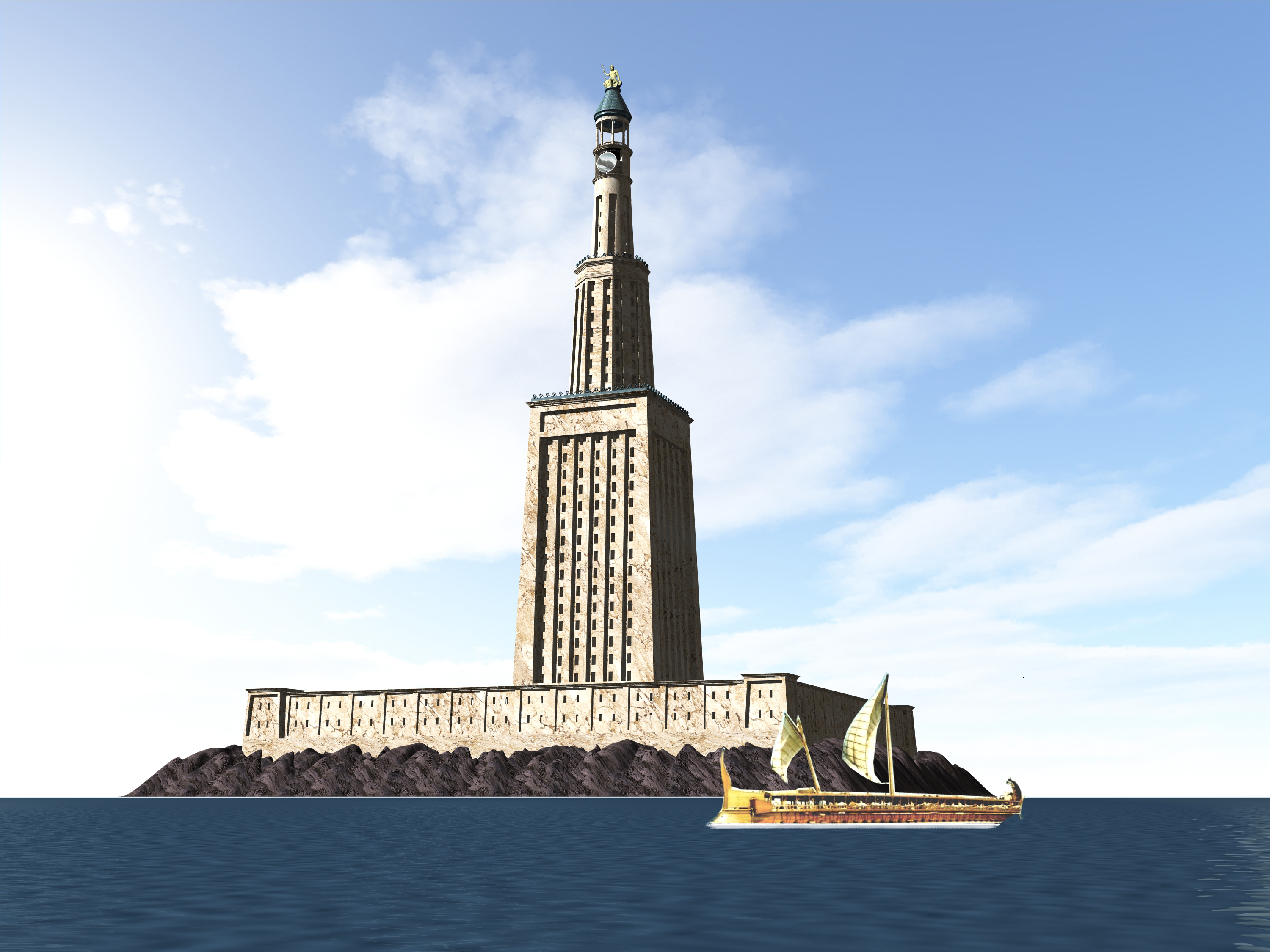
Proposition de reconstitution du phare d'Alexandrie.
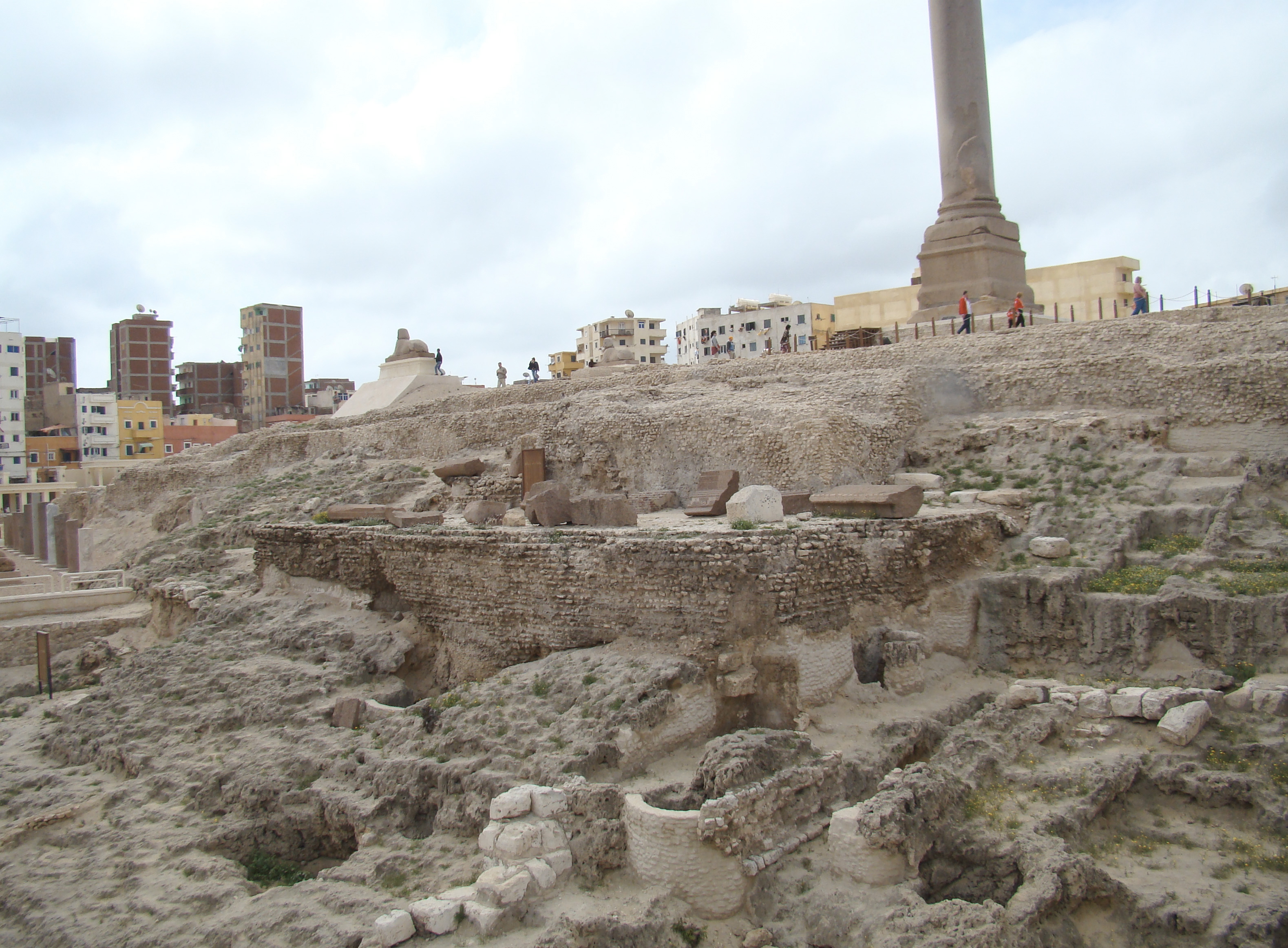
Vestiges du Sérapéum d'Alexandrie.

#### Grecs et Égyptiens
| |  |  |
| Bagues en or représentant Ptolémée VI Philométor comme un roi hellénistique (gauche) et comme un pharaon égyptien (droite). Musée du Louvre. |  |  |

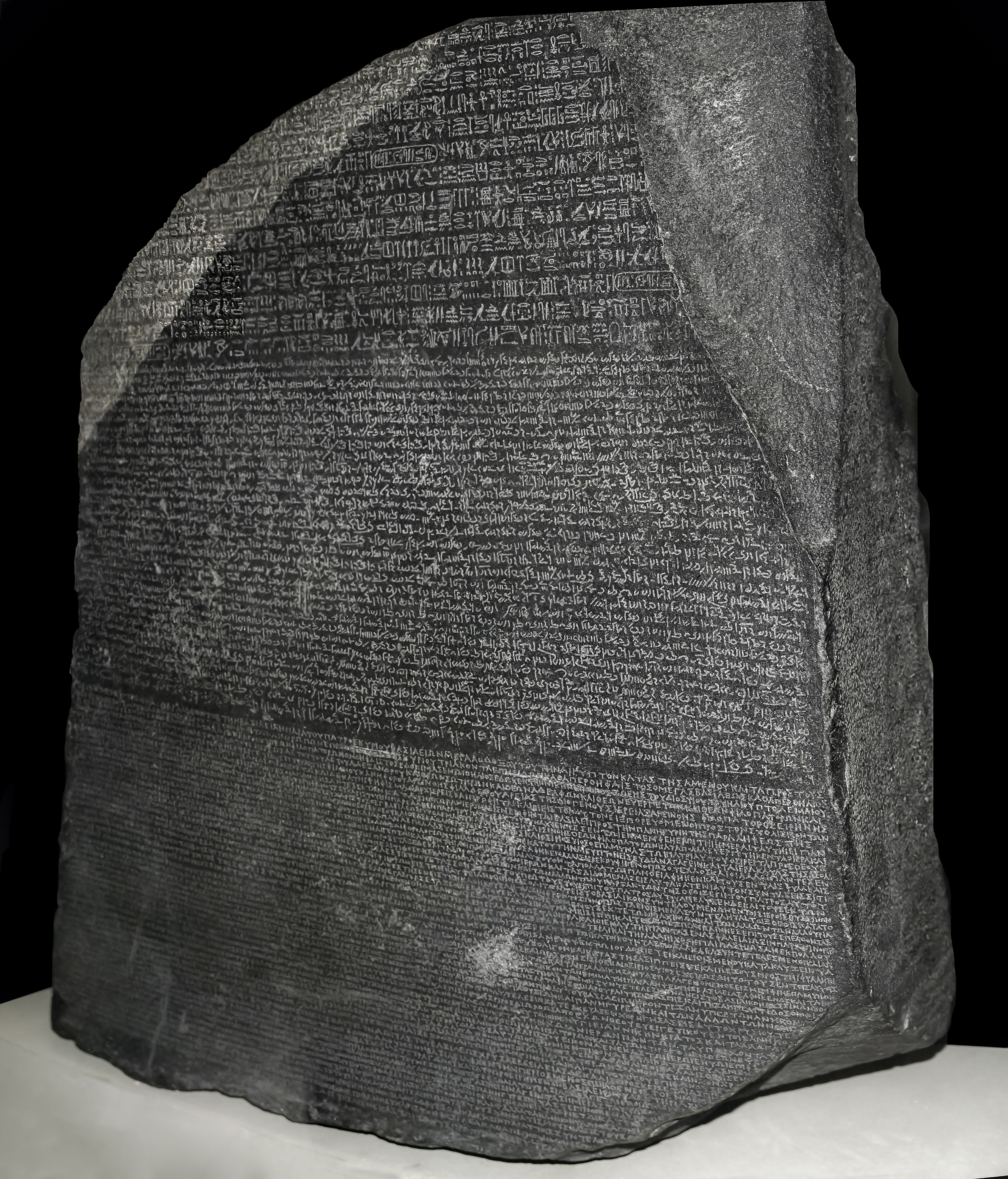
La pierre de Rosette, inscription trilingue grec-démotique-hiéroglyphes comprenant un décret de Ptolémée V. -196 British Museum.

Les rois lagides se présentent à leurs sujets Égyptiens comme les successeurs des pharaons; en se faisant représenter à leur manière dans des temples, même si personne n'est dupe sur leur origine étrangère et du fait qu'ils se considèrent fondamentalement comme gréco-macédoniens. Leur royaume préserve une partie de l'héritage pharaonique, en particulier l'importance des temples, qui sont essentiels pour la continuité des traditions autochtones. Dans les premiers temps de la domination lagide, les sanctuaires et leur élite cléricale sont largement livrés à eux-mêmes, constituant une administration parallèle à celle du pouvoir royal. Mais ce dernier va les intégrer progressivement. Ptolémée II décide dans les années 260 de regrouper les clergés égyptiens en un seul corps politique géré par des synodes qui prennent des décrets avalisés par le roi, rédigés en trois langues (grec, démotique, hiéroglyphes), à l'image de la pierre de Rosette. Dès lors, le pouvoir lagide veille à ce que les temples aient les moyens de bien fonctionner, en restaurant plusieurs et en construisant même des nouveaux (Temple d'Horus (Edfou)), tout en les contrôlant par le biais de ses agents. Dans la partie nord du royaume, les sanctuaires semblent perdre en influence, alors que ceux du sud se maintiennent, appuyés par un pouvoir économique encore conséquent. Sous le règne de Ptolémée V (204-181) une révolte embrase la région de Thèbes, cherchant à y rétablir un pouvoir pharaonique. Ce n'est pas forcément une lutte ethnique/culturelle entre Égyptiens et Grecs, puisqu'elle est condamnée par le synode sacerdotal égyptien. Après sa répression, l'administration royale consolide son emprise sur les temples de cette région, par le biais de garnisons et avec l'appui d'une nouvelle élite comprenant des Égyptiens fidèles au pouvoir lagide et plus hellénisés que les autres. L'écriture du grec progresse face au démotique (alors que la population est majoritairement non hellénophone). Les sanctuaires se voient cantonnés à leurs fonctions religieuses et les charges principales y sont monopolisées par les agents royaux.

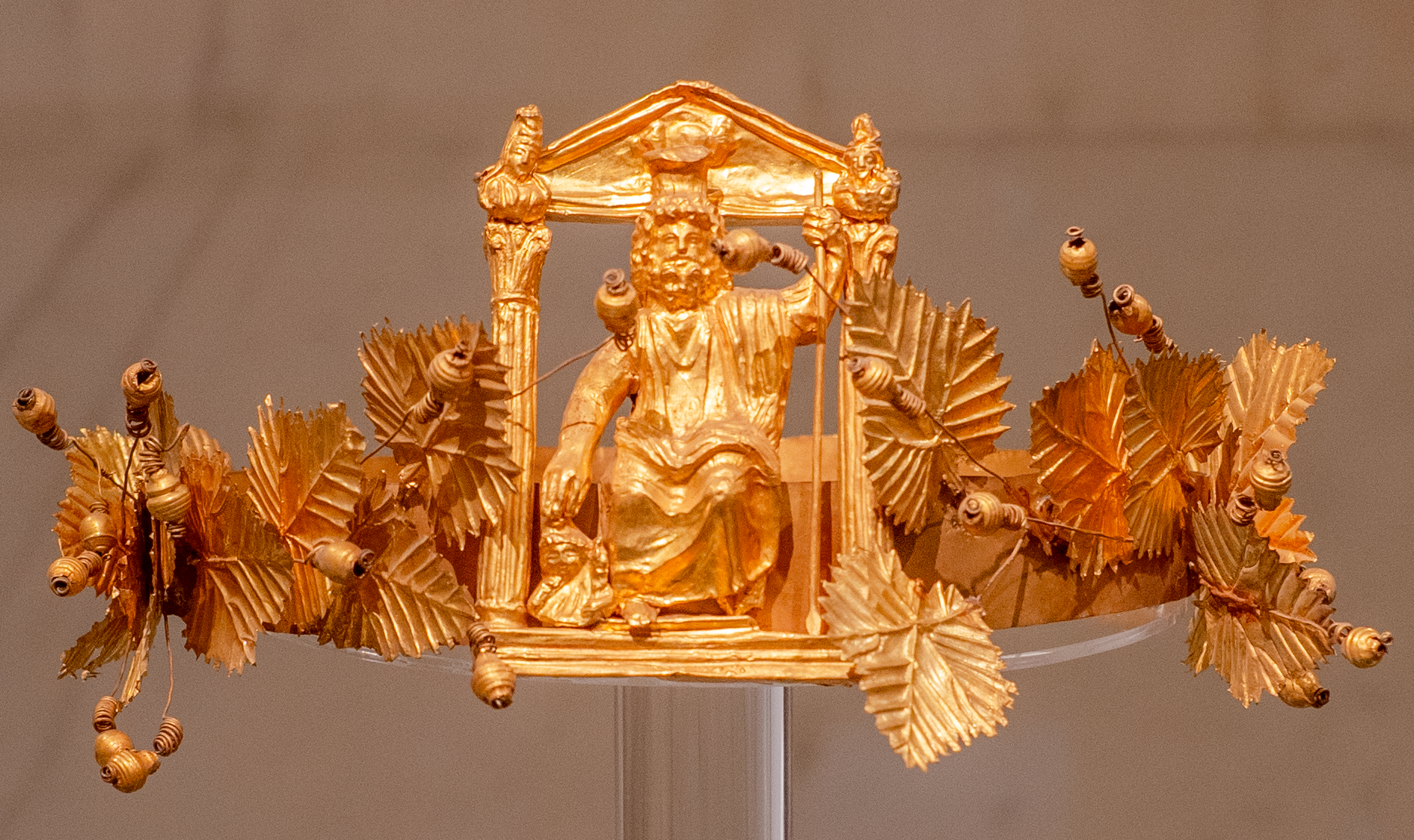
Couronne surplombée de Sérapis. Musée d'Alexandrie.

L’Égypte lagide occupe une position centrale dans les questionnements sur la nature de la domination grecque, les relations Grecs/Indigènes et l'hellénisation. Les rapports entre les deux groupes sont difficiles à cerner. Même la part de la population « grecque » dans l'ensemble est impossible à évaluer avec précision : les estimations varient entre 10 et 20 %, surtout dans le Delta autour d'Alexandrie et du Fayoum, peu nombreuse ailleurs en dehors des centres administratifs, notamment en Haute-Égypte ; en sachant qu'il y a aussi autour de 3 % d'individus juifs, surtout à Alexandrie. Cette société a pu être qualifiée de « coloniale » comme de « multiculturelle ». Il y a eu des mariages mixtes (attestés par les papyrus du Fayoum), des transferts culturels au moins au niveau des populations humbles. Comme ailleurs, au fil du temps les limites entre Grec et Égyptien ont dû perdre en pertinence. Certes le statut juridique d'« Hellène » existe, donnant droit à un statut juridique particulier (avec des tribunaux distincts, des exemptions fiscales) mais comme souvent à l'époque la notion a une base plus culturelle qu'ethnique puisque ce groupe inclut les Juifs hellénisés d'Égypte (voir plus bas). Dans le domaine des innovations religieuses, la plus notable est la création de Sérapis, dieu gréco-égyptien créé à partir de la figure d'Osiris-Apis mais avec une apparence et un culte marqué par les traditions grecques. Se remarque aussi un attrait de certains Grecs pour les coutumes funéraires égyptiennes. Les temples égyptiens restent des conservatoires de la culture locale mais leur élite est de plus en plus hellénisée. Le prêtre Manéthon rédige ses Ægyptiaca au début du IIIe siècle av. J.-C. afin de présenter l'histoire ancienne du pays à ses nouveaux maîtres. De leur côté, les élites grecques semblent avoir porté peu d'intérêt aux traditions locales, jusqu'aux rois qui n'ont probablement jamais parlé la langue égyptienne, à la possible exception de Cléopâtre VII,.

#### Le judaïsme alexandrin
De toutes les communautés de la diaspora juive de l'époque hellénistique, celle d'Alexandrie a eu la plus grande influence. Elle bénéficie de la protection des rois Lagides, qui sont à l'origine de son implantation puisque les Juifs servent de soldats et sont intégrés à l'appareil militaire, et du dynamisme de la métropole. Une seconde vague immigre dans les années 170-160 sous la direction d'Onias IV, en lien avec une crise ayant lieu en Judée. Dans ce contexte, ils s'hellénisent rapidement et sont d'ailleurs juridiquement considérés comme des « Hellènes », même si les mariages mixtes sont rares en raison des traditions matrimoniales juives, et leur religion propre, organisée autour de synagogues et de maisons de prière. La traduction de la Torah en Grec, la Septante (ainsi nommée parce qu'elle aurait été accompli par soixante-douze traducteurs), se produit dans ce contexte, apparemment à la demande du roi Ptolémée II qui voulait mieux comprendre la Loi juive (plus que la religion juive). La littérature juive alexandrine se développe aussi (Aristobule de Panéas, Ézéchiel le Tragique, etc.), son principal auteur, Philon d'Alexandrie, écrivant à l'époque romaine. Un antijudaïsme se développe aussi chez certains Grecs d'Alexandrie (en prétextant notamment leur refus du gymnase et leurs règles alimentaires), et même une répression de la part du pouvoir royale rapportée par des sources juives (qui pose des difficultés d'interprétation).

#### Cyrénaïque
La Cyrénaïque, région colonisée par les Grecs dès la fin du VIIe siècle av. J.-C. et devenue une contrée prospère grâce à ses richesses agricoles, connaît une période trouble marquée par des coups de force et tentatives d'autonomisation au début de l'époque hellénistique. Elle se relève sous la direction de Magas, beau-fils de Ptolémée, au début du IIIe siècle av. J.-C., puis retourne définitivement sous domination lagide par le mariage de la fille de ce dernier, Bérénice II, avec Ptolémée III. La principale cité de la région, Cyrène, redevient prospère. Elle donne notamment naissance à Callimaque et Ératosthène, qui font carrière à Alexandrie. Les autres cités grecques de la région bénéficient également des générosités royales, étant refondées et renommées du nom de membres de la famille lagide : Euhespérides devient Berenice, Taucheira devient Arsinoé, Barca devient Ptolémaïs. Les relations entre cette région et l’Égypte sont marquées par des mouvements de personnes dans les deux sens, notamment des colons venus d’Égypte,,.

#### Le déclin du royaume lagide
À partir des règnes de Ptolémée IV (222-204) et Ptolémée V (204-180), la puissance des Lagides perd de son importance à l'extérieur et devient plus instable à l'intérieur. Les Séleucides les chassent du Levant durant les dernières guerres syriennes, ainsi que d'Asie mineure. Puis ils perdent progressivement toute influence dans le monde égéen dans la première moitié du IIe siècle av. J.-C. En Égypte même, des révoltes secouent le royaume, notamment dans la région de Thèbes qui résiste plus à l'autorité lagide. Des conflits au sein de la famille royale affaiblissent son autorité. Un cas extrême est la vie très mouvementée de Cléopâtre II (v. 185-102), qui épouse son frère Ptolémée VI (règne 180-145), lui donne quatre enfants, avant d'épouser à la mort de son premier mari-frère son autre frère Ptolémée VIII (co-roi 170-163, roi seul 145-116) qui lui donne un autre fils, Ptolémée Memphites, puis fait assassiner son fils aîné (et héritier présomptif) Ptolémée VII (règne 145-144)) tout en prenant pour seconde épouse sa fille Cléopâtre III (V. 160-101) ; après quelques années elle entre en conflit avec son frère, qui fait assassiner leur fils, et après plusieurs années de guerre ils se réconcilient.
Le royaume lagide s'affaiblit progressivement et devient un protectorat romain après 168, quand Rome intervient pour faire reculer Antiochos IV alors qu'il a envahi l'Égypte. Ptolémée XII parvient à préserver l'intégrité du royaume en corrompant les dirigeants romains, mais perd Chypre et la Cyrénaïque. Sa fille [[Cléopâtre VII|Cléopâtre VII]] (51-30) tente de tirer parti des guerres civiles romaines mais ne parvient pas à sauver le royaume. Son suicide en 30 marque la fin de sa dynastie.

### L'Orient hellénistique

#### Royaume séleucide

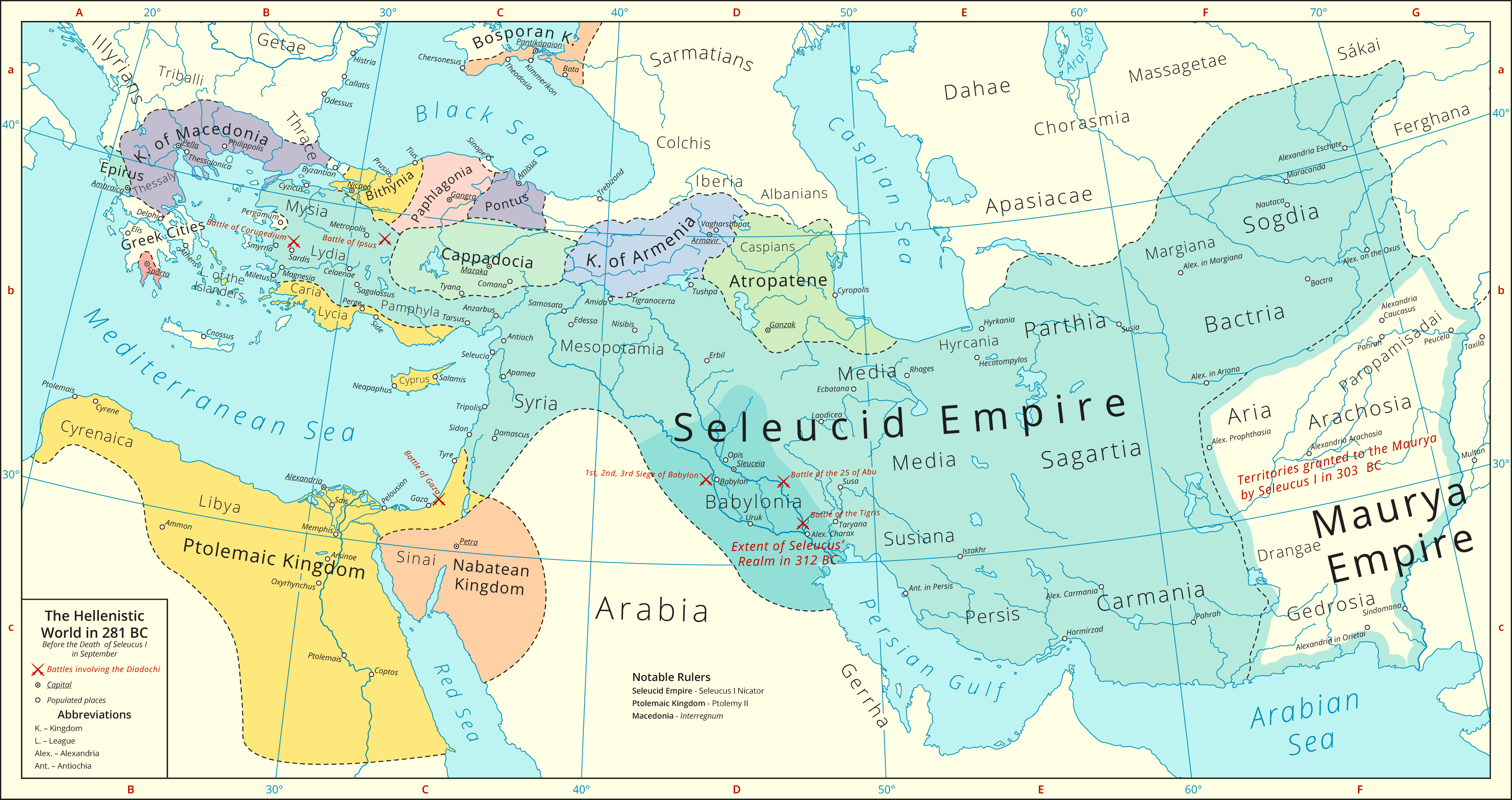
Le royaume séleucide à son extension maximale vers -281

Le Levant, une partie de l'Anatolie, la Mésopotamie et l'Iran sont le domaine des Séleucides, dynastie fondée par Séleucos Ier. Des monarchies hellénistiques, c'est la plus marquée par l'héritage institutionnel et politique achéménide. Elle repose en bonne partie sur les richesses de la Babylonie, aussi sur la Syrie du nord où se trouve le cœur du royaume. Les Séleucides emploient à leur tour une politique active de colonisation et de fondation de garnisons et de cités grecques. Les successeurs de Séleucos sont néanmoins rapidement confrontés au défi du maintien de l'intégrité d'un royaume extrêmement étendu, soumis à des forces centrifuges et cerné de puissances rivales. Leur domination sur le Levant est menacée par les Lagides jusqu'à la fin du IIIe siècle av. J.-C. (guerres de Syrie). L'autonomie large acquise par certains gouverneurs éloignés du pouvoir central fragilisent encore plus l'édifice séleucide. Le royaume se morcelle sur une de ses extrémités dès la fin du IVe siècle av. J.-C. avec la perte de l'Indus au profit des rois indiens de l'empire Maurya. Après le milieu du IIIe siècle av. J.-C. c'est la Bactriane et la Parthie qui sont perdues, ainsi que l'Asie Mineure où la place est laissée à des dynasties locales.
Comme les autres grandes monarchies hellénistiques, le royaume séleucide repose sur la personne du roi, entouré de ses fidèles, un schéma qui reprend aussi le fonctionnement de la cour achéménide. L'élite est majoritairement d'origine gréco-macédonienne, souvent des cités d'Asie Mineure. Sa richesse repose sur des domaines hérités de l'empire achéménide ou acquis par droit de conquête. Le royaume reprend des Achéménides la structuration en vastes provinces, les satrapies, confiées à un satrape/stratège qui est chargé de prélever des ressources, d'organiser les garnisons, de surveiller les communautés locales. La présence de garnisons est essentielle pour assurer l'intégrité du royaume. Les circonscriptions locales sont de nature variée : cités grecques plus ou moins autonomes, districts agricoles et/ou militaires (katoikiai) contrôlés par l'administration royale, communautés indigènes, souvent organisées autour de sanctuaires. Les relations entre les rois et les pouvoirs locaux sont marquées par la négociation, l'autorité royale cherchant à masquer ses aspects les plus contraignants tout en tenant à être incontestée. En particulier, la Syrie du Nord est remodelée par le pouvoir séleucide qui entend en faire son centre, autour de la « Tétrapole », quatre cités fondées par Séleucos pour servir de centres de pouvoir (Séleucie de l'Euphrate, Apamée de l'Euphrate, Antioche, Laodicée-sur-Mer), et d'anciennes métropoles syriennes (Alep, Karkemish) qui font l'objet de refondations. Cette politique permet notamment de fixer la population gréco-macédonienne et récompenser les soldats en les dotant de terres. L'autre pôle du royaume, la Babylonie, fait l'objet de différentes fondations et de refondations servant également à marquer l'emprise séleucide sur des territoires où l'élément gréco-macédonien reste minoritaire, la plus importante étant la création de Séleucie du Tigre qui est une autre résidence royale. Entre les deux, le Moyen-Euphrate a vu l'érection de villes de garnison, comme Jebel Khalid et Doura Europos qui ont fait l'objet de fouilles,.

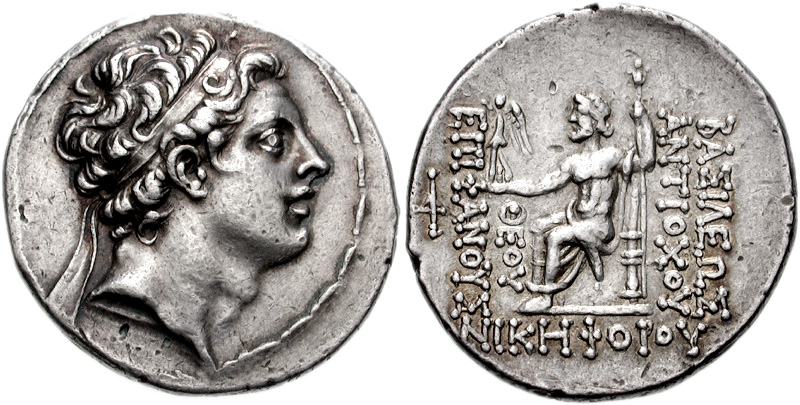
Monnaie à l'effigie d'Antiochos IV.

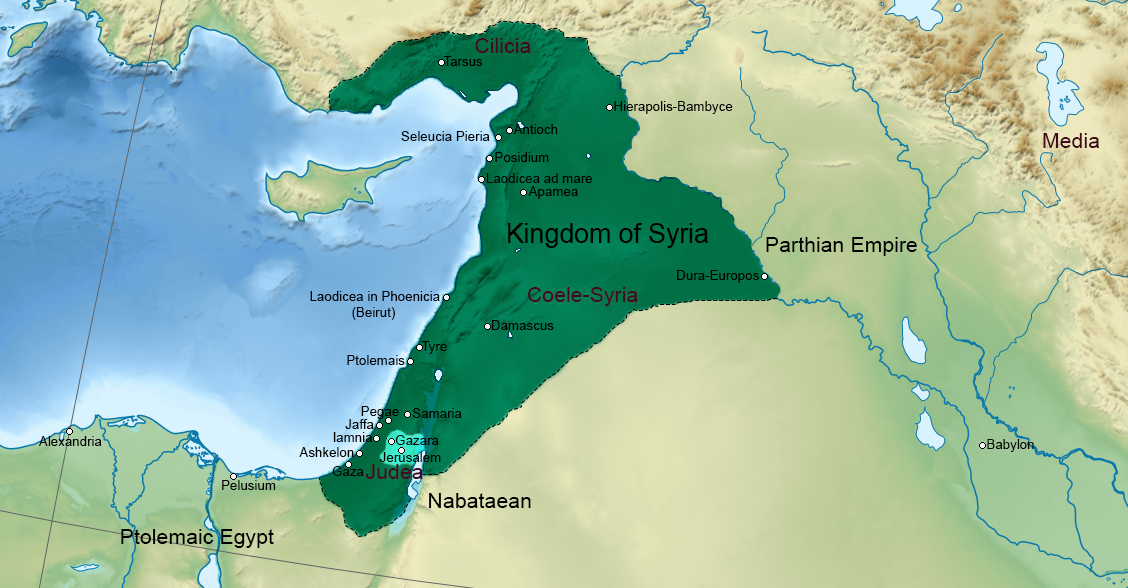
Le royaume séleucide vers 125.

Antiochos III (222-187) est constamment en campagne pour reprendre les territoires perdus et étendre le royaume dans toutes les directions. Malgré d'indéniables succès durant l'« Anabase » en Haute Asie, il ne parvient pas à pérenniser ses acquis. Son règne s'achève peu après sa défaite face à Rome et la paix d'Apamée de 188 qui marque son renoncement à dominer l'Asie Mineure. Après cela, la décomposition du royaume séleucide s'accélère. Antiochos IV (175-164) ne parvient pas à inverser la tendance en raison de l'influence croissante de Rome à l'ouest, qui l'empêche de s'emparer de l’Égypte. Après sa mort des troubles dynastiques accélèrent l'affaiblissement du royaume. En Judée, la révolte des Maccabées se solde par la perte du Levant méridional dans les années 140-130. Sur la frontière orientale, les Parthes, enlèvent progressivement aux Séleucides les territoires iraniens, déjà marqués par de fortes tendances sécessionnistes, puis la Babylonie en 141 av. J.-C., initiant une série de conflits qui se concluent par la perte définitive de cette riche région au début du Ier siècle av. J.-C. Alors que les Séleucides ne règnent plus que sur la Syrie, Tigrane II d'Arménie parvient à faire passer cette région sous son contrôle. Les Romains le défont et rétablissent les Séleucides, mais il ne s'agit que d'un sursis de courte durée puisque le royaume se rétrécit peu à peu. Il est annexé par Rome en 63 lors de la réorganisation de la région par Pompée.

#### Chypre

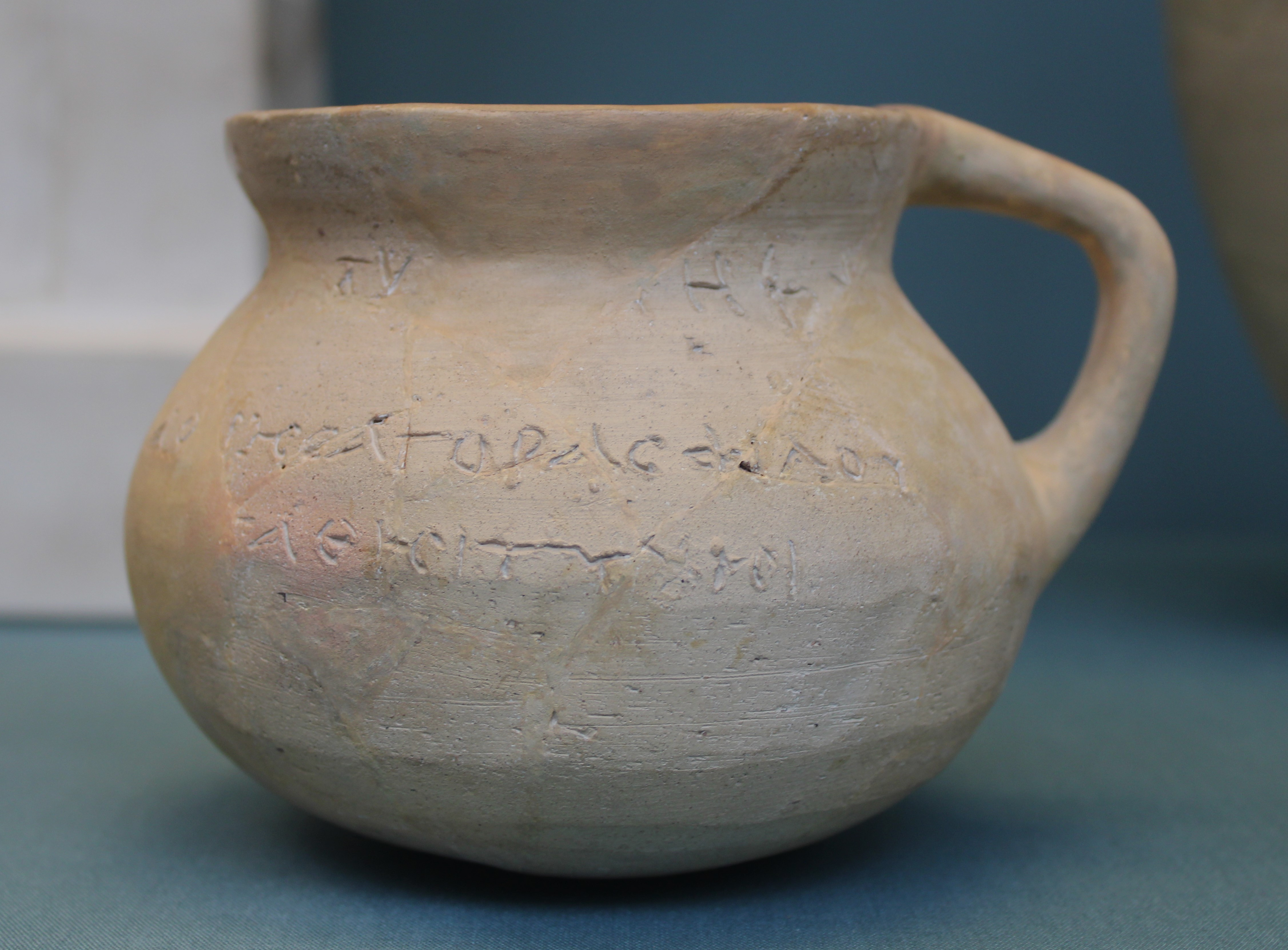
Jarre avec une inscription bilingue alphabet grec-syllabaire chypriote, dédicacée aux Nymphes par un dénommé Onésagoras. Kafizin (Chypre), v. 225--175 British Museum.

Chypre est au début de la période hellénistique une île divisée en plusieurs royaumes dirigés par des dynasties grecques/hellénisées et phéniciennes. Il s'agit en effet depuis l'âge du bronze d'une terre de contacts et de métissages entre Levant, Anatolie et monde égéen, avec aussi une composante autochtone (parlant l'étéochypriote). Nicocréon le roi de Salamine se met au service d'Alexandre et joue un rôle à l'époque des Diadoques, jusqu'à sa mort en 310. Chypre est ensuite disputée entre Ptolémée et Démétrios Poliorcète. Le premier s'impose définitivement en 294, et l'île devient dès lors une possession lagide. Elle occupe une place importante dans ce royaume en raison de sa situation stratégique. Il est courant que des princes héritiers soient placés à la tête de Chypre pour apprendre à gouverner, autrement elle est sous la direction d'un stratège qui a un pouvoir politique, militaire et religieux, dont le centre du pouvoir est à Néa Paphos. Durant les luttes, l'île sert à plusieurs reprises de refuge pour des prétendants contraints à l'exil,.
Chypre est aussi d'un grand intérêt stratégique pour les Lagides puisqu'elle dispose d'importantes mines de cuivre, sans doute placées sous un monopole royal. Elle a aussi une solide tradition dans la construction de bateaux et la navigation. La domination de l'île s'appuie sur une administration grecque qui s'efforce à effacer les divisions territoriales antérieures pour mettre en place un régime « colonial ». Cela s'accompagne aussi du développement d'institutions civiques démocratiques, avec leurs bâtiments caractéristiques de type grec, auxquelles une certaine marge d'autonomie interne est laissée. Le gouverneur local contrôle les bases navales et une flotte puissante, des mercenaires reçoivent des terres. L'introduction de divinités gréco-égyptiennes et du culte royal viennent apporter des changements au fonds religieux bigarré de l'île, qui mêle traditions levantines et grecques. Tout cela favorise l'hellénisation et l'uniformisation culturelle de Chypre, sans besoin d'une politique volontariste. L'alphabet phénicien et le syllabaire étéocypriote disparaissent, Chypre devenant manifestement une terre exclusivement de langue grecque, certes avec des variantes dialectales.

#### Phénicie
La Phénicie est soumise par les troupes d'Alexandre le Grand en 333-332. Tyr est la cité qui résiste le plus, ne se rendant qu'après un siège de sept mois qui implique la construction d'une jetée qui relie le continent où se trouvent les assaillants à l'île sur laquelle est érigée la ville. Elle se relève vite de cette défaite et redevient une cité marchande dynamique. La région est ensuite disputée entre Séleucides et Lagides lors des guerres de Syrie, en raison de son emplacement stratégique et de son importance dans les échanges commerciaux, notamment maritimes.
Il semble indéniable que les cités phéniciennes ont été très perméables à la culture hellénistique, mais l'ampleur de l'impact de celle-ci en Phénicie est assez difficile à déterminer. Les habitants de cette région, habitués à commercer et à s'implanter au loin, sont depuis très longtemps accoutumés à s'approprier et à repenser des éléments issus de cultures voisines (notamment l’Égypte). Leurs interactions avec les Grecs ont déjà plusieurs siècles derrière elles au moment de la conquête de la Phénicie par Alexandre, donc une connaissance de la culture grecque si ce n'est des emprunts à celle-ci existent déjà. Les sources sur le sujet sont lacunaires, en particulier la littérature phénicienne qui a totalement disparu et laisse la place à la seule littérature grecque, ce qui tend à conforter l'image d'une hellénisation profonde de la région. On connaît comme ailleurs des exemples de personnes de l'élite des cités phéniciennes adoptant des noms grecs, parlant grec, allant au gymnase, certains participant même à des concours panhelléniques, ce qui contribue manifestement à leur prestige et leur succès dans un monde dominé par des Grecs qui les associent à la gestion du pouvoir. La langue grecque supplante progressivement le phénicien dans les villes (mais sans doute moins dans les campagnes). La religion illustre la complexité du processus et la créativité à l’œuvre, qui ne voit pas la culture phénicienne se faire submerger par la culture hellénistique mais plutôt des pratiques de négociation/accommodation/métissage. Les cultes de quelques divinités grecques sont implantés en Phénicie, sans pour autant supplanter les divinités locales (pour cette période, le site d'Oum el-Amed montre un lieu de culte où l'influence grecque est limitée). Les Grecs « interprètent » ces dernières en leur donnant le nom de la divinité grecque qu'ils estiment la plus similaire, des éléments de l'iconographie grecque peuvent être adoptés,,.
La Phénicie tombe sous la coupe des Romains en 64/3, lors de la création de la province de Syrie dans laquelle elle est intégrée, sans grande conséquence sur sa culture et sa prospérité.

#### Judée et Levant méridional

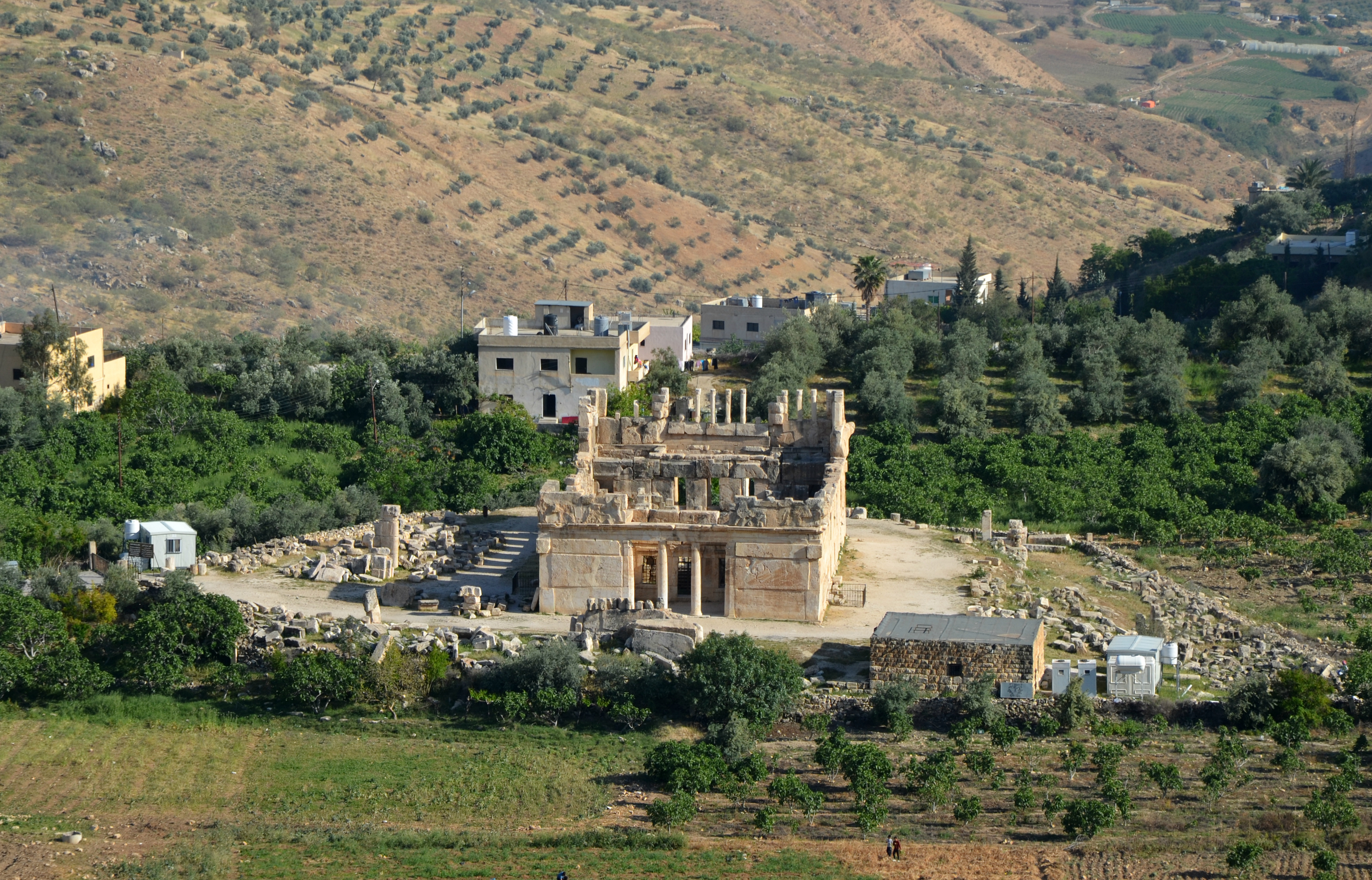
Vue des vestiges du palais d'Iraq al-Amir.

La Judée est soumise par Alexandre en 332 en même temps que le reste du Levant méridional, alors qu'il se rend en Égypte. Lors des conflits entre les Diadoques, elle tombe sous la coupe de Ptolémée, qui prend Jérusalem en 312 et déporte une partie de sa population (100 000 personnes selon la Lettre d'Aristée, chiffre probablement excessif) en Égypte et intègre des Judéens dans son armée. Ce pays est dominé par deux grandes entités : le temple de Jérusalem avec son grand prêtre et la riche et puissante famille hellénisée des Tobiades, un temps associée aux Lagides et dont l'influence s'étend aussi en Transjordanie (un de leurs palais, mêlant influences grecques et perses, a été fouillé à Iraq al-Amir en Jordanie). Il est aussi marqué par ses relations plus ou moins houleuses avec le pays de Samarie au nord, très proche de lui culturellement, mais qui dispose au mont Gerizim d'un temple rival de celui de Jérusalem. La Palestine fait l'objet de nombreuses fondations de cités grecques, souvent dans des villes déjà existantes (Beït Shéan renommée Scythopolis).

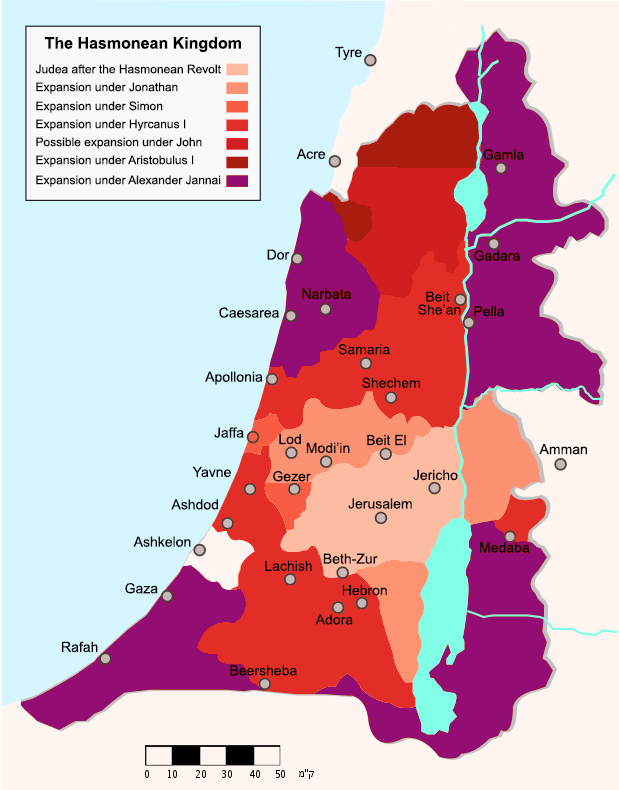
Carte du royaume hasmonéen.

La région est disputée entre les Lagides et les Séleucides durant le IIIe siècle av. J.-C., puis passe sous le contrôle des seconds en 198. En 175 Antiochos IV fait de Joshua, qui porte le nom grec de Jason, le nouveau grand prêtre, notamment en échange de la promesse de constituer une cité grecque à proximité de Jérusalem. Il entre ensuite en rivalité contre Ménélas, qui prend sa place de grand prêtre, ce qui provoque un conflit local qui motive l'intervention séleucide (par crainte d'une révolte dans un contexte de guerre contre l'Égypte) qui se solde par le sac et le pillage du grand temple, acte sacrilège aux yeux des Juifs. S'ensuit selon le Livre des Maccabées une répression et une politique de d'hellénisation forcée des Juifs (interdiction de la circoncision, suppression du sabbat et des fêtes traditionnelles juives, transformation du temple en lieu de culte pour Zeus). Cela provoque une révolte conduite par Judas Maccabée (révolte des Maccabées), issu d'une famille sacerdotale, puis ses fils, souvent présentée comme une réponse à une persécution religieuse et une politique d'acculturation forcée. Néanmoins il est peu probable qu'Antiochos (comme les autres rois hellénistiques) ait eu de telles intentions mais que les mesures prises s'inscrivent dans un processus de poliadisation classique, qui se heurte ici au fait qu'elles sont vues comme une menace pour l'identité locale avant tout en s'attaquant à sa religion. Ce n'est pas pour autant une révolte contre l'hellénisme, puisque les Maccabées ne sont pas fermés à cette culture. La révolte se prolonge pendant plusieurs décennies, l'affaiblissement des Séleucides offrant aux Maccabées l'occasion de triompher, de prendre le titre de grand prêtre, de rendre la Judée indépendante et fonder une nouvelle dynastie royale, les Hasmonéens,,. La région de Samarie prend une direction opposée puisque le grand temple du mont Gerizim, détruit par les Lagides, semble bénéficier des faveurs des Séleucides qui s'en servent de relais local pour leur autorité. En tout cas il prospère sous leur règne et s'hellénise plus que celui de Jérusalem (son dieu est assimilé à Zeus), comme l'indiquent les nombreuses inscriptions en grec qui y ont été mises au jour.
Les Hasmonéens prennent de nombreux aspects des monarchies hellénistiques, avec une hellénisation (le roi Aristobule se surnomme « Philhellène »), jusqu'aux conflits familiaux pour le pouvoir, tout en conservant la charge de grand prêtre et suivant les traditions religieuses juives. Ils mènent une politique militaire expansionniste, qui s'accompagne de conversions forcées au Judaïsme, avec la conquête du pays des Ituréens, de la Galilée, et des villes de la côte. Du point de vue religieux, le Judaïsme de la période est marqué par une littérature de style apocalyptique (Livre d'Hénoch, Livre de Daniel) et l'émergence de groupes religieux divergents évoqués par Flavius Josèphe, les Pharisiens, les Esséniens et les Sadducéens. Les Manuscrits de la mer Morte (probablement copiés et réunis par des Esséniens) s'inscrivent dans ce contexte intellectuel,.
Les troubles dynastiques au sein de la famille hasmonéenne entraînent l'intervention de Pompée lorsqu'il soumet le Levant à l'autorité romaine en 66. Après un conflit sanglant, l'Hasmonéen Hyrcan II est laissé grand prêtre et dirigeant de la Judée placée sous protectorat romain, mais on lui joint l'Iduméen judaïsé Antipater, qui devient son rival pour le pouvoir. Le fils de ce dernier, Hérode, parvient à devenir roi en 37 av. J.-C..
Plus à l'intérieur se développe le royaume des Nabatéens, des Arabes qui prospèrent grâce au commerce caravanier. Ils sont restés indépendants malgré une campagne d'Antiochos IV visant à les soumettre en 165, ainsi que des rapports changeants avec le royaume judéen, marqués par plusieurs conflits. Au Ier siècle av. J.-C. leur royaume connaît un essor important, illustré par le développement de leur capitale, Pétra (Reqem en nabatéen), dont le développement architectural est postérieur à l'époque hellénistique mais reprend divers éléments de l'architecture grecque. Les Nabatéens écrivent en araméen et vénèrent des divinités issues du fonds arabique, notamment Dusarès,.

#### Mésopotamie

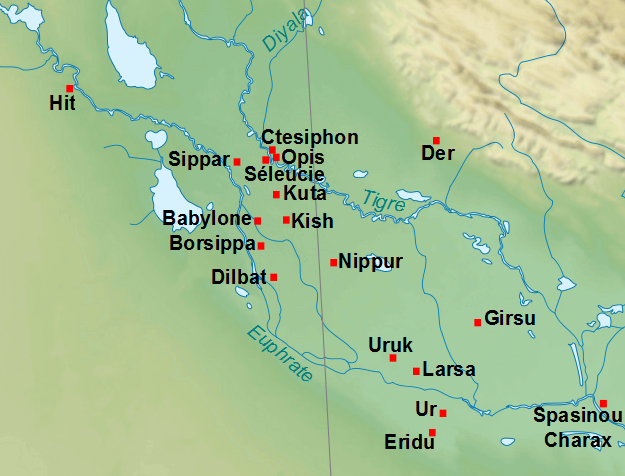
Les principales villes de la Babylonie hellénistique et parthe.

La Mésopotamie est conquise par Alexandre après sa victoire contre les Perses à Gaugamèles en 331 et rentre triomphalement dans Babylone, où il semble bien avoir été accueilli par les élites locales, liées au grand temple de la ville, dédié au dieu Bel-Marduk. Le conquérant meurt en 323 à Babylone, et la Babylonie échoit à Séleucos, qui ne parvient à contrôler la région que dans les années 311-309. Plutôt que de faire de Babylone une de ses capitales, il en fonde une plus au nord, à Séleucie du Tigre, près la confluence du Tigre et de la Diyala, qui lui offre un accès plus aisé au plateau iranien. C'est une ville de plan hippodamien typiquement grec, même si sa culture matérielle présente aussi des éléments babyloniens, la ville étant apparemment peuplée en partie avec des autochtones qui y ont été déplacés. Elle devient vite une métropole et le principal lieu du pouvoir séleucide en Babylonie, alors que Babylone et son élite religieuse connaissent une forme de marginalisation,.
La Babylonie est une possession primordiale pour les Séleucides, car c'est une contrée agricole riche et très urbanisée. D'une manière générale les villes babyloniennes gardent leurs propres institutions, encadrées par leurs sanctuaires (chaque ville ayant un temple majeur, dédié à sa divinité tutélaire) et leur clergé organisé en conseils locaux, sous la supervision des agents royaux. Mais il ne semble pas exister de ségrégation entre Grecs et Babyloniens comme cela a pu être proposé. La population de la Babylonie, aux origines diverses en raison des nombreux déplacements de populations qui ont eu lieu dans cette région depuis plusieurs siècles, parle alors majoritairement l'araméen et l'écrit sur des matériaux périssables (papyrus, peaux). L'administration séleucide emploie plus le grec. Le milieu des temples continue quant à lui à utiliser l'antique écriture cunéiforme, notant la langue babylonienne, principalement pour des textes savants. En plus de recopier d'anciens textes, les prêtres en font des nouveaux, notamment des chroniques historiques, des textes rituels et des textes historico-littéraires. Le clergé de Babylone produit en particulier de nouveaux textes qui visent à concilier la théologie de la ville et de son dieu Marduk (identifié à Zeus par les Grecs) avec la nouvelle domination gréco-macédonienne. Des inscriptions royales sont rédigées à la manière antique de Babylone pour le compte des rois séleucides, quand ils restaurent des temples locaux, ce qui est notamment documenté par le cylindre d'Antiochos qui commémore des travaux dans le temple de Borsippa dédié à Nabû (identifié à Apollon). En plus de Babylone, la documentation cunéiforme provient du site d'Uruk, une des plus vénérables cités du sud de la région. Le sanctuaire local, dédié au dieu céleste Anu, connaît d'importants remaniements, dans la plus pure tradition babylonienne (avec la construction d'une ziggurat, édifice à degrés supportant un temple). Une partie de l'élite locale s'hellénise : dans la famille qui semble dominer la vie politico-religieuse d'Uruk et superviser la reconstruction du sanctuaire, les descendants d'Ahutu, se développe en particulier l'habitude d'ajouter au nom babylonien un nom grec, Anu-uballit recevant le nom de Nikarchos, qui lui aurait été donné par le roi Antiochos II, et son fils également nommé Anu-uballit porte celui de Kephalon, marié à une femme portant le seul nom grec Antiochis, ce qui pourrait être une union mixte au sein de l'élite. Mais au-delà des adoptions de noms grecs, sans doute motivés en bonne part par des visées politiques, et de tablettes gréco-babyloniennes transcrivant du babylonien en grec (et témoignant donc d'une pratique du grec par des Babyloniens), les sources cunéiformes semblent perméables à l'influence grecque et la culture matérielle témoigne peu d'influences grecques. Quelques érudits babyloniens s'hellénisent plus activement et écrivent en grec, à l'image du prêtre Bérose (dont les Babyloniaka synthétisent l'histoire babylonienne à l'intention d'un lectorat grec) et de l'astronome Séleucos de Séleucie, mais dans l'ensemble se groupe poursuit ses propres traditions, en particulier l'astronomie-astrologie dans laquelle les prêtres babyloniens exercent une grande influence, qui se retrouve chez les savants grecs. Les Séleucides fondent après 188 quelques cités dans des villes plus anciennes, en premier lieu Babylone (où est construit un complexe avec un théâtre et un gymnase ou une agora) et peut-être aussi Uruk. Cela semble entraîner un affaissement de l'influence des temples,.

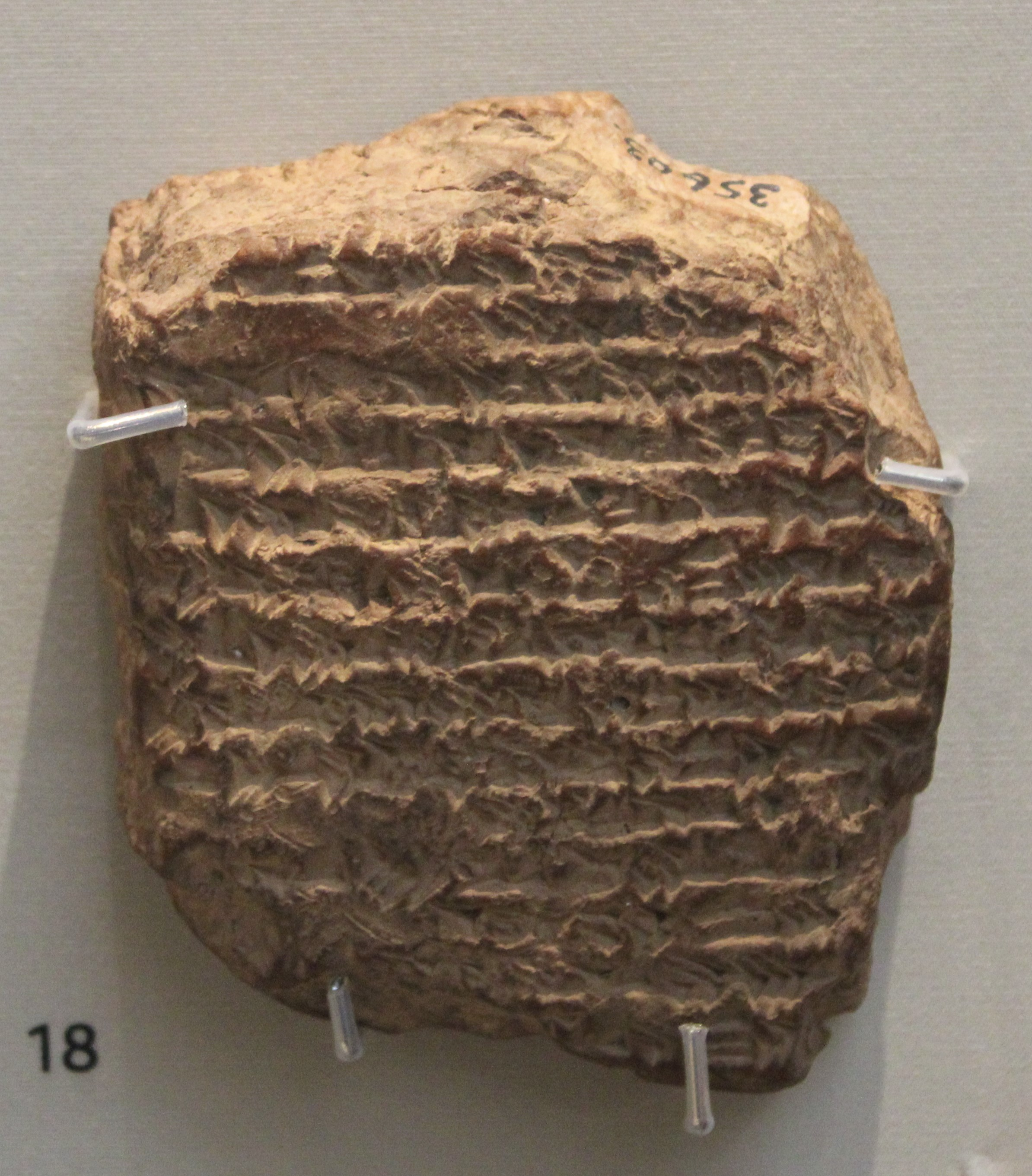
Liste des rois séleucides. IIe siècle av. J.-C., Babylone. British Museum.
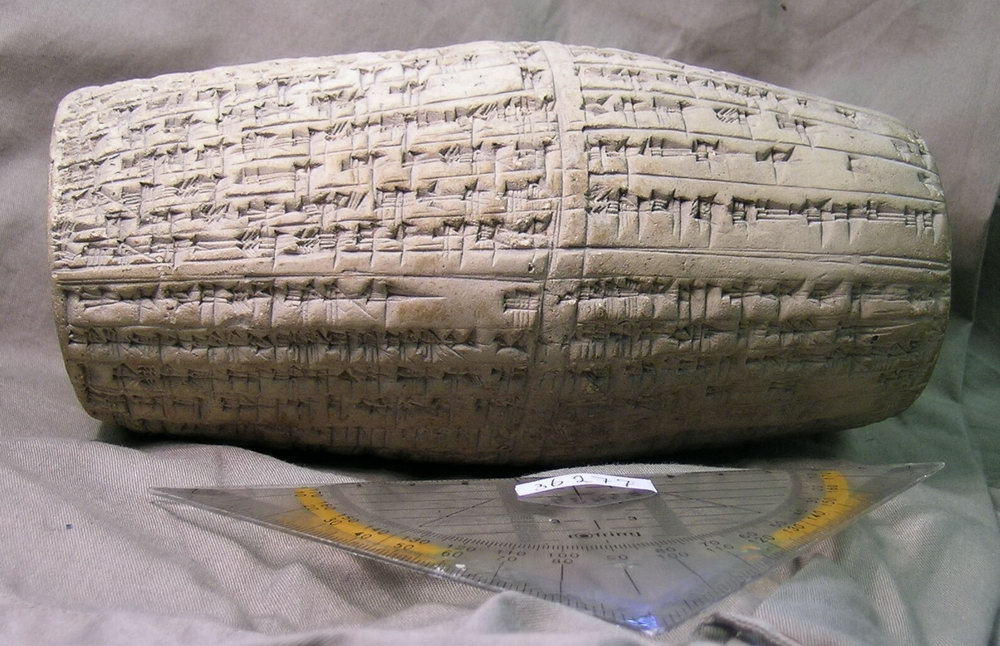
Cylindre d'Antiochos Ier trouvé dans le temple de Nabû à Borsippa. British Museum.
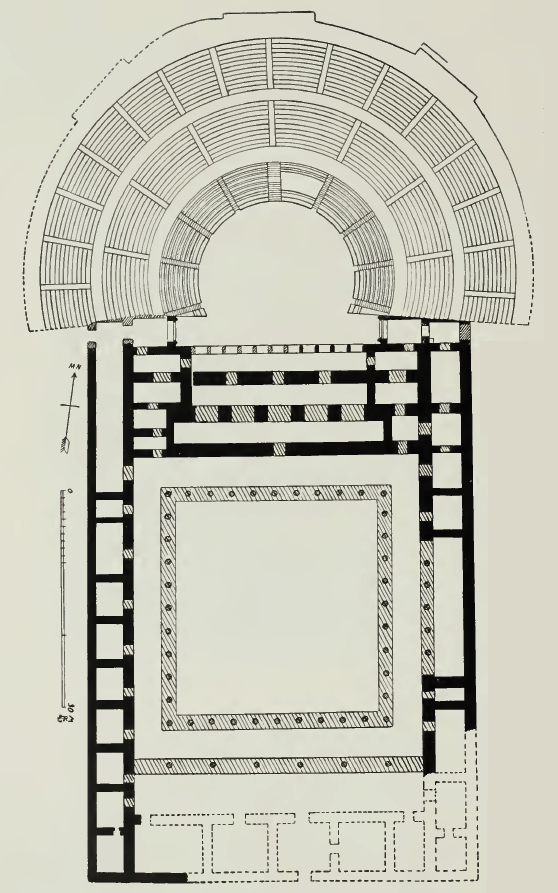
Plan du théâtre hellénistique de Babylone et du bâtiment péristyle attenant.
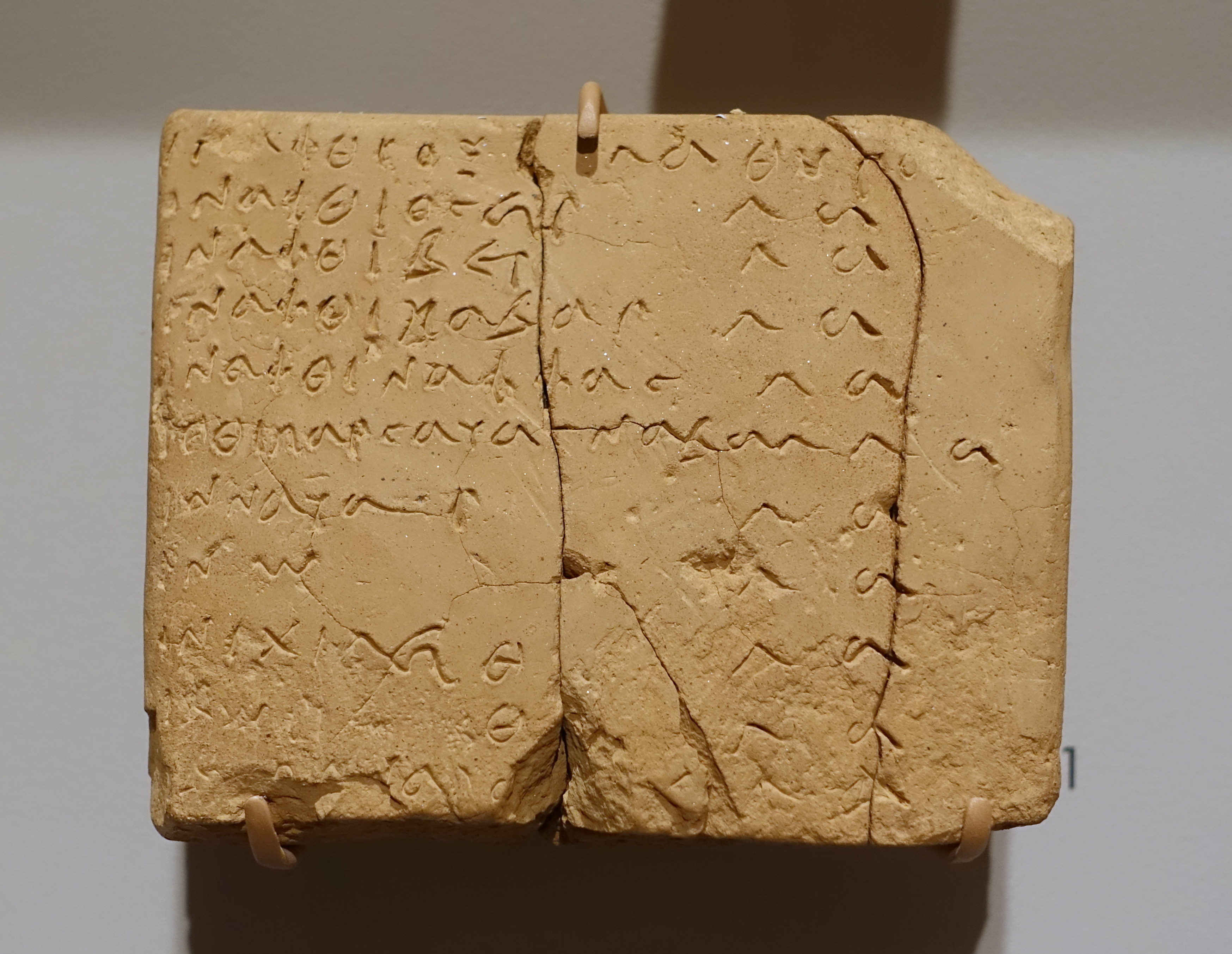
Tablette « gréco-babylonienne » avec une face en grec ancien, Semitic museum d'Harvard.

La situation de la Djézireh et de l'ancienne Assyrie à cette époque est encore très mal connue, ces régions étant majoritairement rurales et peu peuplées. Le contrôle séleucide repose sur certaines villes devenues des cités grecques comme Nisibe, refondée sous le nom d'Antioche de Mygdonie et Édesse devenue Antioche de Callirhoé .

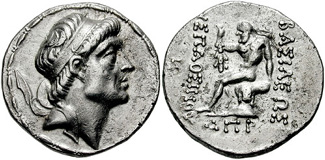
Monnaie à l'effigie d'Hyspaosinès (141-124), fondateur du royaume de Characène.

La domination séleucide sur la Mésopotamie s'effrite progressivement après la mort d'Antiochos IV en 164, la région étant concernée par des révoltes qui secouent cet empire au milieu du IIe siècle av. J.-C. Cela profite au roi parthe Mithridate Ier qui envahit la région en 141. S'ensuit une période de luttes entre Séleucides et Parthes, qui plongent la région dans le chaos. Profitant de l'opportunité, un gouverneur séleucide du nom d'Hyspaosinès fait sécession dans le sud de la Babylonie. Il fonde le royaume de Characène (capitale Spasinou Charax), mais échoue à dominer durablement Babylone (ses successeurs s'étendent dans la région du Golfe). Celle-ci subit également des assauts des Élyméens et de tribus arabes, et ce n'est qu'autour de 100 que la domination parthe se stabilise en Babylonie, les Séleucides ayant été évincés. La documentation cunéiforme se tarit à partir de cette période et disparaît au début de notre ère,. La Haute Mésopotamie devient au Ier siècle av. J.-C. le lieu d'affrontement entre les tombeurs des Séleucides, les Romains et les Parthes. Édesse est à partir de 132 la capitale d'un royaume indépendant, l'Osroène, qui joue à partir de Pompée le rôle d'État-tampon entre les deux. C'est à proximité, à Carrhes (Harran), que les troupes parthes conduites par Suréna infligent en 53 une cinglante défaite aux légions romaines de Crassus.

#### Iran et golfe Persique
Au moment de la conquête, le monde iranien (correspondant de nos jours à l'Iran, l'Afghanistan et la frange sud des républiques d'Asie centrale) est un domaine largement inconnu pour les Grecs, ce qui motive Séleucos à missionner des subordonnés afin d'acquérir des connaissances sur ces territoires pour mieux les administrer. Le principe de la division en satrapies et des routes royales reliant leurs principaux points de peuplement est repris de l'empire achéménide. La mise en place du contrôle séleucide s'appuie sur la fondation de nouvelles cités (Laodicée en Médie/Nehavend, Antioche de Margiane près de Merv, Antioche de Perside près de Bouchehr, Aï Khanoum dont le nom antique est perdu), parfois des refondations à partir d'anciens centres du pouvoir achéménide (Suse, Ecbatane, Bactres) et un ensemble de forteresses avec des garnisons. L'implantation de colons commence dès la conquête d'Alexandre et se poursuit durant le IIIe siècle av. J.-C. voire dans la première partie du suivant. Ces territoires sont peu urbanisés, notamment parce qu'ils sont situés en région montagneuse ou désertique, surtout constitués de villages, avec une forte composante nomade par endroits. Certains de ces peuples, notamment les Mèdes, les Perses et les Élyméens, fournissent des combattants appréciés des rois séleucides, en particulier des cavaliers, des archers et des frondeurs. Le contrôle de ces vastes territoires impose une délégation forte des pouvoirs. Un général des « Hautes Satrapies » (celles situées à l'est du Tigre) est institué en 294 pour mieux contrôler ces territoires, et confié à des princes ou à des proches du roi, deux d'entre eux, Molon et Timarchos, tentant de faire sécession. De fait les forces centrifuges sont rapidement à l’œuvre dans les territoires iraniens, en raison de l'éloignement, mais aussi parce que certaines régions montagnardes isolées sont difficiles à contrôler, dans de nombreuses parties du Zagros comme l'Élymaïde (sans doute une résurgence de l'ancienne civilisation élamite). Les rois séleucides sont donc contraints à de longues campagnes pour tenter de raffermir leur autorité sur les Hautes Satrapies (Anabase d'Antiochos III),.
Le contrôle de ces territoires repose sur un réseau de garnisons militaires dotées en terres agricoles, et parfois transformées en cités si leur implantation est un succès. Elles sont dominées par une élite grecque (ou du moins des personnes de nom grec) et les cités sont dotées des institutions civiques caractéristiques de la période. L'hellénisation est surtout visible en Médie (autour d'Ecbatane) et en Susiane. Suse, ancienne capitale perse devenue une cité grecque sous le nom de Séleucie de l'Eulaios, a ainsi livré diverses inscriptions documentant une présence grecque notable et vie civique active, ainsi que la présence de représentants du pouvoir royal, d'une garnison et de domaines royaux. Mais la ville comprend aussi des gens de nom iranien voire babylonien, brouillant comme ailleurs les limites ethniques. Des divinités grecques sont introduites dans ces régions, notamment Héraclès qui connaît un succès notable. Les cultes iraniens continuent de rester actifs et certains reçoivent un soutien royal à l'image du sanctuaire d'Anahita d'Ecbatane,,,.

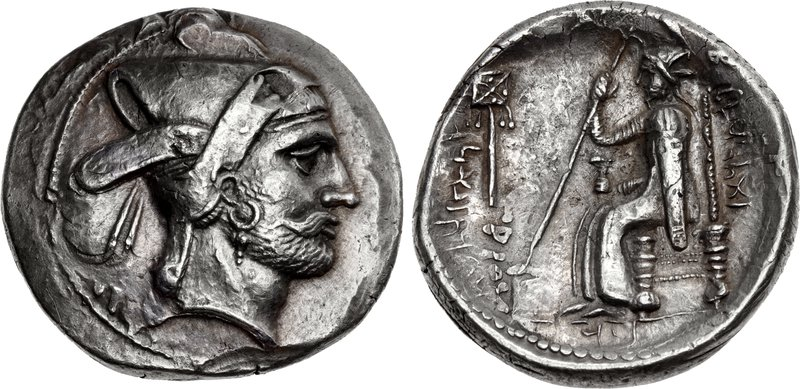
Monnaie de Bagadatès, premier roi des Frataraka,

En plus de la Bactriane (voir plus bas), les Séleucides perdent peu après le milieu du IIIe siècle av. J.-C. la satrapie de Parthie, située à l'est de la Caspienne, qui passe sous la domination d'un groupe nomade iranien, les Parnes/Aparnes, dirigés par Arsace, le fondateur de la dynastie des Arsacides. Ils prennent dès lors le nom de « Parthes ». Avec l'affaiblissement du royaume séleucide après 188, l'Iran est de moins en moins bien contrôlé et marqué par diverses poches sécessionnistes. L'Élymaïde se rend indépendante sous les Kamnaskirides, la Perse sous les Frataraka, tandis que les Parthes progressent inexorablement depuis leur base située à l'est de la Caspienne. Les campagnes entreprises par les rois séleucides sont de moins en moins efficaces, notamment lors de leurs guerres parthiques qui ne sont marquées que par des succès sans lendemain. Après le suicide d'Antiochos VII en Médie en 129, les Parthes sont la puissance hégémonique de l'Iran.
Dans le golfe Persique, les traces d'une présence grecque à l'époque hellénistique ont longtemps été limitées, mais des découvertes ont permis de confirmer que cette région avait également été sous influence séleucide et compris des communautés grecques, sans doute attirées par les routes maritimes parcourant cet espace et permettant de rejoindre l'Inde. Les Grecs découvrent ces régions au début de la période lors de l'expédition de Néarque. Polybe évoque aussi un voyage d'Antiochos III dans la cité de Gerrha, sur la côte d'Arabie, où il reçoit un tribut, ainsi qu'à Tylos, l'actuelle île de Bahrain. Cette dernière a livré des inscriptions en grec, dont une, commémorant la construction d'un temple aux Dioscures, qui mentionne la présence d'un stratège servant le roi de Characène dans les années 120 et dont l'autorité s'étend sur d'autres îles du Golfe. Il est possible que cette île ait été dominée par les Séleucides avant de lui échapper comme d'autres régions périphériques. La présence du pouvoir séleucide est mieux attestée plus au nord, sur l'île de Failaka (dans l'actuel Koweït), que les Grecs appellent Ikaros, où une forteresse abritant une garnison grecque ainsi qu'un temple d'Artémis ont été fouillés. Le principal port grec établi sur le Golfe (et ouvrant plus loin sur l'océan Indien) est une fondation d'Alexandre sur le rivage mésopotamien (en Characène), nommée d'abord Alexandrie, puis Antioche et enfin Spasinou Charax,,.

#### Bactriane et Indus

Les sites urbains de Bactriane à l'époque hellénistique.

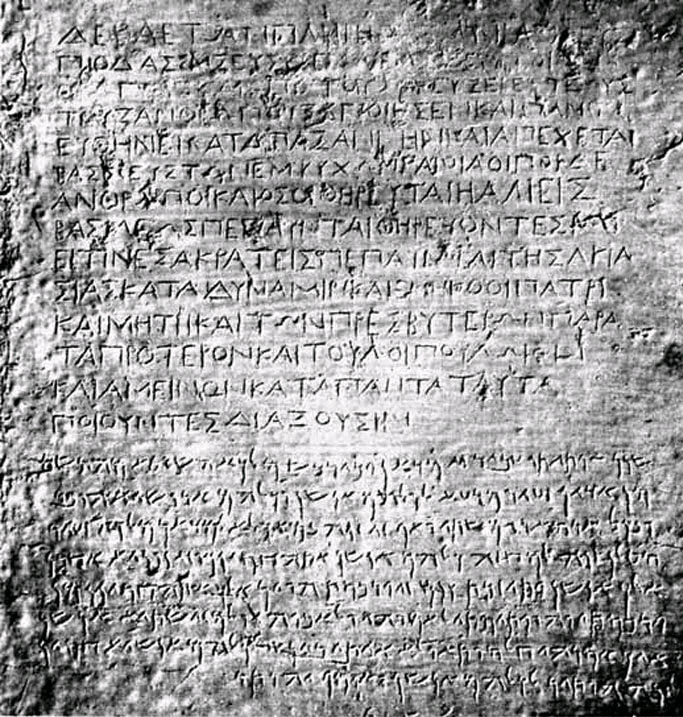
Édit bilingue grec-araméen du roi indien Ashoka, provenant de la région de Kandahar.

Lorsque Alexandre s'aventure en Asie centrale, il fonde plusieurs cités et laisse des garnisons qui y implantent un peuplement grec qui fait souche au milieu de populations essentiellement iranophones. Puis il soumet la vallée de l'Indus, qui est son point oriental maximal. Les Séleucides perdent cette dernière région face aux rois Maurya dès la fin du IVe siècle av. J.-C. Le principal roi de cette dynastie indienne, Ashoka (v. 273-232), fait rédiger en grec un de ses édits, retrouvé à Kandahar, manifestement pour s'adresser à ses sujets de langue grecque, qui sont donc reconnus comme une composante importante de la population locale. Les Séleucides gardent le contrôle de la Bactriane jusqu'au milieu du IIIe siècle av. J.-C., quand des généraux grecs, Diodote Ier puis son fils Diodote II, se proclament rois. Euthydème (v. 225-190) parvient à repousser la réplique séleucide et à conforter l'indépendance de la région. Son fils et successeur Démétrios (v. 190-180) étend le royaume vers le sud et le sud-est, vers l'Indus (où l'éclatement de l'empire Maurya a laissé la place à divers royaumes). Mais leur dynastie est renversée par Eucratide (v. 170-145). Cette expansion militaire s'accompagne en effet d'une fragmentation politique, plusieurs généraux se proclamant rois, sans doute à la suite de succès au combat. Leur existence n'est généralement connue que par des émissions monétaires, les événements et leurs implantations territoriales nous échappent donc. On distingue en fonction de leur implantation des rois « gréco-bactriens », dans l'actuel Afghanisan, et des rois « indo-grecs » (ou Yawana-raja en sanskrit, langue dans laquelle on désignait les Grecs par le terme « Ionien », comme au Moyen-Orient) dans la vallée de l'Indus, autour de Taxila au Pendjab (l'antique Gandhara). L'un d'entre eux, Ménandre Ier (v. 165-135/130 av. J.-C.), s'est taillé un territoire important, puisqu'il a conduit ses troupes jusqu'à Pataliputra (Patna) sur le Gange. Il est devenu le sujet d'un traité bouddhiste, le Milindapañha (ce qui signifie « Les questions de Ménandre » en sanskrit), relatant sa discussion avec le sage Nagasena qui conduit à sa conversion à cette religion (ce qu'il est impossible de confirmer). Il est en tout cas avéré que des Indo-grecs adoptent les religions indiennes : une dédicace en langue indienne mise au jour à Besnagar est faite par un personnage au nom grec, Héliodore, originaire de Taxila, ambassadeur d'un roi indo-grec, qui se rattache au courant religieux vishnouiste des Bhagavata (pilier d'Héliodoros). Les derniers rois grecs de Bactriane disparaissent avant la fin du IIe siècle av. J.-C. face aux Parthes et aux Yuezhi/Kouchans, et ceux d'Inde au tout début de notre ère face aux Indo-scythes,,.
La Bactriane est une région riche, disposant de vallées irriguées et traversée par des routes commerciales actives. Une partie de la population est constituée de nomades et semi-nomades parcourant les steppes. La documentation sur la Bactriane grecque provient majoritairement du site archéologique d'Aï Khanoum (nom antique inconnu) situé dans le nord de l'Afghanistan près de l'Amou-Daria (l'ancien Oxus). Fondé autour de 300 av. J.-C., il a dû servir de siège à un gouverneur séleucide puis de lieu de résidence des rois gréco-bactriens puisqu'on y trouve un palais et un atelier monétaire. Il a livré quelques inscriptions en grec, des bâtiments caractéristiques de l'architecture des cités grecques hellénistiques, comme un théâtre et un gymnase, mais en revanche rien n'indique l'existence d'une vie politique civique. Les bâtiments palatiaux et sacrés ont un plan oriental (iranien et mésopotamien) mais leurs techniques de constructions et leur décor intègre de nombreux éléments grecs, témoignant de la rencontre de ces différentes cultures,. Cet hellénisme du bout du monde hellénistique et ce mélange des traditions ressort aussi d'un autre site, Takht-I-Sangin, déjà employé à l'époque achéménide, mêlant traditions locales et grecques. C'est un lieu de culte du dieu de l'Oxus, très populaire dans cette région. Il y a sans doute une proportion importante d'hellénophones, le grec est manifestement la langue de l'élite et du pouvoir gréco-bactrien, qui frappe des monnaies dans un style grec, alors que les rois indo-grecs frappent des monnaies bilingues mêlant iconographie grecque et indienne, annonçant la synthèse artistique « gréco-bouddhique » qui se produit durant les premiers siècles de notre ère au Gandhara,,.

Plan du site d'Aï Khanoum, cité grecque dans l'actuel Afghanistan.
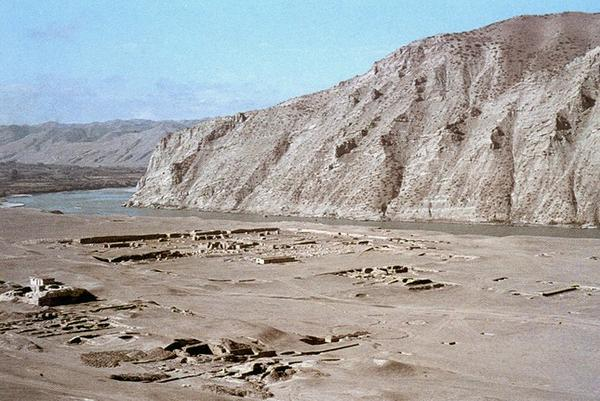
Vue du site d'Aï Khanoum.
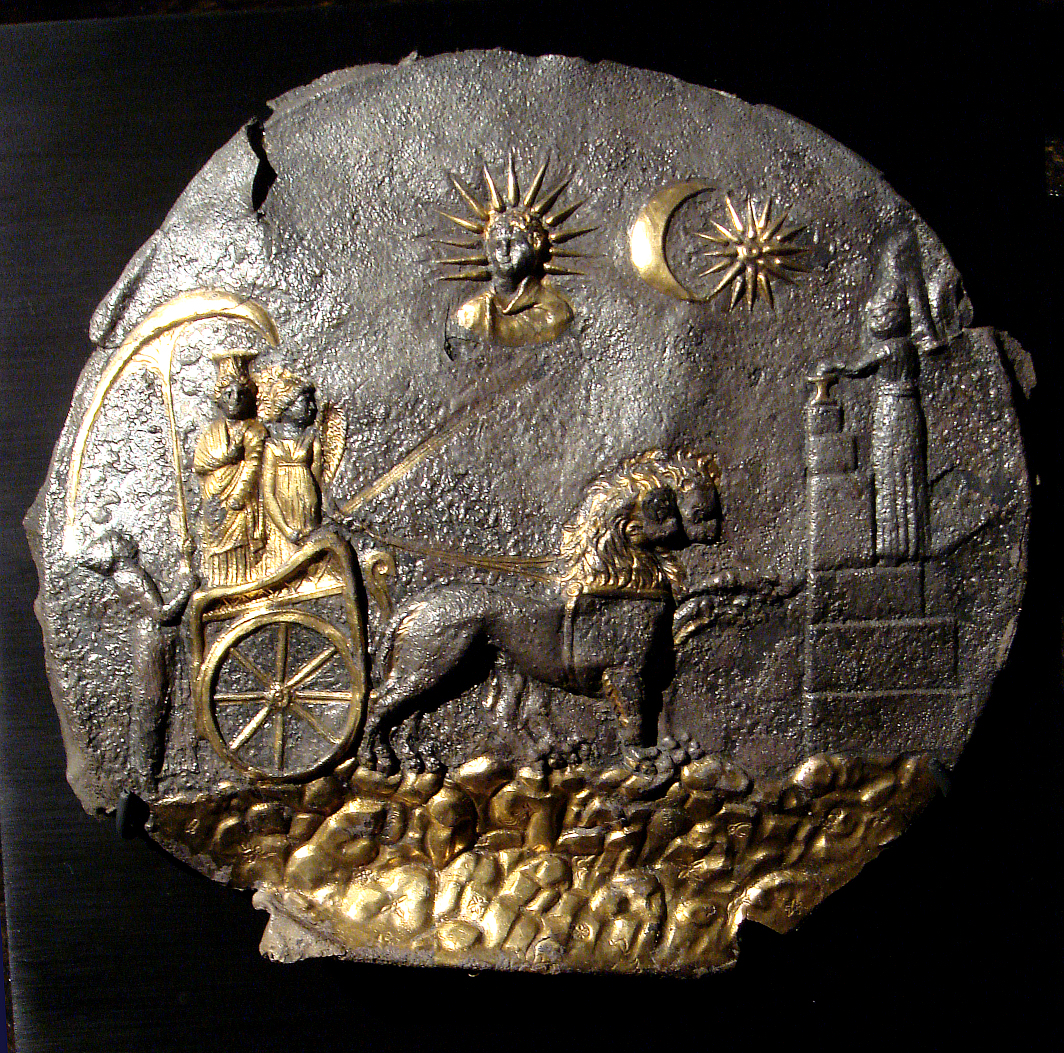
Plaque de Cybèle, Aï Khanoum, sanctuaire du temple à niches indentées, IIIe siècle av. J.-C., argent doré, d : 25 cm, musée national d'Afghanistan.
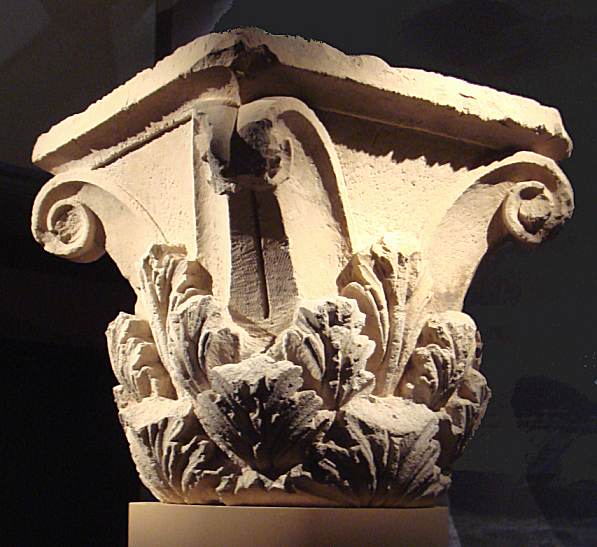
Chapiteau corinthien, Aï Khanoum. Musée National d'Afghanistan.

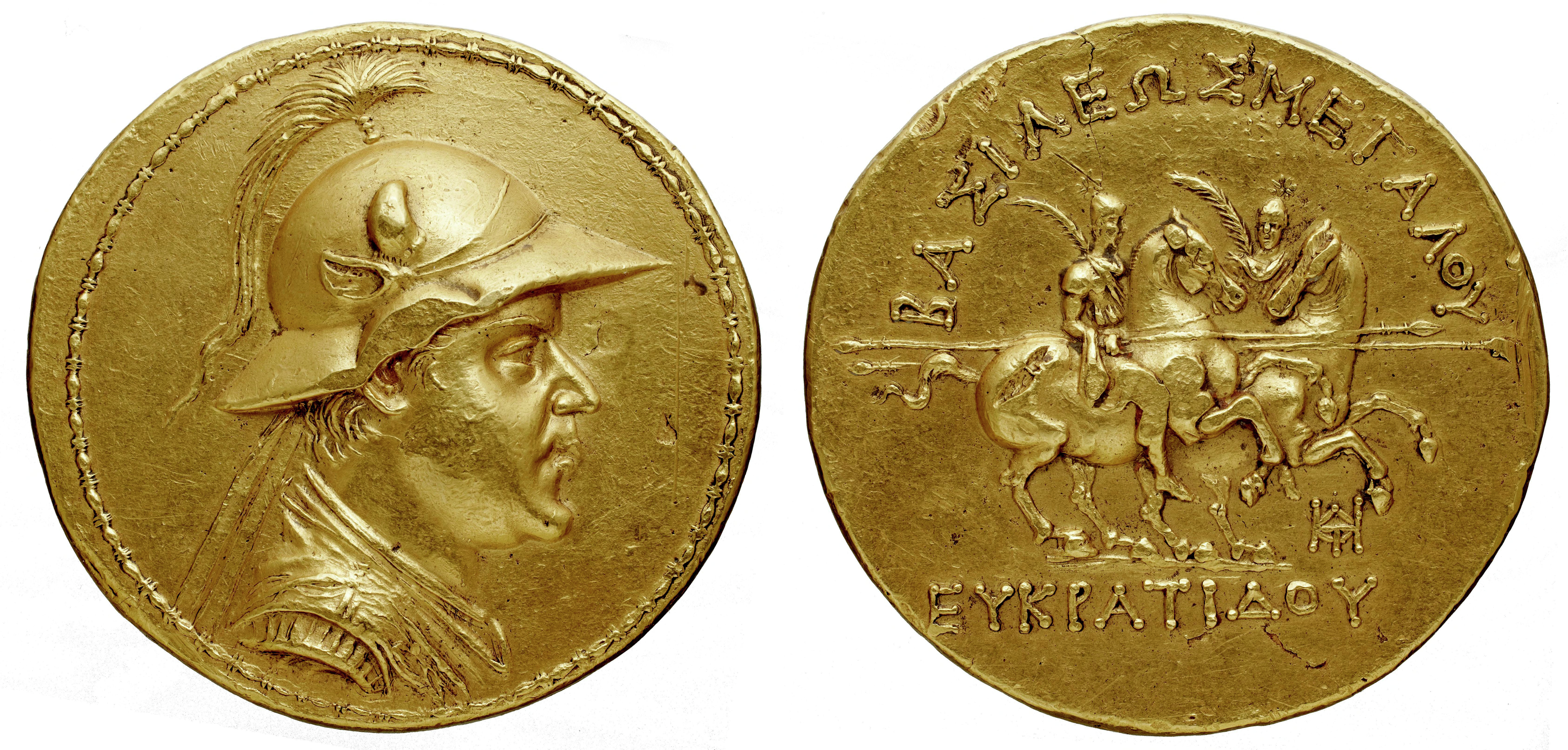
Monnaie d'or de 20 statères d'Eucratide Ier (v. 171-139), Cabinet des médailles.
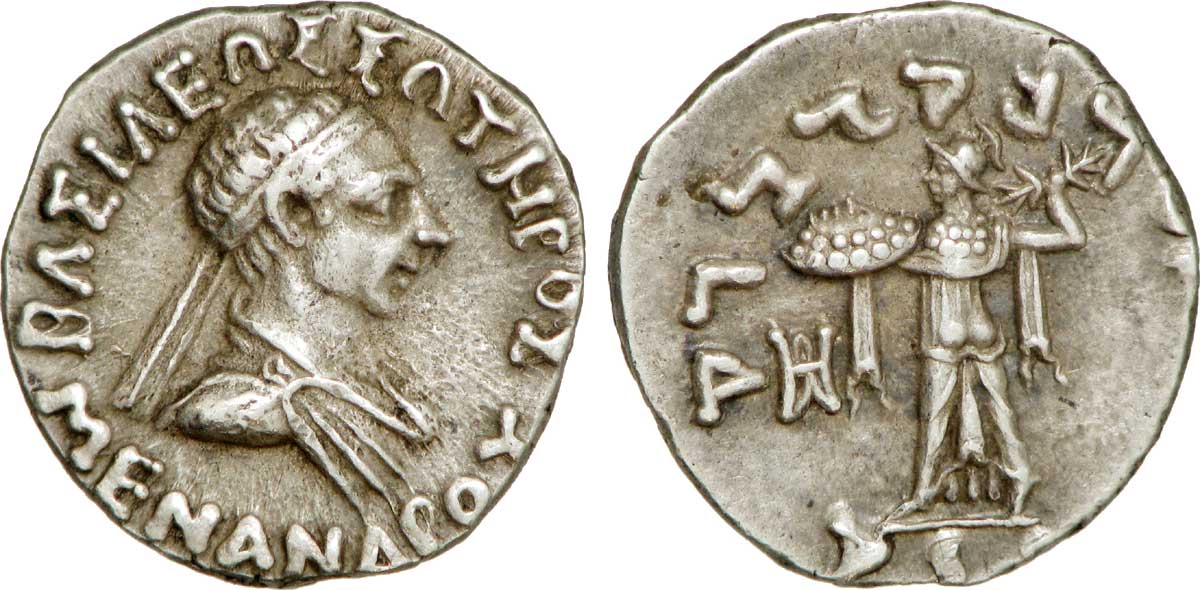
Drachme bilingue grec/kharosthi à l'effigie de Ménandre Ier, v. 160-155 av. J.-C.

### Italie et Méditerranée Occidentale
Plusieurs cités grecques sont implantées en Italie du Sud, en Sicile et sur les côtes de Gaule et de la péninsule ibérique. Elles sont à l'écart des tendances politiques hellénistiques, la géopolitique de la partie occidentale de la Méditerranée étant alors dominée par la confrontation entre Rome et Carthage (guerres puniques).
La conquête romaine de la partie méridionale de la botte italienne (la « Grande Grèce ») est marquée par des confrontations contre les peuples italiques (Lucaniens, Bruttiens, Samnites, etc.) et les cités grecques sont prises dans ces affrontements sans grande capacité de réaction. La plus importante, Tarente, fait appel à des soutiens extérieurs, Sparte et l’Épire (notamment Pyrrhus en 280-275), sans succès. Elle est prise par les Romains en 272. Les dernières cités grecques d'Italie restées indépendantes passent sous domination romaine dans les années suivantes.
En Sicile, Syracuse, la principale cité grecque occidentale, domine la partie orientale de l'île, alors que la partie occidentale est sous l'autorité des Carthaginois. Agathocle (304-289) constitue un régime tyrannique puis une royauté. Il étend son influence dans le sud de l'Italie et tente des expéditions sur le territoire même de Carthage, sans succès. Son successeur Hicétas subit une défaite contre ces derniers, puis Hiéron II (269-215) devient vassal de Rome lors de la première guerre punique, qui se déroule de 264 à 241. Ce conflit se déroule en grande partie en Sicile et s'accompagne de nombreuses destructions et de massacres. Rome finit par triompher et transforme la Sicile en province, exception faite de Syracuse. La paix qui s'ensuit permet à Syracuse de prospérer sous le règne de Hiéron. Mais son fils et successeur Hiéronyme opère un changement d'alliance durant la deuxième guerre punique (218-201), délaissant Rome pour Carthage et son général Hannibal. Cela devait être fatal à l'indépendance de Syracuse, qui est prise en 212.
En Gaule et en Espagne, la principale cité est Massalia (Marseille), qui a fondé plusieurs colonies le long de la côte (Nikaia/Nice, Amphipolis/Antibes, Agathè/Agde, Emporion/Empúries, Rhode/Roses), constituant ainsi un réseau commercial important, profitant de sa situation au débouché des routes transportant l'étain et l'ambre depuis le nord de l'Europe. Au contact des populations indigènes celtes/gauloises et ibères, elle diffuse la culture grecque dans les régions intérieures. Ces Grecs commercent avec les Carthaginois, mais Massalia et Emporion sont des alliées fidèles de Rome. Des provinces romaines sont constituées en Espagne en 197 et dans le sud de la Gaule en 120, mais Massalia reste autonome et bénéficie même des faveurs de Pompée et de Jules César qui lui donnent autorité sur des groupes gaulois voisins. Son refus de choisir entre César et Pompée lors des guerres civiles se solde par la perte de la plupart de ses territoires, excepté Nikaia,.

## Savoirs et sciences hellénistiques

### Lieux de savoir et érudits
La vie intellectuelle du IVe siècle av. J.-C. grec est dominée par Athènes, avec notamment ses écoles philosophiques fondées par Platon, Aristote, Épicure et Zénon de Kition, dont les centres d'intérêt sont très larges et touchent largement aux disciplines scientifiques, et ses poètes tragiques et comiques. La formation des royaumes hellénistiques aboutit à l'émergence de nouveaux centres intellectuels soutenus par les rois : Pella en Macédoine, Alexandrie en Égypte et plus tard Pergame en Anatolie. Lorsque la domination politique passe à Rome, celle-ci devient progressivement un centre intellectuel, avec des savants grecs. Il faut y ajouter des cités qui sont particulièrement actives dans certaines activités, en plus d'Athènes et ses écoles de philosophie, notamment Syracuse la patrie d'Archimède et Rhodes où a notamment été actif Posidonios. Ces principaux foyers intellectuels disposent de vastes bibliothèques, possédées par des personnes privées mais surtout par les rois, qui organisent les collections les plus importantes. Elles sont manifestement calquées sur le modèle de celle du Lycée d'Aristote (de possibles influences égyptienne et babylonienne ont été proposées, sans éléments probants) et connaissent leur expression la plus éloquente avec la fameuse « Bibliothèque d'Alexandrie », même si d'importantes collections sont constituées à Pella et à Pergame, et plus tard dans le monde romain, grâce au pillage, à l'achat ou à la copie d’œuvres grecques (comme la villa des Papyrus mise au jour à Herculanum). On trouve de plus petites bibliothèques dans bien d'autres cités hellénistiques, souvent dans leur gymnase.
Parmi tous ces lieux de savoir, c'est Alexandrie qui occupe la place la plus importante. L'installation du pouvoir ptolémaïque à la fin du IVe siècle av. J.-C. s'accompagne d'une politique active dans le domaine savant, qui doit être largement au service du pouvoir, les érudits étant appelés à célébrer la gloire de la famille royale, faire des inventions qui lui seraient utiles, et plus généralement contribuer à son prestige en faisant de la cité le phare de l'hellénisme. Ptolémée Ier fait venir Démétrios de Phalère, disciple d'Aristote et oligarque chassé d'Athènes, pour lui faire créer une vaste bibliothèque sur le modèle aristotélicien. La Bibliothèque d'Alexandrie aurait compris jusqu'à 500 000 rouleaux de papyrus à son apogée. Ce chiffre est sans doute exagéré, mais il fait peu de doute qu'elle est rapidement devenue la plus grande collection de textes du monde méditerranéen, et de loin. Pour soutenir les activités savantes, le pouvoir royal entretient des érudits, qui sont rattachés au Mouséion (le « Musée »), le temple des Muses, déesses des disciplines savantes. Il n'est donc pas étonnant qu'Alexandrie ait rapidement attiré les plus grands esprits du monde grec dès le règne de Ptolémée II, attirés par sa bibliothèque et des conditions de travail sans pareilles, et soit devenue le principal lieu de création intellectuel, donnant naissance à sa propre tradition savante dans la poésie, les techniques, les mathématiques, la médecine, la géographie, etc. La liste des érudits de premier plan qui ont fait au moins une partie de leur carrière à Alexandrie est longue : les poètes Callimaque de Cyrène, Théocrite, Apollonios de Rhodes, Lycophron, les critiques et grammairiens Aristophane de Byzance et Aristarque de Samothrace, les ingénieurs Ctésibios et Philon de Byzance, les médecins Hérophile et Érasistrate, le mathématicien Euclide, le mathématicien-astronome Apollonios de Perga, des savants polyvalents comme Ératosthène, et sans doute d'autres grands esprits dont le passage à Alexandrie n'est pas confirmé mais plausible. Cela s'accompagne aussi d'un vaste travail de critique littéraire et de classification des œuvres en fonction de leur genre (canon alexandrin), contexte auquel on doit aussi les habitudes de groupements ce qui est plus remarquable par sept, comme les « Pléiades » d'auteurs ou les Sept merveilles du monde. Cela s'accompagne aussi d'éditions critiques de textes, à commencer par celles des épopées homériques, réalisées à partir des différentes versions en circulation,,,.

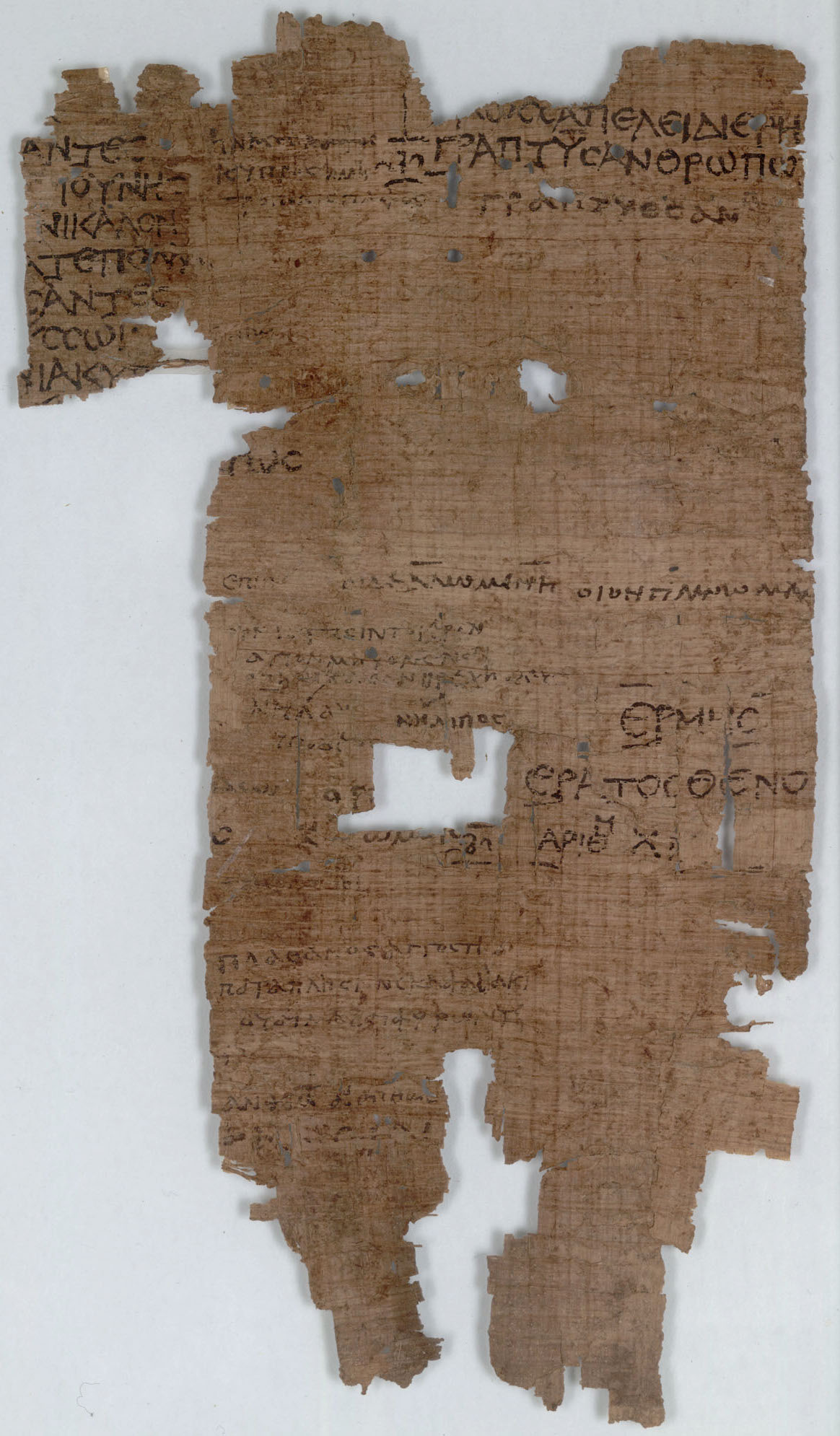
Fragment d'un court récit épique (épyllion) d'Ératosthène sur la naissance et la jeunesse du dieu Hermès, connu par un papyrus d'Oxyrhynque.

Les savants de l'époque hellénistique ne se limitent en général pas à un seul domaine, les qualifications modernes telles que « mathématicien », « physicien » ou « ingénieur » étant souvent réductrices au regard de la diversité de leurs accomplissements. Les gens de l'époque employaient le terme de « philologue », un amoureux de la connaissance, pour désigner un érudit polyvalent. Un cas particulièrement prononcé est Ératosthène (v. 285-194), originaire de Cyrène et devenu directeur de la Bibliothèque d'Alexandrie, surtout connu pour son travail de géographe mathématicien lui ayant permis de calculer avec une approximation remarquable la circonférence de la Terre. Mais il a aussi rédigé un ouvrage fondateur de la géographie et de la cartographie, mis au point la première chronologie « rationnelle » (sans référence à des événements mythiques) reposant sur les vainqueurs des courses d'un stade aux concours d'Olympie qui devait servir de modèle, divers travaux de mathématiques, des ouvrages de philosophie, des poèmes épiques, un ouvrage de critique littéraire concernant la comédie. Comme souvent pour les érudits hellénistiques, l'essentiel de son œuvre est perdue et n'est connue que par des fragments et des mentions faites par d'autres. Mais son importance dans ces divers champs peut être mesurée par son surnom, « Bêta », la seconde lettre de l'alphabet grec, qui signifie qu'à défaut d'avoir été le meilleur dans un des nombreux domaines où il s'est aventuré, il avait les qualités pour être le second dans plusieurs d'entre eux si ce n'est tous,.

### Poésie et belles-lettres
Le début de la période hellénistique voit Alexandrie devenir le principal foyer littéraire du monde grec, qu'il s'agisse des études ou de la création. L'effort de collecte, de compilation, de classification et de critique littéraires portant sur les textes grecs des époques archaïque et classique donne de nouveaux outils aux poètes alexandrins. Ils vont créer un style marqué par le raffinement et l'érudition, truffé d'allusions aux œuvres antérieures, puisant dans celles-ci pour y trouver une langue, des expressions, des métriques, des thèmes qui vont être réassemblés pour produire des œuvres novatrices, qui se veulent subtiles voire espiègles. Ils emploient différentes formes de poésie, notamment l'épigramme ou l'idylle, qui sont en général de courtes œuvres, de même que l'épyllion, récit mythologique bref. Leurs travaux sont souvent seulement connus par des fragments, et de nombreux auteurs ne sont que des noms sans œuvres qu'on puisse leur rattacher, bien que la découverte de papyrus littéraires fasse encore progresser la connaissance de cette littérature (comme les épigrammes de Posidippe de Pella mis au jour en 2001). Malgré ces lacunes il est évident que cet « alexandrinisme » littéraire, qui rejoint souvent les travaux scientifiques réalisés dans le même milieu, exerce une influence considérable dans l'histoire de la littérature grecque, et également pour la formation de la littérature latine classique. La littérature hellénistique ne peut néanmoins pas être cantonnée à Alexandrie : Athènes produit encore des auteurs de talent (Ménandre), les cours de Macédoine et de Pergame sont des foyers actifs, et les concours poétiques qui florissent dans le monde hellénistique diffusent la création poétique et sa représentations dans de nouvelles régions. Cela ressort aussi du fait que les hommes de lettres de la période soient originaires de lieux dispersés (dont Cyrène, Syracuse, Rhodes, Kos, l’Égypte, l'Anatolie, etc.), quand bien même ils font l'essentiel de leur carrière à Alexandrie ou y passent à un moment.
Un des plus illustres représentants de la poésie alexandrine du IIIe siècle av. J.-C. est Callimaque, originaire de Cyrène, venu à Alexandrie pour se mettre au service de Ptolémée II. Il pratique la critique littéraire en écrivant notamment le premier catalogue raisonné monumental (120 livres) des auteurs grecs, les Pinakes, qui fait référence à l'époque hellénistique. Il emploie sa connaissance profonde de la poésie ancienne pour créer de nombreux poèmes, notamment des épigrammes et élégies dans lesquelles il excelle, des hymnes aux divinités, des louanges à la famille royale, aussi un récit mythologique plus long comme l’Hécalé. L'autre grande figure poétique de son temps est Théocrite, originaire de Syracuse, surtout célébré pour ses idylles, des poèmes bucoliques qui inspirent fortement les générations postérieures. Apollonios de Rhodes est quant à lui connu et célébré dans l'Antiquité pour un long poème épique, les Argonautiques, qui relate les aventures des Argonautes dirigés par Jason et leur quête mouvementée pour obtenir la Toison d'or. S'inspirant des épopées homériques, il renouvelle le genre épique pour réaliser la première grande épopée littéraire depuis Homère et Hésiode. D'autres grands poètes de l'époque sont connus, faisant partie avec les précédents de la « Pléiade poétique », groupe de sept poètes dont la composition peut varier, notamment Aratos de Soles (qui a surtout exercé à la cour macédonienne), Lycophron, Nicandre de Colophon ou encore Philétas.
Les liens entre poésie et sciences ressortent dans quelques œuvres qui mettent en poèmes les connaissances scientifiques de leur temps : Aratos a composé les Phénomènes, long poème évoquant les connaissances astronomiques de l'époque ; le Problème des bœufs d'Hélios d’Archimède prend la forme d'une élégie ; Ératosthène a composé une épigramme pour conclure un de ses traités mathématiques. Cela prouve à tout le moins qu'il n'y a pas de coupure radicale entre sciences et poésie, et pourrait aussi indiquer que la forme poétique est une manière de diffuser les connaissances scientifiques de manière récréative à une plus large audience,.

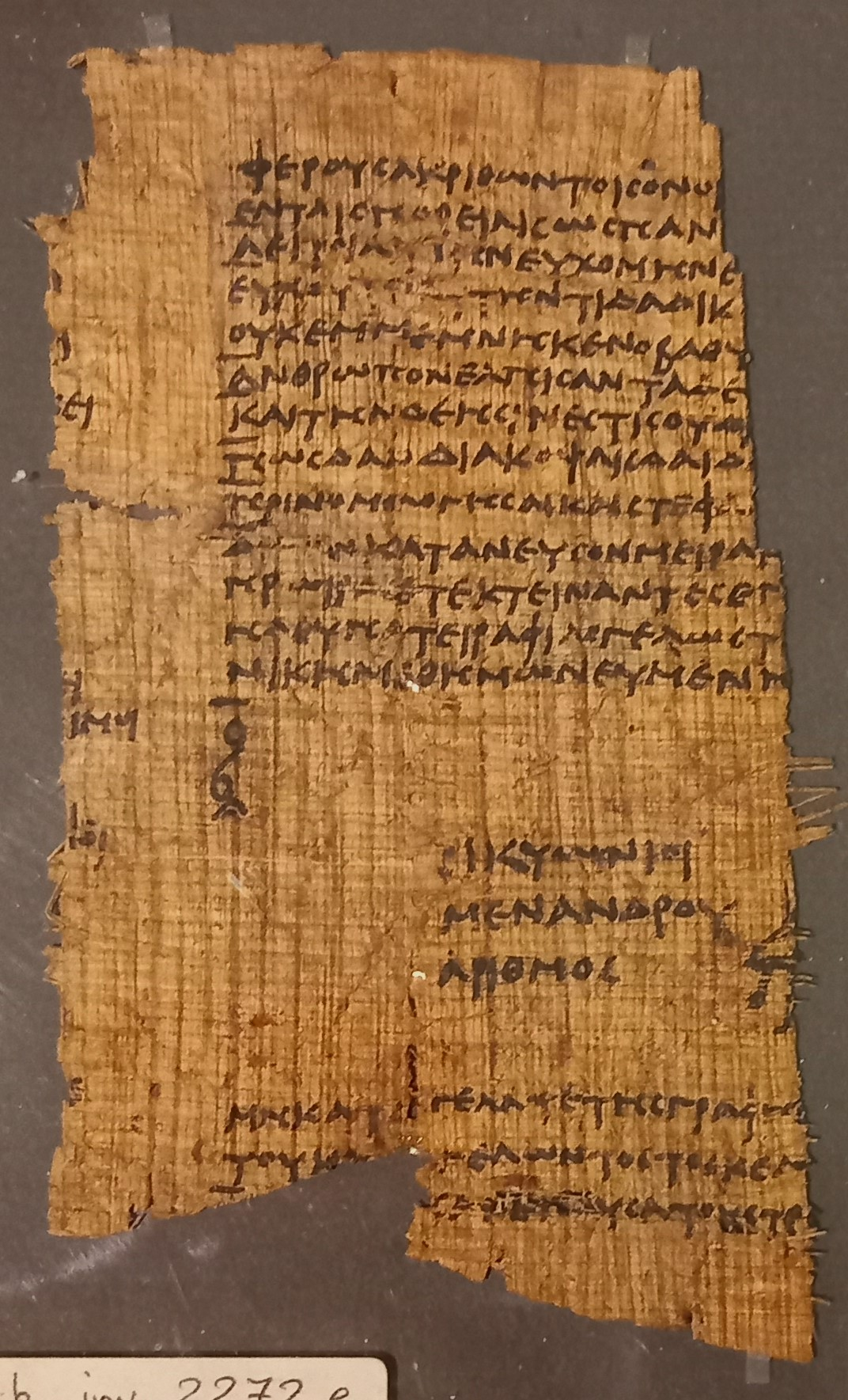
Papyrus de Médinet Ghoran (Fayoum) comprenant la copie des Sycioniens, une comédie de Ménandre. Institut de Papyrologie de la Sorbonne.

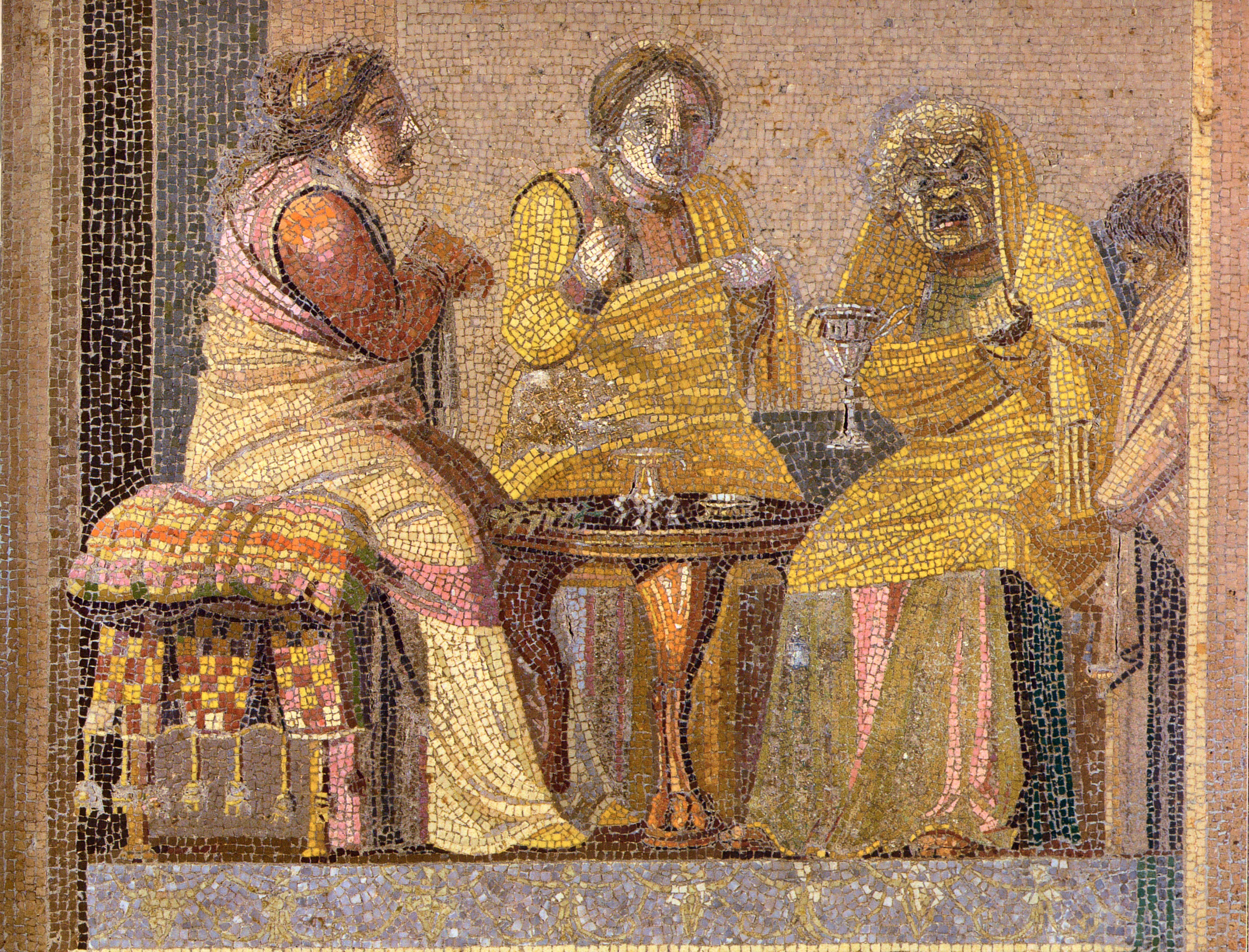
Scène de comédie. Mosaïque de la « Villa de Cicéron » à Pompéi, copie d'une œuvre de Dioscoride de Samos. Musée archéologique de Naples.

Dans le domaine du théâtre, le milieu littéraire alexandrin du IIIe siècle av. J.-C. connaît également une « Pléiade tragique » avec notamment Lycophron, Sosithée, Philiscos de Corcyre, etc. Les concours tragiques participent de la popularité du genre, incitant à de nouvelles créations. La comédie est dominée par la figure de Ménandre, poète athénien actif au tout début de la période, figure majeure de ce qui a été surnommé la « Nouvelle Comédie », développant des personnages comiques archétypaux. Vainqueur de nombreux concours, ses œuvres sont souvent jouées dans le monde hellénistique puis gréco-romain. Malgré cette popularité il n'était connu que par des fragments jusqu'au début du XXe siècle quand des papyrus de ses comédies ont été mis au jour. Après lui la Nouvelle Comédie se poursuit avec des auteurs tels que Posidippe de Cassandréia qui acquiert une grande renommée. Les représentations plus courtes (une dizaine de minutes), les mimes sont également en vogue à la période, avec notamment les œuvres d'Hérondas, également connues par papyrus, qui ont pour cadre la vie des petites gens, un brin vulgaires à l'occasion tout en recourant à des formes poétiques recherchées,,.
Parmi les œuvres connues seulement par fragments mais apparemment appréciées et influentes dans l'Antiquité, les Contes milésiens d'Aristide de Milet, est un recueil d'histoires courtes, avec des passages érotiques, qui aurait inspiré (après traduction) les poètes latins Apulée, Ovide et Pétrone ainsi que le poète grec Lucien de Samosate.
Autre genre pour l'essentiel perdu, la littérature historique hellénistique s'inscrit dans la continuité de celle de l'époque classique, notamment Hérodote. Certains des personnages historiques de premier plan ont écrit leurs mémoires, en premier lieu Ptolémée Ier. Selon ce qu'en disent des textes antiques, les historiens hellénistiques auraient surtout mis l'emphase sur les grands hommes et les récits aux accents tragiques, usant de pathos pour faire des personnages historiques des figures théâtrales, privilégiant l'émotion et la morale sur les faits. Principal critique de cette approche, Polybe (IIe siècle av. J.-C.) se démarque en privilégiant une approche rationnelle de l'histoire dans ses Histoires, en grande partie perdues mais essentielles pour connaître l'histoire de la conquête romaine de la Grèce. Diodore de Sicile (Ier siècle av. J.-C.) puise dans tout ce corpus aujourd'hui largement disparu pour sa monumentale Bibliothèque historique, dont la majeure partie est également perdue, exemple d'histoire universelle qui semble en vogue à l'époque.

### Écoles philosophiques

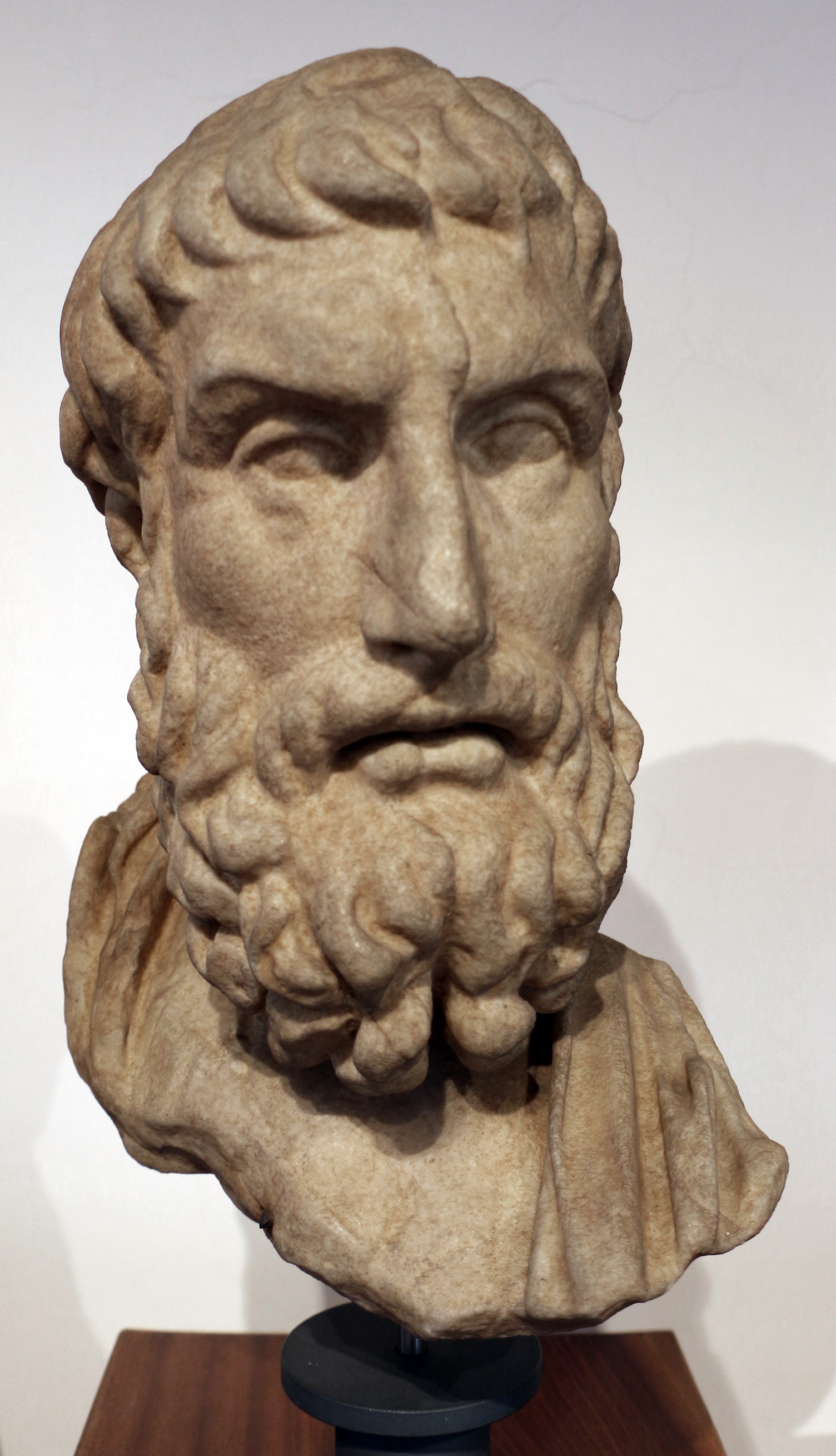
Buste d’Épicure, copie romaine d'un original grec du Musée Barracco.

La philosophie hellénistique est dominée par quatre courants, tous partis d'Athènes qui garde la primauté dans ce domaine. Le IVe siècle av. J.-C. (donc en bonne partie la fin de l'époque classique) voit la constitution de grandes « écoles » philosophiques qui s'inscrivent dans la continuité d'un fondateur : Platon, Aristote, Épicure, Zénon. Elles disposent d'un centre d'enseignement attitré, situé à Athènes, qui leur donne leur nom : l'Académie pour les Platoniciens, le Lycée pour les Aristotéliciens, le Jardin pour les Épicuriens, le Portique (Stoa) pour les Stoïciens. La nature exacte de ces écoles est débattue. Leur fonctionnement a pu être rapproché de celui d'associations religieuses. Elles enseignent et diffusent la pensée de leur fondateur, célèbrent sa mémoire (Platon reçoit un culte), forment des continuateurs dont les meilleurs prennent la tête de l'école (scholarques) afin de les perpétuer. Elles sont censées proposer des interprétations de la pensée de leur fondateur, poursuivre son œuvre, plutôt que la critiquer et en diverger, mais la fidélité à leur fondateur est fluctuante. Il existe par ailleurs des divergences entre les écoles sur ce qu'il convient d'étudier, donc ce qui est central dans la connaissance : elles s'accordent toutes pour considérer que la physique, l'étude la nature, est importante, mais elles divergent sur l'intérêt accordé à d'autres disciplines (mathématiques, rhétorique, éthique, théologie, etc.). La plupart de ces écoles forment un cercle fermé réservé à des initiés, sauf le Jardin épicurien qui est ouvert au plus grand nombre,.
Le courant platonicien conserve un prestige important, d'autant plus que c'est sur son modèle que se sont formées les autres écoles. Son histoire durant l'époque hellénistique reste mal connue. Il est généralement considéré que le sixième scholarque de l'école, Arcésilas de Pitane (actif à partir des années 260), donne un tournant plus sceptique à la pensée platonicienne (Nouvelle Académie). Cette tendance prend fin sous Antiochos d'Ascalon (actif au début du Ier siècle av. J.-C.) qui adopte une posture plus éclectique, reprenant des éléments des pensées aristotélicienne et stoïcienne. L'Académie est un lieu d'enseignement important, où se forme notamment Cicéron.
Le courant aristotélicien (on parle aussi de « Péripatéticiens » en raison de la propension de ses membres à philosopher en déambulant) est dominé au début de la période hellénistique par la figure de Théophraste, disciple et successeur d'Aristote, qui poursuit son travail encyclopédique marqué par la collecte d'informations et d'opinions, vue comme une préparation nécessaire aux spéculations, et produit d'importants travaux de sciences naturelles. Après lui l'influence aristotélicienne semble décliner, notamment parce que son successeur Straton de Lampsaque abandonne l'encyclopédisme pour se concentrer sur la physique seule, et c'est Alexandrie qui devient le principal centre de cette école. Mais c'est sans doute un peu réducteur car cette école a encore une influence importante, notamment avec les travaux de Critolaos (IIe siècle av. J.-C.) dans le domaine de l'éthique.
L'épicurisme, qui doit son nom à Épicure (341-270), enseignant dans le « Jardin », qui recherche le bonheur par la satisfaction des seuls désirs basiques, la recherche de l'ataraxie, l'« absence de troubles », qui permet de se libérer des anxiétés. Son enseignement est ouvert à tous ceux qui souhaitent le recevoir, y compris les femmes, et est marqué par une forme de prosélytisme qui lui assure un certain succès. Les doctrines de l'épicurisme restent stables dans le temps comparées aux autres courants. Elles reposent sur l'atomisme, une approche empirique du savoir, et un hédonisme ascétique,. L'implication politique est en principe rejetée par le fondateur, mais ses successeurs se font souvent conseillers des rois et grands personnages politiques.
Le stoïcisme, développé par Zénon de Kition (336-262), généralement considéré comme l'opposé du précédent bien qu'il ait également pour but l'ataraxie, professe la compréhension et l'acceptation du monde naturel sans laisser ses sentiments l'emporter. Influencé par le socratisme et le cynisme, il rejette les appartenances politiques et sociales. Après la mort de son fondateur, il est marqué par le développement d'une croyance en la Providence, d'intenses débats internes et des penseurs majeurs, en particulier le troisième scholarque Chrysippe de Soles (IIIe siècle av. J.-C.). Au IIe siècle av. J.-C. Posidonios implante un important centre stoïcien à Rhodes. Ce courant gagne ensuite une grande influence et acquiert une forme de respectabilité. Plusieurs Stoïciens servent les grands de leur monde, notamment les élites romaines qui prennent goût à cette école philosophique,,.
D'autres courants philosophiques sont actifs et influents durant la période. Le cynisme, avec notamment Diogène de Sinope, refuse radicalement les conventions sociales pour vivre une vie très modeste, s'imposer des douleurs physiques, plaisantant sur les sujets sérieux, avec une volonté provocatrice. Le scepticisme, constitué par Pyrrhon, met l'emphase sur le doute, le savoir et la vertu, incitant au développement d'une vie intérieure pour atteindre l'ataraxie. Il ne débouche par sur la création d'une école philosophique, mais influence à des degrés divers les grandes écoles de la période.

### Sciences
L'époque hellénistique commence au moment où meurt le philosophe Aristote, dont l’œuvre est marquante pour l'histoire des sciences. Tel que mis en avant par L. Taub, une des tendances de la période est en effet l'imbrication entre considérations philosophiques et scientifiques, les philosophes s'intéressant à la nature du monde et donc à des préoccupations qui sont scientifiques du point de vue moderne. Parmi les principaux courants, les Péripatéticiens continuent l’œuvre d'Aristote en amassant une grande quantité de données afin de procéder à des comparaisons et des réflexions, à l'image de ce que fait son successeur Théophraste, tandis que les Platoniciens, souvent inspirés également par le Pythagorisme, sont intéressés par les mathématiques qui sont vus comme une manière de comprendre l'Univers et ses principes. Les savants de la période sont souvent marqués, certes à des degrés divers, par un des courants philosophiques et cela peut imprégner leurs recherches. Un autre aspect des sciences hellénistiques sont la volonté de rendre publics les résultats des recherches, par des publications qui permettent de diffuser les découvertes, voire des sortes de travaux de vulgarisation, parmi lesquels se trouvent les poèmes scientifiques déjà évoqués. Lorsqu'un auteur tel qu'Archimède choisit de faire connaître ses travaux, c'est aussi bien pour les rendre utiles pour d'autres que pour assurer sa renommée. Les sciences et techniques de la période sont du reste en bonne partie connues par des ouvrages d'auteurs latins qui les compilent et les diffusent pour un lectorat non grec, comme Pline l'Ancien et Vitruve. La mise au point et la diffusion de dispositifs techniques et d'instruments tels que les cadrans solaires contribue également à rendre publiques les avancées scientifiques du temps. Un autre élément marquant des sciences hellénistiques est l'intérêt pour les grands nombres, et les considérations numériques, qui se voient dans de nombreux travaux visant à calculer les distances et la taille de montagnes, de la Terre, des astres, etc..

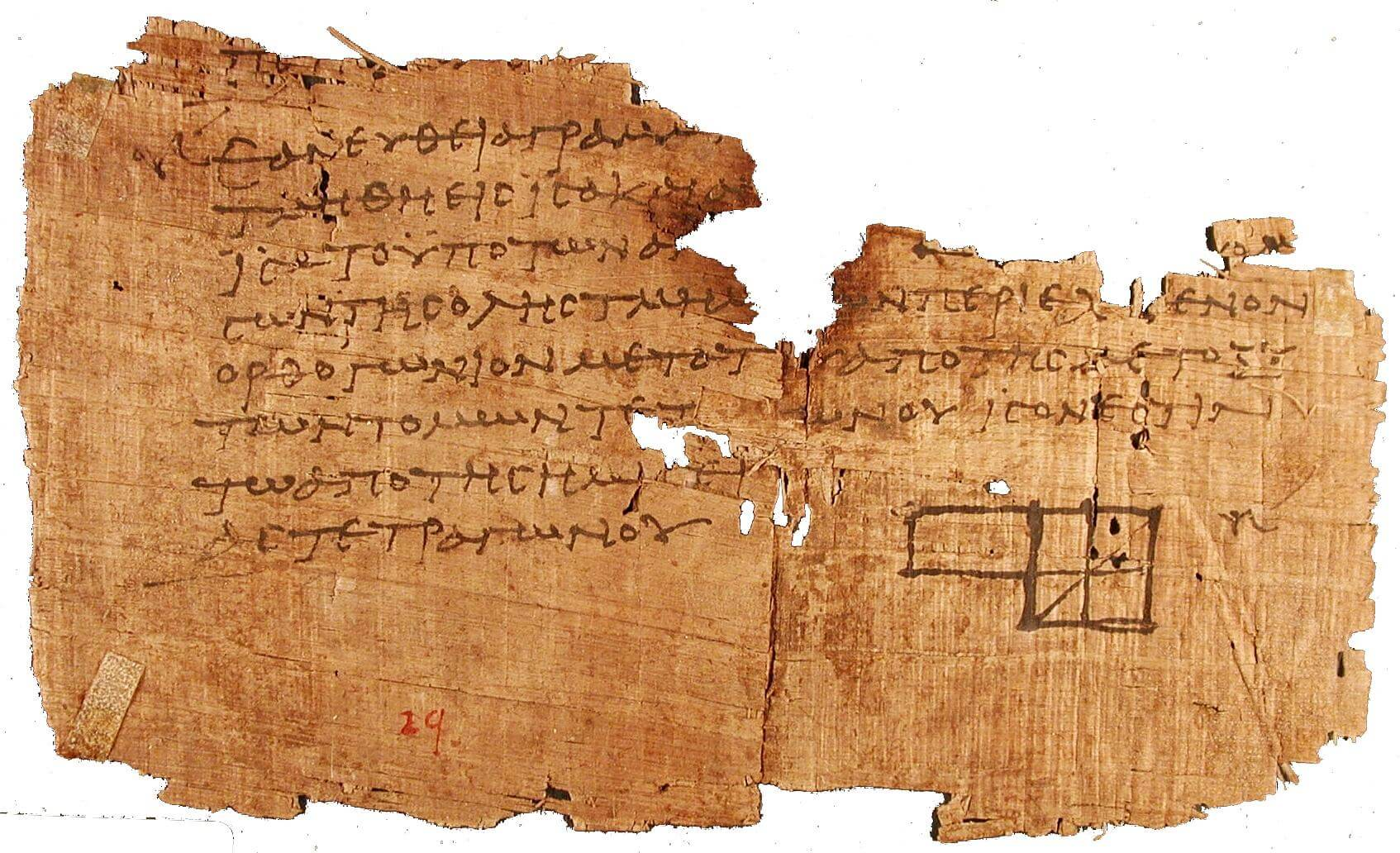
Un des rares fragments des Éléments d'Euclide datant de l'Antiquité qui nous soit parvenu, sur une papyrus découvert à Oxyrhynque, qui daterait d'entre 75 et 125 de notre ère.

Les mathématiques grecques semblent avoir été peu développées avant le début de l'époque hellénistique. Elles sont surtout attestées dans des travaux de philosophes comme Platon ou des Pythagoriciens, et également Aristote. Après lui s'opère une séparation entre les deux qui se traduit par l'apparition de traités qui ont pour objet de résoudre des problèmes par des démonstrations les plus convaincantes possible et d'en dégager des principes généraux, théorèmes et axiomes. Euclide (v. 325-250) est la figure majeure du début de la période. Il a surtout laissé une œuvre maîtresse, les Éléments, reposant sans doute en partie sur des travaux antérieurs qui sont perdus, qui sert de socle à l'enseignement de la géométrie jusqu'à l'époque moderne (géométrie euclidienne). Archimède (v. 287-212/1) est l'autre mathématicien de premier plan de l'époque hellénistique. Il a passé l'essentiel de sa vie à Syracuse, sous la protection du roi Hiéron II, correspondant avec les principaux savants de son temps, dont Ératosthène. Il a laissé un ensemble de traités plutôt courts consacrés chacun à un problème, faisant l'objet d'une résolution avec une démonstration robuste. Il pose les bases d'une utilisation des mathématiques pour la physique, dans des travaux comme son Traité des corps flottants qui expose la « poussée d’Archimède ».
En ce qui concerne l'astronomie, le principal foyer d'études au début de l'époque hellénistique se trouve en Babylonie, où des prêtres ont développé une longue tradition d'observations astronomiques précises, compilées sur plusieurs siècles, et élaboré des modèles prédictifs efficaces, dont certains ont une base arithmétique. Ces pratiques se mêlent à d'autres qui relèvent de l'astrologie, notamment les horoscopes. L'astronomie-astrologie babylonienne influence fortement celle des Grecs, qui en ont au moins une vague connaissance dès l'époque classique, comme cela se voit dans les travaux de Méton d'Athènes qui reprend aux Babyloniens le cycle portant son nom, qui a pour but de faire concorder les années lunaires et solaires. Les astronomes grecs se différencient néanmoins parce qu'ils s'appuient sur des modèles explicatifs de base géométrique pour reproduire les mouvements des corps célestes, à l'image d'Eudoxe de Cnide et de Callippe de Cyzique, les deux principaux astronomes grecs du IVe siècle av. J.-C. Leurs finalités restent pratiques, notamment améliorer le calendrier et les divisions du temps, étudier le lever et le coucher des astres. Euclide s'intéresse également à l’astronomie, par une approche géométrique. Aristarque de Samos (actif v. 280 av. J.-C.) propose le premier système géocentrique connu. D'autres grands scientifiques du IIIe siècle av. J.-C. tels qu'Archimède s'intéressent à l'astronomie, mais pour l'essentiel cette discipline s'en tient à l'observation et à la description des phénomènes astraux. Les recherches sont souvent numériques : sur la distance entre des astres (la Terre et la Lune, la Terre et le Soleil), leur volume, le nombre d'étoiles dans le ciel, ou encore le nombre de grains de sable qui permettraient de remplir l'Univers dans L'Arénaire d'Archimède. Hipparque (v. 185-125 av. J.-C.) bouleverse l'astronomie grecque en introduisant le principe des modèles astronomiques prédictifs, repris des travaux des astronomes babyloniens dont il avait manifestement une connaissance approfondie, mais en conservant la préférence grecque pour la géométrie (notamment la trigonométrie) plutôt que l'arithmétique. Cela lui permet de développer des modèles concernant les mouvements astraux et notamment l'orbite lunaire, de découvrir le principe de précession des équinoxes, et d'élaborer un catalogue d'étoiles très détaillé. Les travaux des astronomes du reste de la période hellénistique sont très mal connus, mais ils poursuivent manifestement la voie ouverte par Hipparque. Le développement de l'astronomie hellénistique se voit également dans les instruments employés pour cette discipline. Le gnomon et la cadran solaire sont d'un usage plus courant, et se retrouvent dans les espaces publics. Un autre outil visible au public est le parapegme, almanach gravé sur pierre dont un exemplaire hellénistique est connu à Milet, comprenant des trous renvoyant à des dates du calendrier, dans lesquels on peut insérer des jalons mobiles et ainsi faire correspondre approximativement à ces dates des phénomènes célestes et météorologiques. D'autres outils sont développés comme le dispositif d'Archimède élaboré pour mesurer le diamètre du Soleil, et le « mécanisme d'Anticythère », le plus complexe instrument mécanique hellénistique connu, qui sert probablement à reproduire les mouvements des astres,. Les connaissances astronomiques sont aussi mobilisées pour l'astrologie, en particulier celle des horoscopes qui connaît un important développement à l'époque hellénistique, sur le modèle babylonien.

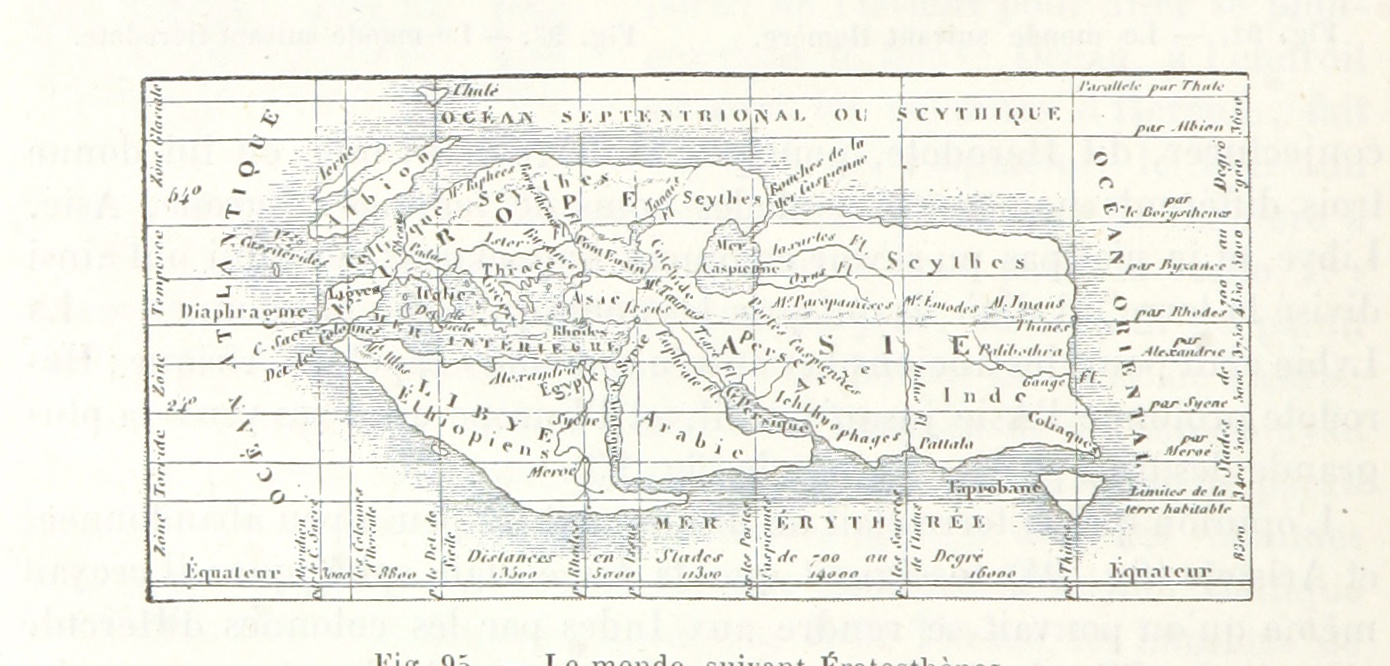
Représentation moderne du monde selon les travaux d’Ératosthène.

La géographie hellénistique se développe grâce à une meilleure connaissance du monde permise par l'expansion du monde grec et des explorations plus lointaines. En tant que discipline, elle vient souvent en tandem avec l'astronomie, recours aux mathématiques, comme cela ressort des travaux d’Ératosthène et d'Hipparque, et sert à réaliser des travaux cartographiques. Le premier en particulier a contribué à forger une discipline géographique autonome, avec son traité Géographie. Il débarrasse les descriptions du monde des éléments fantaisistes qui se trouvaient dans des travaux antérieurs, et y inclut des travaux mathématiques d'un nouveau type, avec l'emploie de coordonnées. Son accomplissement le plus célèbre est sa mesure de la circonférence de la Terre, remarquablement précise au regard des moyens dont il disposait. Ces travaux géographiques plus précis dans la localisation et la mesure des distances sont des instruments appréciés des administrations royales hellénistiques. D'autres savants de l'époque ont produit des travaux géographiques disparus, comme Posidonios et Polybe. Au début de l'époque romaine impériale, Strabon s'appuie sur les travaux des géographes hellénistiques pour rédiger sa monumentale Géographie,.
La médecine grecque avait connu un essor à l'époque classique avec l'élaboration du corpus hippocratique, attribué à la figure quasi-mythologique d'Hippocrate, qui fait l'objet de commentaires à l'époque hellénistique, qui sont pour l'essentiel perdus, comme la majeure partie de la littérature médicale de la période. Elle développe la théorie des humeurs, qui est fondamentale pour la médecine antique et la recherche d'une origine naturelle aux maladies, en concevant le corps comme un tout. Les sanctuaires du dieu guérisseur Asclépios servent de lieux de cure (notamment par des rites d'incubation) et d'exercice de la médecine. Les médecins hellénistiques, ou du moins une partie d'entre eux, appartiennent à des « écoles », comme les dogmatiques/rationalistes qui partent de la théorie et les spéculations, et leurs adversaires empiristes qui se reposent sur l'observation et l'expérience. Aristote, lui-même fils de médecin, avait rédigé un traité de médecine perdu et mis en avant la nécessité de procéder à des études anatomiques pour faire progresser l'art médical. À Alexandrie, Érasistrate et Hérophile, dogmatistes, mettent cette pratique en œuvre et font progresser la connaissance du corps humain, même si leurs interprétations restent marquées par des conceptions erronées telles que celle qui veut que les artères transportent la pneuma, de l'air/du fluide qui a un rôle vital. Les autres principaux centres d'études médicales sont Cos et Cnide, où se trouvent d'importants sanctuaires d'Asclépios,.
Parmi les autres domaines scientifiques qui se développent durant l'époque hellénistique, peuvent être mentionnés la botanique, marquée en particulier par l’œuvre de Théophraste (v. 370-285 av. J.-C.), continuateur d'Aristote dans l'accumulation de données qui lui permet de dégager des classifications entre les plantes (ce qui lui permet par exemple de distinguer entre monocotylédones et dicotylédones), ou l'optique qui progresse notamment grâce à des travaux d'Euclide.
Parmi les disciplines savantes qui relèvent selon les critères modernes de l'irrationnel, l'alchimie, une science des matériaux, de leurs propriétés et de leur transformation, connaît un développement par des auteurs se réclamant des continuateurs de Démocrite d'Abdère, notamment un « Pseudo-Démocrite » derrière lequel on voit couramment Bolos de Mendès (v. 150-100). On y retrouve des éléments des sciences et techniques hellénistiques tels que l'explication par des spéculations philosophiques (comme la « sympathie universelle » du stoïcisme), le développement d'un savoir-faire (technè) recherchant l'imitation (mimesis) de la nature la plus parfaite possible (en particulier les substances précieuses telles que l'argent, la pourpre et les gemmes), l'étude des éléments et la recherche de leurs propriétés, pour aboutir à des transformations des matières travaillées qui rapprochent cet art de ceux de la métallurgie, de l'orfèvrerie, de la verrerie et de la teinture,.

### Innovations techniques
Du point de vue de l'histoire des techniques, la période hellénistique s'inscrit plus largement dans une longue phases d'innovations qui couvre de nombreux domaines et s'appuie sur les acquis des civilisations égyptienne et mésopotamienne pour les diffuser et les améliorer. Elle se caractérise par rapport aux périodes antérieures par l'apparition de textes techniques décrivant les inventions de l'époque, aussi bien d'un point de vue théorique que pratique. Aristote est le premier à développer des considérations théoriques dans sa Physique, et à sa suite des membres de l'école péripatéticienne font de même, en particulier Straton de Lampsaque. Archimède est l'inventeur le plus célébré de cette période. C'est avant tout un mathématicien comme vu plus haut, mais il étudie les comportements des corps physiques avec des mathématiques (ce qui rejoint aussi ses travaux sur les corps astraux et leurs masses), par exemple la notion de centre de gravité. Cela l'aide à mettre au point des machines, notamment des engins de siège. Mais c'est surtout Alexandrie qui est le foyer d'inventions. Les inventeurs ont laissé peu de textes, mais leurs noms ont été transmis ainsi que les machines qu'on leur attribue. Ctésibios est reconnu comme le premier grand inventeur alexandrin, qui développe la mécanique et aussi la pneumatique, qui repose sur l'étude et la compréhension de la circulation des fluides, air et eau (ce qui rejoint les théories physiologiques des médecins alexandrins). Ses écrits ne sont pas connus, mais certains d'un autre ingénieur d'Alexandrie, Philon de Byzance, nous sont parvenus, documentant la première phase d'inventions du IIIe siècle av. J.-C. Les autres sources majeures se situent après la fin de l'époque hellénistique : le latin Vitruve qui écrit au tournant de notre ère, et l'alexandrin Héron d'Alexandrie qui écrit au Ier siècle. Parmi les machines mentionnées par ce dernier, seules un quart sont attestées dans les écrits de Philon : cela laisse supposer que les autres ont été inventées durant la période d'environ trois siècles qui les sépare, et donne une idée de l'aspect innovateur de cette époque, qui se poursuit du reste durant l'époque impériale. L'archéologie fournit d'autres informations majeures, notamment pour les applications des inventions et les emplois des machines au quotidien, pour des besoins plus pratiques que ceux évoqués par les traités des ingénieurs (hydraulique, agriculture, transport, médecine, verrerie, etc.). Elle permet aussi de connaître des mécanismes non attestés par des textes, comme la machine d'Anticythère,.
Les différentes machines mécaniques et pneumatiques évoquées dans les traités antiques ont souvent une finalité ludique ou du moins non pratique. Elles n'en révèlent pas moins le niveau d'ingéniosité atteint par les inventeurs de l'époque, et plus largement leur capacité à appliquer les connaissances physiques sur les masses, les mouvements, l'air et l'eau pour élaborer des dispositifs complexes. Ctésibios met ainsi au point une variante plus élaborée de la clepsydre, outil permettant de mesurer le passage du temps avec l'écoulement de l'eau, des pompes à piston, un orgue hydraulique ainsi que des automates. Philon met au point différentes machines, comme la servante automatique, automate de forme humaine qui verse de manière automatisée de l'eau. Héron et Vitruve évoquent aussi des fontaines automatiques, des théâtres d'automates, des horloges à eau automatiques sonores. Des machines servent aussi dans la mise en scène du pouvoir, par exemple un dispositif mis au point à Pergame pour qu'une statue vienne déposer une couronne d'or sur la tête de Mithridate VI (Plutarque, Vie de Scylla, XI, 1-2). L'emploi de mécanismes à engrenages pour ce type d'objet est documentée de manière remarquable par la machine d'Anticythère, mise au jour dans une épave du Ier siècle av. J.-C. Il s'agit d'un dispositif très complexe utilisant plusieurs roues à dents triangulaires pour rendre les mouvements d'astres, y compris des anomalies, au moyen d'une échelle divisée de manière non uniforme et d'engrenages différentiels, combinant donc les connaissances scientifiques et techniques. Ce mécanisme n'est manifestement pas le produit d'une seule tentative, mais le résultat d'une évolution impliquant la réalisation d'autres machines de même type. Du reste il est significativement plus compliqué que tout ce qui est décrit dans les traités de mécanique survivants, ce qui laisse supposer l'existence d'autres machines sophistiquées non documentées. La vapeur peut être employée pour des sons. La recherche sur la fabrication de sons artificiels a pour but l'imitation de la nature, comme dans différentes formes d'art de l'époque. Ces dispositifs sonores sont notamment employés dans les sanctuaires.

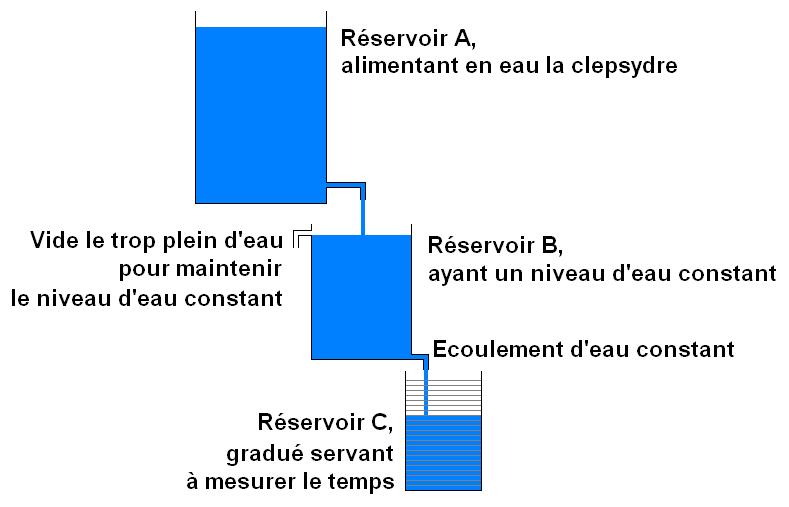
Principe de la clepsydre de Ctésibios.
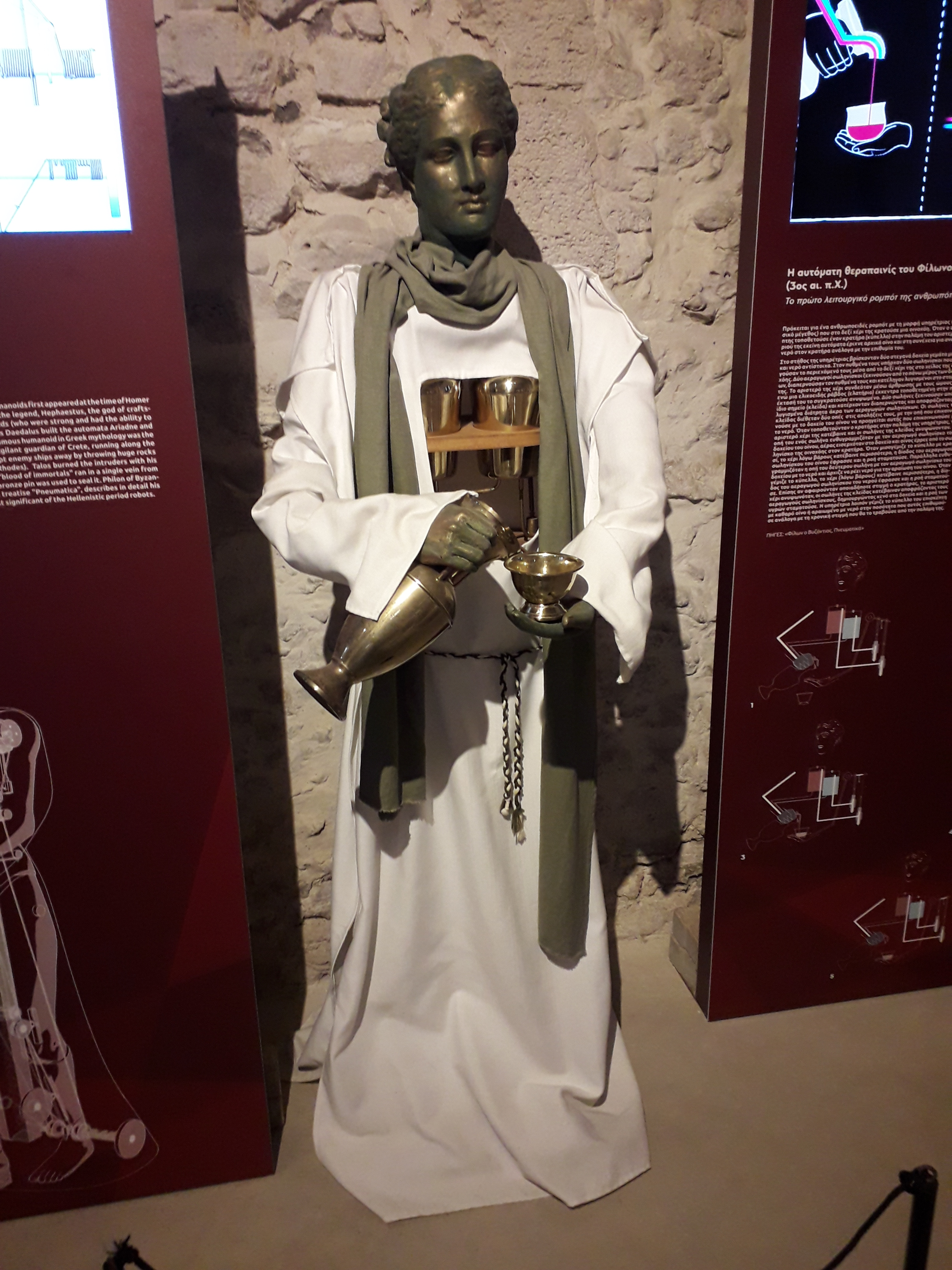
Reconstruction de la « servante automatique » de Philon de Byzance. Musée de la technologie grecque antique, Héraklion.
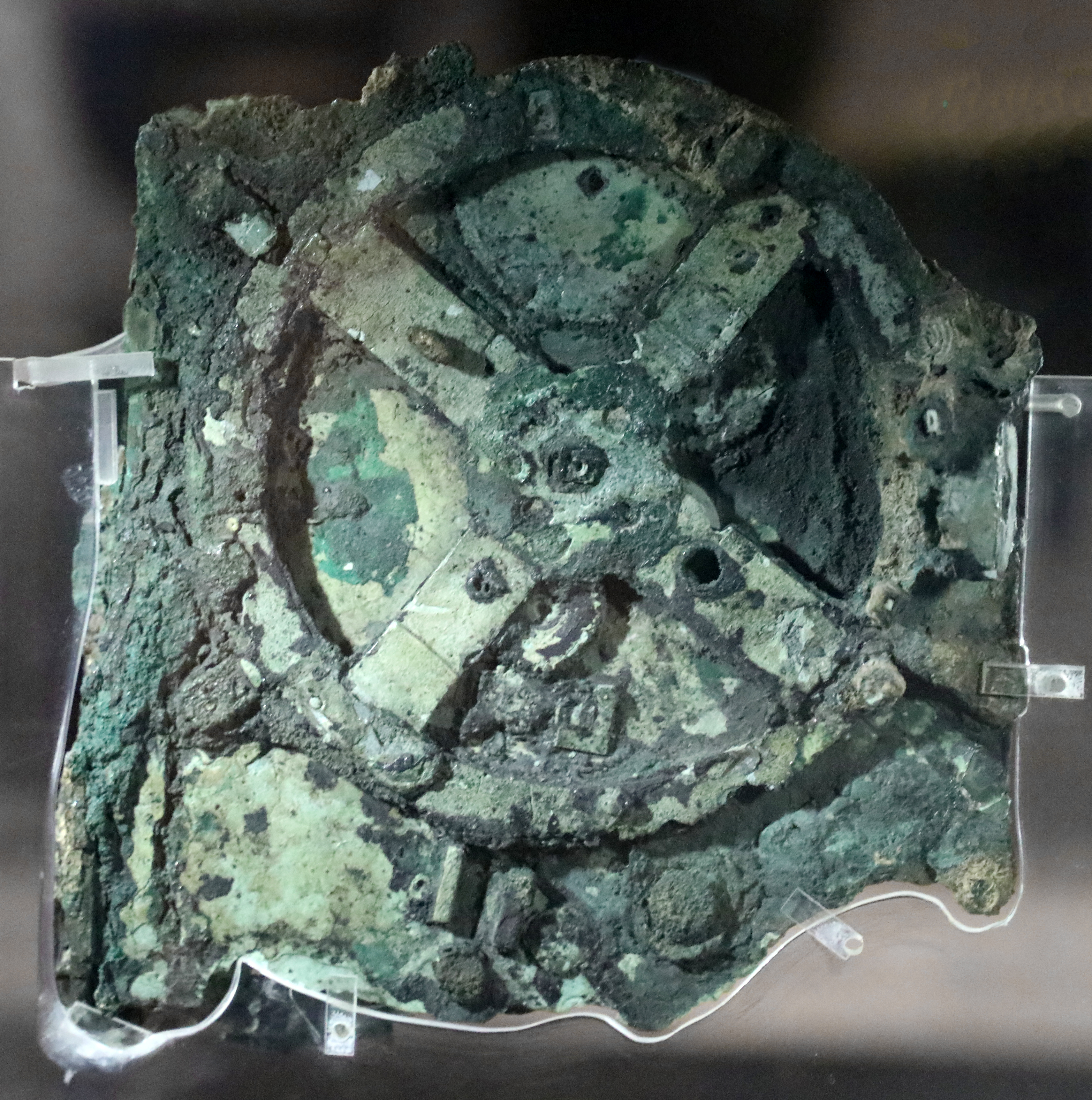
Un des ragments de la machine d'Anticythère. Musée national archéologique d'Athènes.

Un domaine privilégié d'application des innovations techniques est la poliorcétique, l'art d'assiéger les villes. Les rois qui emploient des ingénieurs sont en effet très demandeurs d'engins permettant de mener des assauts ou bien d'y résister. L'assiégeur par excellence, Démétrios Poliorcète, fait ainsi fabriquer de nouvelles machines de siège, notamment l'hélépole, une tour d'assaut haute de neuf étages. Philon de Byzance consacre un traité à la poliorcétique, et les ingénieurs alexandrins s'y illustrent, de même qu’Archimède lorsque sa cité de Syracuse est assiégée par les Romains. Les engins à projectiles, catapultes et balistes, font partie des machines améliorées durant cette période,. Ctésibios aurait même utilisé ses découvertes en pneumatique pour fabriquer des engins tirant des projectiles avec de l'air comprimé, manifestement sans succès.
D'autres machines qui se diffusent à cette période, voire y apparaissent, sont les meules verticales, pressoirs à treuil puis à vis servant pour fabriquer du vin et de l'huile. Le moulin à eau à roue verticale est attesté à partir du milieu du Ier siècle av. J.-C. Dans l'hydraulique, en plus des inventions évoquées précédemment concernant la pneumatique, la vis d'Archimède (ainsi nommée parce que son invention lui est attribuée par Vitruve) permet d'améliorer l'élévation de l'eau. L'art des aqueducs progresse également : celui de Pergame dispose d'une conduite forcée par siphon inversé. Ces progrès sont ensuite utilisés à Rome.